# 2022

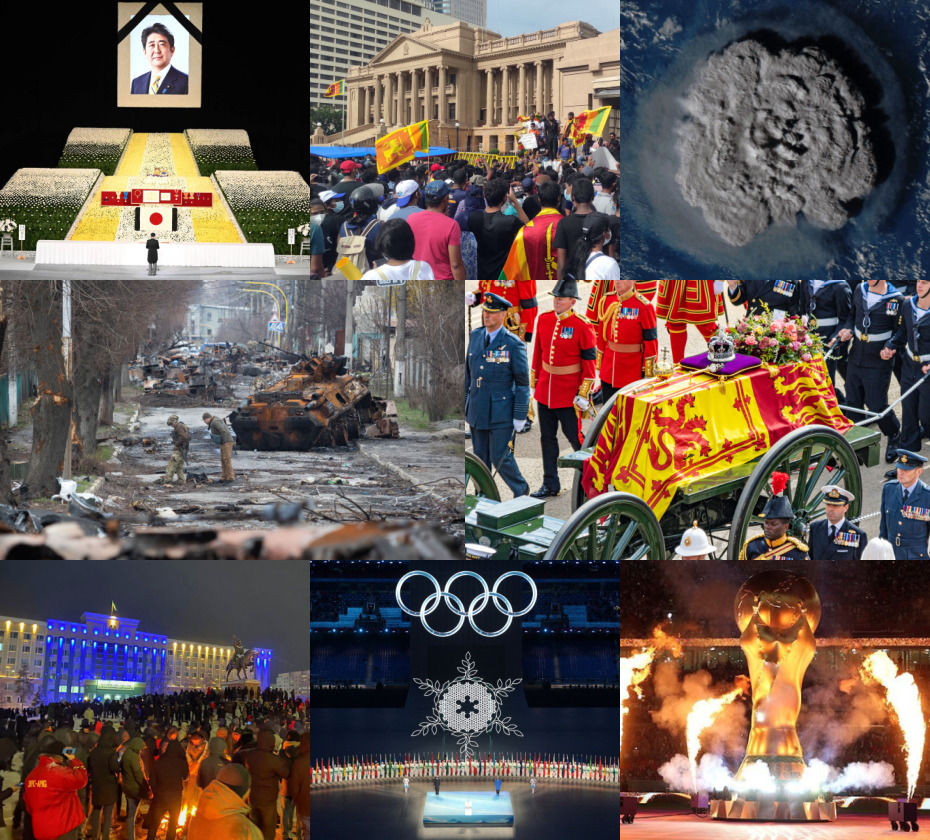
Từ trái, theo chiều kim đồng hồ: Lễ quốc tang cựu thủ tướng Abe Shinzō sau khi ông bị ám sát; Biểu tình chống chính phủ ở Sri Lanka trước Văn phòng Tổng thống; Núi lửa Hunga Tonga–Hunga Haʻapai phun trào tại Thái Bình Dương, trở thành ngọn núi lửa phun trào mạnh nhất của thế kỉ 21; Lễ tang của Nữ hoàng Elizabeth II diễn ra tại Vương Quốc Anh; Giải vô địch bóng đá thế giới 2022 diễn ra tại Qatar, chiến thắng thuộc về Argentina; Một cảnh trong lễ khai mạc Thế vận hội Mùa đông 2022 tại Bắc Kinh, Trung Quốc; Những người biểu tình trên quảng trường trung tâm của Aktobe trong tình trạng bất ổn ở Kazakhstan năm 2022; Nga xâm lược Ukraina

Năm 2022 (số La Mã: MMXXII) là năm bắt đầu vào ngày thứ bảy, năm thứ 2022 của Công nguyên theo lịch Gregory hay của Anno Domini; năm thứ 22 của thiên niên kỷ 3 và của thế kỷ 21; và năm thứ ba của thập niên 2020.
Liên hợp quốc chọn năm 2022 là Năm Quốc tế về Đánh bắt cá Thủ công và Nuôi trồng thủy sản, Năm Quốc tế về Khoa học cơ bản vì sự phát triển bền vững, Năm Quốc tế về Phát triển Miền núi Bền vững, và Năm Quốc tế về Thủy tinh.
Vào ngày 24 tháng 2, Nga tiến hành một cuộc tấn công toàn diện vào Ukraina dẫn đến nước này bị quốc tế lên án và trừng phạt, khiến hơn 3,5 triệu người Ukraina phải di dời tị nạn và là cuộc xung đột vũ trang lớn nhất châu Âu kể từ Chiến tranh thế giới thứ hai và Chiến tranh Việt Nam.
Năm 2022 cũng chứng kiến cái chết của các nhà lãnh đạo nổi tiếng trên thế giới bao gồm Abe Shinzō, Mikhail Gorbachev, Elizabeth II người cuối cùng đã trị vì hơn 70 năm, Giang Trạch Dân và Giáo hoàng Biển Đức XVI,.

## Sự kiện

### Tháng 1
- 1 tháng 1:
  - Luật Người lao động Việt Nam đi làm việc ở nước ngoài theo hợp đồng chính thức có hiệu lực.[7]
  - Hiệp định Đối tác Kinh tế Toàn diện Khu vực, hiệp định thương mại tự do lớn nhất thế giới, có hiệu lực với các nước Úc, Brunei, Campuchia, Trung Quốc, Nhật Bản, Lào, New Zealand, Singapore, Thái Lan và Việt Nam.[8]
  - Disney dừng cung cấp 14 kênh truyền hình tại Đài Loan.[cần dẫn nguồn]
- 2 tháng 1:
  - Biểu tình Kazakhstan 2022 bắt đầu do giá khí đốt cao.[9]
  - Abdalla Hamdok từ chức Thủ tướng Sudan.[10]
- 3 tháng 1:
  - Cầu thủ bóng đá người Bờ Biển Ngà Oussou Konan Anicet bị sát hại. Nguyên nhân là vì em trai của Konan đã bỏ thuốc độc vào ly rượu vang của anh.[11]
  - Hàn Quốc ghi nhận ca tử vong do biến thể Omicron SARS-CoV-2 đầu tiên[12]
- 4 tháng 1: Trung Quốc, Pháp, Nga, Anh và Mỹ — năm thành viên thường trực của Hội đồng Bảo an Liên Hợp Quốc — ra tuyên bố chung "trong chiến tranh hạt nhân sẽ không có kẻ thắng và nhất định không được gây chiến".[13]
- 5 tháng 1: Kazakhstan ban bố tình trạng khẩn cấp toàn quốc để đối phó với cuộc biểu tình ở nước này. Nội các của thủ tướng Askar Mamin từ chức. Tổng thống Kassym-Jomart Tokayev loại cựu Tổng thống Nursultan Nazarbayev, vẫn được xem là người nắm quyền lực thực sự của nước này, khỏi vị trí Chủ tịch Hội đồng An ninh Kazakhstan.[14]
- 6 tháng 1:
  - Iraq và Lào ghi nhận ca nhiễm biến thể Omicron đầu tiên.[15][16]
  - CSTO triển khai lực lượng gìn giữ hòa bình ở Kazakhstan, gồm cả lính dù Nga, theo yêu cầu của Tổng thống Kazakhstan Tokayev.[17][18]
- 7 tháng 1: Đại dịch COVID-19: Số ca mắc COVID-19 thế giới ghi nhận được vượt 300 triệu.[19][20]
- 10 tháng 1: Ca ghép tim lợn cho một bệnh nhân thành công đầu tiên được báo cáo, tại Baltimore, Maryland, Hoa Kỳ.[21]
- 15 tháng 1: Vụ phun trào lớn của Hunga Tonga, một núi lửa ngầm ở Tonga. Cảnh báo sóng thần được ban bố ở Úc, Canada, Chile, Fiji, Nhật Bản, New Zealand, Samoa và Hoa Kỳ.[22]
- 16 tháng 1: Tay vợt số 1 thế giới, Novak Djokovic thua kiện, bị trục xuất khỏi Úc và không thể tham gia Giải quần vợt Úc Mở rộng 2022 vì chưa tiêm vaccine COVID-19.[23][24]
- 18 tháng 1: Tập đoàn Microsoft của Mỹ thông báo ý định mua Activision Blizzard với giá 68,7 tỷ USD. Thương vụ này là thương vụ mua lại một công ty công nghệ lớn nhất trong lịch sử.[25]
- 19 tháng 1: Tổng tuyển cử Barbadia 2022: Đảng Lao động Barbados giành được tất cả 30 ghế của Hạ viện Barbados lần thứ hai liên tiếp.[26]
- 20 tháng 1 – 6 tháng 2: Cúp bóng đá nữ châu Á 2022 tổ chức tại Ấn Độ, đội tuyển bóng đá nữ quốc gia Trung Quốc lần thứ 9 giành chức vô địch.
- 22 tháng 1: Nga đề xuất cấm Bitcoin.[27]
- 23 tháng 1:
  - Bão nhiệt đới Ana làm 115 người chết ở Madagascar, Malawi và Mozambique. Vài ngày sau một loạt trận lũ lụt làm 11 người chết ở Madagascar.[28][29]
  - Một cuộc đảo chính ở Burkina Faso đã lật đổ tổng thống Roch Kaboré. Quân đội Burkinabé lấy cớ chính phủ không thể ngăn chặn các hoạt động của các chiến binh Hồi giáo trong nước là lý do cho cuộc đảo chính.[30][31]
- 24 tháng 1: Ba nước Iran, Guinea và Vanuatu đã được Liên hợp quốc khôi phục quyền bỏ phiếu tại Đại Hội đồng sau khi 3 quốc gia này thanh toán các khoản nợ phí thành viên cho Liên hợp quốc.
- 28 tháng 1: Số lượng liều vacxin được tiêm chủng trên toàn thế giới vượt qua mốc 10 tỷ.[32]
- 29 tháng 1: Bầu cử tổng thống Ý 2022: Sergio Mattarella tái đắc cử.[33]
- 30 tháng 1:
  - Bầu cử lập pháp tại Bồ Đào Nha 2022: Đảng Xã hội giành chiến thắng với 117 ghế.[34]
  - Hoa hậu Mỹ 2019 Cheslie Kryst nhảy lầu tự tử từ tòa nhà chung cư The Orion ở Midtown Manhattan, thành phố New York, Hoa Kỳ (nơi cô sống và được nhìn thấy lần cuối ở tầng 29).[35][36][37]

### Tháng 2
- 3 – 12 tháng 2: Giải vô địch bóng đá thế giới các câu lạc bộ 2021 tổ chức tại Các tiểu Vương quốc Ả Rập Thống nhất, câu lạc bộ bóng đá Chelsea lần đầu tiên giành chức vô địch.
- 3 tháng 2: Thủ lĩnh IS Abu Ibrahim al-Hashimi al-Qurashi bị tiêu diệt trong một cuộc đột kích của lực lượng đặc nhiệm Mỹ ở Syria.[38]
- 4 tháng 2: Trung Quốc và Nga đưa ra một tuyên bố chung phản đối việc mở rộng thêm của NATO, bày tỏ sự "quan ngại nghiêm trọng" về hiệp ước an ninh AUKUS, và thể hiện sự đồng thuận về một loạt vấn đề.[39]
- 4 – 20 tháng 2: Thế vận hội Mùa đông 2022 tổ chức tại Bắc Kinh, Trung Quốc.[40]
- 5 tháng 2: Bão Batsirai khiến tổng cộng 123 người thiệt mạng trên khắp Madagascar, Mauritius, và Réunion, chỉ hai tuần kể từ sau cơn bão nhiệt đới Ana khiến 115 người thiệt mạng tại cùng khu vực.[41]
- 6 tháng 2: Cuộc Tổng tuyển cử Costa Rica 2022 được tổ chức.[42]
- 8 tháng 2: Đại dịch COVID-19 – Tổng số ca mắc được xác nhận trên toàn thế giới vượt quá 400 triệu người.[43]
- 9 tháng 2: Bước đột phá lớn nhất trong năng lượng nhiệt hạch kể từ năm 1997 được xác nhận tại Joint European Torus ở Oxford, Vương quốc Anh, với 59 megajoules được tạo ra chỉ trong 5 giây (11 megawatt điện), cao hơn gấp đôi so với kỷ lục trước đó.[44]
- 13 tháng 2: Bầu cử Tổng thống Đức 2022 – Frank-Walter Steinmeier được bầu lại làm Tổng thống Đức.[45]
- 14 – 26 tháng 2: Giải vô địch bóng đá U-23 Đông Nam Á 2022 tổ chức tại Campuchia, đội tuyển bóng đá U-23 quốc gia Việt Nam lần đầu tiên giành chức vô địch.
- 14 tháng 2: Biểu tình xe tải ở Canada – Thủ tướng Justin Trudeau lần đầu tiên công bố áp dụng Đạo luật Khẩn cấp trong lịch sử Canada nhằm dập tắt các cuộc biểu tình và phong trào trên toàn quốc chống lại các chính sách và hạn chế của vắc-xin COVID-19.[46]
- 15 tháng 2: Hoàng tử Andrew, Công tước xứ York đạt một thoả thuận dàn xếp ngoài toà với Virginia Giuffre trong một vụ kiện dân sự tại Mỹ của bà liên quan đến cáo buộc tấn công tình dục.[47]
- 21 tháng 2: Khủng hoảng Nga–Ukraina 2021–22 – Tổng thống Nga Vladimir Putin ký sắc lệnh công nhận sự độc lập của Cộng hòa Nhân dân Lugansk và Cộng hòa Nhân dân Donetsk khỏi Ukraina, và bắt đầu gửi quân đến các khu vực trên. Hành động này bị Liên hợp Quốc lên án, trong bối cảnh một số quốc gia chuẩn bị thực hiện các biện pháp trừng phạt kinh tế đối với Nga.[48]
- 22 tháng 2: Khủng hoảng Nga–Ukraina 2021–22 – Nord Stream 2, một đường ống dẫn khí đốt của Nga, bị đình chỉ bởi Đức.[49] Tổng thống Hoa Kỳ Joe Biden cũng áp đặt các lệnh trừng phạt đầu tiên đối với một số cá nhân và tổ chức của Nga, bao gồm Promsvyazbank, Aleksandr Bortnikov, và những người khác; nhiều hơn mong đợi. Vương quốc Anh công bố các biện pháp trừng phạt đối với 5 ngân hàng và 3 cá nhân người Nga.[50]
- 23 tháng 2: Khủng hoảng Nga–Ukraina 2021–22: Liên minh châu Âu áp đặt các biện pháp trừng phạt đối với Nga, hạn chế khả năng tiếp cận thị trường tài chính của nước này.[51]
- 24 tháng 2: Khủng hoảng Nga–Ukraina 2021–22: Nga bắt đầu cuộc tấn công toàn diện vào Ukraina,[52] khiến các nước áp đặt các biện pháp trừng phạt thậm chí có phần nghiêm ngặt hơn với chính phủ Nga.[53]
- 25 tháng 2: Khủng hoảng Nga–Ukraina 2021–22: Nga bị tước quyền tham dự trận chung kết Champions League, dự kiến tổ chức ngày 28 tháng 5, với việc UEFA chuyển địa điểm thi đấu từ Saint Petersburg tới Paris.[54]
- 26 tháng 2:
  - Một vụ lật thuyền xảy ra ngoài khơi biển Cửa Đại, Hội An, Quảng Nam làm 17 người thiệt mạng.[55][56]
  - Nga tấn công Ukraina 2022: EU, Hoa Kỳ, và các nước đồng minh cam kết loại bỏ các ngân hàng Nga ra khỏi hệ thống thanh toán SWIFT, cũng như áp đặt các biện pháp trừng phạt với Ngân hàng Trung ương Nga và với giới tinh hoa Nga. Những biện pháp trừng phạt này và các biện pháp trừng phạt khác đã góp phần thúc đẩy cuộc khủng hoảng tài chính tại Nga.[57][58]
- 27 tháng 2:
  - Nga tấn công Ukraina 2022: Putin ra lệnh đặt lực lượng răn đe hạt nhân chiến lược Nga vào tình trạng "báo động đặc biệt", mức báo động cao nhất, đáp lại cái mà ông mô tả là "sự hung hãn" của NATO.[59] Động thái này bị Hoa Kỳ lên án.[60]
  - Nga tấn công Ukraina 2022: Tổng thống Ukraine Volodymyr Zelenskyy thông báo rằng phái đoàn Ukraine và Nga đồng ý gặp nhau mà không cần điều kiện tiên quyết.[61]
  - Nga tấn công Ukraina 2022: Các quốc gia châu Âu cấm các chuyến bay của Nga vào không phận các nước này.[62]
  - Trong một cuộc trưng cầu ý dân, Belarus bỏ phiếu mở đường cho việc từ bỏ quy chế phi hạt nhân và cho phép Nga đặt vũ khí hạt nhân và đồn trú dài hạn quân Nga trên lãnh thổ nước này.[63][64]
- 28 tháng 2:
  - Ủy ban Liên chính phủ về Biến đổi Khí hậu (IPCC) công bố phần thứ hai của bản báo cáo đánh giá thứ sáu về biến đổi khí hậu. Trong đó kết luận rằng những tác động hiện nay là "không thể thay đổi được".[65][66]
  - Nga tấn công Ukraine 2022: Các cơ quan quản lý bóng đá FIFA và UEFA cấm các câu lạc bộ và đội tuyển Nga tham dự các giải đấu.[67]
  - Khủng hoảng tài chính Nga 2022: Trong một động thái chưa từng có, Thụy Sĩ, Monaco, Singapore và Hàn Quốc áp đặt các lệnh trừng phạt đơn phương với Nga, gồm các biện pháp kiểm soát xuất khẩu và đóng băng tài sản.[68][69][70]

### Tháng 3
- 1 tháng 3:

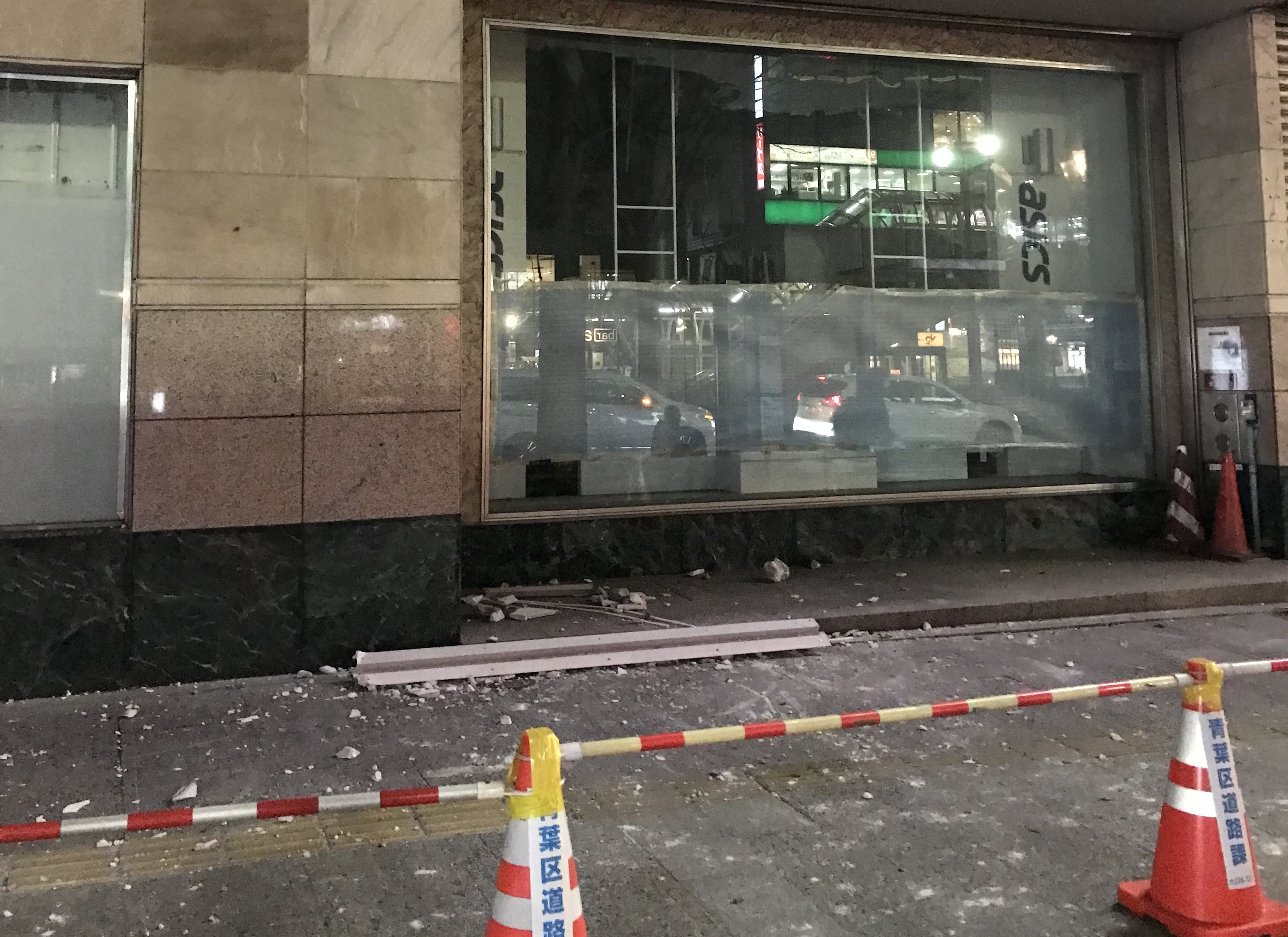
Vào ngày 16 tháng 3, một trận động đất ở Fukushima, Nhật Bản giết chết 4 người và hơn 190 người bị thương

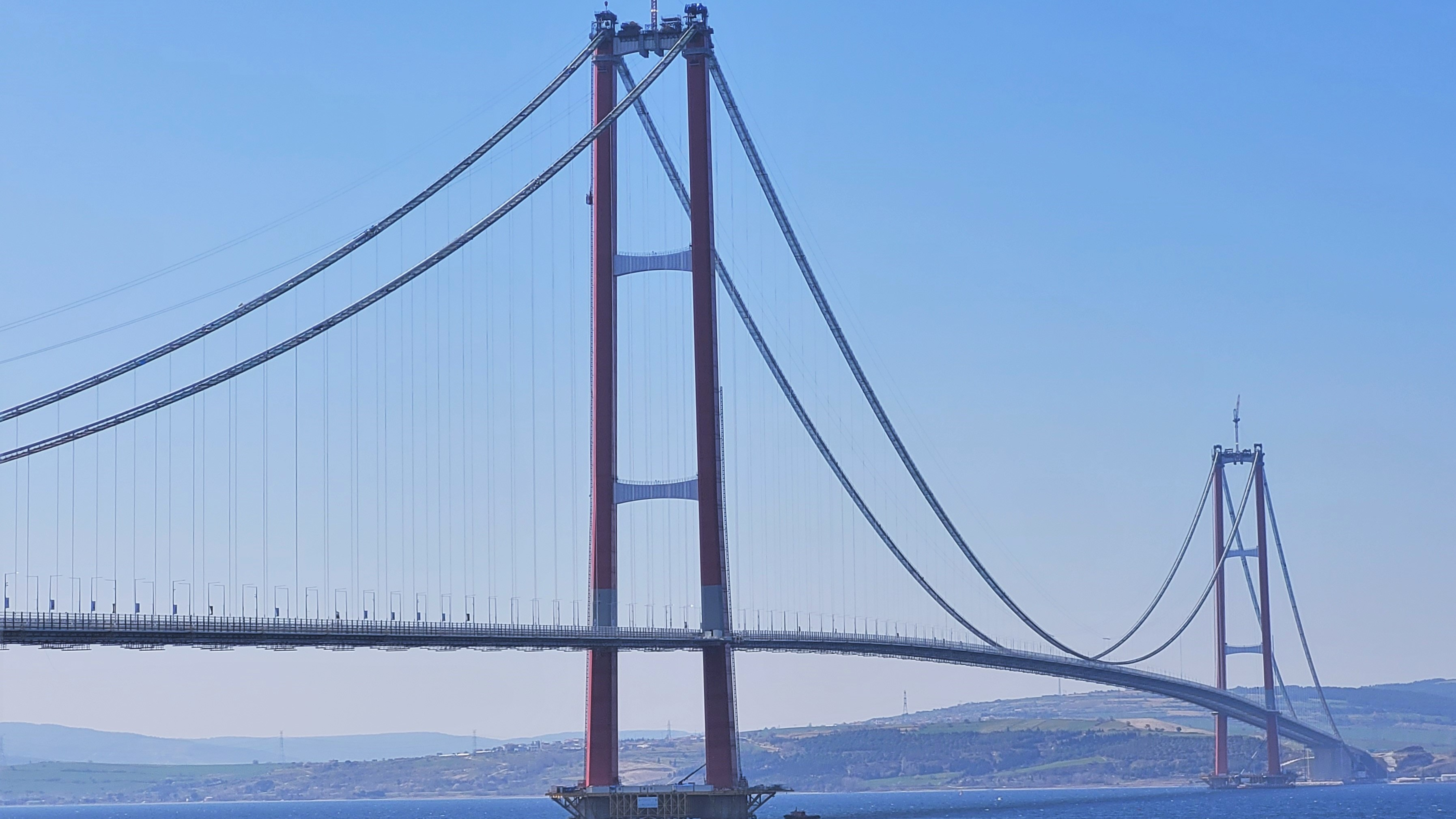
Vào ngày 18 tháng 3, Cầu Çanakkale 1915 mở cửa tại Thổ Nhĩ Kỳ, trở thành cầu treo dài nhất thế giới

  - Khủng hoảng Nga–Ukraina 2021–22: Belarus tham gia vào cuộc tấn công của Nga vào Ukraine, khi quân đội nước này tiến vào vùng Chernihiv ở phía bắc Ukraine.[71]
  - Khủng hoảng Nga–Ukraina 2021–22: Liên đoàn điền kinh quốc tế cấm cả Nga lẫn Belarus thi đấu trong tất cả các sự kiện của tổ chức này.[72]
  - Khủng hoảng Nga–Ukraina 2021–22: Trong một phiên họp khẩn cấp, các quốc gia thành viên Liên hợp quốc thông qua nghị quyết lên án cuộc xâm lược của Nga vào Ukraine và kêu gọi Nga lập tức rút quân về nước.[73]
- 2 tháng 3:
  - Khủng hoảng Nga–Ukraina 2021–22: Nga tuyên bố nước này đã chiếm được thành phố lớn đầu tiên, Kherson nằm trên đường vào từ Biển Đen, khi các cuộc pháo kích ngày càng gia tăng tại nhiều khu vực ở Ukraine, bao gồm cả các khu vực dân sự.[74]
  - Khủng hoảng Nga–Ukraina 2021–22: Liên hợp quốc báo cáo rằng hơn một triệu người tị nạn đã rời Ukraine để đến các nước khác.[75]
  - Khủng hoảng Nga–Ukraina 2021–22: Toà án Hình sự Quốc tế bắt đầu cuộc điều tra các tội ác chiến tranh của Nga nhằm vào Ukraine.[76]
- 3 tháng 3:
  - Liên đoàn bóng đá Nga nộp đơn kiện lên Tòa án Trọng tài Thể thao chống lại quyết định của FIFA và UEFA về việc cấm các đội tuyển và câu lạc bộ bóng đá Nga tham dự các giải đấu quốc tế.[77]
  - Khủng hoảng Nga–Ukraina 2021–22: Nga bị các nhà lãnh đạo thế giới lên án sau cuộc tấn công của quân đội nước này nhằm vào Nhà máy hạt nhân Zaporizhzhia – nhà máy lớn nhất tại châu Âu – dẫn đến hoả hoạn tại nơi này.[78]
- 4–13 tháng 3: Thế vận hội Người khuyết tật Mùa đông 2022 tổ chức tại Bắc Kinh, Trung Quốc.[79]
- 4 tháng 3: Khủng hoảng Nga–Ukraina 2021–22 – Các hãng tin nước ngoài gồm BBC, CNN và nhiều hãng khác, ngừng đưa tin về Nga sau khi nước này áp dụng luật phạt tù đến 15 năm với ai đưa "tin giả".[80]
- 5 tháng 3:
  - Khủng hoảng Nga–Ukraina 2021–22: Nga tuyên bố tạm thời ngưng bắn và mở "hành lang nhân đạo" để dân thường sơ tán khỏi các thành phố Mariupol và Volnovakha.[81] Tuy nhiên, các cuộc pháo kích được báo cáo là vẫn tiếp diễn.[82]
  - Nga tấn công Ukraine 2022: Visa và Mastercard, hai trong số các công ty thanh toán thẻ lớn nhất thế giới, ngưng hoạt động tại Nga.[83]
- 6 tháng 3: Nga tấn công Ukraine 2022: Sân bay Quốc tế Vinnytsia bị tên lửa Nga phá hủy, Tổng thống Zelenskyy kêu gọi thiết lập vùng cấm bay để ngăn chặn các cuộc tấn công tiếp theo tại Ukraine.[84]
- 7 tháng 3:
  - Nga tấn công Ukraine 2022: Ukraine bác bỏ đề xuất trung lập của Moscow về việc mở các hành lang tị nạn, gọi đó là hành động "trái đạo đức" và "không thể chấp nhận được", sau khi Bộ Quốc phòng Nga tuyên bố thường dân tị nạn tại một số thành phố sẽ chỉ được phép đến Belarus hoặc Nga.[85]
  - Đại dịch COVID-19: Số ca tử vong trên toàn thế giới do COVID-19 vượt ngưỡng 6 triệu ca.[86]
- 8 tháng 3:
  - Nga tấn công Ukraine 2022: Tập đoàn dầu mỏ Shell thông báo dừng thoả thuận mua dầu Nga và ngưng mọi hoạt động ở nước này, gồm cả đóng cửa các trạm dịch vụ, nhiên liệu hàng không tại đây.[87]
  - Nga tấn công Ukraine 2022: Hoa Kỳ và Anh thông báo cấm nhập dầu Nga, còn EU công bố kế hoạch giảm 2/3 phụ thuộc vào khí đốt Nga.[88]
  - Nga tấn công Ukraine 2022: Các thương hiệu toàn cầu lớn như McDonald's, Coca-Cola và Starbucks ngưng hoạt động tại Nga, để đáp trả việc Nga đưa quân vào Ukraine.[89]
- 9 tháng 3:
  - Bầu cử tổng thống Hàn Quốc 2022: Ứng cử viên Đảng Sức mạnh Quốc dân Yoon Suk-yeol được bầu làm Tổng thống Hàn Quốc.[90]
  - Nga tấn công Ukraine 2022: Nga bị các nhà lãnh đạo thế giới lên án sau vụ không kích vào một bệnh viện nhi đồng và cũng là nhà bảo sinh tại  Mariupol.[91]
  - Các nhà thám hiểm tại Nam Cực tuyên bố đã tìm thấy xác tàu Endurance, một trong những con tàu đắm lớn nhất từng mất tích, bị chìm vào năm 1915 trong cuộc thám hiểm của Ernest Shackleton.[92]
- 11 tháng 3: Gabriel Boric tuyên thệ nhậm chức Tổng thống Chile. Ông trở thành nguyên thủ quốc gia nhỏ tuổi nhất lịch sử nước này và là Tổng thống đầu tiên sinh ra trong thời độc tài quân sự của Augusto Pinochet.[93][94]
- 13 tháng 3: Nga tấn công Ukraine 2022 – 30 tên lửa Nga bắn trúng cơ sở quân sự Yavoriv, được Ukraine tổ chức hầu hết các cuộc tập trận với NATO tại đây, và gần biên giới Ba Lan, giết chết 35 người và khiến 134 người khác bị thương.[95]
- 15 tháng 3: Nga tấn công Ukraine 2022 – Nga công bố các biện pháp trừng phạt mới với một số quan chức Hoa Kỳ, cấm Tổng thống Joe Biden, Bộ trưởng Quốc phòng Lloyd Austin, cựu Ngoại trưởng Hillary Clinton, và vài cá nhân khác nhập cảnh vào nước này; Thủ tướng Canada Justin Trudeau cũng bị cấm.[96]
- 16 tháng 3: 
  - Một trận động đất 7,3 độ richter tấn công Fukushima, Nhật Bản, làm ít nhất 4 người thiệt mạng và 194 người bị thương.[97]
  - Chung kết Hoa hậu Thế giới 2021 tổ chức tại Puerto Rico, Karolina Bielawska giành chiến thắng trong cuộc thi này.
- 17 tháng 3: Cyclone Gombe, giết chết ít nhất 53 người và làm bị thương 82 người khác, tại Mozambique.[98]
- 18 tháng 3: Cầu Çanakkale 1915, cây cầu đầu tiên bắc qua Dardanelles và cầu treo dài nhất thế giới, mở cửa ở Thổ Nhĩ Kỳ.[99]
- 21 tháng 3: Chuyến bay 5735 của China Eastern Airlines bị rơi ở Quảng Tây, Trung Quốc, giết chết tất cả 133 người trên máy bay.[100]
- 23 tháng 3:
  - Nhà toán học Dennis Sullivan giành được Giải thưởng Abel cho công trình của mình trong cấu trúc liên kết.[101]
  - 50 người thiệt mạng trong một loạt các cuộc tấn công bởi al-Shabaab ở Mogadishu và Beledweyne, Somalia.[102]
- 24 tháng 3: Nga tấn công Ukraine 2022: NATO tuyên bố bốn nhóm tác chiến mới với tổng số 40,000 quân sẽ được điều động tới Bulgaria, Hungary, Romania và Slovakia, sẵn sàng tăng cường hỗ trợ Ukraina về an ninh mạng và thiết bị nhằm đối phó mối đe doạ sinh học, phóng xạ và hạt nhân khi đối phó lực lượng Nga.[103][104]
- 25 tháng 3: Nga tấn công Ukraine 2022: Bộ Quốc phòng Nga thông báo giai đoạn đầu chiến dịch "gần như" hoàn tất, đồng thời cho biết nước này sẽ tập trung "giải phóng hoàn toàn" khu vực Donbas ở miền đông Ukraine.[105][106]
- 26 tháng 3: Cuộc Tổng tuyển cử Malta 2022 được tổ chức, bầu tất cả 65 thành viên Hạ viện Malta. Đảng Lao động, do Thủ tướng Robert Abela lãnh đạo, giành được 38 trong 65 ghế.[107]
- 29 tháng 3: Nga tấn công Ukraine 2022: Thứ trưởng Quốc phòng Nga cho biết Moscow đã quyết định "giảm mạnh các hoạt động tác chiến tại Kyiv và Chernihiv" nhằm "tăng cường sự tin cậy lẫn nhau trong các cuộc đàm phán hoà bình trong tương lai nhằm thống nhất và ký kết một thoả thuận hoà bình với Ukraine".[108][109]
- 31 tháng 3: Expo 2020 bế mạc tại Dubai sau 6 tháng chạy; ban đầu tổ chức ngày 10 tháng 4 năm 2021, nhưng đã được dời lịch muộn hơn do Đại dịch COVID-19.[110]

### Tháng 4

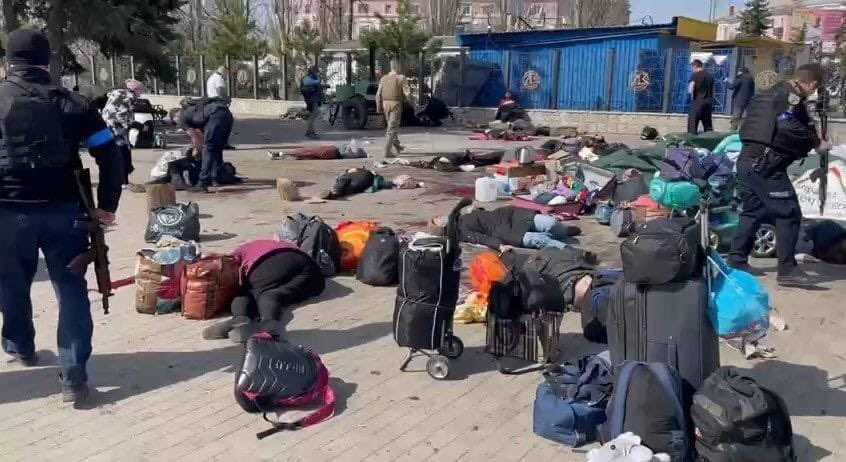
Vào ngày 8 tháng 4, Nga tấn công một ga xe lửa ở Ukraine bằng tên lửa giết chết hơn 50 thường dân

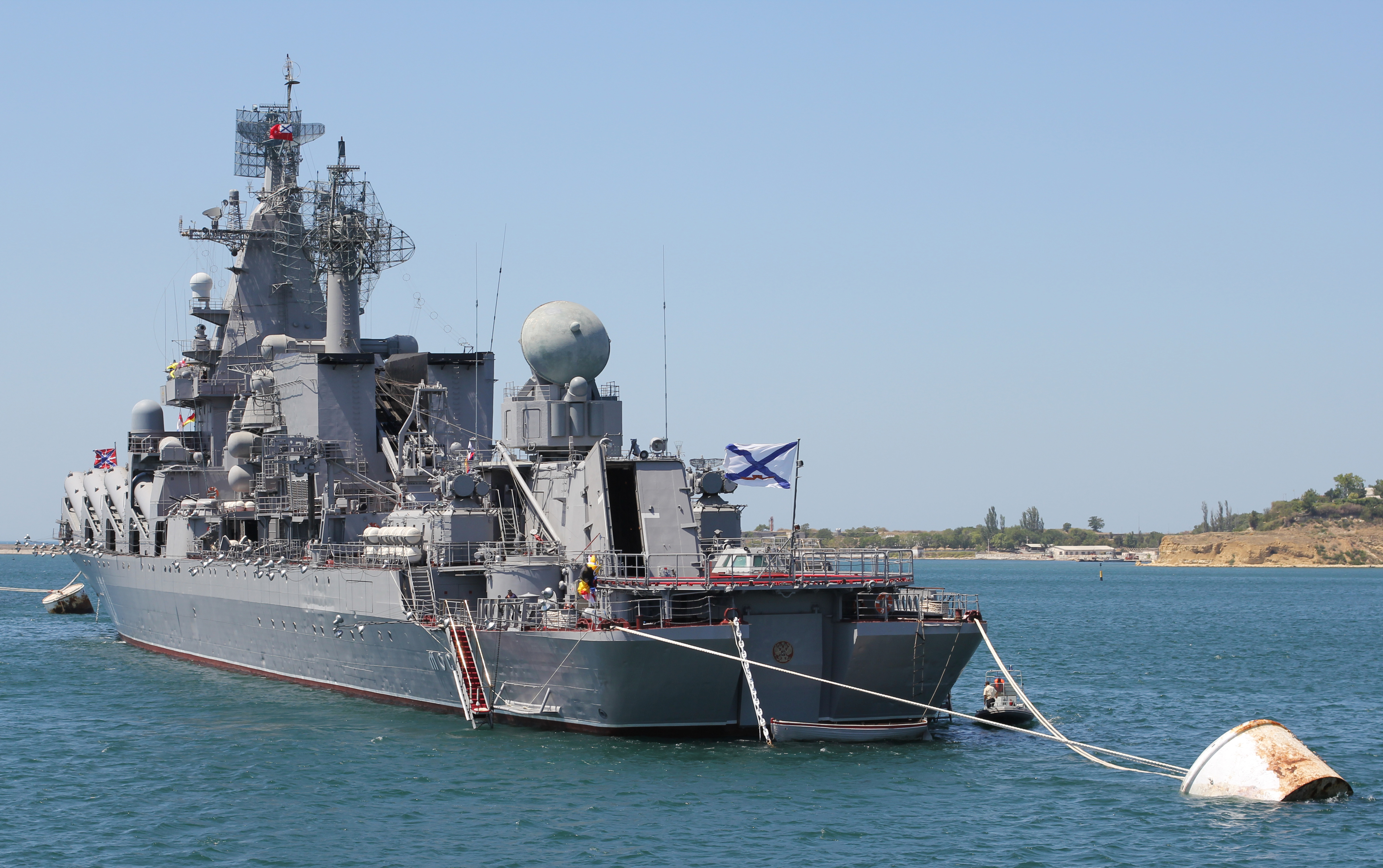
Vào ngày 14 tháng 4, tàu tuần dương Nga Moskva bị lực lượng Ukraine đánh chìm ở Biển Đen

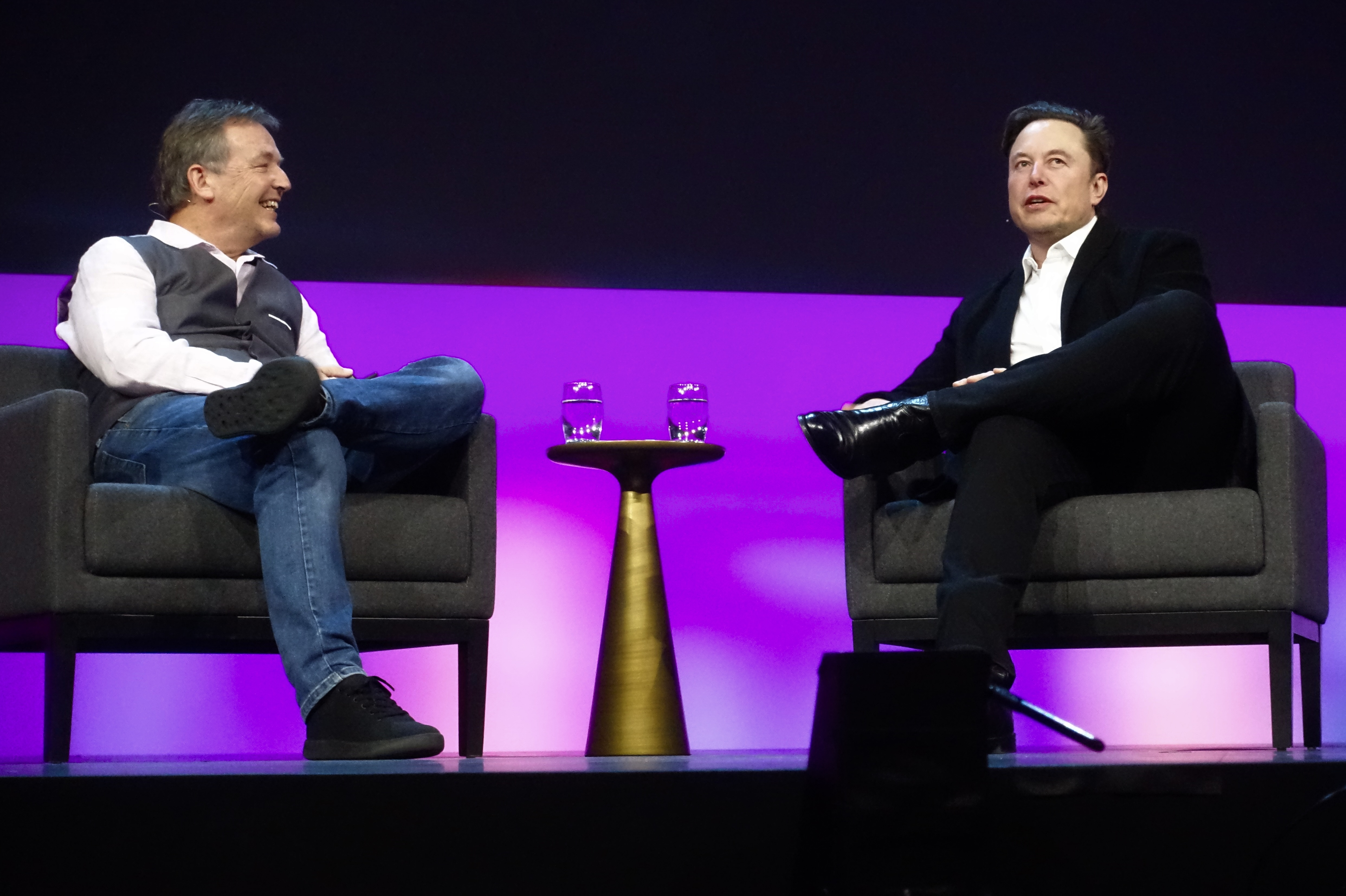
Vào ngày 25 tháng 4, Twitter chấp nhận lời đề nghị của Elon Musk để mua lại công ty với giá USD 44 tỷ đô la

- 1 tháng 4: Tám người thiệt mạng và mười tám người khác bị thương trong vụ rò rỉ khí Methan ở một mỏ gần Sokobanja, Serbia.[111]
- 2 – 10 tháng 4: Giải vô địch bóng đá trong nhà Đông Nam Á 2022 tổ chức tại Thái Lan, đội tuyển bóng đá trong nhà quốc gia Thái Lan lần thứ 16 giành chức vô địch.
- 2 tháng 4: Nga thông báo rằng họ sẽ không làm việc với các nước Phương Tây trên Trạm Vũ trụ Quốc tế cho đến khi "dỡ bỏ hoàn toàn và vô điều kiện các biện pháp Trừng phạt bất hợp pháp".[112]
- 3 tháng 4:
  - Nga tấn công Ukraine 2022: Khi quân Nga rút khỏi các khu vực gần Kyiv, Ukraine cáo buộc nước này gây ra tội ác chiến tranh, khi có nhiều bằng chứng về các vụ giết người bừa bãi, bao gồm cả vụ Thảm sát Bucha.[113][114]
  - Tổng tuyển cử Serbia 2022 được tổ chức, nhằm bầu ra Tổng thống và toàn bộ 250 ghế trong Quốc hội. Ứng cử viên Tổng thống của Together We Can Do Everything và tổng thống đương nhiệm Aleksandar Vučić chiến thắng vang dội, Together We Can Do Everything giành được nhiều ghế nhất với 119 trong tổng số 250.[115][116]
- 4 tháng 4: Ủy ban Liên chính phủ về Biến đổi Khí hậu (IPCC) công bố phần thứ ba và phần cuối cùng của báo cáo về Biến đổi khí hậu, cảnh báo rằng lượng khí thải gây hiệu ứng nhà kính phải đạt mức cao nhất vào năm 2025 và giảm 43% vào năm 2030, nhằm hạn chế sự nóng lên toàn cầu. đến 1,5 °C (2,7 °F).[117][118]
- 5 tháng 4: Một tuần sau khi các cuộc biểu tình lớn bắt đầu ở Peru, 5 người đã thiệt mạng với việc Tổng thống Pedro Castillo ban bố tình trạng khẩn cấp.[119]
- 6 tháng 4: Hóa thạch Khủng long đầu tiên được biết đến có liên quan đến ngày xảy ra va chạm Hố Chicxulub được các nhà cổ sinh vật học báo cáo.[120]
- 7 tháng 4:
  - Abdrabbuh Mansur Hadi từ chức Tổng thống Yemen và được thay thế bởi Rashad al-Alimi để tập trung vào các cuộc đàm phán hòa bình giữa Yemen và Ả Rập Saudi.[121]
  - Tòa án Tối cao phán quyết rằng động thái kêu gọi bầu cử sớm của Thủ tướng Imran Khan là bất hợp pháp, có nghĩa là Khan sẽ phải đối mặt với một đề nghị bất tín nhiệm của Quốc hội.[122]
  - Liên Hợp Quốc bỏ phiếu 93–24 để đình chỉ Nga khỏi Hội đồng Nhân quyền, với 58 quốc gia không bỏ phiếu.[123]
  - HD1, ứng cử viên thiên hà xa nhất cho đến nay, được phát hiện cách xa Trái đất 13,5 tỷ năm ánh sáng bởi Đại học Tokyo.[124]
- 8 tháng 4:
  - Nga bị các nhà lãnh đạo thế giới lên án sau vụ tấn công tên lửa vào một ga xe lửa ở Kramatorsk, Ukraine, giết chết hàng chục thường dân đang cố gắng sơ tán, bao gồm cả trẻ em.[125][126]
  - Giá lương thực toàn cầu tăng lên mức cao nhất kể từ năm 1990, với các mặt hàng như Lúa mì tăng gần 20% do hậu quả của cuộc khủng hoảng Ukraine.[127][128]
  - Lũ lụt trên khắp KwaZulu-Natal, Nam Phi, khiến hơn 300 người chết.[129]
- 10 tháng 4:
  - Trong một vụ xả súng hàng loạt, những tên cướp có vũ trang ở Bang cao nguyên của Nigeria đã giết hơn 150 người và bắt cóc 70 người khác.[130]
  - Thủ tướng Pakistan Imran Khan bị cách chức sau khi một đề nghị bất tín nhiệm được thông qua tại Quốc hội, trở thành thủ tướng đầu tiên ở Pakistan bị cách chức bởi một cuộc Bỏ phiếu bất tín nhiệm.[131] Lãnh đạo phe đối lập Shehbaz Sharif được Quốc hội bầu vào ngày hôm sau làm thủ tướng thứ 23 của đất nước.[132]
  - Vòng đầu tiên của cuộc bầu cử Tổng thống Pháp được tổ chức với Tổng thống Emmanuel Macron và Quốc hội Marine Le Pen tiến tới vòng loại.[133]
- 13 tháng 4:
  - Số ca COVID-19 được xác nhận đã vượt qua con số 500 triệu trên toàn thế giới.[134]
  - Tàu tuần dương hạm Moskva của Nga, tàu hải quân lớn nhất bị đánh chìm kể từ khi Thế chiến thứ hai kết thúc, chìm sau một vụ nổ ngoài khơi bờ biển Ukraine.[135]
- 16 tháng 4: Sự kiện thời trang Vietnam Beauty Fashion Fest do đạo diễn Hoàng Nhật Nam sáng lập lần đầu tiên được tổ chức trong khuôn khổ cuộc thi  Hoa hậu Thế giới Việt Nam 2022.
- 19 tháng 4:
- Bộ trưởng Ngoại giao Sergey Viktorovich Lavrov thông báo rằng cuộc xâm lược quân sự của Nga đã bước sang một giai đoạn mới, tập trung vào toàn bộ chiến tuyến miền Đông Ukraine với thành phố Kreminna được cho là nơi đầu tiên bị đánh chiếm.[136][137]
  - Cựu Tổng thống Đông Timor và người đoạt Giải Nobel Hòa bình José Ramos-Horta được bầu làm tổng thống trong một chiến thắng vang dội khi giành được 62% số phiếu chống lại Tổng thống đương nhiệm Francisco Guterres.[138]
- 20 tháng 4:
  - Các tay vợt Nga và Belarus bị cấm tham dự Giải vô địch quần vợt Wimbledon.[139]
  - Một nhóm của Đài quan sát phía Nam châu Âu thông báo về việc phát hiện ra các vi tân tinh.[140]
- 22 tháng 4: Máy va chạm Hadron Lớn bắt đầu hoạt động trở lại, ba năm sau khi ngừng hoạt động để nâng cấp.[141][142]
- 24 tháng 4: 
  - Vòng hai của cuộc bầu cử tổng thống Pháp năm 2022 được tổ chức, với tổng thống đương nhiệm Emmanuel Macron tái đắc cử, đánh bại Marine Le Pen trong cuộc bầu cử  tổng thống Pháp[143][144][145]
  - Cuộc bầu cử quốc hội Slovenia năm 2022 được tổ chức để bầu 90 đại biểu Quốc hội Slovenia, hạ viện của Quốc hội Slovenia và đảng Phong trào Tự do trở thành đảng lớn nhất giành được 41 trên 90 ghế.[146][147][148]
- 25 tháng 4: Elon Musk, người giàu nhất thế giới, mua lại trang mạng xã hội Twitter với giá 44 tỷ USD[149]
- 26 tháng 4: Việt Nam và Quần đảo Cook chính thức thiết lập quan hệ ngoại giao[150]
- 27 tháng 4:
  - Liên minh châu Âu cáo buộc Nga tống tiền sau khi nguồn cung cấp khí đốt cho Ba Lan và Bulgaria bị chặn bởi tập đoàn năng lượng khổng lồ Gazprom.[151]
  - Cộng hòa Trung Phi đưa Bitcoin trở thành đấu thầu hợp pháp, trở thành quốc gia thứ hai trên thế giới áp dụng tiền điện tử.[152]
  - Một tòa án ở Myanmar dưới sự kiểm soát của quân đội nước này đã kết án cựu cố vấn nhà nước Aung San Suu Kyi 5 năm tù vì tội tham nhũng.[153]
- 28 tháng 4: Dritan Abazović được Quốc hội bầu làm Thủ tướng thứ 7 của Montenegro, thay thế Zdravko Krivokapić.[154]
- 29 tháng 4:
  - Bùng phát bệnh đậu mùa khỉ năm 2022, đợt dịch xuất hiện lần đầu tiên khi một cư dân Anh, sau khi đi du lịch đến Nigeria.

### Tháng 5

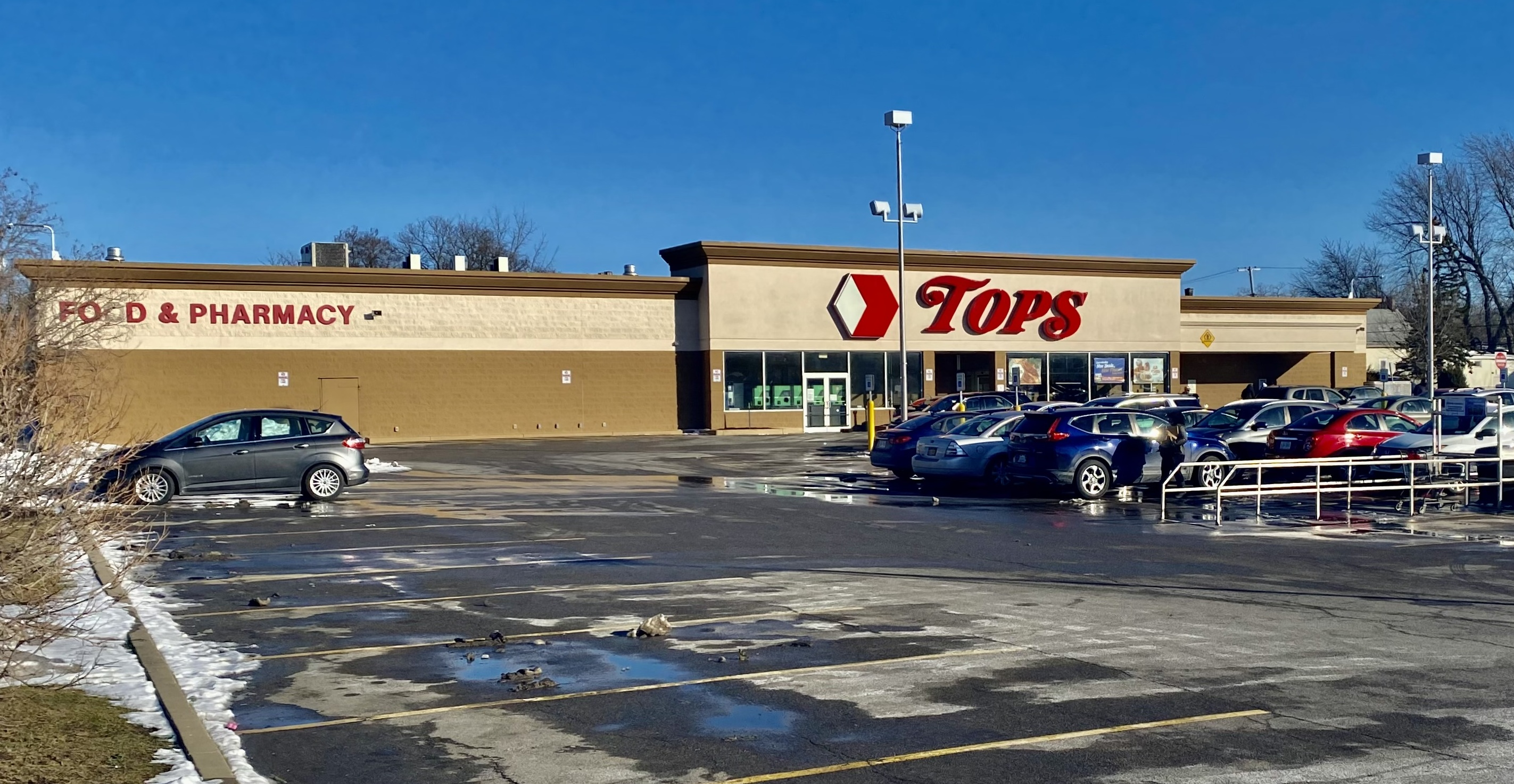
Ngày 14 tháng 5, Một Vụ xả súng tại Buffalo 2022 của Mỹ ở Buffalo, New York giết chết 10 người

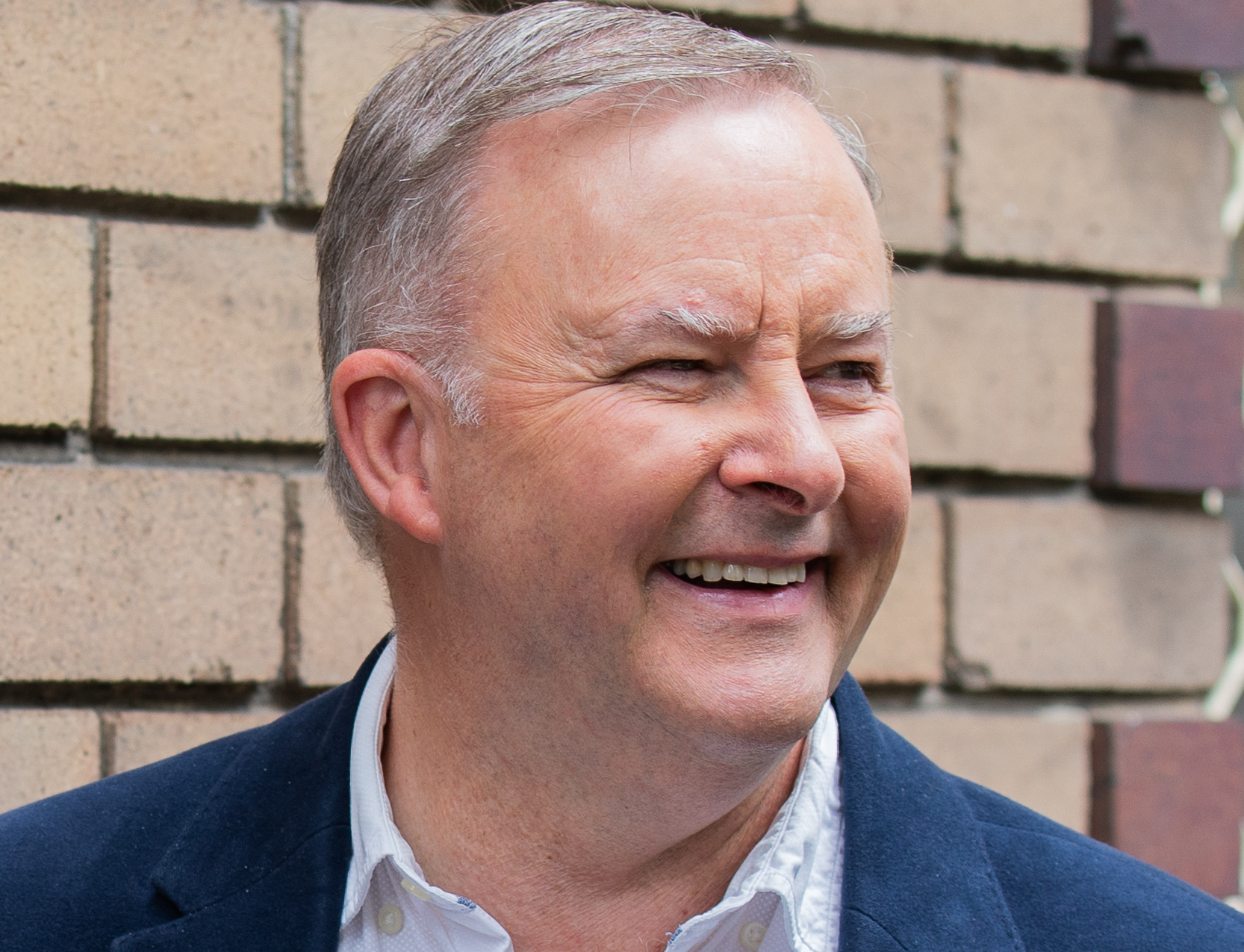
Ngày 21 tháng 5, Lãnh đạo đối lập Anthony Albanese được bầu làm Thủ tướng Úc

- 6 tháng 5: Quyết định hoãn Đại hội Thể thao châu Á 2022 đến năm 2023 do đại dịch COVID-19 tại Trung Quốc.[155]
- 12 tháng 5 – 23 tháng 5: Đại hội Thể thao Đông Nam Á 2021 tổ chức tại Việt Nam.[156]
- 15 tháng 5 – 16 tháng 5: Nguyệt thực toàn phần
- 14 tháng 5: 
  - Trung Quốc rút quyền đăng cai Cúp bóng đá châu Á 2023 do những tác động mà đại dịch COVID-19 gây ra.[157]
  - Tại Hoa Kỳ, ít nhất 10 người thiệt mạng và ba người khác bị thương trong một vụ xả súng hàng loạt của một người theo chủ nghĩa thượng tôn da trắng tại một siêu thị ở Buffalo, New York.[158]
  - Tình trạng thiếu sữa công thức cho trẻ em trên diện rộng vẫn tiếp tục diễn ra ở Hoa Kỳ sau một đợt thu hồi lớn và đóng cửa nhà máy.[159]
- 17 tháng 5: Nhà soạn nhạc đoạt giải Oscar Vangelis, một nhạc sĩ điện tử có ảnh hưởng, qua đời vì COVID-19, hưởng thọ 79 tuổi.[160]
- 18 tháng 5: Eintracht Frankfurt của Đức giành chức vô địch UEFA Europa League, đánh bại Rangers F.C của Scotland.[161]
- 19 tháng 5: Chiếc Boeing Starliner đã cập bến Trạm Vũ trụ Quốc tế.[162]
- 20 tháng 5: Tổ chức Y tế Thế giới (WHO) tổ chức một cuộc họp khẩn cấp để thảo luận về sự lây lan nhanh chóng của dịch bệnh đậu mùa khỉ ở gần một chục quốc gia, vì số ca bệnh đậu mùa khỉ được báo cáo lên tới 100.[163]
- 21 tháng 5: Đảng Lao động Úc giành được nhiều ghế nhất trong cuộc bầu cử liên bang, với Lãnh đạo đối lập Anthony Albanese thay thế đương nhiệm Scott Morrison làm Thủ tướng Úc.[164]
- 22 tháng 5: Manchester City F.C. giành chức vô địch Giải bóng đá Ngoại hạng Anh 2021–22.[165]
- 24 tháng 5:
  - Tại Hoa Kỳ, một vụ Xả súng tại trường tiểu học Robb Uvalde, Texas giết chết 19 học sinh và hai giáo viên, đồng thời làm bị thương hơn mười sáu người khác, trong đó tay súng bị cảnh sát tiêu diệt.[166]
- 25 tháng 5:
  - Hơn 50 thường dân bị giết bởi một nhóm thánh chiến có vũ trang ở Burkina Faso.[167]
  - A.S. của Ý Roma đánh bại Feyenoord của Hà Lan trong trận chung kết UEFA Europa Conference League đầu tiên.[168]
- 26 tháng 5: Tòa án Ấn Độ kết án thủ lĩnh ly khai Kashmiri Yasin Malik tù chung thân.[169]
- 28 tháng 5: Câu lạc bộ Tây Ban Nha Real Madrid đánh bại câu lạc bộ Anh Liverpool với tỷ số 1–0 để giành quyền vào chơi trận chung kết UEFA Champions League 2021–22 diễn ra tại Stade de France ở Paris, Pháp.[170]
- 29 tháng 5:
  - Chuyến bay 197 của hãng hàng không Tara đã bị rơi ở Nepal với 22 người trên máy bay.[171]
  - Marcus Ericsson giành chiến thắng tại Indianapolis 500, trở thành tay đua Thụy Điển thứ hai làm được điều này.[172]
  - Trong vòng đầu tiên của cuộc bầu cử Tổng thống Colombia, Thượng nghị sĩ cánh tả Gustavo Petro và cánh hữu, cựu thị trưởng Bucaramanga, Rodolfo Hernández Suárez, đã tiến tới cuộc tranh cử vào tháng 6.[173]
- 30 tháng 5: Google cho biết: Sẽ không còn hỗ trợ việc sử dụng những ứng dụng hoặc thiết bị của bên thứ ba chỉ yêu cầu bạn nhập tên người dùng và mật khẩu để đăng nhập vào Tài khoản Google (hay còn gọi là Quyền truy cập ứng dụng kém an toàn).[174]

### Tháng 6

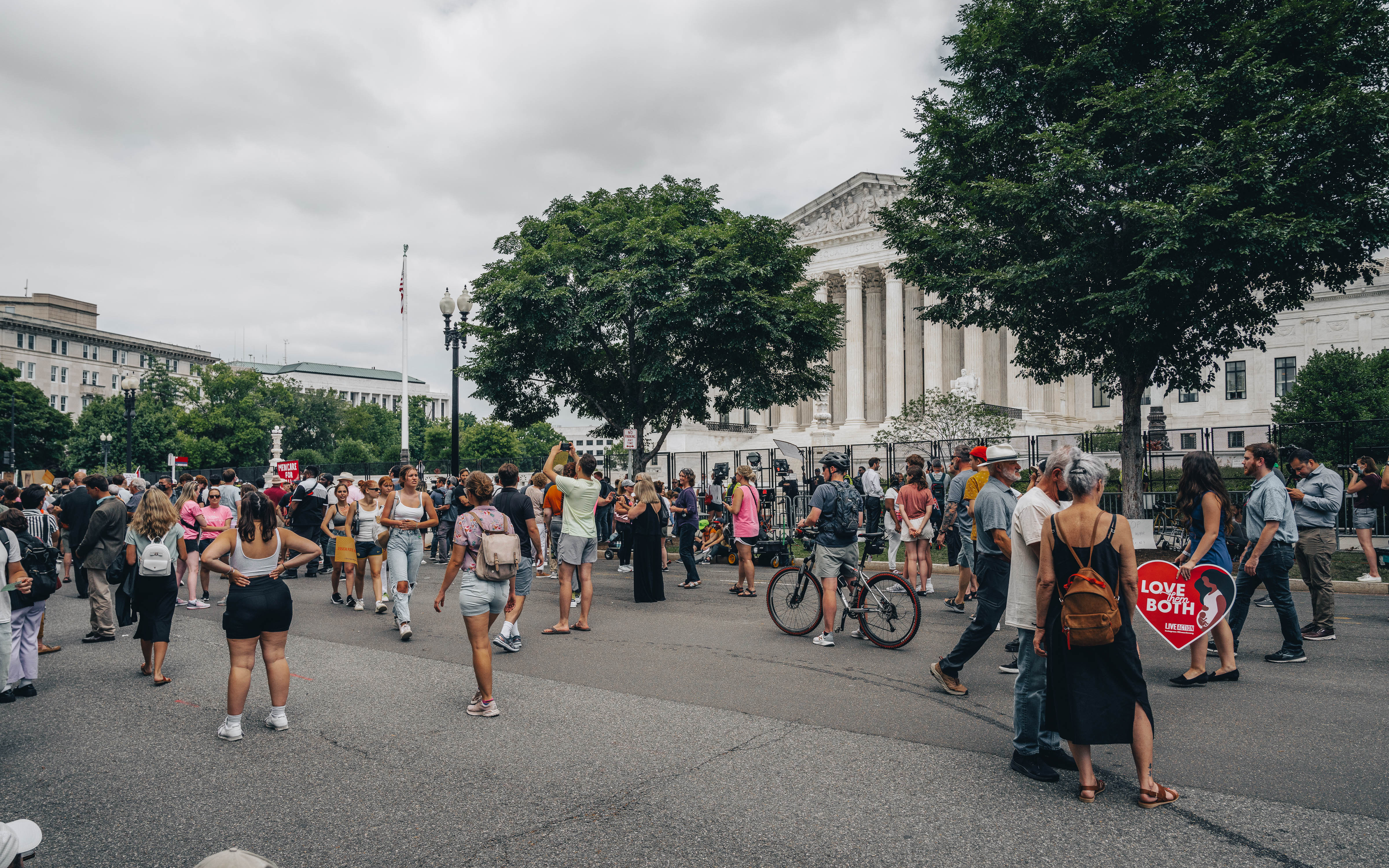
Ngày 24 tháng 6, Tòa án Tối cao Hoa Kỳ ra phán quyết rằng phá thai không phải là quyền được bảo vệ trong nước

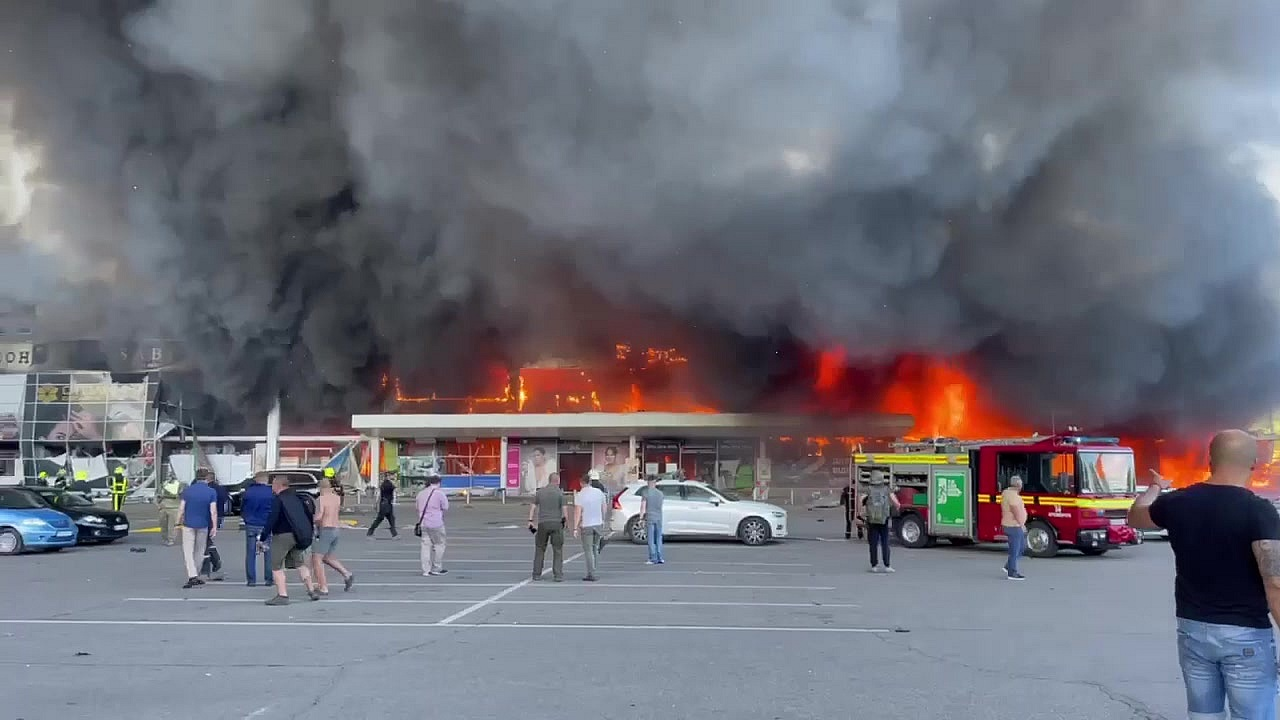
Ngày 27 tháng 6, một tên lửa của Nga tấn công một trung tâm mua sắm ở Kremenchuk, Ukraine, giết chết hai mươi người

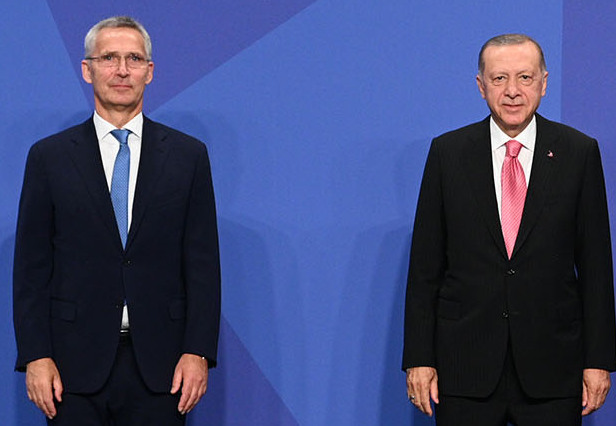
Ngày 28 tháng 6, Thổ Nhĩ Kỳ từ chối phản đối của họ đối với đơn xin gia nhập NATO của Phần Lan và Thụy Điển

- 1 – 19 tháng 6: Cúp bóng đá U-23 châu Á 2022 tổ chức tại Uzbekistan, đội tuyển bóng đá U-23 quốc gia Ả Rập Xê Út lần đầu tiên giành chức vô địch.
- 4 tháng 6: Cháy rừng nghiêm trọng ở ngoại ô Athens, Hy Lạp.
- 9 tháng 6: Động đất mạnh cường độ 8,4 Richter xảy ra ở hồ Baikal, Siberia, Nga[175]
- 15 tháng 6: Microsoft chính thức ngừng hỗ trợ trình duyệt web Internet Explorer 11
- 22 tháng 6: Động đất mạnh ở Afghanistan làm 1,000 người thiệt mạng.
- 23 tháng 6: Đảng của Dickon Mitchell giành được đa số ghế trong cuộc tổng tuyển cử năm 2022 của Grenada, đánh bại đảng của Thủ tướng Keith Mitchell. Dickon Mitchell được bổ nhiệm làm Thủ tướng Grenada, sau khi Keith Mitchell từ chức vào ngày 24 tháng 6.[176]
- 24 tháng 6:
  - Tòa án Tối cao Hoa Kỳ quy định rằng phá thai không phải là quyền được bảo vệ, lật ngược Roe kiện Wade và Planned Parenthood kiện Casey trong một cuộc bỏ phiếu từ 5 đến 4.[177]
  - Ít nhất 23 người chết khi cố gắng vượt qua biên giới ở Melilla giữa Tây Ban Nha và Maroc.[178]
  - Phi vụ triệu đô: Hàn Quốc chính thức lên sóng.
- 25 tháng 6:
  - Một vụ xả súng hàng loạt tại ba địa điểm ở Oslo, Na Uy nhằm vào một cuộc diễu hành tự hào LGBT đã giết chết hai người và làm bị thương hơn 20 người khác trong một hành động khủng bố Hồi giáo.[179]
  - Chung kết Hoa hậu Chuyển giới Quốc tế 2022 tổ chức tại Thái Lan, Fuschia Anne Ravena giành chiến thắng trong cuộc thi này.
- 26 tháng 6:
  - Ít nhất 21 người được tìm thấy đã chết trong một hộp đêm ở Đông London, Nam Phi.
  - Các nhà lãnh đạo G7 tập trung cho một hội nghị thượng đỉnh ở Đức để nói về cuộc xâm lược Ukraine và ủng hộ lệnh cấm nhập khẩu vàng của Nga.[180]
  - Colorado Avalanche đánh bại Tampa Bay Lightning để giành cúp Stanley.[181]
- 27 tháng 6:
  - Ít nhất 14 người thiệt mạng và hơn 260 người khác bị thương do rò rỉ khí clo ở Aqaba, Jordan.[182]
  - Ít nhất ba người thiệt mạng và hơn 50 người khác bị thương ở Hoa Kỳ sau khi một đoàn tàu trật bánh gần Mendon, Missouri.[183]
  - Một tên lửa của Nga đã tấn công một trung tâm mua sắm ở Kremenchuk, Ukraine, khiến 20 người thiệt mạng và hơn 50 người khác bị thương.[184]
  - Tại Hoa Kỳ, 51 người di cư đã chết được tìm thấy trong một xe kéo ở San Antonio, Texas.[185]
- 28 tháng 6: 
  - Thổ Nhĩ Kỳ đạt được một thỏa thuận với Phần Lan và Thụy Điển để xóa bỏ quyền phủ quyết của mình về việc cho phép họ gia nhập NATO.[186]
  - Một hội nghị thượng đỉnh NATO được tổ chức tại Madrid, Tây Ban Nha, nơi các nhà lãnh đạo nói về sự giúp đỡ phòng thủ cho Ukraine sau cuộc xâm lược của Nga.[187]
- 29 tháng 6 – Một số bị cáo bị tòa án ở Paris, Pháp kết tội vì vai trò của họ trong Các vụ tấn công Paris tháng 11 năm 2015.[188]
- 30 tháng 6 – Trận chiến Đảo Rắn kết thúc với thắng lợi của Ukraine khi quân đội Nga rút khỏi hòn đảo.[189]

### Tháng 7

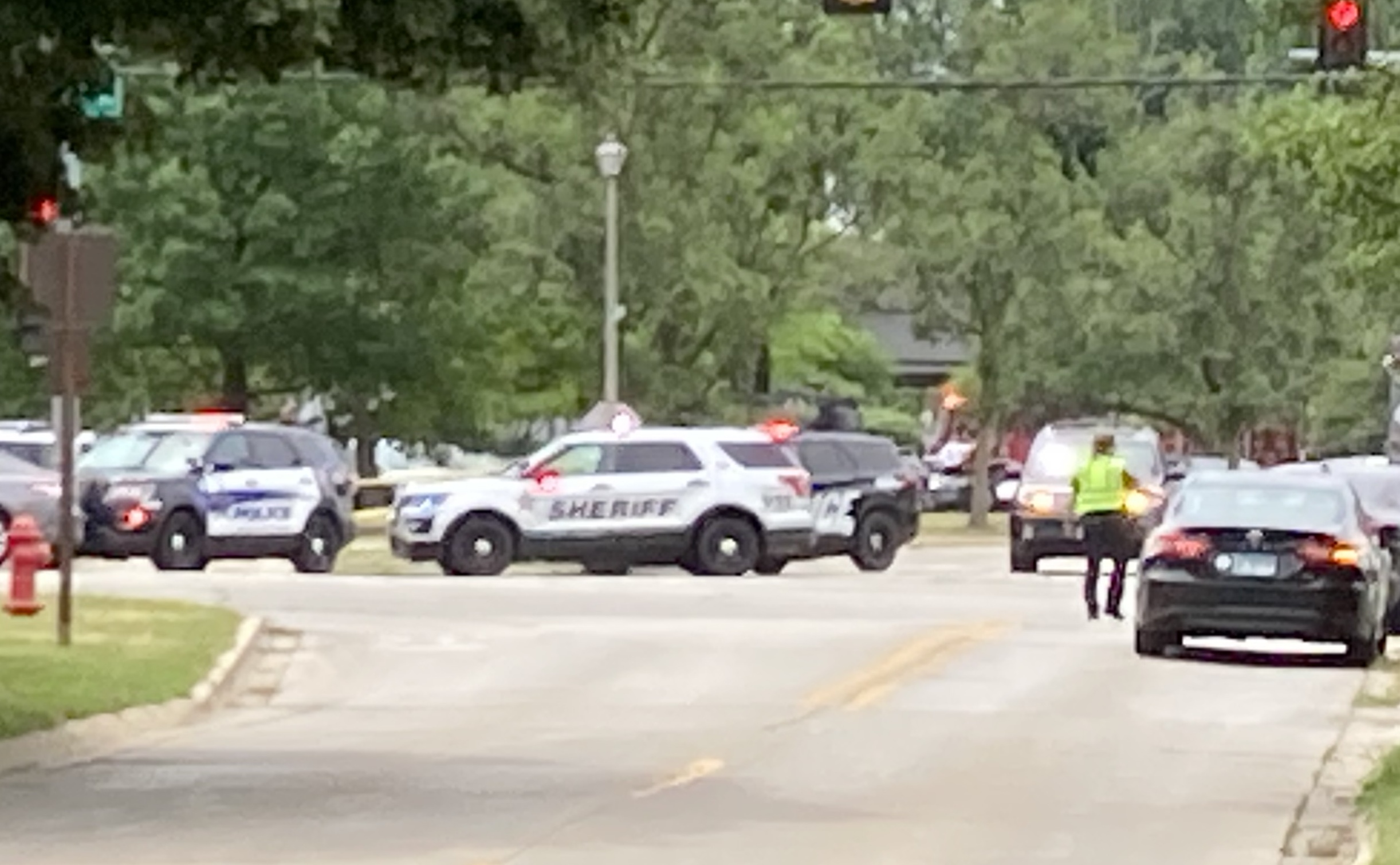
Vào ngày 4 tháng 7, bảy người đã thiệt mạng trong bắn súng hàng loạt ở Công viên Highland, Illinois

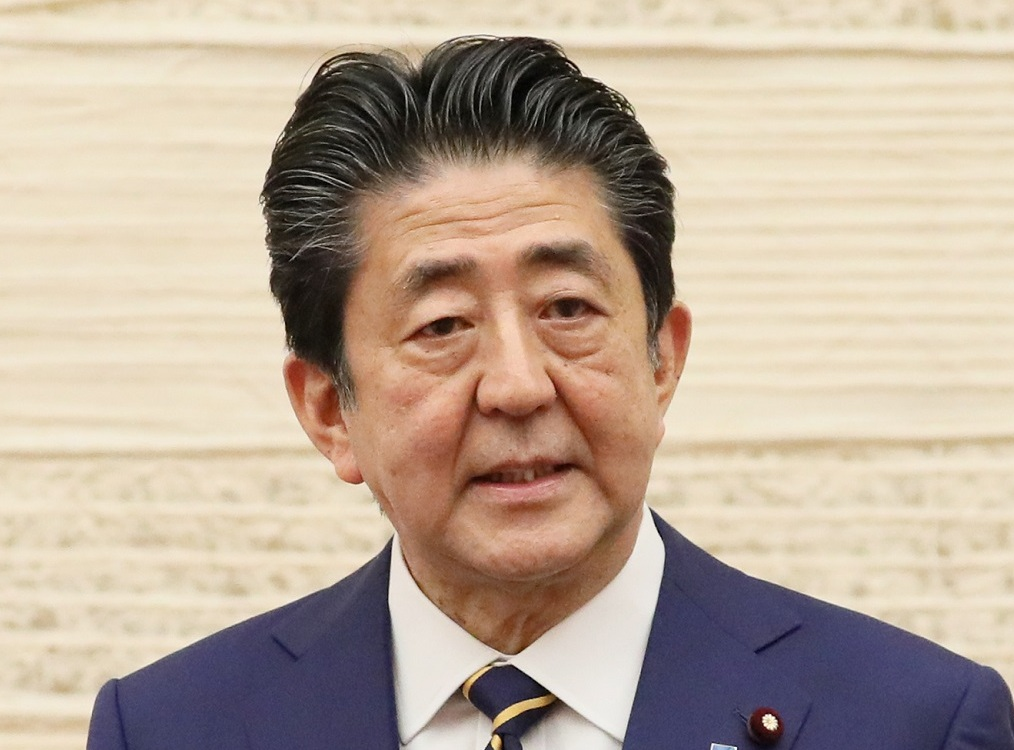
Vào ngày 8 tháng 7, cựu Thủ tướng Nhật Bản Shinzo Abe đã bị ám sát khi đang phát biểu tại Nara, Nhật Bản

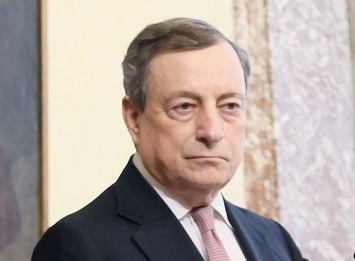
Vào ngày 21 tháng 7, Mario Draghi từ chức Thủ tướng Ý sau khi không thành lập chính phủ liên minh

Ngày 23 tháng 7, Tổ chức Y tế Thế giới tuyên bố đợt bùng phát bệnh đậu mùa khỉ đang diễn ra Tình trạng khẩn cấp về sức khỏe cộng đồng của mối quan tâm quốc tế

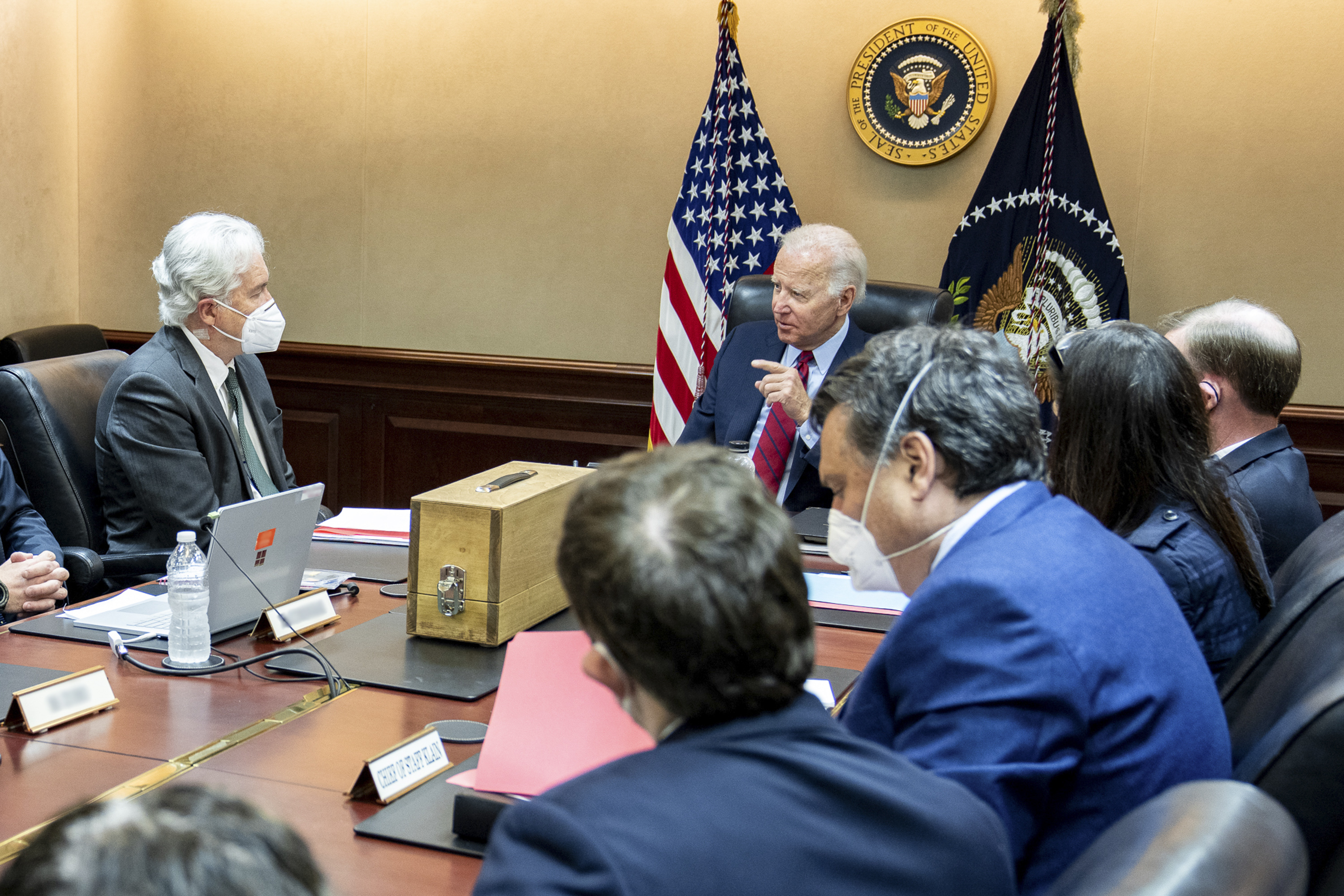
Vào ngày 31 tháng 7, Tổng thống Mỹ Joe Biden gặp nhóm an ninh quốc gia của mình để thảo luận về hoạt động chống khủng bố nhằm tiêu diệt Ayman al–Zawahiri

- 1 tháng 7: Lãnh đạo Yesh Atid, Yair Lapid trở thành Thủ tướng thứ 14 của Israel sau khi Naftali Bennett từ chức và giải thể Quốc hội Israel.[190]
- 2 – 15 tháng 7: Giải vô địch bóng đá U-19 Đông Nam Á 2022 tổ chức tại Indonesia, đội tuyển bóng đá U-19 quốc gia Malaysia lần thứ 2 giành chức vô địch.
- 4 – 17 tháng 7: Giải vô địch bóng đá nữ Đông Nam Á 2022 tổ chức tại Philippines, đội tuyển bóng đá nữ quốc gia Philippines lần đầu tiên giành chức vô địch.
- 4 tháng 7:
  - Tại Hoa Kỳ, một vụ xả súng hàng loạt trong cuộc diễu hành mừng Ngày Độc lập ở Công viên Highland, Illinois giết chết 7 người và làm bị thương 46 người khác.[191]
  - Đại dịch COVID-19: Ma Cao ghi nhận ca tử vong COVID-19 đầu tiên[192]
- 6 – 31 tháng 7: Giải vô địch bóng đá nữ châu Âu 2022 tổ chức tại Anh, đội tuyển bóng đá nữ quốc gia Anh lần đầu tiên giành chức vô địch.
- 8 tháng 7: Vụ ám sát Abe Shinzō.
- 9 tháng 7: Tổng thống Gotabaya Rajapaksa và Thủ tướng Ranil Wickremesinghe đồng ý từ chức sau khi những người biểu tình ở Sri Lanka xông vào nhà của họ ở Colombo.[193]
- 10 tháng 7:
  - Một đợt nắng nóng trên khắp Tây Âu bắt đầu gây ra cháy rừng và cái chết của ít nhất 600 người.[194]
  - Novak Djokovic và Elena Rybakina lần lượt vô địch đơn nam và đơn nữ tại Giải vô địch Wimbledon.[195]
- 11 tháng 7: NASA công bố hình ảnh hoạt động đầu tiên do Kính viễn vọng Không gian James Webb chụp.[196]
- 13 tháng 7: Tổng thống Sri Lanka Gotabaya Rajapaksa rời đất nước bằng máy bay quân sự đến Maldives và từ chức vào ngày hôm sau.[197]
- 14 tháng 7:
  - Mario Draghi tuyên bố từ chức Thủ tướng Ý, sau khi Phong trào Năm Sao rút khỏi chính phủ đoàn kết dân tộc của ông; tuy nhiên việc từ chức của ông bị Tổng thống Sergio Mattarella bác bỏ.[198]
  - Một cuộc tấn công bằng tên lửa của Nga ở Vinnytsia, miền trung Ukraine, giết chết ít nhất 22 người, trong đó có 3 trẻ em, và làm bị thương ít nhất 100 người khác.[199]
  - Cựu Tổng thống Peru Francisco Morales Bermúdez, người đã lãnh đạo đất nước trong thời kỳ độc tài quân sự vào những năm 1970, qua đời ở tuổi 100.[200]
- 15 tháng 7: Chung kết Hoa hậu Siêu quốc gia 2022 tổ chức tại Ba Lan, Lalela Mswane giành chiến thắng trong cuộc thi này.
- 16 tháng 7: Chung kết Nam vương Siêu quốc gia 2022 tổ chức tại Ba Lan, Luis Daniel Gálvez giành chiến thắng trong cuộc thi này.
- 20 tháng 7: Thủ tướng Sri Lanka Ranil Wickremesinghe được bầu thay thế Tổng thống Gotabaya Rajapaksa.[201]
- 21 tháng 7: 
  - Tổng thống Joe Biden có kết quả xét nghiệm dương tính với COVID-19, trải qua "các triệu chứng rất nhẹ".[202][203][204][205][206][207]
  - Cựu Thống đốc Jharkhand Draupadi Murmu được bầu làm Tổng thống thứ 15 của Ấn Độ, trở thành nữ thứ hai của đất nước và là tổng thống bộ lạc đầu tiên của đất nước.[208]
  - Mario Draghi từ chức Thủ tướng Ý lần thứ hai sau khi không thể thành lập liên minh chính phủ, với việc Tổng thống Sergio Mattarella chấp nhận từ chức.[209]
  - Cá mái chèo Trung Quốc, một trong những loài cá nước ngọt lớn nhất thế giới, đã chính thức bị Liên minh Bảo tồn Thiên nhiên Quốc tế tuyên bố tuyệt chủng.[210]
  - Ngân hàng Trung ương Châu Âu tăng lãi suất cơ bản lần đầu tiên trong hơn 11 năm, từ âm 0,5% lên 0, với kế hoạch tăng thêm vào cuối năm.[211]
- 22 tháng 7: Dinesh Gunawardena được đặt tên là Thủ tướng Sri Lanka thứ 15 bởi Tổng thống Ranil Wickremesinghe.[212]
- 23 tháng 7: Tổ chức Y tế Thế giới tuyên bố đợt Bùng phát bệnh đậu mùa khỉ năm 2022 đang diễn ra là Tình trạng Khẩn cấp Y tế Công cộng Quốc tế.[213]
- 24 tháng 7:
  - Jonas Vingegaard vô địch Tour de France, trở thành người đầu tiên Dane vô địch kể từ năm 1996.[214]
  - Tiểu vương Kuwait Nawaf Al-Ahmad Al-Jaber Al-Sabah đặt tên con trai của mình là Ahmad Nawaf Al-Ahmad Al-Sabah làm Thủ tướng Kuwait.[215]
- 25 tháng 7: 
  - Quân đội Myanmar xử tử 4 người, bao gồm cựu thành viên Pyithu Hluttaw và tù nhân chính trị Yayar Thaw, trong lần đầu tiên sử dụng án tử hình sau nhiều thập kỷ.[216]
  - Trong một cuộc trưng cầu dân ý, các cử tri ở Tunisia thông qua một hiến pháp mới sẽ mở rộng quyền hạn được trao cho tổng thống của họ bằng cách đưa đất nước trở thành một hệ thống Tổng thống Tunisia.[217]
- 26 tháng 7: Trong chuyến thăm Canada, Giáo hoàng Phanxicô xin lỗi về vai trò của Giáo hội trong hệ thống trường học nội trú của người da đỏ Canada.[218]
- 27 tháng 7: Những người ủng hộ Muqtada al-Sadr tấn công Khu vực Xanh của Baghdad và Quốc hội Iraq.[219]
- 28 tháng 7: Đại hội thể thao Khối thịnh vượng chung bắt đầu tại Birmingham, Anh.[220]
- 30 tháng 7 − 6 tháng 8: Đại hội Thể thao Người khuyết tật Đông Nam Á 2021 tổ chức tại Surakarta, Indonesia
- 31 tháng 7 − 13 tháng 8: Giải vô địch bóng đá U-16 Đông Nam Á 2022 tổ chức tại Indonesia, đội tuyển bóng đá U-16 quốc gia Indonesia lần thứ 2 giành chức vô địch.
- 31 tháng 7: Ayman al-Zawahiri, trùm khủng bố Ai Cập trở thành Tiểu vương thứ 2 của Al-Qaeda sau cái chết của Osama bin Laden vào năm 2011, đã bị tiêu diệt trong một chiến dịch Không kích được CIA chấp thuận.[221]

### Tháng 8
- 4 tháng 8:

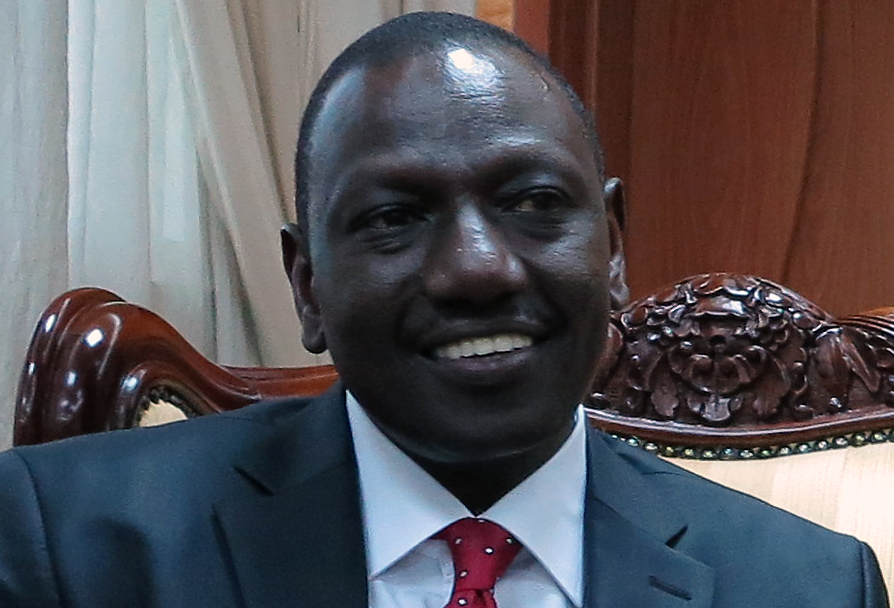
Ngày 9 tháng 8, Phó Tổng thống Wiliam Ruto là được bầu là Tổng thống thứ 5 của Kenya

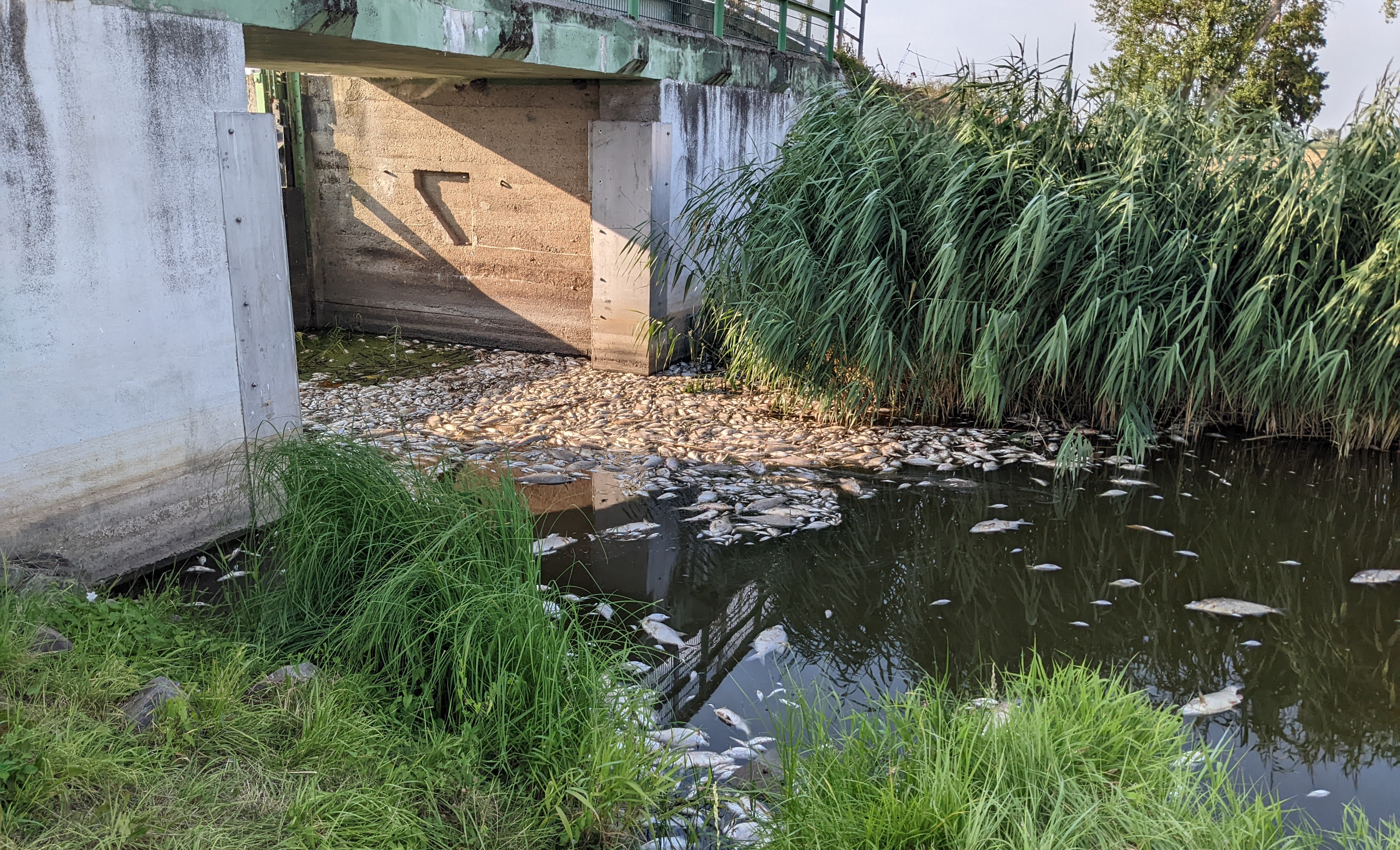
Ngày 11 tháng 8, một giết cá hàng loạt đã xảy ra ở sông Oder ở Ba Lan và Đức

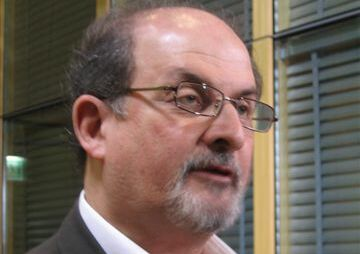
Ngày 12 tháng 8, tác giả Salman Rushdie bị đâm vào cổ ở Chautauqua, New York

  - Trung Quốc tiến hành tập trận quân sự bắn đạn thật vây quanh Đài Loan lớn nhất từ trước đến giờ sau một chuyến thăm gây tranh cãi của Nancy Pelosi, quan chức cao cấp nhất của Hoa Kỳ từng đến thăm Đài Loan kể từ những năm 1990.[222][223]
  - Cầu thủ bóng rổ người Mỹ Brittney Griner bị kết án 9 năm tù ở Nga vì mang bút vape chứa 0.7 gam dầu Cần sa vào nước này.[224]
  - Thủ tướng Peru, Aníbal Torres, từ chức sau nhiều cuộc điều tra tội phạm chống lại Tổng thống Peru, Pedro Castillo.[225]
- 5 tháng 8: Israel tiến hành các cuộc không kích ở Dải Gaza, giết chết thủ lĩnh quân đội Hồi giáo Jihad Tayseer Jabari.[226]
- 7 tháng 8: Israel và Palestine dân quân đồng ý ngừng bắn, chấm dứt ba ngày không kích và tên lửa.[227]
- 8 tháng 8: YouTube chính thức ra mắt phụ đề tự động tiếng Ukraina.[228]
- 9 tháng 8:
  - Phó Tổng thống William Ruto là được bầu Tổng thống Kenya thứ 5, đánh bại cựu Bộ trưởng Raila Odinga với tỷ suất lợi nhuận từ 50,5% đến 48,9%.[229]
  - James Marape được Quốc hội Papua New Guinea bầu lại làm thủ tướng.[230]
- 10 – 28 tháng 8: Giải vô địch bóng đá nữ U-20 thế giới 2022 tổ chức tại Costa Rica, đội tuyển bóng đá U-20 nữ quốc gia Tây Ban Nha lần đầu tiên giành chức vô địch.
- 11 tháng 8: Vụ chết hàng loạt cá, hải ly và các động vật hoang dã khác được phát hiện ở sông Oder ở Ba Lan và Đức.[231]
- 12 tháng 8:
  - Booker Prize, tác giả đoạt giải của  The Satanic Verses Sir Salman Rushdie bị đâm vào cổ trước khi thuyết trình ở Chautauqua, New York ở Mỹ.[232]
  - Một vụ Xả súng hàng loạt ở Cetinje, Montenegro khiến 11 người thiệt mạng và 6 người khác bị thương, trở thành vụ xả súng hàng loạt trong danh sách chết chóc trong lịch sử đất nước.[232]
- 13 tháng 8:
  - Một người chết và hàng chục người khác bị thương sau khi gió mạnh làm sập sân khấu tại một lễ hội âm nhạc "Medusa Circus of Madness" trên bãi biển Cullera, cách Valencia của Tây Ban Nha khoảng 50 km về phía nam.
- 14 tháng 8: 
  - Hơn 40 người đã thiệt mạng sau khi hỏa hoạn bùng phát tại một nhà thờ Abu Sifine ở quận Imbaba, ngoại ô phía tây bắc thủ đô Cairo của Ai Cập giữa lúc diễn ra thánh lễ.
  - Vụ nổ bất thường xảy ra tại trung tâm mua sắm Surmalu ở thủ đô Yerevan, Armenia.
  - Đức từ chối cấp visa cho hộ chiếu của Indonesia do thiếu phần chữ ký.
- 15 tháng 8: 
  - Vụ nổ đã xảy ra tại một nhà máy quốc phòng ở thành phố Valjevo, Serbia khiến 2 nhân viên bị thương.
  - Israel bắt giữ nhóm tội phạm công nghệ tấn công Bộ Tài chính Pháp.
  - Liên đoàn bóng đá thế giới (FIFA) thông báo đình chỉ Liên đoàn Bóng đá Ấn Độ tham dự và tổ chức tất cả các giải đấu của FIFA do các hoạt động của liên đoàn này đã bị "bên thứ ba can thiệp."
- 16 tháng 8:
  - Đệ nhất phu nhân Mỹ Jill Biden đã mắc COVID-19.[233]
  - Một vụ va chạm với Xe buýt chở khách và xe bồn chở dầu trên đường cao tốc tại Jalalpur Pirwala thuộc tỉnh Punjab, Pakistan khiến cả 2 phương tiện bốc cháy và làm 18 hành khách thiệt mạng tại chỗ.
  - Xả súng bên ngoài bệnh viện ở thành phố Memphis, bang Tennessee, Mỹ khiến 6 người bị thương.
  - Bùng phát bệnh đậu mùa khỉ 2022: Iran đã xác nhận ca mắc bệnh đậu mùa khỉ đầu tiên[234]
  - Thổ Nhĩ Kỳ không kích vùng biên giới Syria khiến 11 người thiệt mạng.
  - Google chính thức phát hành phiên bản Android 13 với tên mã nội bộ là Tiramisu.
- 17 tháng 8:
  - Vụ tai nạn xe buýt xảy ra ở Casablanca, Maroc khiến 23 người thiệt mạng.
  - Vụ nổ bom tại một nhà thờ Hồi giáo ở phía Bắc thủ đô Kabul, Afghanistan trong lễ cầu nguyện đã làm ít nhất 10 người thiệt mạng và 27 người bị thương. Đây là vụ tấn công mới nhất ở Afghanistan trong năm nay kể từ khi Taliban lên nắm quyền ở nước này.
  - Công tố viên Nhật Bản đã bắt giữ ông Haruyuki Takahashi (từng là thành viên trong Ban tổ chức Thế vận hội Mùa hè 2020) do bị tình nghi nhận hối lộ.
- 18 tháng 8:
  - Cháy rừng tại Algérie thiêu rụi 800 ha rừng, khiến ít nhất 38 người đã thiệt mạng, trong đó có hơn 10 trẻ em và 10 lính cứu hỏa.
  - Lại xảy ra cuộc đụng độ với binh lính Israel ở thành phố Nablus, phía Bắc Bờ Tây khiến một người Palestine thiệt mạng và 30 người khác bị thương.
  - Một loại derecho cao cấp và hiếm có giết chết 13 người và làm bị thương nhiều người khác trên khắp Corsica, Ý và Áo.[235]
- 19 tháng 8
  - Một tòa án ở Thượng Hải (Trung Quốc) thông báo đã kết án tỷ phú Canada gốc Trung Quốc Tiêu Kiến Hoa 13 năm tù và phạt Tập đoàn Tomorrow Holding 55,03 tỷ Nhân dân tệ (8,09 tỷ USD) với các tội danh "vi phạm nghiêm trọng quy định quản lý tài chính" và "làm tổn hại an ninh tài chính nhà nước".
  - Tấn công khủng bố khách sạn ở thủ đô Mogadishu, Somalia, hơn 20 người thiệt mạng khi các thành viên Al-Shabaab tiếp quản một khách sạn.[236]
  - Vụ tấn công bằng súng tại trung tâm thương mại ở thành phố Malmö, Thụy Điển làm hai người bị thương.
  - Cơ quan giám sát truyền thông nhà nước Roskomnadzor của Nga thông báo sẽ áp đặt các biện pháp trừng phạt đối với một loạt công ty công nghệ thông tin nước ngoài, trong đó có TikTok, Telegram, Zoom, Discord và Pinterest.
  - Một kiến nghị bất tín nhiệm chống lại thủ tướng Montenegro Dritan Abazović được thông qua tại Quốc hội Montenegro, sau tranh chấp trong chính phủ liên minh của ông về một thỏa thuận mà chính phủ đã ký với Nhà thờ Chính thống Serbia.[237][238]
- 21 tháng 8: 
  - Vụ tấn công nhằm vào khách sạn Hayat, Chính phủ Somalia nhận trách nhiệm vì để xảy ra vụ tấn công khủng bố ở Mogadishu.
  - Ít nhất 16 người đã thiệt mạng trong vụ tai nạn giao thông nghiêm trọng khi một chiếc xe buýt mini va chạm với hai xe tải ở vùng Ulyanovsk, Nga.
  - Algeria: Xe buýt va chạm với xe chở xăng dầu, 9 người thiệt mạng.
  - Thủ tướng Singapore Lý Hiển Long khẳng định sẽ xóa bỏ điều luật cấm quan hệ tình dục giữa nam - nam (có từ thời thuộc địa), nhưng không có kế hoạch thay đổi định nghĩa pháp lý về hôn nhân.
  - Gia Tộc Rồng, phần tiền truyện của Trò chơi vương quyền chính thức lên sóng.
- 22 tháng 8:
  - Oracle Corporation bị kiện bởi các luật sư người Mỹ và Ailen nói rằng họ kiếm được lợi nhuận từ một "máy giám sát" bán dữ liệu của năm tỷ người.[239]
  - Ít nhất 7 người đã thiệt mạng và 10 người bị thương sau khi một phần mái của một thánh đường đổ sập tại huyện Khairpur, thuộc tỉnh Sindh, miền Nam Pakistan.
  - Ô tô con va chạm với xe buýt ở Nhật Bản khiến 2 người thiệt mạng và 7 người khác bị thương
  - Đại dịch COVID-19: Philippines đã mở cửa lại trường học sau hơn 2 năm đóng cửa vì dịch bệnh[240]
  - Tổng thống Volodymyr Zelenskiy cho biết Ukraine đã khôi phục tuyến đường sắt với nước láng giềng Moldova sau 23 năm gián đoạn.
  - Bulgaria từ chối mua lượng lớn khí đốt hóa lỏng của Mỹ, nhưng sẵn sàng đàm phám thoả thuận đối với công ty dầu khí và Gas Gazprom của Nga.
  - Đức và Ba Lan đã phát hiện tảo độc trong cá chết hàng loạt trên sông Oder[241]
  - Vụ tấn công bằng súng ở khu vực quảng trường Colony, thuộc trung tâm thành phố Atlanta, bang Georgia, Mỹ làm hai người chết và một người khác bị thương.
  - Bùng phát bệnh đậu mùa khỉ 2022: Cuba công bố ca tử vong bệnh đậu mùa khỉ đầu tiên[242]
- 23 tháng 8:
  - Philippines sơ tán khẩn cấp hàng trăm người và đóng cửa nhiều trường học do bão Ma-on.
  - Thêm 8 hầm chứa ngũ cốc khác tại cảng Beirut tiếp tục bị sập đổ do ảnh hưởng từ vụ nổ kinh hoàng vào năm 2020[243]
  - Cựu thủ tướng Algérie Noureddine Bedoui bị bắt vì tội tham nhũng
  - Bộ Tư pháp Brazil thông báo phạt mạng xã hội Facebook 6,6 triệu real (khoảng 1,3 triệu USD) vì làm rò rỉ thông tin cá nhân và dữ liệu của 443.000 người dùng.
  - Bùng phát bệnh đậu mùa khỉ 2022: Mexico công bố ca tử vong bệnh đậu mùa khỉ đầu tiên[244]
  - Cộng hòa Dân chủ Congo thông báo phát hiện 1 ca nhiễm Ebola mới tại miền Đông, chưa đầy 6 tuần sau khi miền Tây Bắc nước này tuyên bố chấm dứt đợt bùng phát dịch bệnh Ebola[245]
- 24 tháng 8: Tổng thống Angola João Lourenço được bầu lại trong một Chiến thắng long trời lở đất, đánh bại Adalberto Costa Júnior.[246]
- 25 tháng 8:
  - Nổ súng tại bang Arizona, Mỹ khiến 4 người thiệt mạng.
  - Mỹ cảnh báo: "Chính phủ và các doanh nghiệp Nga đang sử dụng Thổ Nhĩ Kỳ để tránh né các lệnh trừng phạt tài chính và thương mại do phương Tây áp đặt liên quan đến cuộc xung đột ở Ukraine".
  - Tổng thống Palestine Mahmoud Abbas đã ban bố tình trạng khẩn cấp trong vòng 30 ngày tại khu Bờ Tây do đại dịch COVID-19[247]
  - Lãnh đạo Cảnh sát Quốc gia Nhật Bản Itaru Nakamura từ chức sau cuộc điều tra về bố trí an ninh cho cựu thủ tướng Abe Shinzo, người bị ám sát tháng trước.
  - Thị trưởng thành phố Horlivka, ông Ivan Prikhodko, thuộc tỉnh Donetsk cáo buộc Ukraine sử dụng tên lửa gắn bom chùm tấn công và làm hư hại một nhà máy hóa chất tại Cộng hòa nhân dân Donetsk gây ra một vụ hỏa hoạn[248]
- 26 tháng 8:
  - Hơn 115.000 nhân viên của Công ty dịch vụ bưu chính Royal Mail (Anh) đã bắt đầu đình công đòi tăng lương.
  - Cảnh sát bang New South Wales (NSW) của Úc đã thực hiện vụ bắt giữ ma túy lớn nhất trong lịch sử nước này với hơn 1.800 kg ma túy đá.
  - Campuchia đã giải cứu 865 người nước ngoài khỏi nạn buôn bán người.
  - Moderna kiện Pfizer/BioNTech vi phạm bằng sáng chế liên quan vắc xin COVID-19[249]
  - Cơ quan Giám sát dịch tễ quốc gia Brazil (Anvisa) vừa cấp phép sử dụng vaccine Jynneos phòng bệnh đậu mùa khỉ của hãng dược phẩm Bavarian Nordic (Đan Mạch).
  - Một nhóm vũ trang đã tấn công một đoàn xe hậu cần vừa đi ra từ mỏ vàng Boungou thuộc vùng Nadiabonli, Burkina Faso khiến ít nhất 7 dân thường thiệt mạng.
  - Đoàn xe Đại sứ quán Úc tại Iraq bị tấn công bất thường bằng thiết bị tự chế nổ.
- 27 tháng 8:
  - Mỹ thu hồi hơn 1,4 tỷ USD tiền gian lận cứu trợ COVID-19.
  - Công ty Dell Technologies Inc rút hoạt động tại Nga sau khi đóng cửa văn phòng.
  - Ít nhất 13 dân thường thiệt mạng, gần 100 người khác bị thương trong các cuộc giao tranh ở thủ đô Tripoli của Libya. Đây là cuộc giao tranh tồi tệ nhất trong hai năm qua.
  - Liên đoàn bóng đá quốc tế (FIFA) gỡ bỏ án phạt cấm Liên đoàn bóng đá Ấn Độ (AIFF) tham gia các hoạt động bóng đá trên toàn cầu, đồng nghĩa với việc các đội tuyển Ấn Độ có quyền tham dự những giải đấu được lên kế hoạch từ trước.[250]
- 28 tháng 8 – Hơn 1.100 người thiệt mạng trong lũ lụt ở Pakistan.[251]
- 29 tháng 8:
  - Một chiếc phà ô tô chở 300 người đã bốc cháy tại khu vực ngoài khơi Thụy Điển.
  - Lực lượng hiến binh Madagascar đã nổ súng vào những người dân đang tập trung biểu tình liên quan đến việc một cháu bé nghi ngờ bị bắt cóc.
  - Thị trấn ở Fukushima đón cư dân trở lại sau hơn 11 năm thảm họa hạt nhân do trận động đất kèm sóng thần vào tháng 3 năm 2011. Thị trấn Futaba là địa phương duy nhất vẫn áp dụng lệnh sơ tán này.
  - Venezuela và Colombia đã chính thức nối lại quan hệ ngoại giao khi Đại sứ của mỗi nước đã có mặt tại nhiệm sở để bắt đầu khởi động thời kỳ mới trong quan hệ song phương sau hơn 3 năm gián đoạn do những bất đồng nghiêm trọng giữa Chính phủ hai nước.
  - Bầu cử Quốc hội Angola năm 2022: Cuộc bầu cử gay cấn nhất trong lịch sử đất nước này vừa qua, Đảng cầm quyền Angola (MPLA) đã giành chiến thắng với 51,17% số phiếu bầu và Tổng thống João Lourenço sẽ được tái đắc cử trong nhiệm kỳ thứ hai.
- 30 tháng 8:
  - Vụ xe tải va chạm với xe buýt nhỏ chở công nhân làm việc theo mùa vụ ở thành phố Shushtar, Iran khiến 16 người thiệt mạng.
  - Tập đoàn Gazprom của Nga sẽ cắt giảm cung cấp khí đốt cho Tập đoàn năng lượng Engie của Pháp do bất đồng giữa các bên về việc áp dụng một số hợp đồng, làm gia tăng quan ngại về nguồn cung năng lượng.
  - Bộ trưởng Y tế Bồ Đào Nha Marta Temido quyết định từ chức.
  - Bùng phát bệnh đậu mùa khỉ 2022: Sở Y tế bang Texas, Mỹ công bố một người được chẩn đoán mắc bệnh đậu mùa khỉ đã tử vong. Đây là ca tử vong bệnh đậu mùa khỉ đầu tiên tại Mỹ[252]
- 31 tháng 8:
  - Văn phòng của cựu Thủ tướng Malaysia Mahathir Mohamad cho biết vị chính trị gia kỳ cựu 97 tuổi đã phải nhập viện sau khi có kết quả xét nghiệm dương tính với COVID-19.[253]
  - Một vụ tai nạn nghiêm trọng đã xảy ra tại thị trấn Bekasi, tỉnh Tây Java, Indonesia khiến 10 người thiệt mạng và 20 người bị thương.
  - Viện Thú y Quốc gia Thụy Điển cho biết  một con cá heo chuột (porpoise) bị mắc cạn ở hồi tháng 6 đã chết vì phát hiện mắc cúm gia cầm[254]
  - Hungary đã ký một thỏa thuận với công ty năng lượng Nga Gazprom để tăng cường cung cấp khí đốt dài hạn, phản đối lệnh cấm thị thực đối với người Nga.
  - Bộ trưởng Ngoại giao Luxembourg Jean Asselborn phản đối áp đặt biện pháp trừng phạt vĩnh viễn đối với Nga.
  - Đồn cảnh sát số 17 ở thủ đô Kabul của Afghanistan đã xảy ra một vụ nổ khiến 2 người thiệt mạng và 3 người khác bị thương. Đây là vụ nổ trùng với dịp kỷ niệm 1 năm quân đội Mỹ rút khỏi Afghanistan và khoảng 3 tuần sau vụ đánh bom liều chết tại Kabul khiến một giáo sĩ nổi tiếng của Taliban thiệt mạng.
  - Bùng phát bệnh đậu mùa khỉ 2022: Bỉ xác nhận ca tử vong bệnh đậu mùa khỉ đầu tiên[255]

### Tháng 9
- 1 tháng 9: 

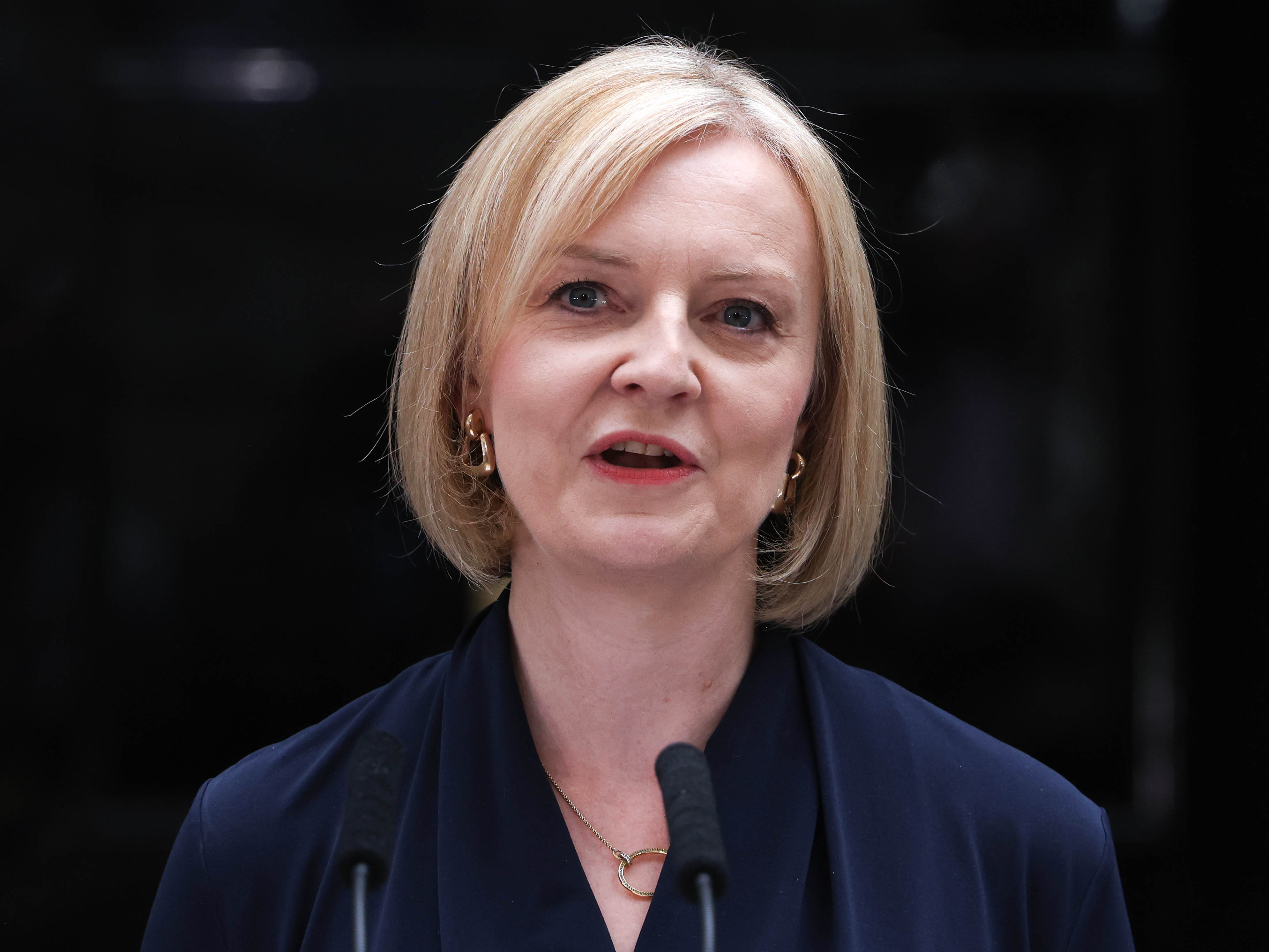
Ngày 5 tháng 9, Liz Truss là được bầu để thay thế Boris Johnson làm Lãnh đạo Đảng Bảo thủ và Thủ tướng Vương quốc Anh

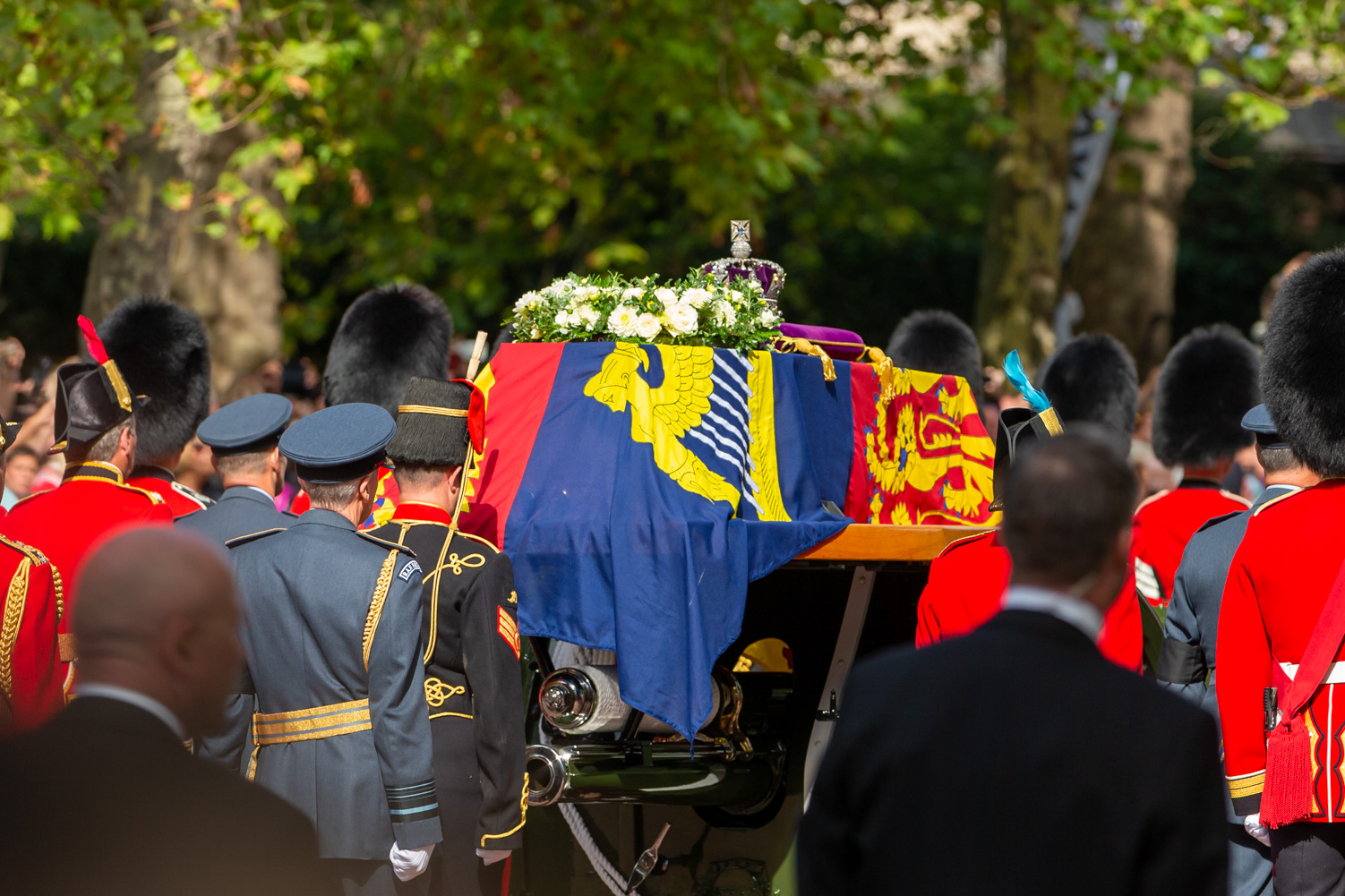
Vào ngày 8 tháng 9, Elizabeth II qua đời, hưởng thọ 96 tuổi và con trai của bà, Charles III trở thành Quân chủ Vương quốc Liên hiệp Anh và Bắc Ireland và vương quốc thịnh vượng chung

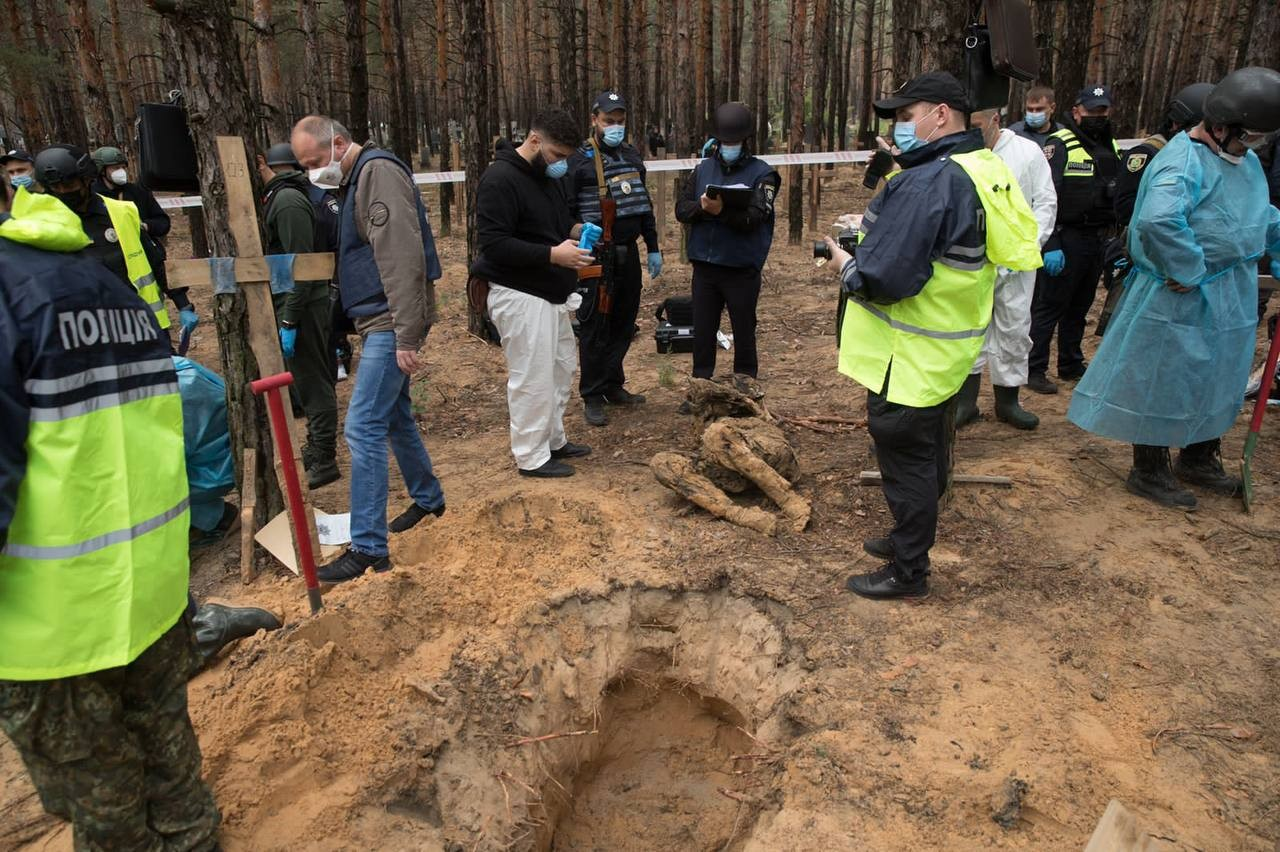
Vào ngày 15 tháng 9, hơn 445 thi thể là được chôn cất ở Izium, Ukraine

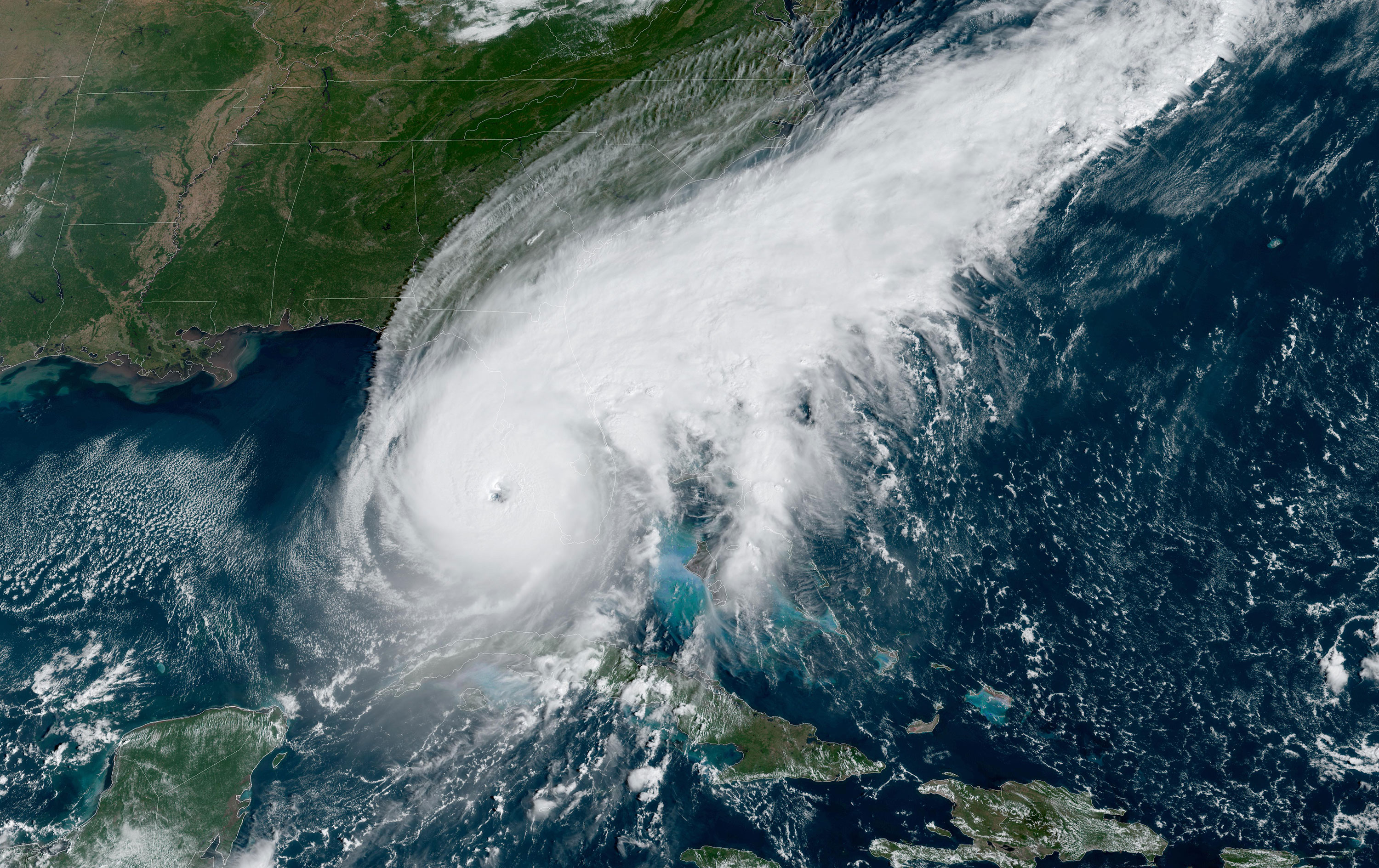
Vào ngày 28 tháng 9, Bão Ian thực hiện đổ bộ ở Cuba và Hoa Kỳ, giết chết 137 người

  - Tổng thống Nga Vladimir Putin đến viếng tại bệnh viện nơi cựu lãnh đạo Liên Xô Mikhail Sergeyevich Gorbachyov qua đời, nhưng không thể tham dự lễ tang vào ngày 3 tháng 9 do vấn đề lịch trình của tổng thống.
  - Liên Hợp Quốc công bố một báo cáo nói rằng các trại giam giữ ở Tân Cương của Trung Quốc và việc đối xử với người Duy Ngô Nhĩ có thể được coi là tội ác chống lại loài người.[256]
  - Ngoại trưởng Nga Sergei Lavrov cảnh báo Moldova về nguy cơ đối đầu quân sự nếu nước này đe dọa lực lượng an ninh của Moskva tại vùng ly khai Transnistria.[257]
  - Vụ ám sát Phó Tổng thống Argentina Cristina Fernández de Kirchner bất thành, nghi phạm đã bị bắt giữ.[258]
  - Giới chức y tế Argentina cho biết nước này ghi nhận người thứ 3 tử vong trong tuần này do một dạng viêm phổi chưa rõ nguyên nhân, hầu hết các ca tử vong đều xảy ra ở một bệnh viện tư tại tỉnh Tucuman, miền Tây Bắc nước này.[259]
  - Đảng Tự do và Đoàn kết (SaS) trong liên minh cầm quyền ở Slovakia, đang đe dọa rời khỏi liên minh nếu Bộ trưởng Tài chính Igor Matovič từ chối từ chức.
- 2 tháng 9:
  - Cuộc tấn công của Nga vào Ukraina 2022: Các nền kinh tế G7 đồng ý áp đặt trần giá đối với xuất khẩu xăng dầu của Nga.[260]
  - Ít nhất 4 người, bao gồm một cựu thị trưởng, đã thiệt mạng trong vụ xả súng tại một trận bóng đá ở bang Morelos, miền Trung Mexico.[261]
  - Hàng chục ngàn người dân Argentina đã tập trung tại khu vực Quảng trường Tháng 5 ở trung tâm thủ đô Buenos Aires để bày tỏ sự ủng hộ đối với bà Phó Tổng thống Cristina Fernandez de Kirchner sau khi nghi phạm ám sát bà thất bại ngay trước cửa nhà riêng một ngày trước đó.
  - Cựu tổng thống Sri Lanka Gotabaya Rajapaksa về nước sau 7 tuần tháo chạy giữa lúc quốc gia lâm vào khủng hoảng kinh tế, chính trị.[262][263]
  - Phần Lan thông báo công nhận hộ chiếu mẫu mới của Việt Nam với điều kiện thông tin về nơi sinh được bổ sung trong hộ chiếu.[264]
- 3 tháng 9:
  - Thổ Nhĩ Kỳ cảnh báo: "Hy Lạp sẽ phải trả giá đắt nếu đi quá xa trong tranh chấp lãnh thổ, khi căng thẳng gia tăng vì các quần đảo trên biển Aegea". Ngoài ra tổng thống Thổ Nhĩ Kỳ Recep Tayyip Erdogan cáo buộc Hy Lạp "chiếm đóng các quần đảo" ở biển Aegea, vốn được giữ trạng thái phi quân sự theo các hiệp ước trong lịch sử giữa hai nước.[265]
  - Cơ quan Khảo sát địa chất Mỹ (USGS) cho biết một trận động đất có độ lớn 6,1 richter cũng đã làm rung chuyển khu vực cách vùng Kandrian của Papua New Guinea 111 km về phía Tây-Tây Bắc.
  - Một trận động đất có độ lớn 5,8 richter đã làm rung chuyển đảo Crete của Hy Lạp.
  - Lễ tang ông Gorbachyov sẽ được tổ chức tại Sảnh cột trong Ngôi nhà Liên bang ở Moskva, địa điểm đã diễn ra tang lễ của các quan chức cấp cao.
  - Lễ an táng ông Gorbachyov tại nghĩa trang Novodevichy ở Moskva, cạnh người vợ Raisa Gorbachyov qua đời năm 1999.
  - Bộ Y tế Zimbabwe ra thông báo cho biết đợt bùng phát bệnh sởi đang diễn ra ở nước này đã khiến 685 người thiệt mạng, tăng gấp 4 lần so với con số thống kê cách đây gần 2 tuần, ngay cả trong bối cảnh chương trình tiêm chủng toàn quốc vẫn đang được triển khai.[266]
  - Hàng loạt vụ nổ đã làm rung chuyển căn cứ quân sự của Mỹ ở tỉnh Deir al-Zour, miền Đông Syria.
  - Ít nhất 23 người thiệt mạng do sét đánh trong các trận mưa lớn tại bang Bihar, miền Đông Ấn Độ.
  - Hơn 70.000 người đã đổ xuống các đường phố trung tâm thủ đô Praha, Cộng hòa Séc để tham gia cuộc biểu tình phản đối Liên minh Châu Âu, NATO và tình trạng giá năng lượng tăng cao.[267]
  - Vụ cháy rừng lớn xảy ra đã thiêu đốt 428 km² rừng ở tỉnh Kostanay, miền Bắc Kazakhstan, khiến một người chết và 11 người khác bị thương, hàng trăm người dân phải sơ tán khẩn cấp.[268]
- 4 tháng 9: 
  - Cuộc tấn công của Nga vào Ukraina 2022: Khoảng 3/4 các khu vực của Đức đã báo cáo với chính quyền trung ương rằng họ không thể tiếp nhận thêm người sơ tán Ukraine.[269]
  - Ít nhất 10 người thiệt mạng và 15 người khác bị thương trong các vụ đâm bằng dao ở tỉnh Saskatchewan, Canada, nơi có cộng đồng của hai nhóm thổ dân bản địa.
- 5 tháng 9:
  - Một trận động đất 6,6 độ richter tấn công Trung Quốc, khiến ít nhất 21 người thiệt mạng.[270]
  - Liz Truss là được bầu để thay thế Boris Johnson làm Lãnh đạo Đảng Đảng Bảo thủ và trở thành Thủ tướng Vương quốc Anh.[271]
- 6 tháng 9: 
  - Tổng thống Palestine Mahmoud Abbas sẽ có cuộc gặp thượng đỉnh với người đồng cấp Ai Cập Abdel Fattah El-Sisi để bàn về tiến trình hòa bình Trung Đông giữa Palestine và Israel.[272]
  - Bùng phát bệnh đậu mùa khỉ 2022: Đặc khu hành chính Hồng Kông xác nhận ca mắc bệnh đậu mùa khỉ đầu tiên.[273]
- 7 tháng 9:
  - Ít nhất 6 người thiệt mạng và 8 người khác bị thương trong vụ tấn công 1 xe buýt của những phần tử khủng bố ở miền Tây Nam Cameroon.
  - Bùng phát bệnh đậu mùa khỉ 2022: Ai Cập xác nhận ca mắc bệnh đậu mùa khỉ đầu tiên.[274]
- 8 tháng 9: Charles III trở thành Quân chủ Vương quốc Liên hiệp Anh và Bắc Ireland và 14 Vương quốc Thịnh vượng chung khác, sau cái chết của mẹ ông, Elizabeth II.[275]
- 11 tháng 9: Một trận động đất 7,6 độ hoặc 7,7 độ richter tấn công Papua New Guinea, khiến ít nhất 7 người chết và nhiều người khác mất tích.[276]
- 12 tháng 9: Azerbaijan tấn công Armenia các thành phố dọc theo biên giới và chiếm một số biên giới.[277] Hơn 100 binh sĩ Armenia thiệt mạng trong các cuộc đụng độ, trong khi Azerbaijan cho biết 71 binh sĩ của họ đã thiệt mạng.[277]
- 13 tháng 9:
  - Jean-Luc Godard, nhà làm phim người Pháp, người đã giúp tạo ra Phong trào Làn sóng mới của Pháp, qua đời do hỗ trợ tự tử ở tuổi 91.[278]
  - Kazakhstan thông báo sẽ đổi tên thủ đô từ Nur-sultan trở lại Astana.[279]
- 14 – 16 tháng 9: Đụng độ Kyrgyzstan-Tajikistan 2022: Hàng chục người thiệt mạng khi các cuộc đụng độ lẻ tẻ xảy ra giữa quân đội Kyrgyzstan và Tajik dọc theo quốc gia 'của họ biên giới tương ứng.[280]
- 14 tháng 9: Thủ tướng Thụy Điển Magdalena Andersson tuyên bố từ chức sau khi liên minh của bà mất đa số ghế tại Riksdag sau cuộc tổng tuyển cử.[281]
- 15 tháng 9:
  - Hơn 445 thi thể được tìm thấy được chôn cất tại Izium, Ukraine, sau khi lực lượng Nga chạy khỏi thành phố.[282]
  - Giẫm đạp tại Guatemala làm 9 người chết, 20 người bị thương.
- 18 tháng 9:
  - Hàng nghìn người đã tham gia biểu tình tại thủ đô Chisinau, Moldova phản đối tình trạng lạm phát và giá năng lượng tăng cao.
  - Thổ Nhĩ Kỳ chỉ trích Mỹ dỡ bỏ lệnh cấm vận vũ khí đối với Cộng hoà Síp.
- 19 tháng 9:
  - Một trận động đất với độ lớn 7,7 richter đã làm rung chuyển miền Tây ở bang Colima và Michoacan, Mexico. Hậu quả  vụ động đất đã làm hai người chết và 10 người bị thương. Sau động đất đã xảy ra 76 dư chấn đến thời điểm hiện tại. Các bang Aguascalientes, Colima, Guerrero, Jalisco và Morelos đã quyết định đóng cửa trường học tạm thời từ ngày 20 tháng 9 để tiến hành ra soát cơ sở hạ tầng trong trường học.
  - Rò rỉ tại nhà máy điện hạt nhân Isar 2 tại Đức
  - Bộ Thương mại Mỹ thông báo sẽ bổ sung 3 máy bay Boeing 747 của các hãng hàng không Iran đang cung cấp dịch vụ chở hàng sang Nga vào danh sách những máy bay vi phạm biện pháp kiểm soát xuất khẩu của Mỹ. Quy định này là một phần trong lệnh trừng phạt của Mỹ đối với Nga liên quan chiến dịch quân sự đặc biệt của Nga tại miền Đông Ukraine.
  - Chủ tịch Ngân hàng Thế giới David Malpass cảnh báo nguy cơ kinh tế toàn cầu suy thoái có thể kéo dài sang năm 2023 và lâu hơn nữa.
  - Một liên minh gồm 5 đảng phái chính trị đối lập ở Tunisia, bao gồm cả Đảng Công nhân và Al-Joumhouri cảnh báo sẽ tẩy chay cuộc bầu cử cơ quan lập pháp của nước này dự kiến sẽ diễn ra vào ngày 17 tháng 12 tới do cuộc tranh cãi về sắc lệnh sửa đổi Luật Bầu cử mà Tổng thống Tunisia Kais Saied vừa đưa ra.
  - Kyrgyzstan và Tajikistan ký nghị định thư về thiết lập hòa bình.
  - Xe buýt lao vào hẻm núi tại Ethiopia, ít nhất 6 người thiệt mạng.
  - Thủ tướng Estonia Kaja Kallas cho biết tất cả các công dân Nga và Belarus sống ở Estonia sở hữu súng được gia hạn tự nguyện giao nộp, nếu không sẽ bị cảnh sát thu giữ vì lý do đe dọa an ninh.
  - Tang lễ cấp bang của Elizabeth II được tổ chức tại Tu viện Westminster, Luân Đôn. Quan tài của cô sau đó được rước đến Lâu đài Windsor để an táng cùng chồng, cha mẹ và em gái của cô trong Nhà nguyện tưởng niệm Vua George VI.[283]
- 20 tháng 9:
  - Thủ tướng Ba Lan Mateusz Morawiecki phản đối các lệnh trừng phạt nhắm vào Hungary do Ủy ban châu Âu đề xuất.
  - Bộ Y tế Uganda và Tổ chức Y tế Thế giới công bố dịch bệnh do virus Ebola gây ra bùng phát tại nước này.
  - Các nhà khoa học New Zealand lần đầu tiên nâng cảnh báo núi lửa Taupo lên mức 1, sau khi ghi nhận những dấu hiệu biến động ở núi lửa này.
  - Đại dịch COVID-19 tại Thái Lan: Nội các Thái Lan đã thông qua một quy định cấp bộ, loại trừ COVID-19 khỏi danh sách các bệnh bị từ chối nhập cảnh.[284]
  - Lạm phát tháng 8 tại Nhật Bản đạt ở mức cao nhất trong 8 năm qua.
  - Cảnh sát thủ đô Washington, Mỹ đã bắt giữ một người đàn ông sau khi Đài tưởng niệm Washington có dấu vết phá hoại bằng sơn đỏ ở phần đế. Hiện tại khu vực quanh Đài tưởng niệm đã tạm thời đóng cửa.
- 21 tháng 9:
  - Tòa án Nhân dân trung cấp thành phố Bảo Định, tỉnh Hà Bắc, Trung Quốc đã tuyên phạt 15 năm tù đối với ông Đặng Khôi Lâm, nguyên Phó Thị trưởng thành phố Trùng Khánh, vì tội nhận hối lộ.
  - Vụ tràn dầu từ một tàu chở hàng chìm ở ngoài khơi vùng lãnh thổ Gibraltar thuộc Anh. Sự cố này đã ảnh hưởng nghiêm trọng đến hoạt động đánh bắt cá và tắm biển của người dân địa phương.
  - Cảnh sát Đức đã tiến hành chiến dịch phong tỏa tài sản của nhà tài phiệt Nga Alisher Usmanov vì nghi ngờ vi phạm lệnh trừng phạt của phương Tây.
  - Cuộc tấn công của Nga vào Ukraina 2022: Sau cuộc phản công 2022 Ukraine Kharkiv lớn của Ukraine ở phía đông đất nước, Putin tuyên bố "điều động một phần" Nga và đe dọa trả đũa hạt nhân, nói rằng "đây là không phải là vô tội vạ ".[285] Tổng thống Hoa Kỳ Biden lên án phát biểu của Putin, nói với Đại Hội đồng Liên Hợp Quốc rằng tất cả các quốc gia phải tiếp tục tăng cường không phổ biến vũ khí hạt nhân.[286]
  - Tổng thống Nga Vladimir Putin tuyên bố động viên một phần trong nước, kêu gọi 300.000 công dân phục vụ tại ngũ trong cuộc xâm lược Ukraine.[287]
- 22 tháng 9: Bản án chung thân của tội ác chiến tranh và cựu thủ lĩnh tổ chức khủng bố Khmer Đỏ Khieu Samphan bị kết án được giữ.[288]
- 26 tháng 9
  - Công tố viên Hàn Quốc cho biết, tổ chức Cảnh sát quốc tế (Interpol) đã phát lệnh truy nã đỏ đối với nhà sáng lập tiền số Terra người Hàn Quốc Do Kwon, bị cáo buộc lửa đảo liên quan đến vụ sụp đổ 40 tỷ USD của công ty.[289]
  - Một vụ tấn công khủng bố nhằm vào đồn cảnh sát ở tỉnh Mersin, miền Nam Thổ Nhĩ Kỳ khiến một người chết.
  - Chủ tịch Cuba Miguel Díaz-Canel và Chủ tịch Quốc hội Cuba Esteban Lazo Hernández đã thông qua Bộ luật Gia đình mới, sau khi văn bản này nhận được đa số phiếu tán thành trong cuộc trưng cầu ý dân một ngày trước đó.
  - Giới chức Ecuador cho biết ít nhất 4 người chết trong vụ đắm tàu ngoài khơi quần đảo Galapagos của nước này ở Thái Bình Dương.
- 27 tháng 9 – 8 tháng 10: Cúp bóng đá trong nhà châu Á 2022 tổ chức tại Kuwait, đội tuyển bóng đá trong nhà quốc gia Nhật Bản lần thứ 4 giành chức vô địch.
- 27 tháng 9: Cuộc trưng cầu dân ý về sáp nhập năm 2022 ở Ukraine do Nga chiếm đóng: Theo kết quả do chính quyền chiếm đóng của Nga ở Ukraine, Cộng hòa Nhân dân Donetsk, Cộng hòa nhân dân Luhansk, cũng như bị chiếm đóng các bộ phận của Zaporizhzhia và Kherson bỏ phiếu ủng hộ áp đảo annexation, với tỷ lệ ủng hộ lần lượt là 99,23%, 98,42%, 93,11% và 87,05%. Tỷ lệ cử tri đi bỏ phiếu vượt quá 75% ở mỗi khu vực và 97% ở Donetsk Oblast. Tuy nhiên, cuộc bỏ phiếu bị bác bỏ rộng rãi như một Cuộc Bầu cử.[290][291]
- 28 tháng 9:
  - Apple đã xóa mạng xã hội phổ biến VKontakte (VK) của Nga khỏi cửa hàng ứng dụng (App Store) trên toàn cầu do các lệnh trừng phạt của Anh.[292]
  - Bão Ian đổ bộ vào Cuba và Mỹ khiến 137 người thiệt mạng.[293]
- 30 tháng 9:
  - Nga sáp nhập miền Đông và miền Nam Ukraina: Tổng thống Nga Vladimir Putin ký hiệp ước tiếp thu các khu vực bị chiếm đóng của Cộng hòa Nhân dân Donetsk, Cộng hòa Nhân dân Lugansk, Kherson và Zaporizhzhia vào Liên bang Nga. Việc sáp nhập này bị coi là vi phạm luật pháp quốc tế của cộng đồng toàn cầu.[294][295]
  - Burkina Faso của quân đội chính quyền bị lật đổ bởi cuộc đảo chính thứ hai trong năm của đất nước, do đại úy quân đội Ibrahim Traore lãnh đạo.[296]
- 30 tháng 9 – 6 tháng 11: Giải vô địch thế giới Liên Minh Huyền Thoại 2022 tổ chức tại México và Hoa Kỳ, đội DRX giành chức vô địch trong giải đấu này.

### Tháng 10
- 1 tháng 10:

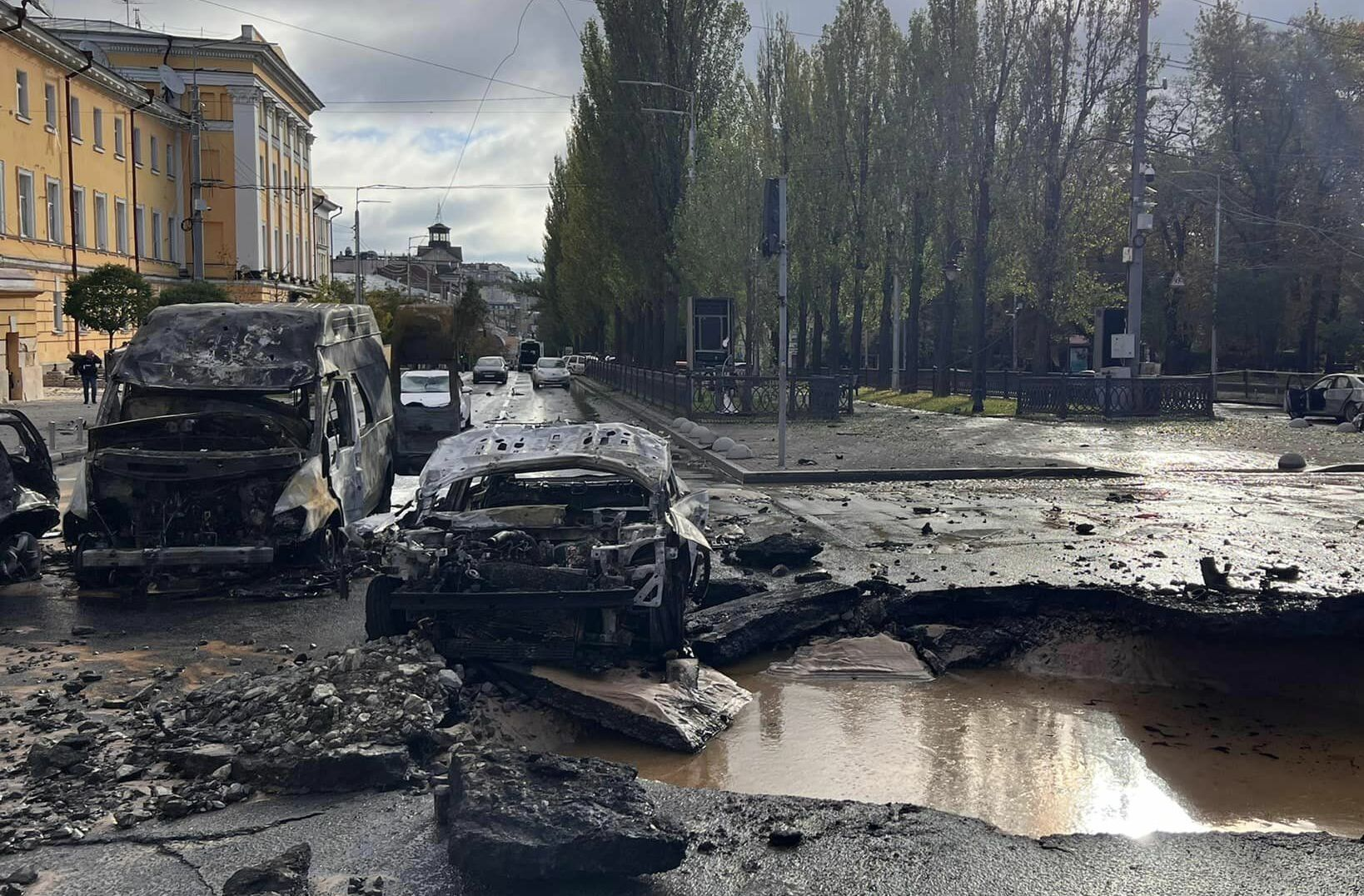
Vào ngày 10 tháng 10, một cuộc tấn công tên lửa trả đũa bởi Nga tấn công Ukraine, bao gồm cuộc tấn công ở thủ đô của Kyiv

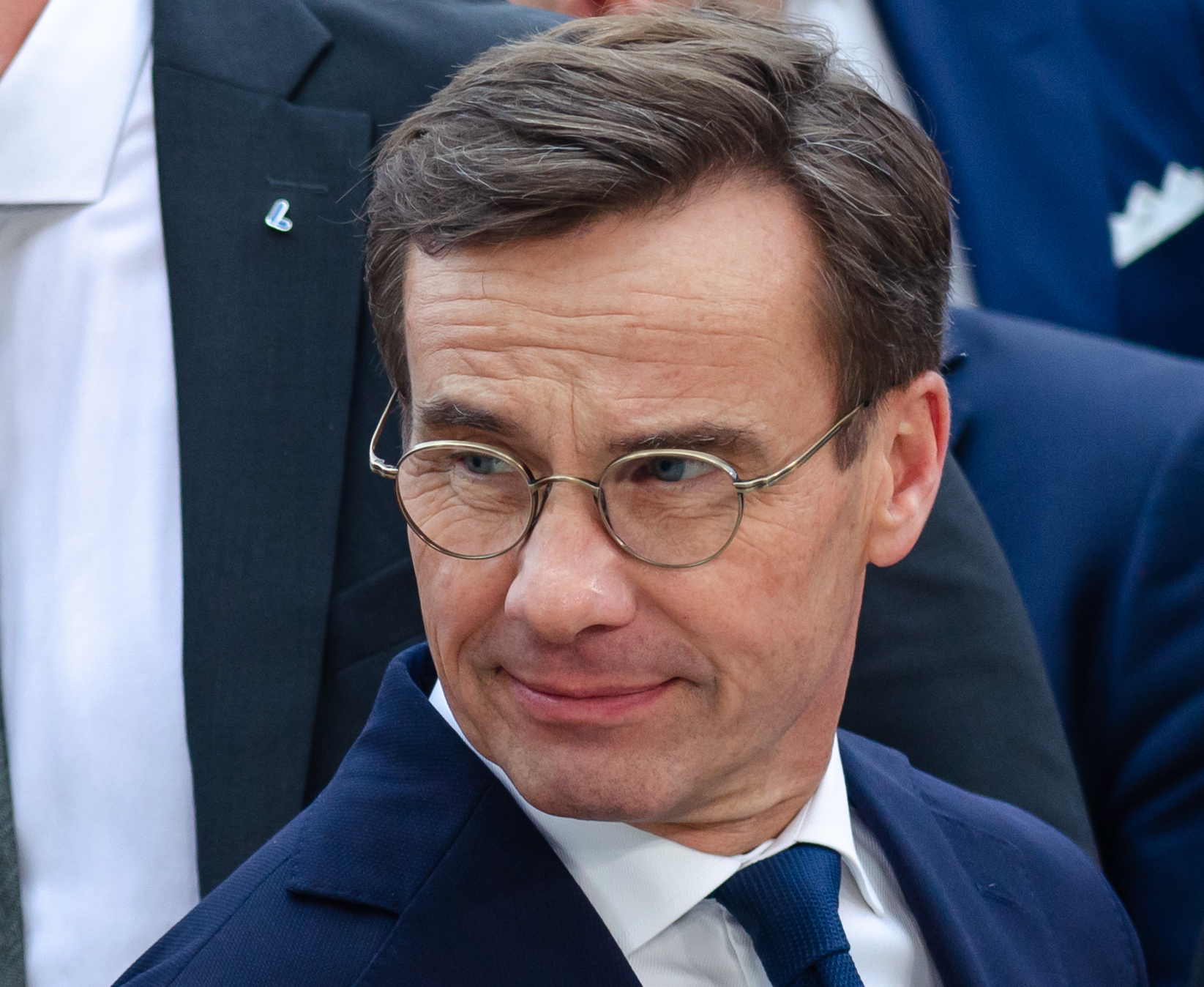
Vào ngày 18 tháng 10, Lãnh đạo phe đối lập Ulf Kristersson được bầu làm Thủ tướng Thụy Điển thứ 35

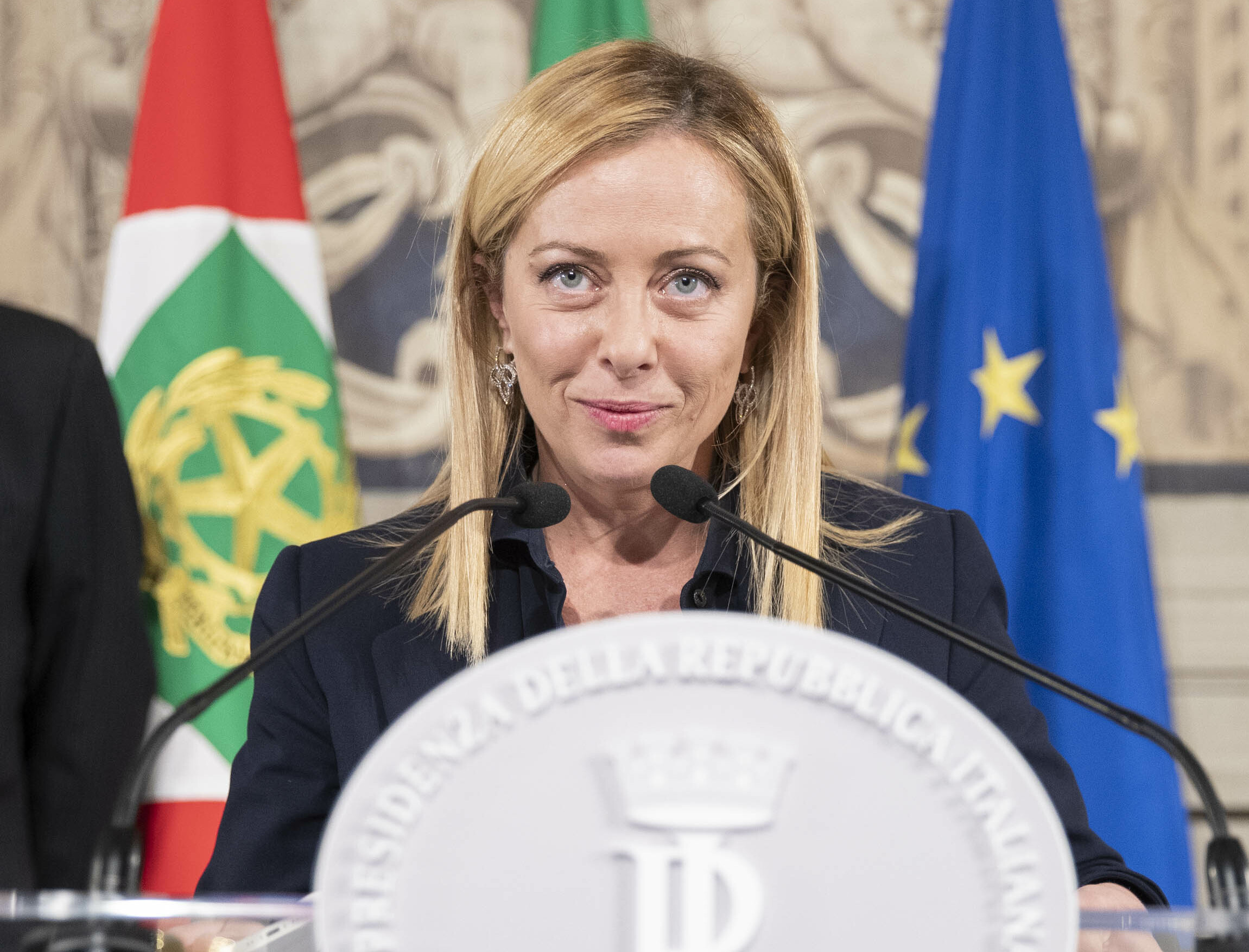
Ngày 22 tháng 10, Giorgia Meloni được bổ nhiệm làm Thủ tướng Ý, trở thành nữ thủ tướng đầu tiên của quốc gia

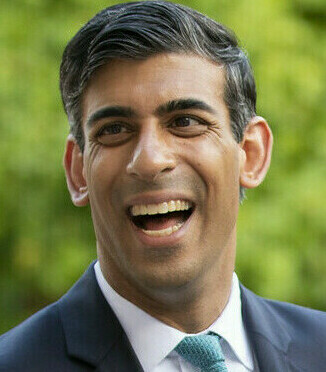
Ngày 24 tháng 10, Rishi Sunak được bầu để thay thế Liz Truss làm Thủ tướng Vương quốc Anh

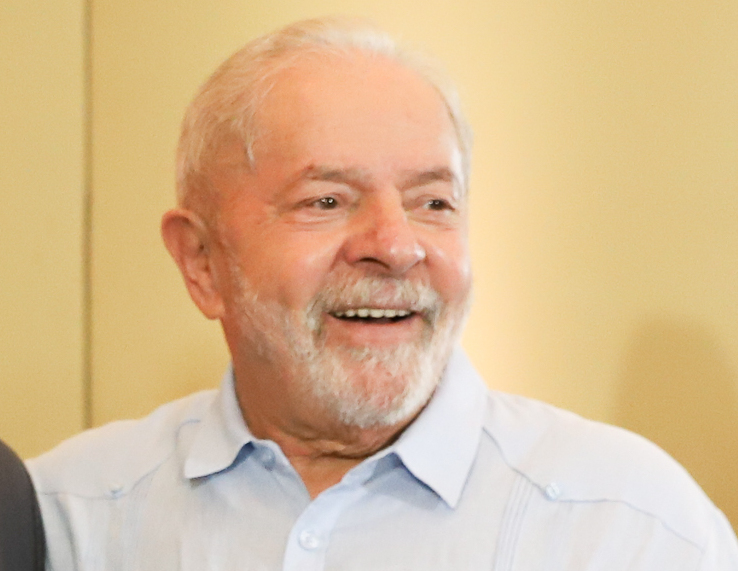
Ngày 30 tháng 10, cựu Tổng thống Brazil Luiz Inácio Lula da Silva được bầu làm tổng thống thứ 39, đánh bại Tổng thống đương nhiệm Jair Bolsonaro trong cuộc tổng tuyển cử năm 2022

  - Thảm họa Sân vận động Kanjuruhan, Malang, Đông Java, Indonesia.[297]
  - Cuộc bầu cử quốc hội Latvia năm 2022 được tổ chức để bầu tất cả 100 thành viên của Saeima.[298]
  - Google Dịch chính thức rút khỏi thị trường tại Trung Quốc.[299][300]
- 2 tháng 10
  - Boyko Borisov được bầu làm Thủ tướng Bulgaria.[301]
  - Željka Cvijanović được bầu làm Thành viên Serb của Tổng thống Bosnia và Herzegovina.[302]
  - Vòng đầu tiên của tổng tuyển cử Brazil được tổ chức, với cựu Tổng thống Brazil Luiz Inácio Lula da Silva và Tổng thống Jair Bolsonaro tiến tới cuộc bầu cử sắp diễn ra.[303]
- 3 tháng 10: Svante Pääbo giành được Giải Nobel Sinh lý học hoặc Y học cho các công trình của anh ấy trong bộ gen người và sự tiến hóa.
- 4 tháng 10:
  - Các đại diện của đảng cầm quyền ở Hungary đã bỏ phiếu phản đối việc nước này phê chuẩn đơn gia nhập NATO của Thụy Điển và Phần Lan.
  - Tổng thống Bulgaria Rumen Radev tuyên bố phản đối việc Ukraine trở thành thành viên NATO cho đến khi xung đột Ukraina kết thúc.
- 5 tháng 10:
  - Chính phủ Nhật Bản thông báo sẽ mở lại Đại sứ quán tại Ukraina sau 7 tháng đóng cửa do lo ngại tình hình xung đột ở Ukraina.
  - Một trận động đất 5,4 độ richter xảy ra tại Iran, khiến ít nhất 528 người bị thương, trong đó 135 người đã được đưa vào bệnh viện điều trị. Trận động đất và các dư chấn đã làm hư hại 500 ngôi nhà, trong đó 50 ngôi nhà bị phá hủy hoàn toàn, tại 12 làng bị ảnh hưởng.
  - Chính phủ Malaysia nhất trí phê chuẩn Hiệp định Đối tác Toàn diện và Tiến bộ xuyên Thái Bình Dương (CPTPP).
- 6 tháng 10: Một cựu trung sĩ cảnh sát giết chết 36 người, trong đó có 23 trẻ em, tại một nhà trẻ ở huyện Na Klang, Thái Lan[304]. Đây là vụ giết người hàng loạt đẫm máu nhất của một hung thủ trong lịch sử Thái Lan hiện đại, vượt qua số người chết của vụ xả súng ở Nakhon Ratchasima vào năm 2020.[305]
- 7 tháng 10:
  - Nhà hoạt động người Belarus Ales Bialiatski, xã hội Nga Đài tưởng niệm và tổ chức nhân quyền Ukraine Trung tâm Tự do Dân sự giành chiến thắng Giải Nobel Hòa bình.
  - Doanh nhân Sam Matekane được bầu làm Thủ tướng Lesotho.[306]
  - Một Vụ nổ tại trạm xăng ở Creeslough, Ireland giết chết 10 người và 8 người khác bị thương.[307]
- 8 tháng 10:
  - Rạng sáng, một vụ nổ đã xảy ra trên Cầu Krym, gây ra thiệt hại lớn.[308]
- 10 tháng 10
  - Chủ tịch Hội đồng Thống đốc Cục Dự trữ Liên bang Hoa Kỳ Ben Bernanke, Douglas Diamond và Philip H. Dybvig giành Giải thưởng Tưởng niệm Nobel về Khoa học Kinh tế cho nghiên cứu của họ về các ngân hàng và khủng hoảng tài chính.
  - Một cuộc tấn công tên lửa trả đũa của Nga đã đánh trúng Ukraine, bao gồm cuộc tấn công bằng tên lửa Kyiv vào tháng 10 năm 2022 ở thủ đô của Kyiv.[309]
  - Bão Julia giết chết ít nhất 64 người trên Nam và Trung Mỹ.[310]
- 11 – 30 tháng 10: Giải vô địch bóng đá nữ U-17 thế giới 2022 tổ chức tại Ấn Độ, đội tuyển bóng đá U-17 nữ quốc gia Tây Ban Nha lần thứ 2 giành chức vô địch.
- 12 tháng 10: Cơ quan An ninh Liên bang Nga (FSB) cho biết họ đã tạm giữ 5 người Nga, 3 người Ukraine và Armenia sau vụ nổ làm hư hỏng cầu Krym 4 ngày trước đó.[311]
- 13 tháng 10: Samsung chính thức ra mắt One UI 5.0
- 14 tháng 10: Một vụ nổ mỏ than xảy ra ở Amasra, Thổ Nhĩ Kỳ giết chết hơn 40 người và làm bị thương 11 người khác.[312]
- 15 tháng 10: Nhà tù Evin, nhà tù chính của Iran dành cho các tù nhân chính trị, bốc cháy giết chết ít nhất 8 tù nhân và làm bị thương hơn 50 người khác.[313]
- 16 tháng 10: Đại hội đại biểu toàn quốc lần thứ 20 của Đảng Cộng sản Trung Quốc được tổ chức.[314][315][316]
- 18 tháng 10:
  - Nga xâm lược Ukraina 2022 – Quốc hội Estonia bỏ phiếu lên án việc Nga sáp nhập 4 tỉnh của Ukraina vào lãnh thổ và khẳng định nước Nga là quốc gia tài trợ khủng bố.
  - Đảng ôn hòa và Lãnh đạo phe đối lập Ulf Kristersson được bầu làm Thủ tướng Thụy Điển, thay thế Magdalena Andersson.[317]
  - Tiểu thuyết gia Sri Lanka Shehan Karunatilaka đoạt giải Giải Booker.[318]
- 20 tháng 10:
  - Thủ tướng Vương quốc Anh Liz Truss từ chức sau 45 ngày tại vị vì những lời chỉ trích về khả năng lãnh đạo và chính sách kinh tế của bà, khiến bà trở thành thủ tướng tại vị ngắn nhất trong lịch sử của Vương quốc Anh.[319]
  - Bulgaria, Bắc Macedonia, Montenegro chính thức rút lui khỏi cuộc thi Eurovision 2023.
- 22 tháng 10: Giorgia Meloni trở thành Thủ tướng Ý sau khi được Tổng thống Sergio Mattarella chỉ định, trở thành nữ thủ tướng Ý đầu tiên của Ý lịch sử và thủ tướng cực hữu đầu tiên của nó kể từ Thế chiến II.[320]
- 23 tháng 10: Tập Cận Bình được Tổng Bí thư Đảng Cộng sản Trung Quốc bầu làm Ủy ban Trung ương, bắt đầu nhiệm kỳ thứ ba với tư cách là lãnh đạo tối cao của Trung Quốc.[321]
- 24 tháng 10:
  - Bộ Ngoại giao Nhật Bản đã tạm thời đóng cửa Đại sứ quán Nhật Bản ở Haiti do tình hình an ninh và nhân đạo ngày càng tồi tệ tại quốc gia này.
  - Apple chính thức phát hành phiên bản iOS 16.1, iPadOS 16 và macOS Ventura
  - Cựu Chancellor of the Exchequer Rishi Sunak được bầu không được tán thành với tư cách là Lãnh đạo Đảng Bảo thủ và trở thành Thủ tướng Vương quốc Anh, thay thế Liz Truss.[322]
- 25 tháng 10: Chung kết Hoa hậu Hòa bình Quốc tế 2022 tổ chức tại Indonesia, Isabella Menin giành chiến thắng trong cuộc thi này.
- 28 tháng 10: 
  - Ứng dụng Facebook Gaming bị khai tử trên App Store và Google Play, nhưng chương trình Facebook Gaming vẫn tiếp tục hoạt động.[323]
  - Elon Musk hoàn thành thương vụ mua lại trị giá 44 tỷ đô la của anh ấy của Twitter.[324]
- 29 tháng 10:
  - Vụ giẫm đạp Halloween tại Seoul 2022.[325]
  - Vụ tấn công khủng bố của Al-Shabaab ở Mogadishu, Somalia giết chết ít nhất 100 người và bị thương khoảng 300.[326][327]
  - Cuộc tấn công của Nga vào Ukraina 2022: Để đối phó với một tấn công bằng máy bay không người lái của Ukraine nhằm vào Hạm đội Biển Đen, Nga thông báo rằng họ sẽ đình chỉ Liên Hợp Quốc – thỏa thuận môi giới về lô hàng ngũ cốc, vốn đã khiến Giá thực phẩm toàn cầu giảm mạnh.[328]
- 30 tháng 10:
  - Ít nhất 11 người đã thiệt mạng và 7 người phải nhập viện trong vụ giẫm đạp tại một buổi trình diễn âm nhạc ở thủ đô Brazzaville, Cộng hòa Congo.
  - Vụ sập cầu cáp treo qua sông Machchu thuộc thị trấn Morbi, tỉnh Gujarat, miền Tây Ấn Độ. Theo giới chức địa phương, vào thời điểm xảy ra vụ việc có khoảng hơn 400 người trên cầu.[329]
  - Cảnh sát tỉnh Gauteng, Nam Phi xác nhận đã có 7 người thiệt mạng và 4 người bị thương trong một vụ xả súng xảy ra trước đó 1 ngày tại thị trấn Ennerdale, phía Nam thành phố Johannesburg.
  - Tổng tuyển cử Brazil năm 2022: Luiz Inácio Lula da Silva đánh bại đương nhiệm Jair Bolsonaro trong cuộc bầu cử runoff sau khi cả hai ứng cử viên đều không giành được đa số trong vòng đầu tiên biểu quyết.[330][331]
  - Tổng thống Lebanon, Michel Aoun đã chấp thuận đơn từ chức của Thủ tướng Lebanon Najib Mikati.
  - Một đối tượng nam giới đã ném 3 quả bom xăng vào một trung tâm lực lượng biên phòng ở cảng Dover, miền Nam nước Anh, nghi phạm sau đó đã tự sát.
  - Tổng Bí thư Đảng Cộng sản Việt Nam Nguyễn Phú Trọng gặp Tổng Bí thư Đảng Cộng sản Trung Quốc Tập Cận Bình tại Bắc Kinh, Trung Quốc.[332]

### Tháng 11
- 1 tháng 11: Cuộc bầu cử lập pháp Israel năm 2022: Một khối cánh hữu với các đảng chính trị cực hữu do cựu Thủ tướng Israel Benjamin Netanyahu lãnh đạo đã giành được đa số 65 ghế cần thiết để thành lập chính phủ.[333][334]
- 6 tháng 11 – 18 tháng 11: Hội nghị thượng đỉnh về biến đổi khí hậu của Liên Hợp Quốc năm 2022 (COP27) về Giảm thiểu biến đổi khí hậu diễn ra tại Sharm el-Sheikh, Ai Cập.[335][336]
- 11 tháng 11: Cuộc tấn công của Nga vào Ukraina 2022: Các lực lượng Ukraina tái chiếm Kherson, thành phố lớn duy nhất bị Nga chiếm kể từ khi bắt đầu chiến tranh.[337][338]
- 15 tháng 11:
  - Dân số thế giới đạt 8 tỷ.[339][340]
  - Hội nghị thượng đỉnh G20 tại Bali năm 2022 tổ chức tại Bali, Indonesia.[341]
  - Cuộc tấn công của Nga vào Ukraina 2022: Hai thường dân thiệt mạng khi tên lửa phát nổ bên trong Ba Lan gần làng Przewodów, gần biên giới với Ukraine. Ban đầu được cho là của Nga, cuộc điều tra xác định tên lửa có nguồn gốc từ Ukraine.[342]
- 16 tháng 11: NASA tiến hành chuyến bay không người lái đầu tiên của Hệ thống tên lửa đẩy vũ trụ (SLS), tên lửa lớn nhất trong lịch sử. Viên nang Orion trên tàu sẽ quay quanh Mặt trăng trước khi quay trở lại Trái đất, như một minh chứng cho các sứ mệnh đã lên kế hoạch của con người.[343][344]
- 18 tháng 11: Ít nhất 20 người đã thiệt mạng và 14 người bị thương khi một xe buýt nhỏ lao xuống một mương nước sâu tại miền Nam Pakistan.[345]
- 19 tháng 11: Tưởng niệm đồng bào, cán bộ chiến sĩ hy sinh, tử vong trong đại dịch COVID-19.[346]
- 20 tháng 11 – 18 tháng 12: Giải vô địch bóng đá thế giới 2022 tổ chức tại Qatar, đội tuyển bóng đá quốc gia Argentina lần thứ 3 giành chức vô địch.
- 25 tháng 11: Chung kết Hoa hậu Du lịch Quốc tế 2022 tổ chức tại Malaysia, Suphatra Kliangprom giành chiến thắng trong cuộc thi này.
- 29 tháng 11: Chung kết Hoa hậu Trái Đất 2022 tổ chức tại Philipines, Mina Sue Choi giành chiến thắng trong cuộc thi này.
- 30 tháng 11: Nguyên Tổng Bí thư Đảng Cộng sản Trung Quốc, Chủ tịch nước Cộng hòa Nhân dân Trung Hoa, Giang Trạch Dân đã qua đời do bệnh bạch cầu và suy đa tạng.[347][348]

### Tháng 12
- 13 tháng 12: Chung kết Hoa hậu Quốc tế 2022 tổ chức tại Nhật Bản, Jasmin Selberg giành chiến thắng trong cuộc thi này.
- 19 tháng 12: Tại Hội nghị đa dạng sinh học của Liên Hợp Quốc (COP15), gần 200 quốc gia đã đồng ý một thỏa thuận mang tính bước ngoặt nhằm bảo vệ 1/3 thiên nhiên của hành tinh vào năm 2030.[349][350]
- 20 tháng 12 năm 2022 – 16 tháng 1 năm 2023: Giải vô địch bóng đá Đông Nam Á 2022 tổ chức tại Đông Nam Á, đội tuyển bóng đá quốc gia Thái Lan lần thứ 7 giành chức vô địch.
- 20 tháng 12: Giải thưởng VinFuture 2022 tổ chức tại Việt Nam.
- 24 tháng 12: Tổng tuyển cử Fiji năm 2022: Quốc hội Fiji bầu chọn Sitiveni Rabuka làm Thủ tướng Fiji, đánh bại Thủ tướng đương nhiệm Frank Bainimarama sau một cuộc bầu cử gây tranh cãi.
- 27 tháng 12: Bộ Y tế Uzbekistan cho biết ít nhất 18 trẻ em đã tử vong sau khi uống một loại thuốc dạng siro của hãng dược phẩm Ấn Độ Marion Biotech.[351]
- 29 tháng 12:
  - Liên Hợp Quốc thông báo một số chương trình "quan trọng về thời gian" ở Afghanistan đã tạm thời dừng lại và cảnh báo nhiều hoạt động khác cũng có thể sẽ phải tạm dừng vì lý do lệnh cấm của chính quyền Taliban với các nữ nhân viên cứu trợ.
  - Một vụ hỏa hoạn đã xảy ra trên đường cao tốc ở thành phố Gwacheon, Hàn Quốc, vụ việc khiến ít nhất 5 người thiệt mạng và 37 người bị thương.
  - Benjamin Netanyahu tuyên thệ nhậm chức Thủ tướng Israel.

## Mất

### Tháng 1
- 1 tháng 1:

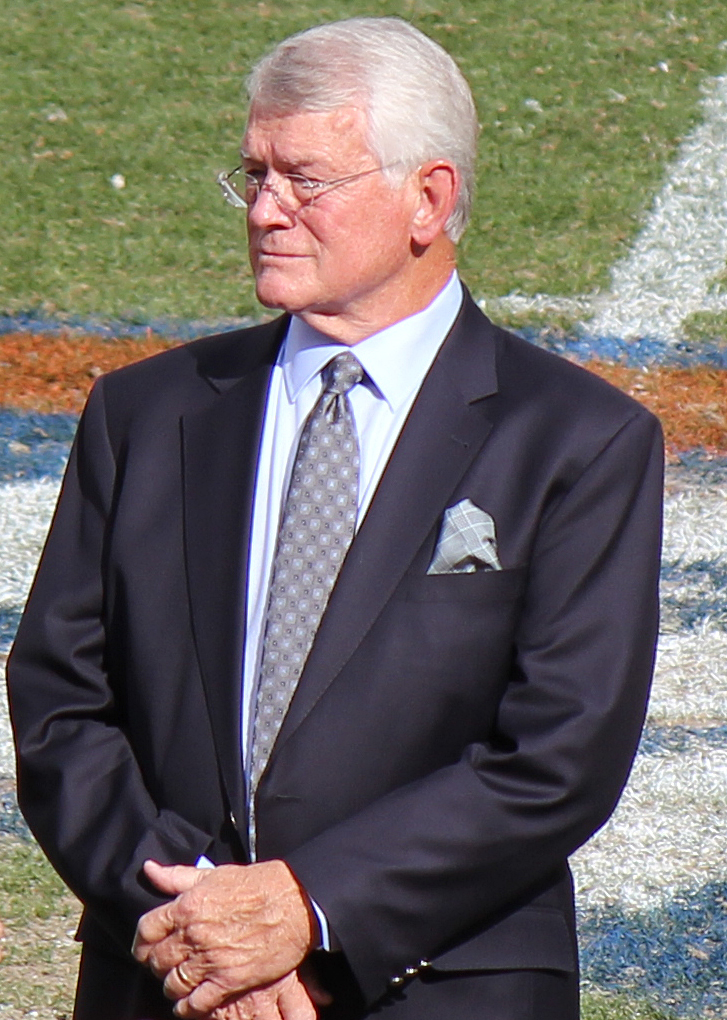
Dan Reeves

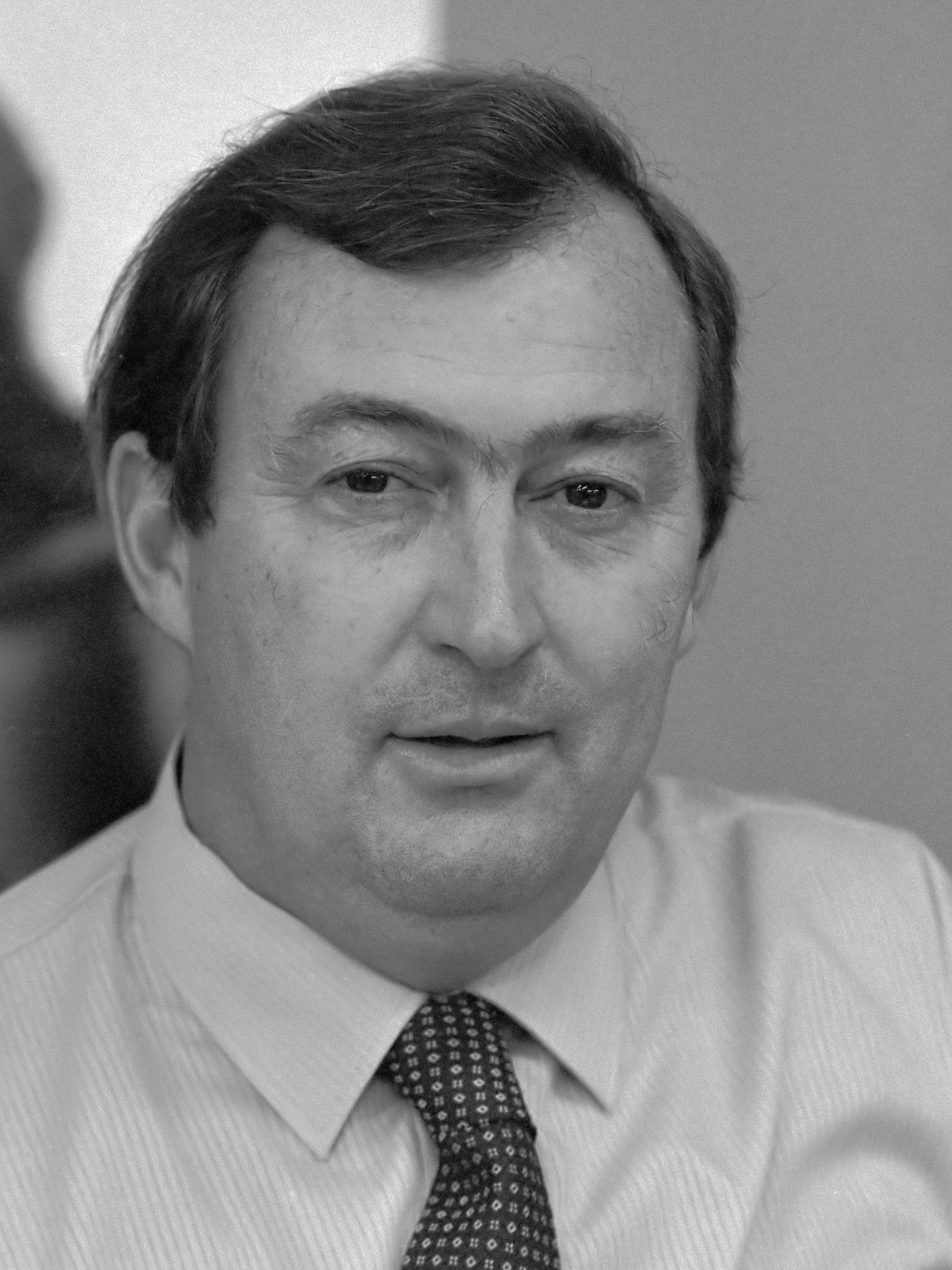
Richard Leakey

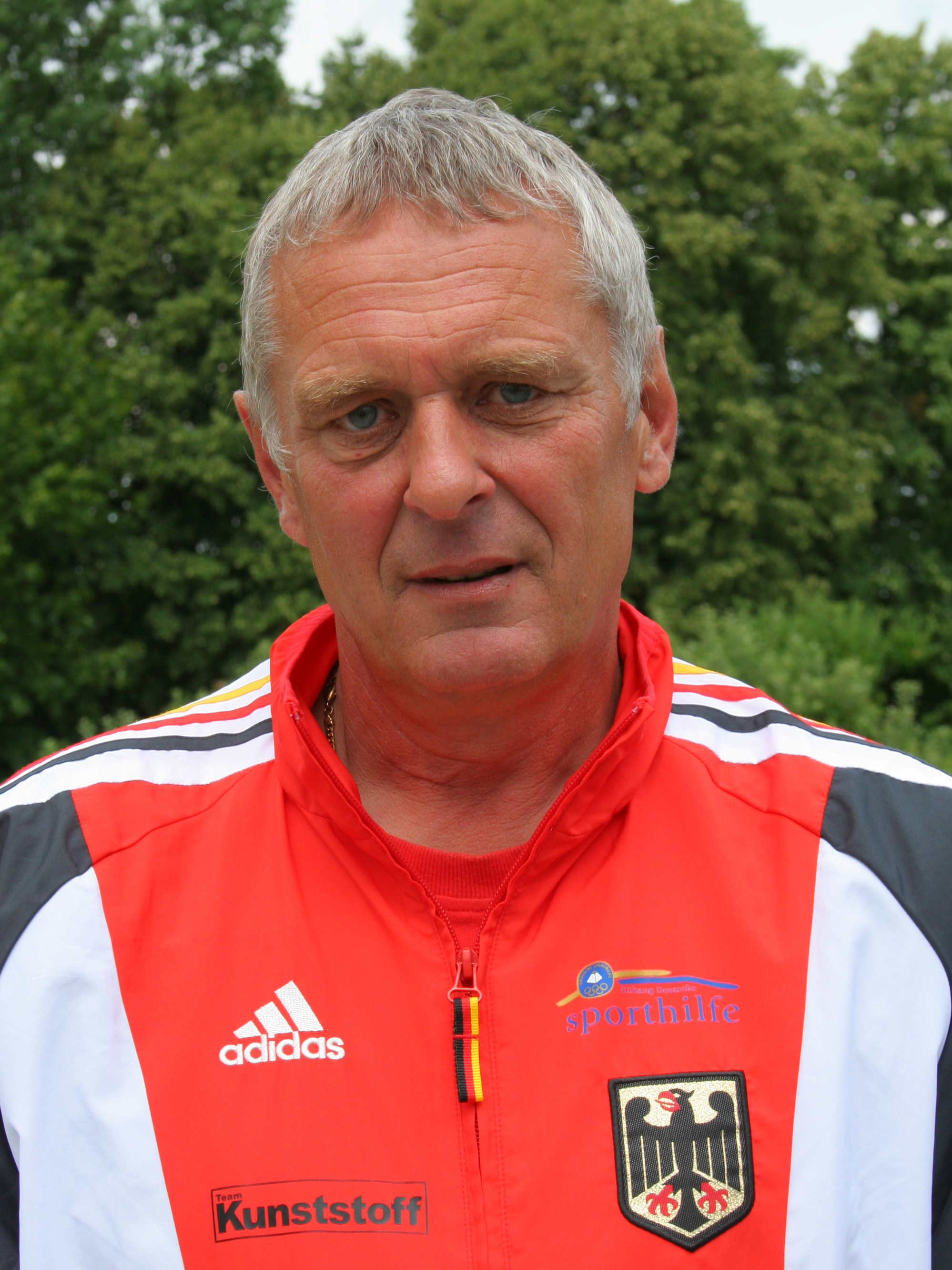
Rolf-Dieter Amend

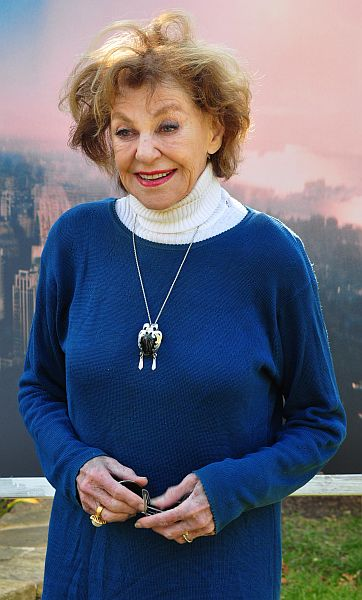
Joan Copeland

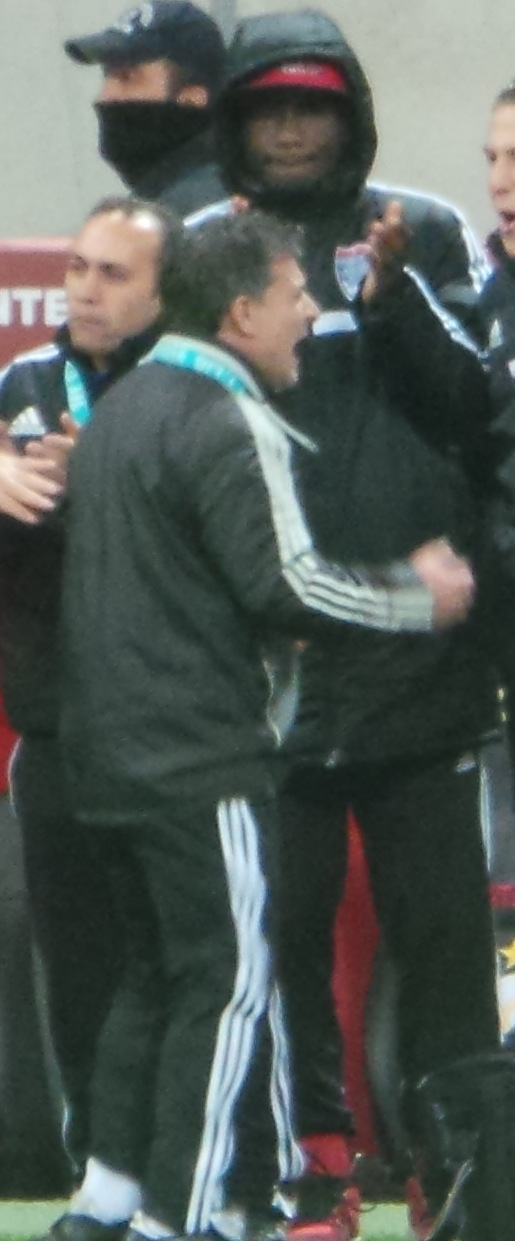
Oussou Konan Anicet

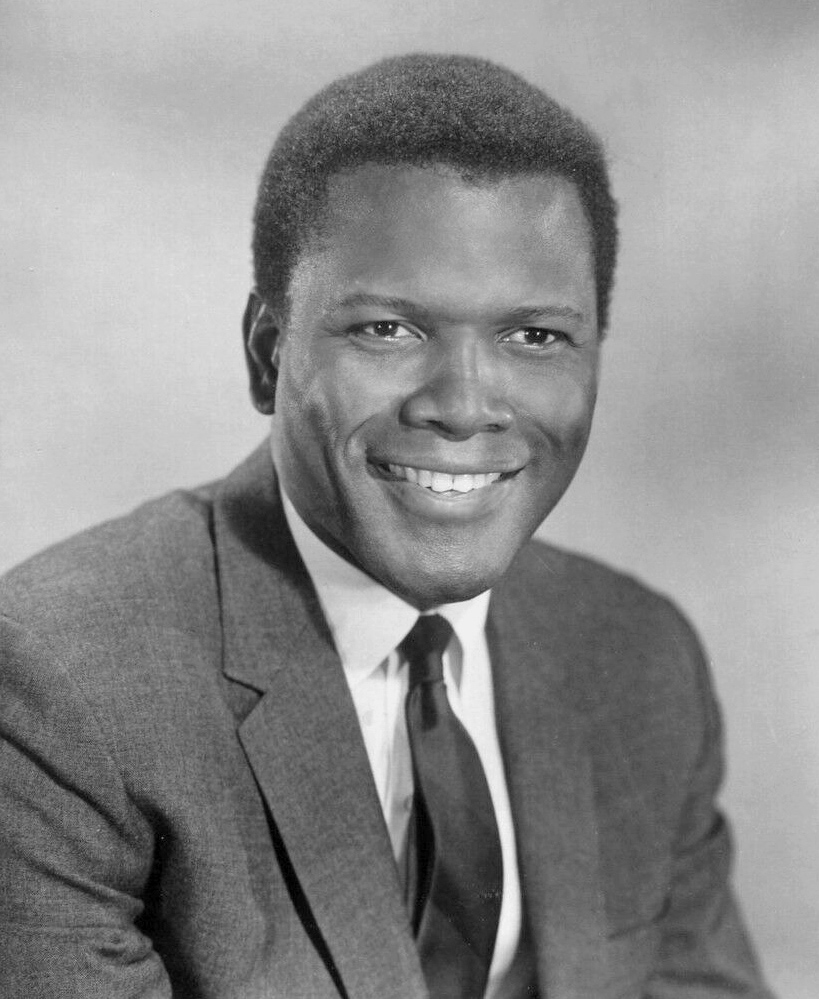
Sidney Poitier

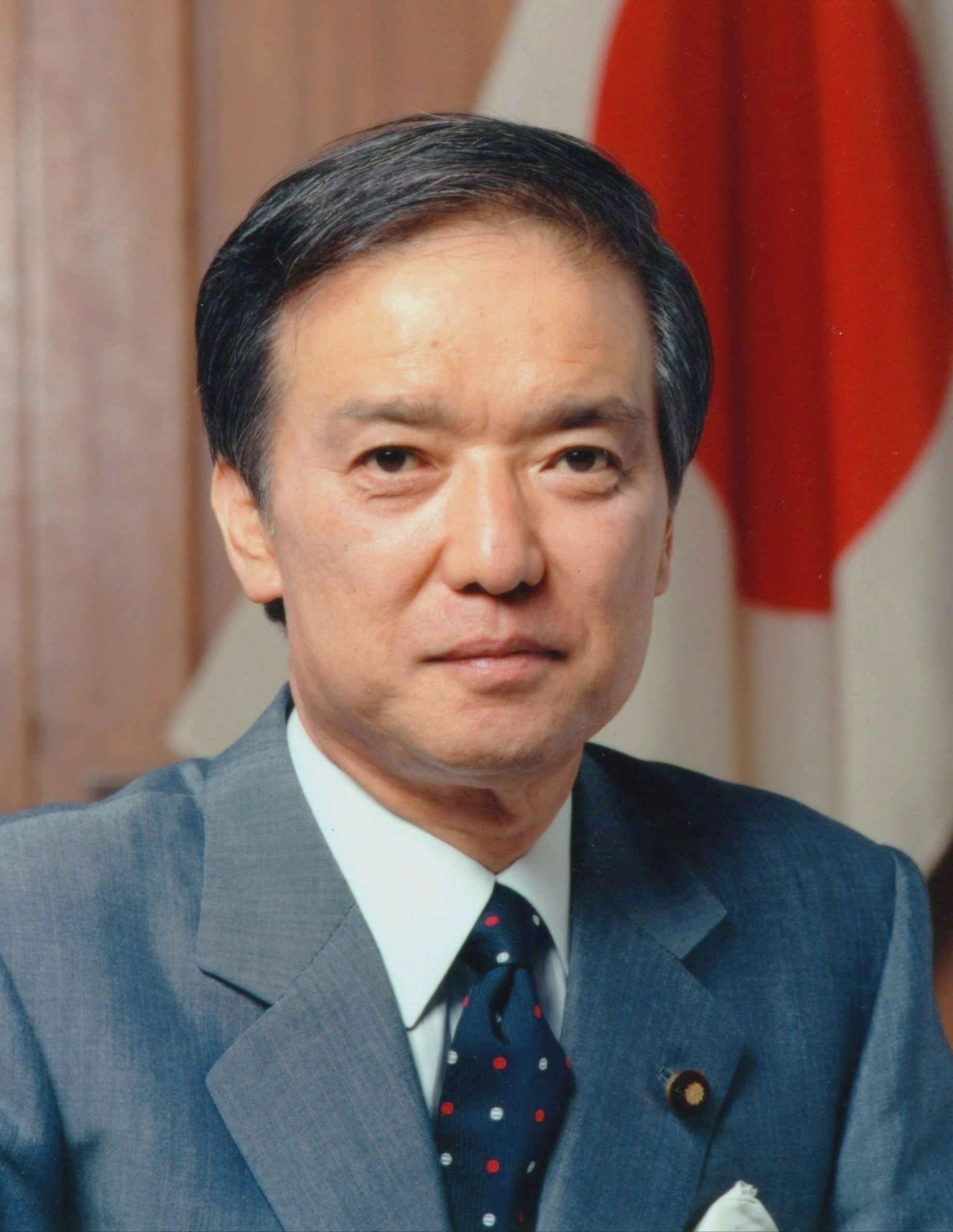
Kaifu Toshiki

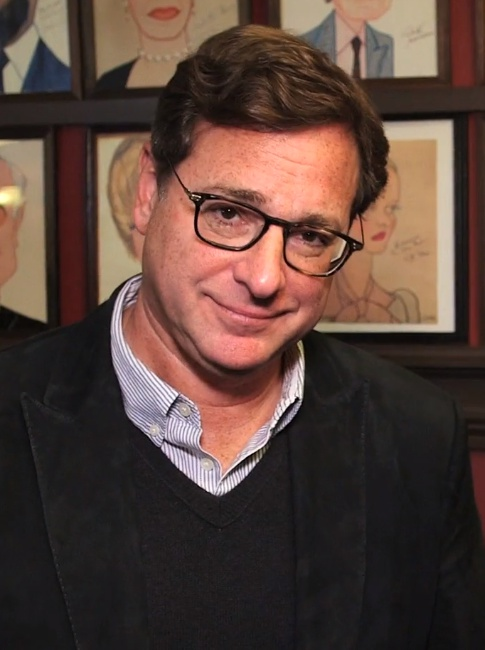
Bob Saget

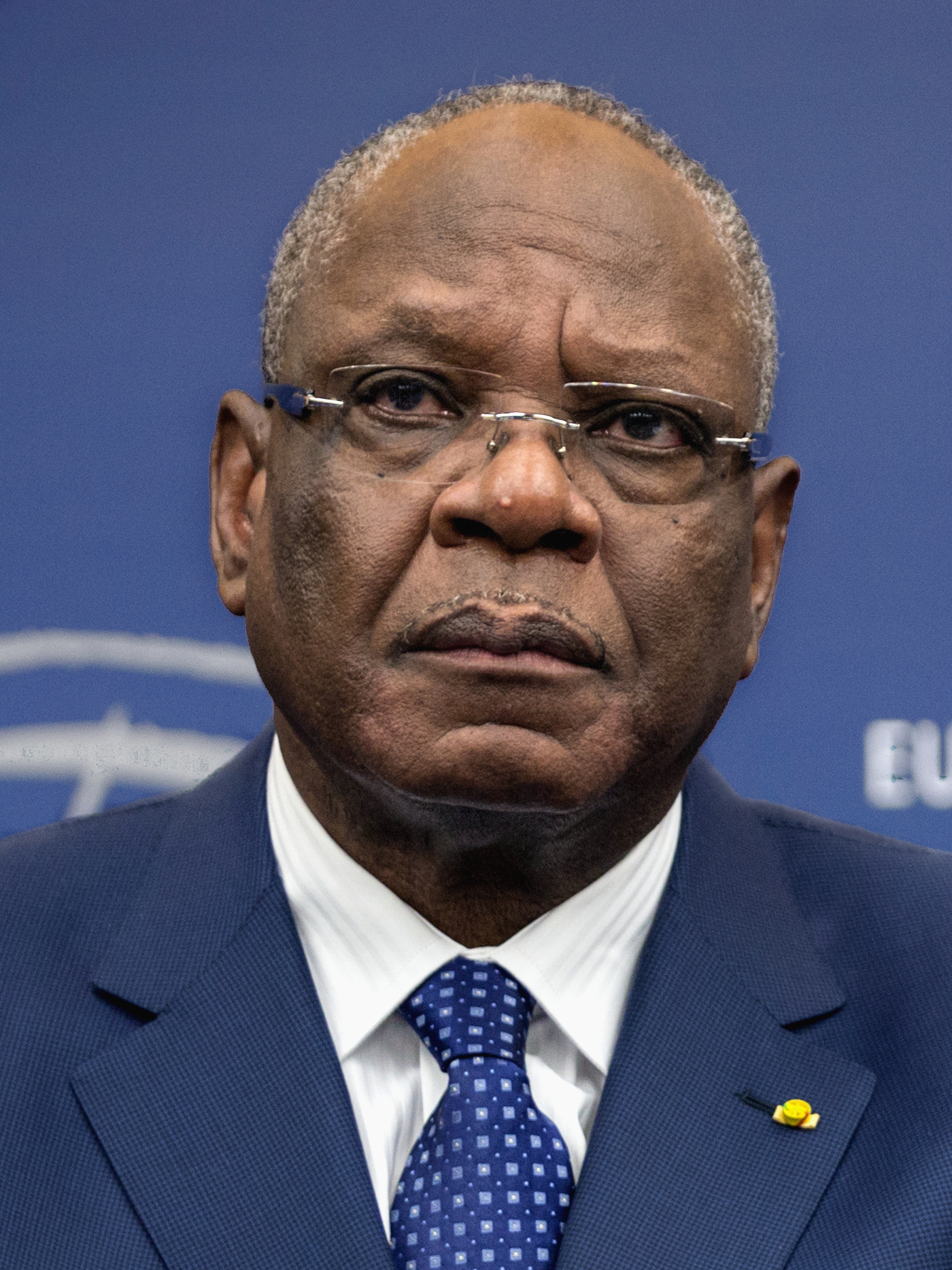
Ibrahim Boubacar Keïta

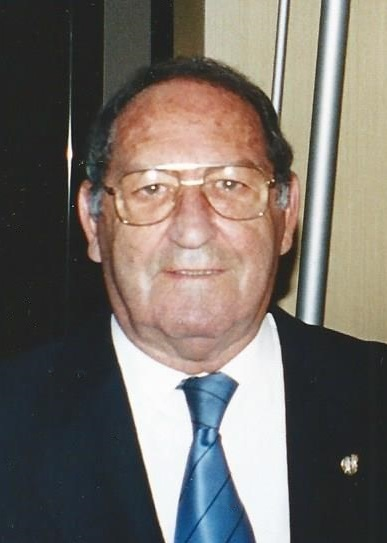
Francisco Gento

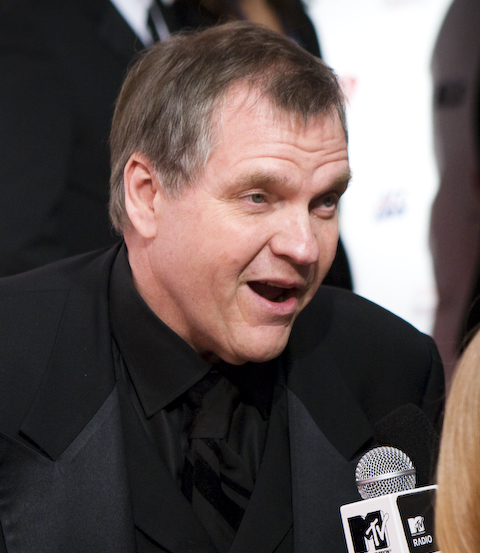
Meat Loaf

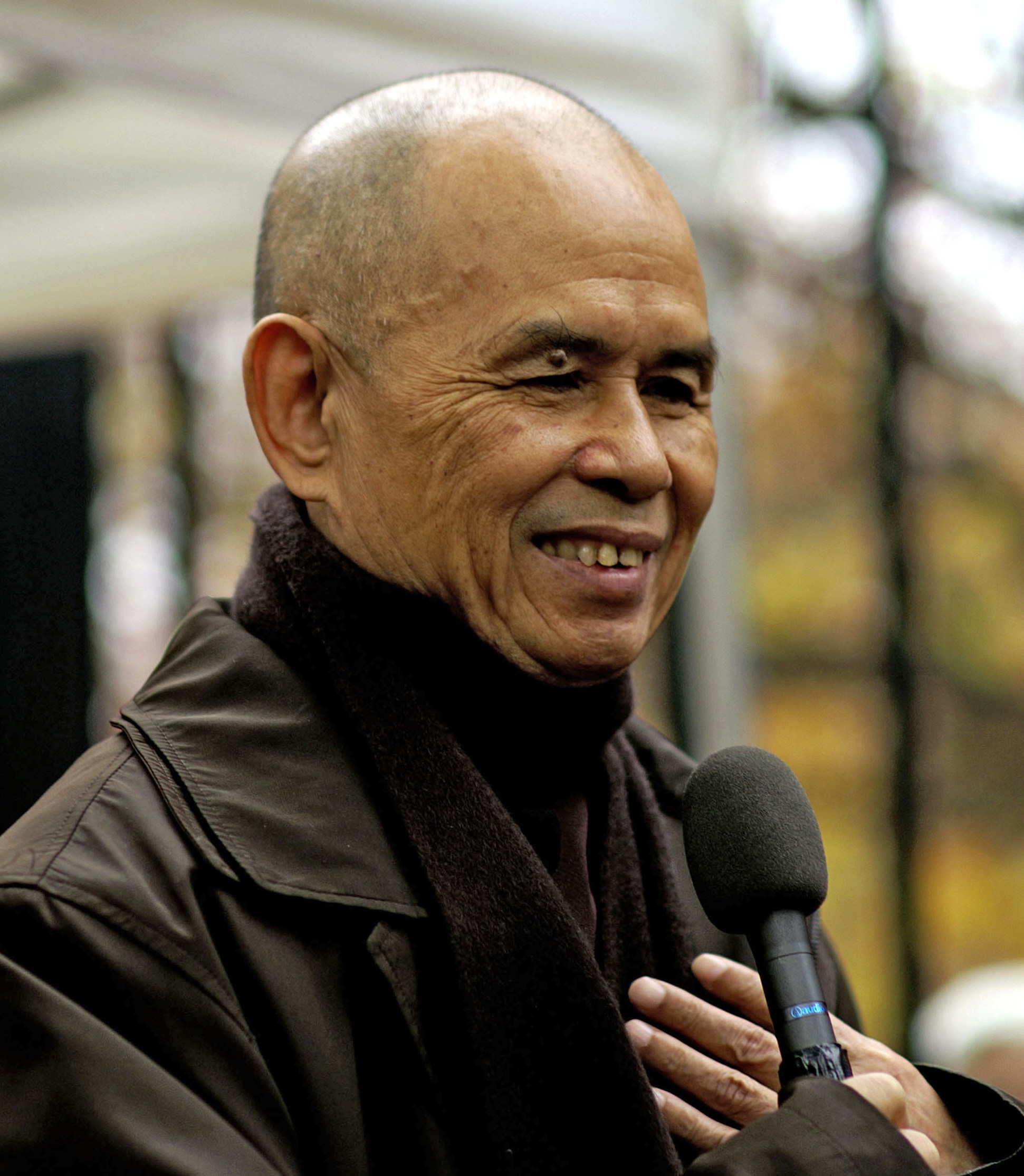
Thích Nhất Hạnh

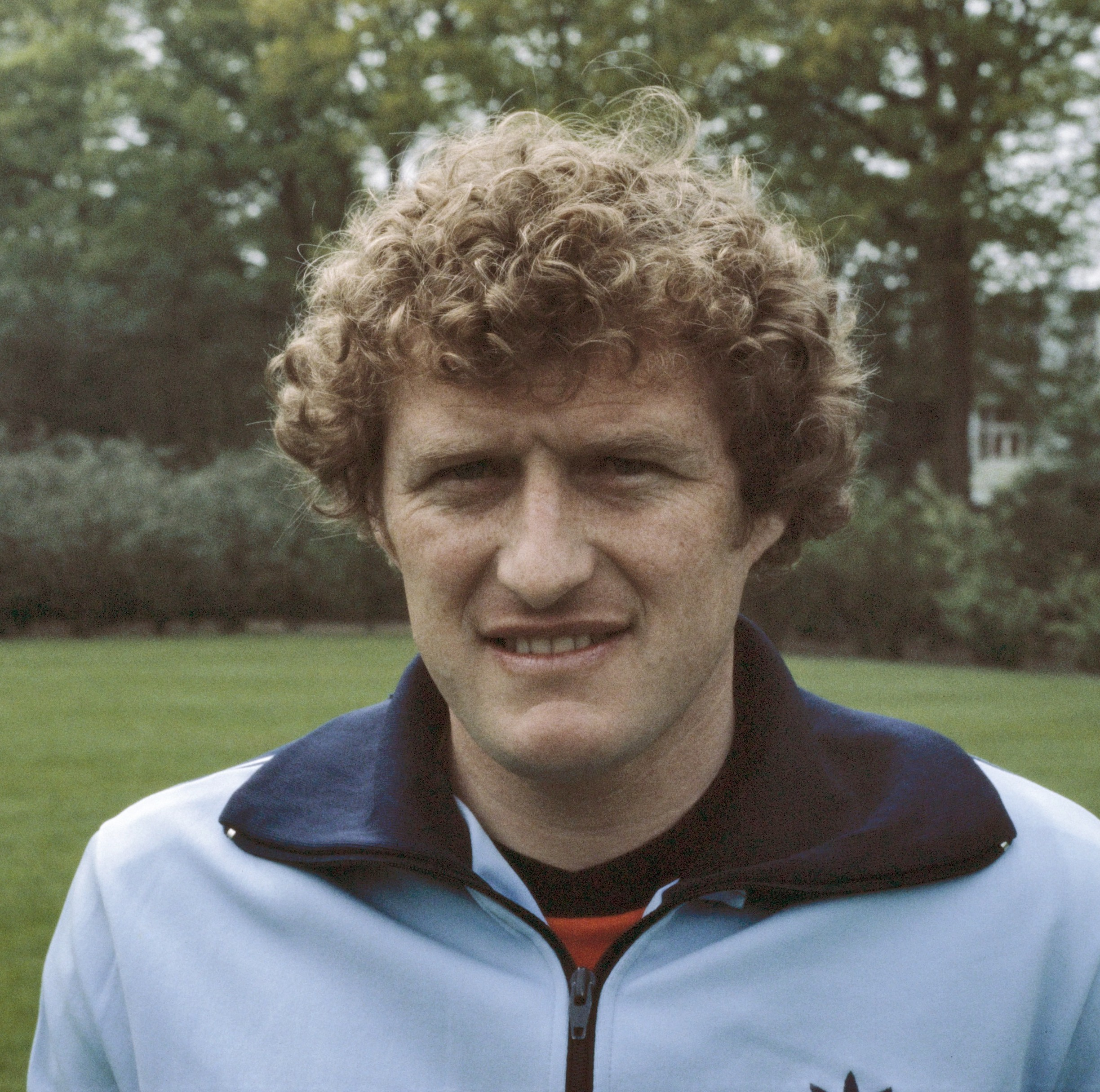
Wim Jansen

  - Andreas Kunz, vận động viên thi đấu kết hợp Bắc Âu người Đức và huy chương đồng Olympic (s. 1946)
  - Dan Reeves, cầu thủ và huấn luyện viên bóng đá người Mỹ (s. 1944)
  - Calisto, doanh nhân người Ý và kẻ lừa đảo bị kết án (s. 1938)
- 2 tháng 1: 
  - Richard Leakey, nhà cổ sinh vật học và nhà bảo tồn người Kenya. (s. 1944)
  - Eric Walter Elst, nhà thiên văn học người Bỉ. (s. 1936)[352]
  - Jens Jørgen Hansen, cầu thủ và huấn luyện viên người Đan Mạch (s. 1939)
  - Gianni Celati, nhà văn và dịch giả người Ý (s. 1937)
- 3 tháng 1:
  - Đặng Vũ Chính, trung tướng Việt Nam (s. 1928)
  - Mario Lanfranchi, đạo diễn và biên kịch phim người Ý (s. 1927)
  - Beatrice Mintz, nhà phôi học người Mỹ (s. 1921)
  - Viktor Saneyev, vận động viên nhảy ba người Gruzia và nhà vô địch Olympic. (s. 1945)
  - Zheng Min, học giả và nhà thơ hiện đại Trung Quốc. (s. 1920)
- 4 tháng 1: 
  - Oussou Konan Anicet, cầu thủ bóng đá người Bờ Biển Ngà (s. 1989)[11]
  - Rolf-Dieter Amend, vận động viên chèo thuyền slalom người Đức và nhà vô địch Olympic (s. 1949)
  - Joan Copeland, nữ diễn viên người Mỹ (s. 1922)
  - Anatoliy Kuksov, cầu thủ bóng đá người Ukraina, người quản lý và người giành huy chương đồng Olympic (s. 1949)
  - Sindhutai Sapkal, nhân viên xã hội và nhà hoạt động xã hội Ấn Độ (s. 1948)
- 5 tháng 1: 
  - Francisco Álvarez Martínez, Hồng y người Tây Ban Nha của Giáo hội Công giáo Rôma (s. 1925)
  - Kim Mi-soo, diễn viên người Hàn Quốc (s. 1992)
  - Trần Văn Phúc, cựu huấn luyện viên bóng đá của Việt Nam (s. 1946)
- 6 tháng 1:
  - Sidney Poitier, diễn viên, nhà hoạt động và đại sứ người Mỹ gốc Bahamian. (s. 1927)
  - F. Sionil José, nhà văn Philippines. (s. 1924)[353]
  - Peter Bogdanovich, đạo diễn phim người Mỹ. (s. 1936)[354]
- 9 tháng 1: 
  - Nguyễn Côn, Nguyên Bí thư Trung ương Đảng, Nguyên Phó Thủ tướng Chính phủ (s. 1916)
  - Kaifu Toshiki, Thủ tướng thứ 48 của Nhật Bản (s. 1931)
  - Bob Saget, diễn viên hài, người dẫn chương trình truyền hình và diễn viên người Hoa Kỳ. (s.1956)
- 10 tháng 1: Cao Thượng Lương, Thiếu tướng, nguyên Cục trưởng Cục Chính trị lực lượng Công an vũ trang, Tổng biên tập Tập san Nghệ thuật quân sự người Việt Nam (s. 1928)
- 11 tháng 1:
  - David Sassoli, chủ tịch thứ 16 của Nghị viện Châu Âu. (s. 1956)
  - Ernest Shonekan, nguyên thủ quốc gia thứ 9 của Nigeria. (s. 1936)
- 12 tháng 1: 
  - Waiphot Phetsuphan, ca sĩ, nhạc sĩ người Thái Lan (s. 1942)
  - Ronnie Spector, ca sĩ người Mỹ. (s. 1943)[355]
- 14 tháng 1: Ricardo Bofill, kiến trúc sư người Tây Ban Nha. (s. 1939)
- 16 tháng 1: Ibrahim Boubacar Keïta, Tổng thống thứ 5, Thủ tướng thứ 6 của Mali (s. 1945)
- 18 tháng 1: 
  - Thích Thanh Đàm, Đại lão Hòa Thượng Việt Nam (s. 1924)
  - André Leon Talley, tổng biên tập nội dung tạp chí thời trang Vogue người Mỹ (s. 1948)
  - Francisco Gento, cựu cầu thủ bóng đá người Tây Ban Nha. (s. 1933)
  - David Cox, nhà thống kê người Anh. (s. 1924)
- 19 tháng 1:
  - Nguyễn Thị Tuyết, người mẫu người Việt Nam (s. 1993)
  - Hardy Krüger, diễn viên và nhà văn Đức. (s. 1928)
  - Gaspard Ulliel, diễn viên và người mẫu Pháp. (s. 1984)
- 20 tháng 1:
  - Meat Loaf, ca sĩ và diễn viên người Mỹ, (s. 1947)
  - Elza Soares, ca sĩ Brazil. (s. 1930)
- 22 tháng 1:
  - Thích Nhất Hạnh, thiền sư Việt Nam (s. 1926)
  - António Lima Pereira, cầu thủ bóng đá người Bồ Đào Nha, (s. 1952)
  - Emilbek Abakirov, chính trị gia Liên Xô-Kyrgyzstan (s. 1929)
- 23 tháng 1: Nguyễn Văn Hiệu, giáo sư, nhà vật lý, chính trị gia người Việt Nam (s. 1938)
- 25 tháng 1:
  - Wim Jansen, cầu thủ và người quản lý bóng đá người Hà Lan. (s. 1946)[356]
  - Ozzie, một con khỉ đột đất thấp phía Tây (s. 1961)
- 26 tháng 1: 
  - Janet Mead, nữ tu người Úc (s. 1937)
  - Moses J. Moseley, diễn viên, người mẫu và nhà văn người Mỹ (s. 1990)
- 27 tháng 1: 
  - Bích Chiêu, ca sĩ hải ngoại người Pháp gốc Việt (s. 1942)
  - Ri Yong-mu, sĩ quan cấp cao trong Quân đội Nhân dân Triều Tiên (s. 1925)
- 30 tháng 1:
  - Leonid Kuravlyov, diễn viên người Nga (s. 1936)
  - Cheslie Kryst, Hoa hậu Mỹ 2019 (s. 1991)
- 31 tháng 1:
  - Quang Toàn, ca sĩ người Việt Nam (s. 1974)
  - Voldemaras Novickis, vận động viên bóng ném người Lithuania và nhà vô địch Olympic. (s. 1956)[357]

### Tháng 2
- 1 tháng 2: 

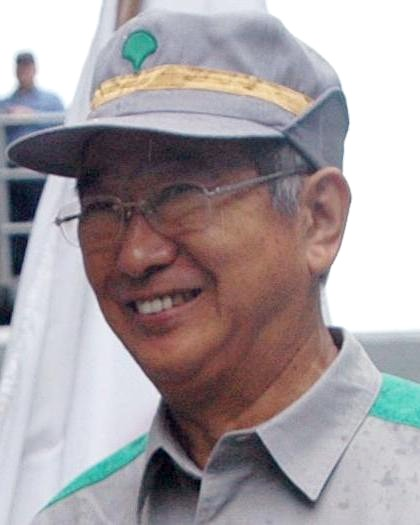
Shintaro Ishihara

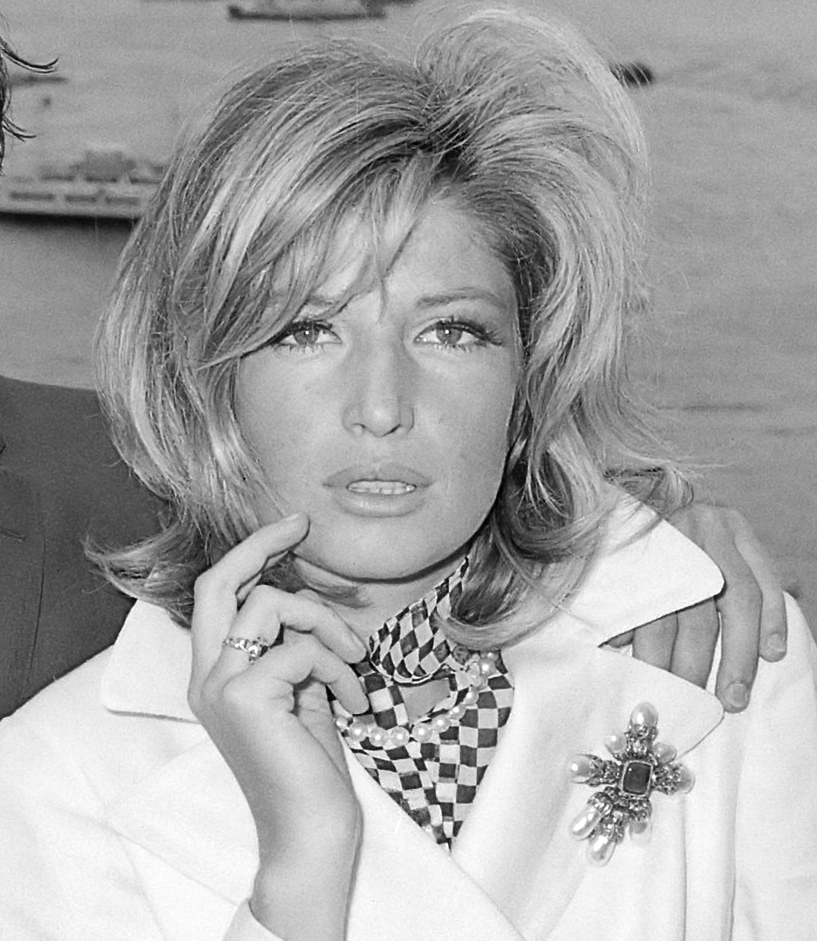
Monica Vitti

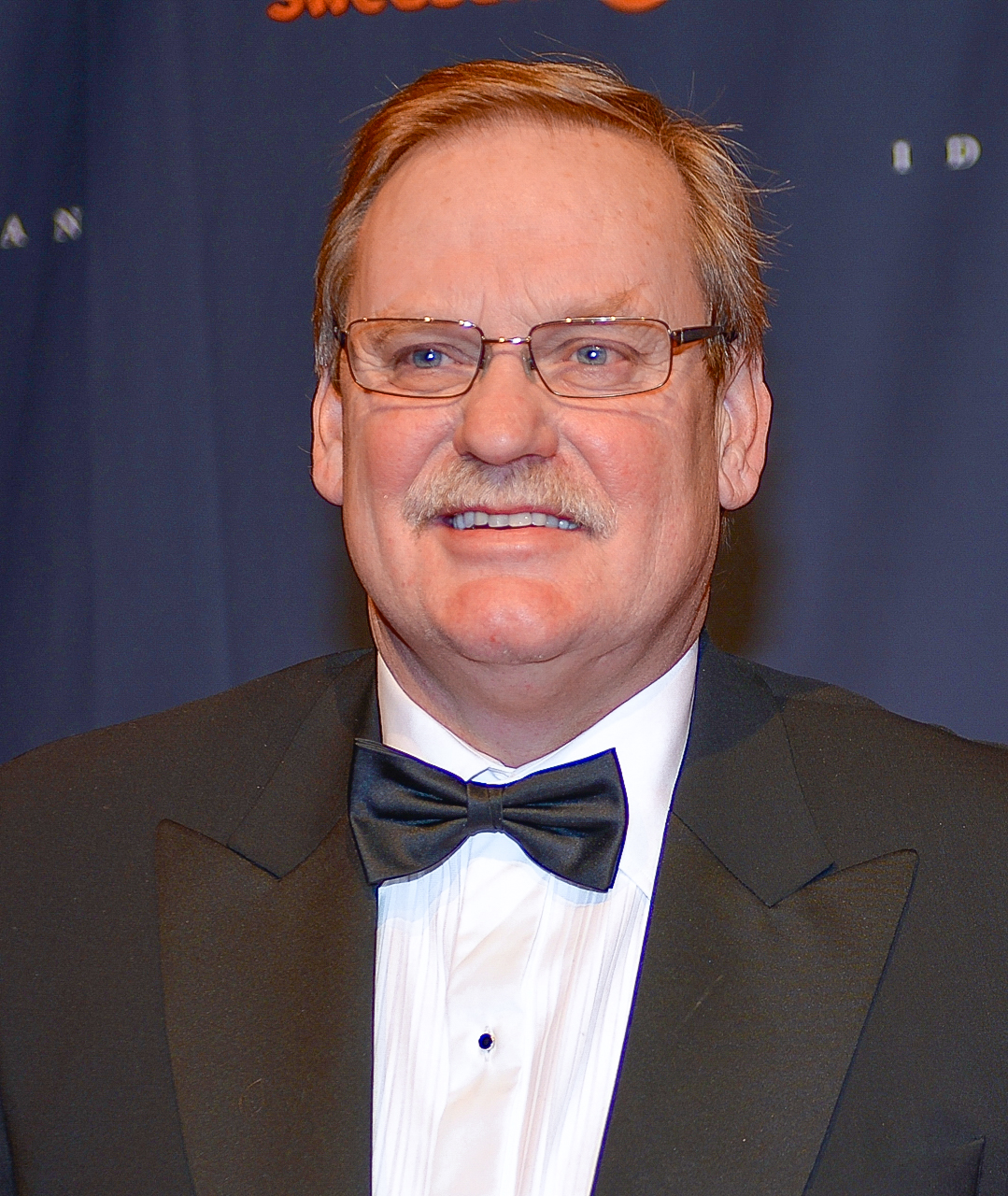
Ronnie Hellström

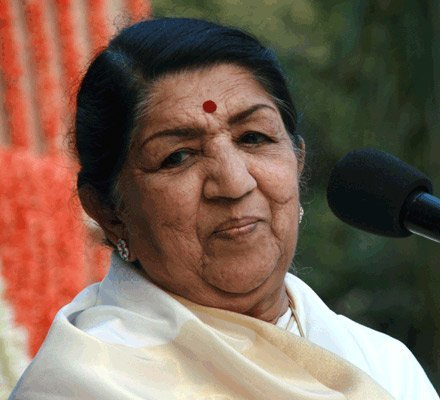
Lata Mangeshkar

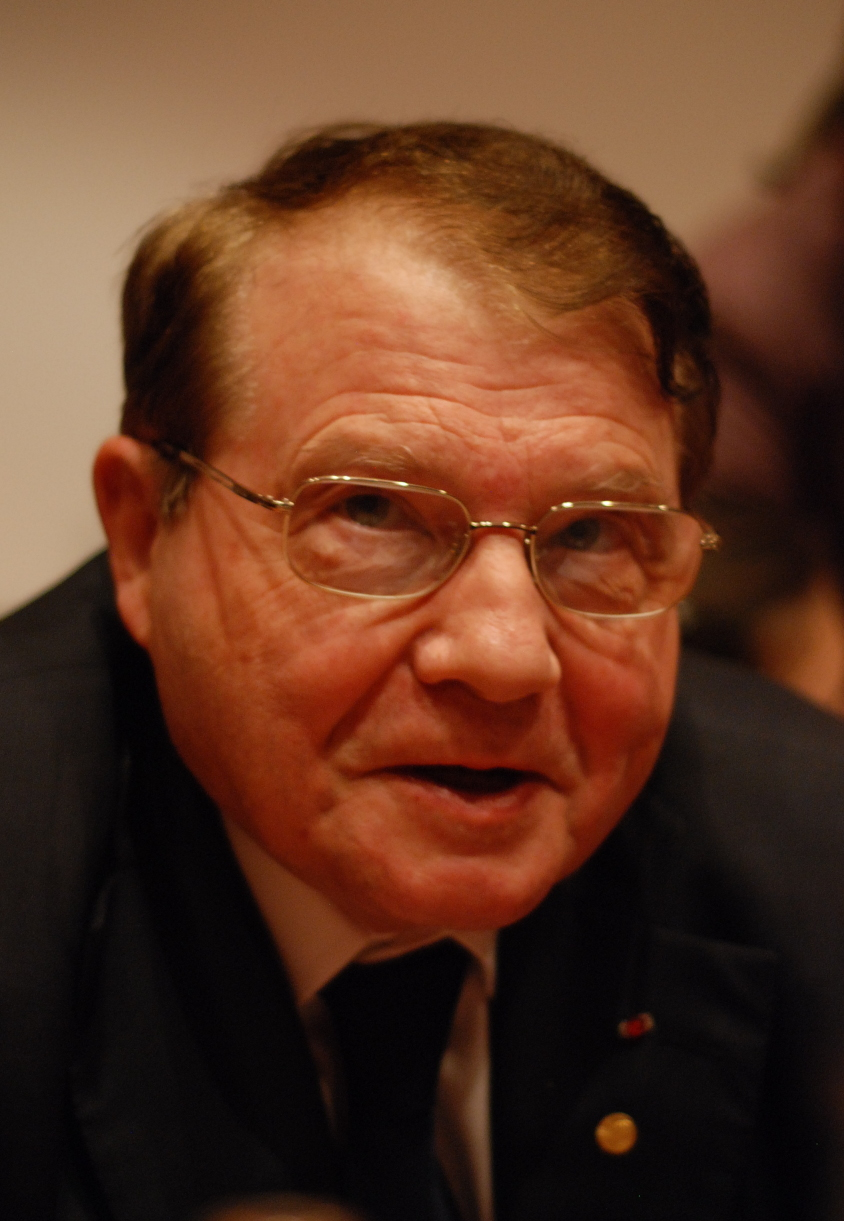
Luc Montagnier

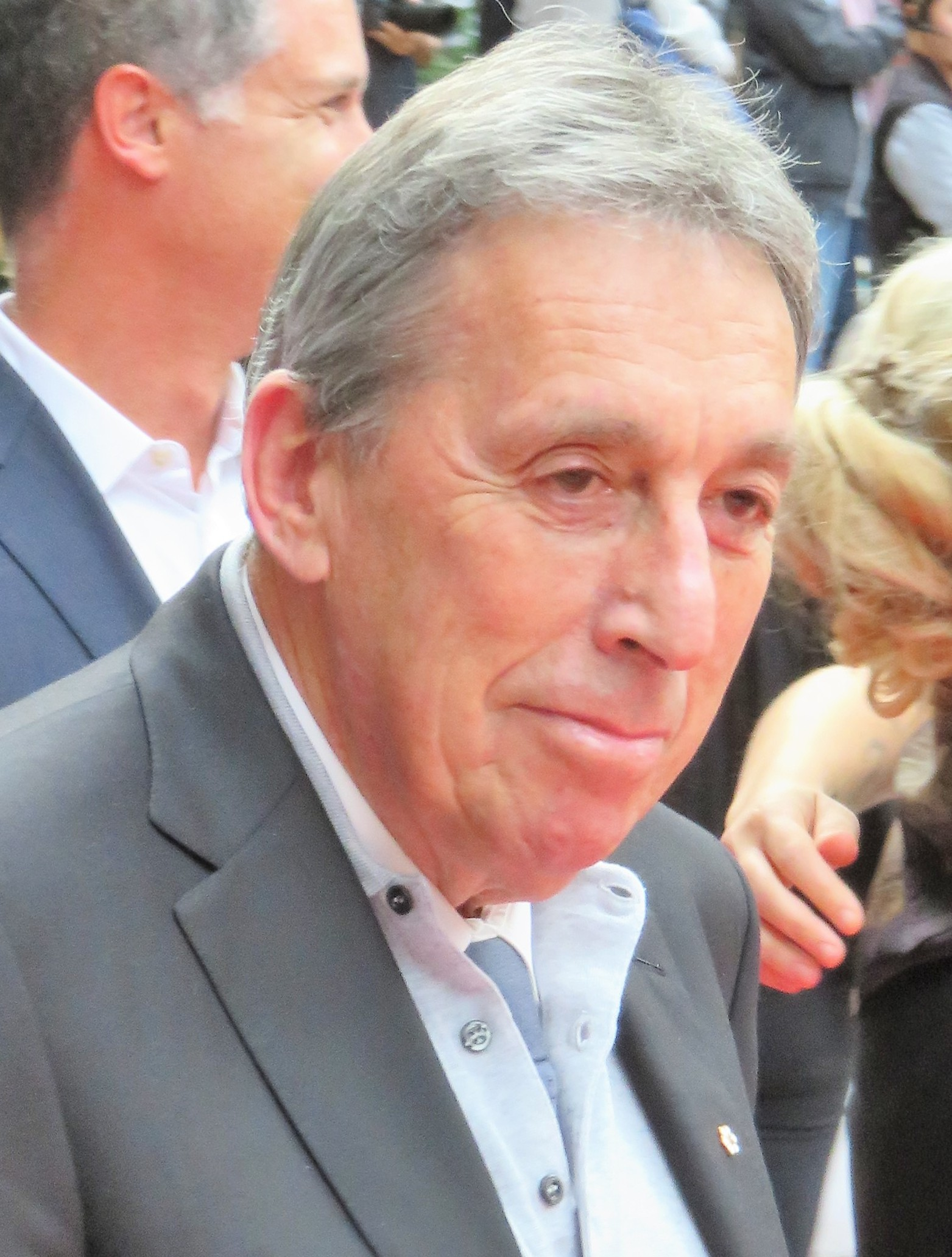
Ivan Reitman

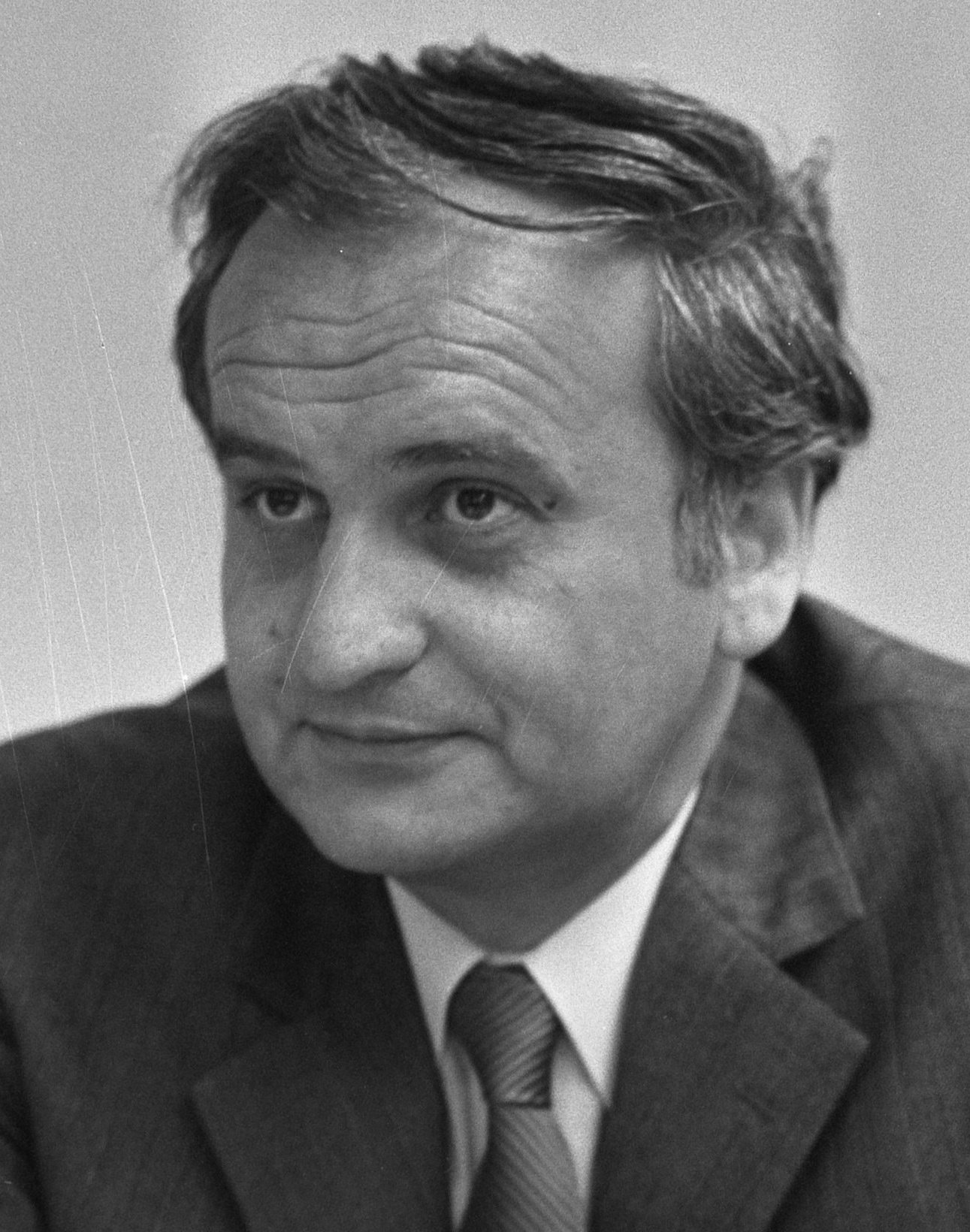
Borislav Ivkov

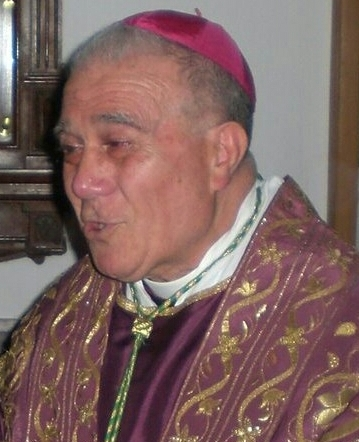
Luigi De Magistris

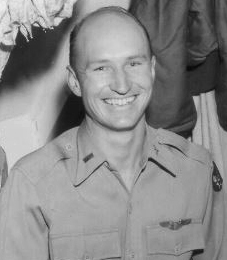
Gail Halvorsen

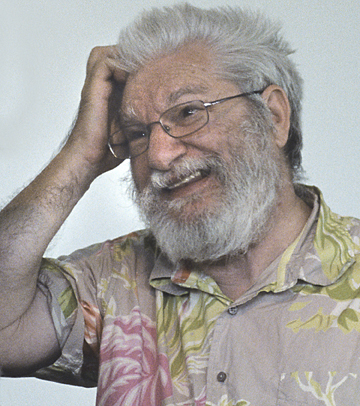
Dan Graham

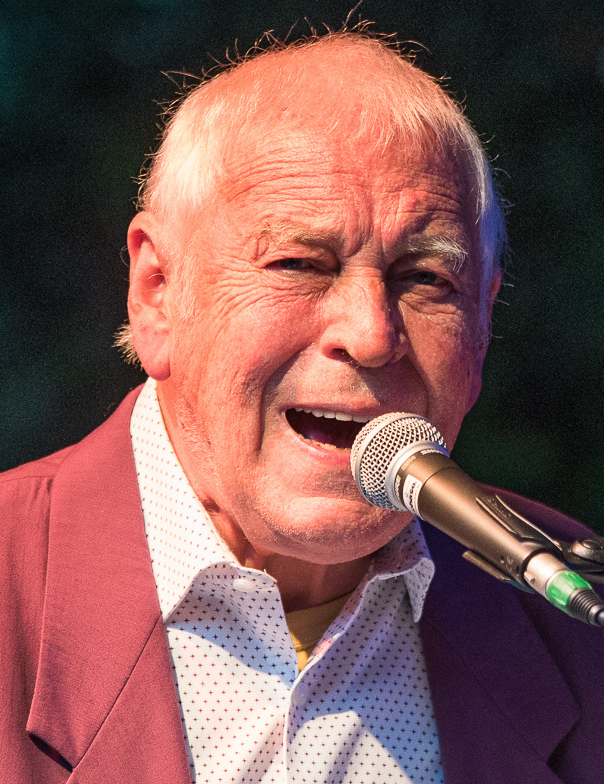
Gary Brooker

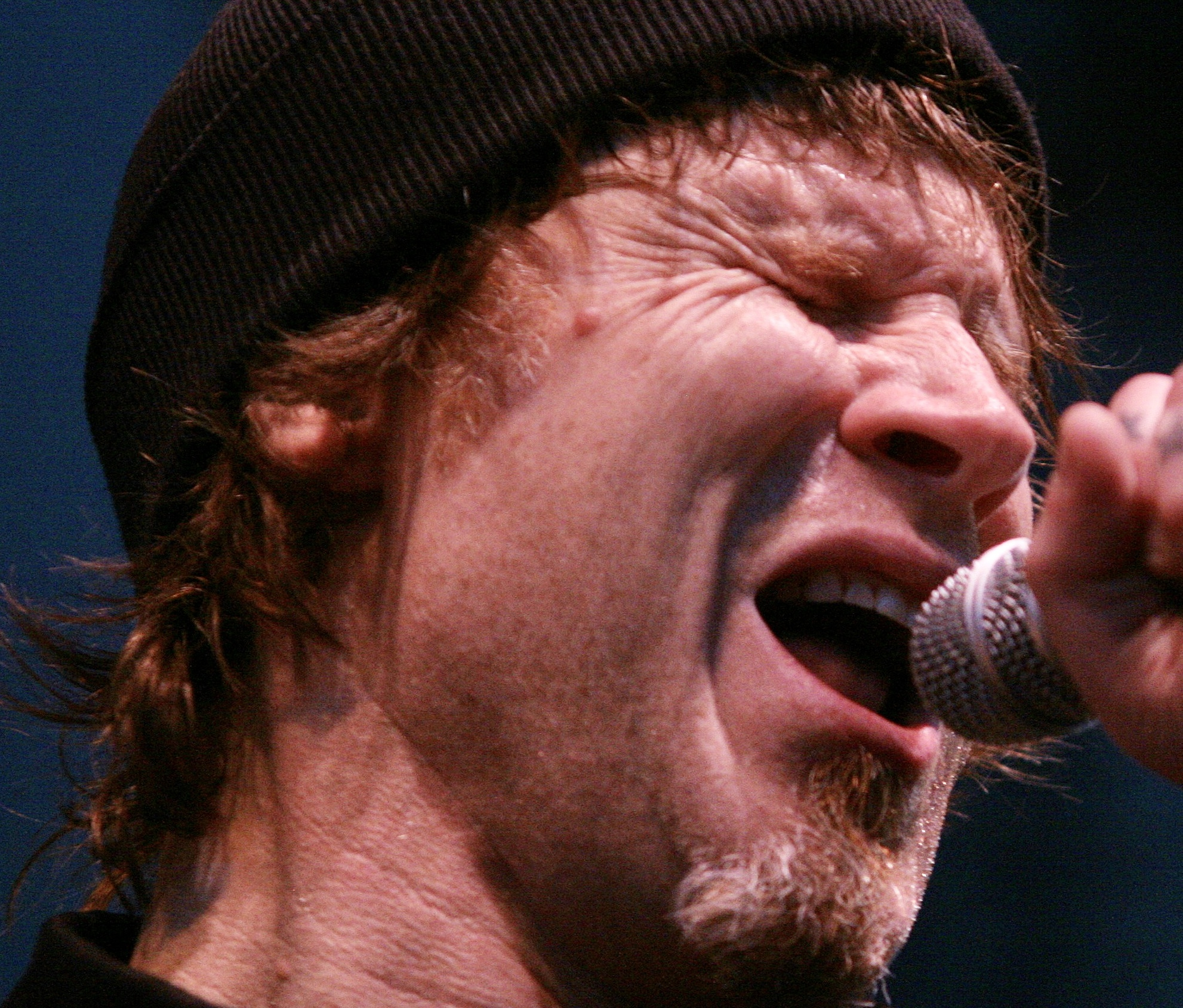
Mark Lanegan

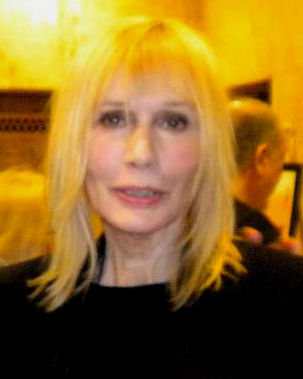
Sally Kellerman

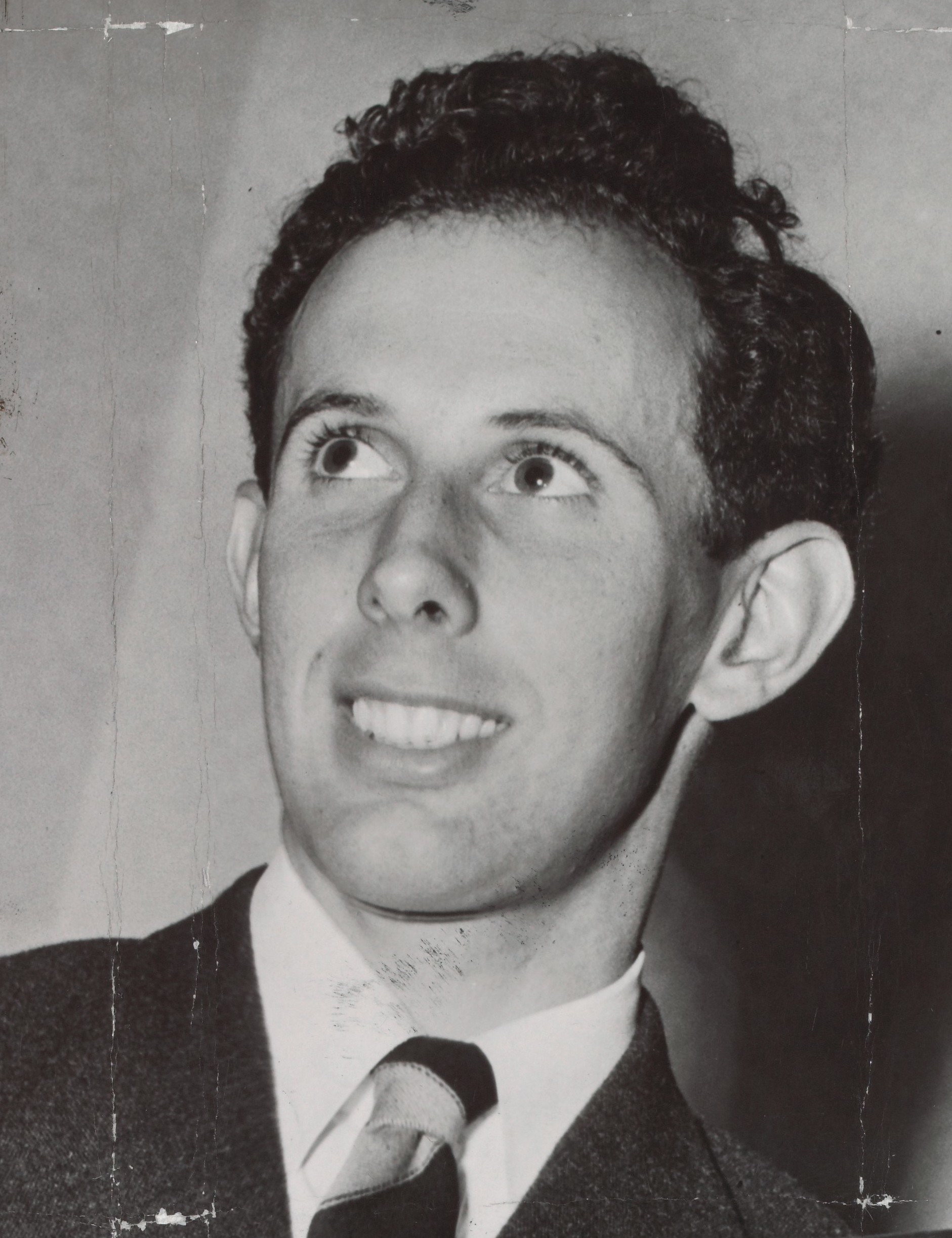
John Landy

  - Shintaro Ishihara, thống đốc thứ 33 của Tokyo. (s. 1932)
  - Lotfollah Safi Golpaygani, Thư ký Hội đồng Giám hộ người Iran. (s. 1919)[358]
- 2 tháng 2: Monica Vitti, nữ diễn viên người Ý. (s. 1931)[359]
- 3 tháng 2: 
  - Christos Sartzetakis, Tổng thống thứ 4 của Hy Lạp (s. 1929)[360]
  - Tường Vân, diễn viên kịch nói, Nghệ sĩ Ưu tú người Việt Nam (s. 1938)
  - Abu Ibrahim al-Hashimi al-Qurashi, Thủ lĩnh IS (s. 1976)
- 4 tháng 2: 
  - Vũ Văn Thược, Thiếu tướng, là một sĩ quan cấp cao của Quân đội nhân dân Việt Nam. (s. 1928)[361]
  - Hoàng Lan, diễn viên  Việt Nam (s. 1959)
- 5 tháng 2: Angélica Gorodischer, nhà văn người Argentina nổi tiếng với bộ sưu tập truyện ngắn (s. 1928)
- 6 tháng 2: 
  - Lata Mangeshkar, ca sĩ và nhà soạn nhạc người Ấn Độ (s. 1929)[362]
  - Ronnie Hellström, cầu thủ bóng đá Thụy Điển. (s. 1949)
  - George Crumb, nhà soạn nhạc người Mỹ.(s. 1929)
- 7 tháng 2: Zbigniew Namysłowski, nhạc sĩ và nhà soạn nhạc jazz người Ba Lan (s. 1939)
- 8 tháng 2: Luc Montagnier, nhà virus học người Pháp, đoạt Giải Nobel Sinh lý học hoặc Y học năm 2008 (s. 1932)
- 9 tháng 2:
  - Javier Gonzales, chính khách người Mỹ (s. 1966)
  - Johnny Ellis, là cựu thành viên đảng Dân chủ (s. 1960)
  - Y Phương, nhà văn  Việt Nam (s. 1948)
  - Bùi Đình Kế, Đại tá, Nhà Báo Việt Nam. (s. 1927)[363][364]
- 10 tháng 2: 
  - Tiến Hợi, diễn viên, Nghệ sĩ Ưu tú Việt Nam (s. 1959)
  - Manuel Esquivel, Thủ tướng thứ 2 của Belize (s. 1940)[365]
  - Duvall Hecht, tay chèo người Mỹ, nhà xuất bản và nhà vô địch Olympic. (s. 1930)[366]
- 11 tháng 2: Nguyễn Tài Tuệ, nhạc sĩ người Việt Nam (s. 1936)
- 12 tháng 2: 
  - Lê Gia Hội, nghệ sĩ ưu tú, ca sĩ opera Việt Nam (s. 1939)
  - Ivan Reitman, đạo diễn và nhà sản xuất phim người Canada gốc Tiệp Khắc. (s. 1946)
  - Francis Xavier Sudartanta Hadisumarta, Giám mục người Indonesia của Giáo hội Công giáo Rôma (s. 1932)
- 14 tháng 2: 
  - Daniel Passent, là nhà báo và nhà văn Ba Lan (s. 1938)
  - Borislav Ivkov, kiện tướng cờ vua Serbia. (s. 1933)[367]
- 16 tháng 2;
  - Luigi De Magistris, hồng y Công giáo La Mã Ý. (s. 1926)
  - Gali Halvorsen, phi công quân sự Mỹ.(s. 1920)
- 17 tháng 2:
  - Vương Cảnh, nghệ sĩ cải lương Việt Nam (s. 1960)
  - Máté Fenyvesi, cầu thủ bóng đá và chính trị gia người Hungary.(s. 1933)
  - Surajit Sengupta, cầu thủ bóng đá người Ấn Độ (s. 1951)
- 19 tháng 2:
  - Dan Graham, nghệ sĩ thị giác người Mỹ (s. 1942)[368]
  - Gary Brooker, ca sĩ, nhạc sĩ và nghệ sĩ dương cầm người Anh.(s. 1945)
  - Mimura Kakuichi, cầu thủ bóng đá Nhật Bản (s. 1931)
- 21 tháng 2: 
  - Lê Tâm Quý (Li Xizuing), nhà tự vấn học của Việt Nam và Trung Quốc (s. 1951)
  - Celeste Sánchez Romero, nhà nghiên cứu nha khoa người México (s. 1990)
- 22 tháng 2: 
  - Phạm Liêm, Thiếu tướng, sĩ quan cao cấp của Quân đội nhân dân Việt Nam. (s. 1928)[369]
  - Mark Lanegan, ca sĩ, nhạc sĩ người Mỹ.(s. 1964)
- 23 tháng 2: Thanh Tú, nghệ sĩ cải lương người Việt Nam (s. 1939)
- 24 tháng 2: 
  - Ngọc Đáng, Nghệ sĩ Ưu tú, nghệ sĩ cải lương người Việt Nam (s. 1951)
  - John Landy, Thống đốc thứ 26 của Victoria và người giành huy chương đồng Olympic. (s. 1930)
  - Sally Kellerman, diễn viên người Mỹ.(s. 1937)
- 26 tháng 2: 
  - Pataratida Patcharawirapong, diễn viên người Thái Lan (s. 1984)
  - Inna Derusova, nữ quân y người Ukraina (s. 1970)
- 27 tháng 2: Ốc Bảo Bảo, diễn viên nhí người Việt Nam (s. 2003)
- 28 tháng 2: Abuzed Omar Dorda, thủ tướng thứ 18 của Libya.(s. 1944)[370]

### Tháng 3

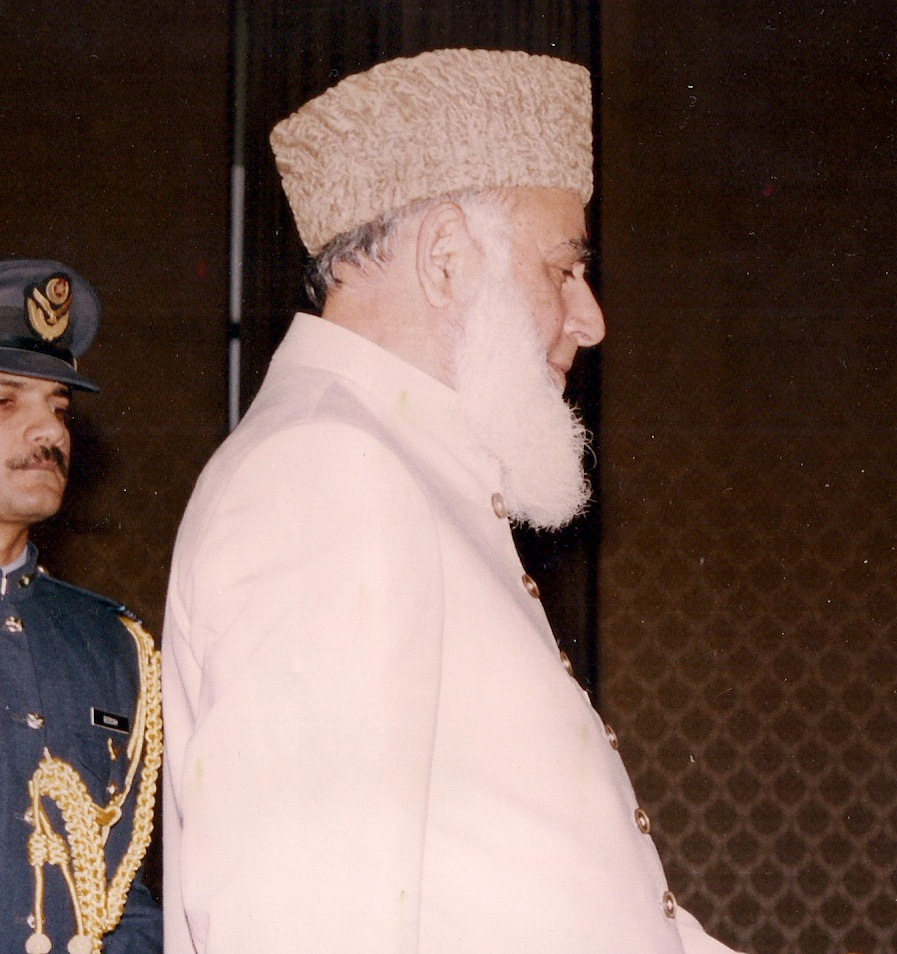
Muhammad Rafiq Tarar

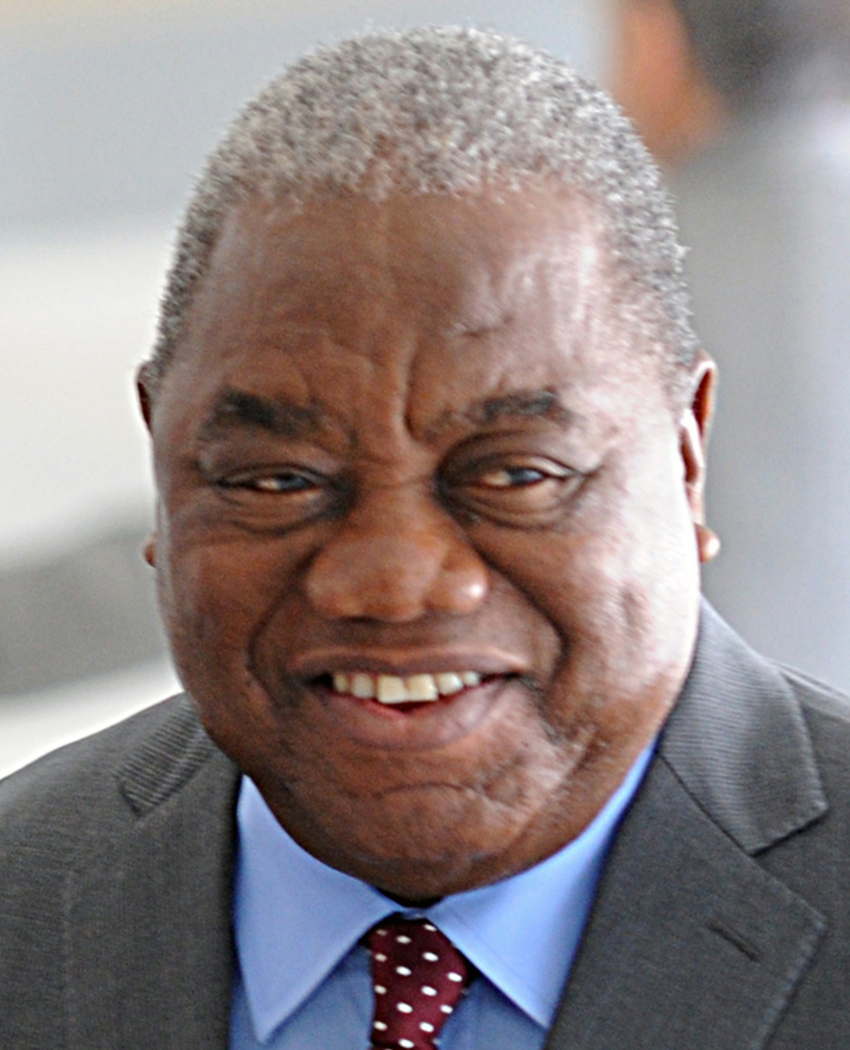
Rupiah Banda

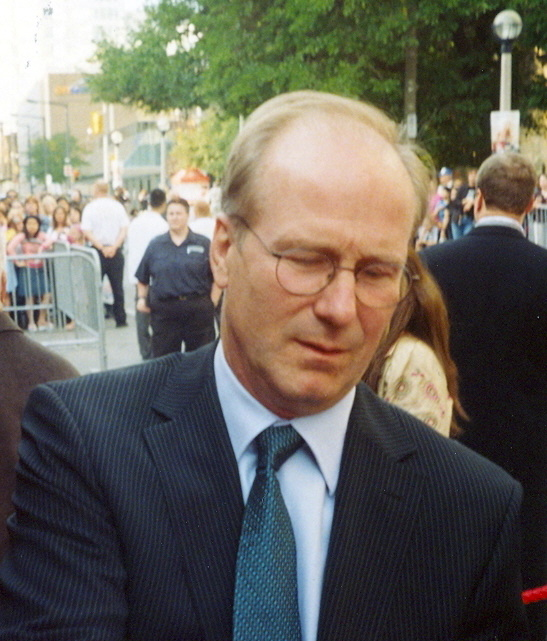
William Hurt

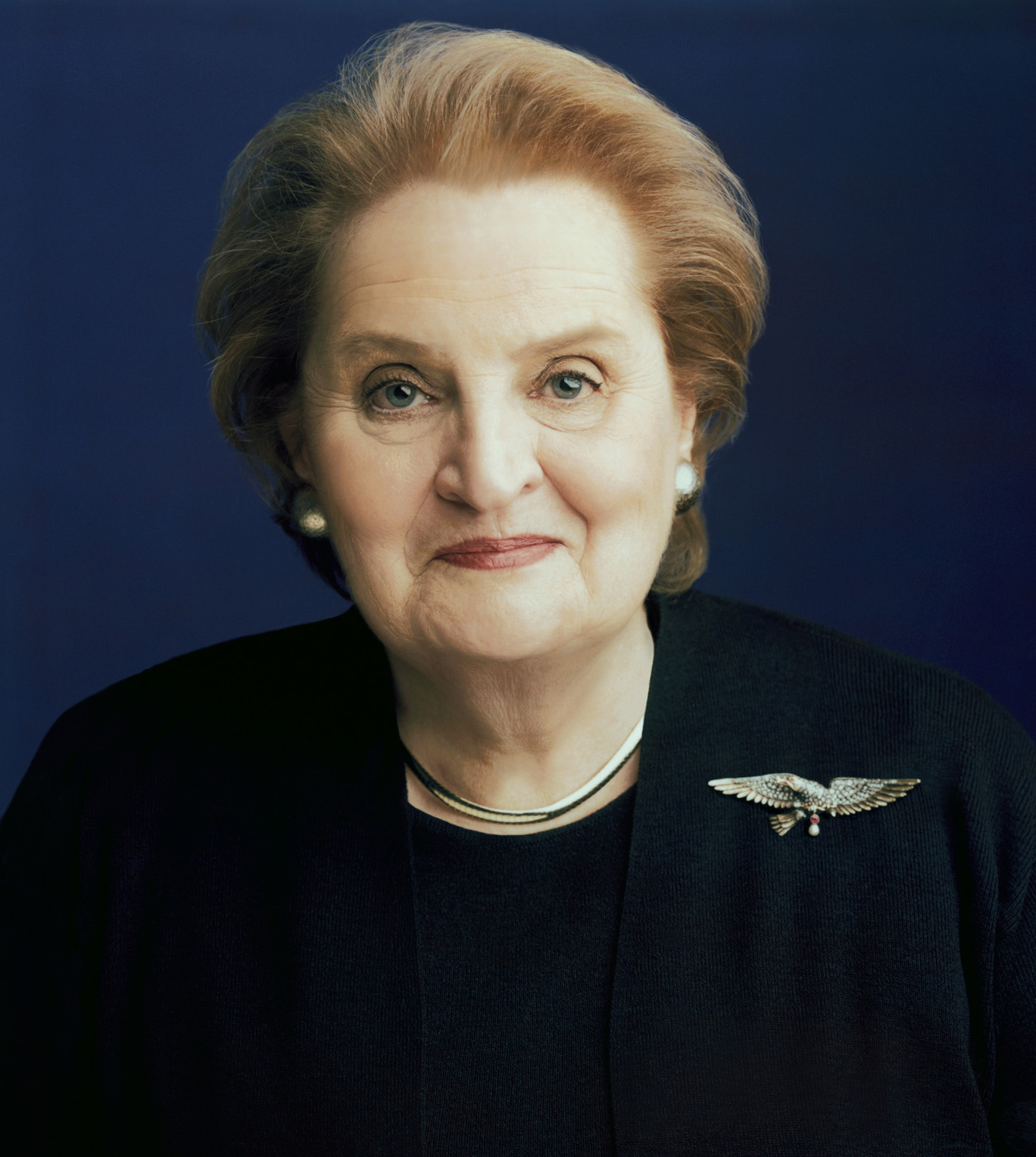
Madeleine K. Albright

- 1 tháng 3: Alevtina Kolchina, Nhà vô địch Olympic và vận động viên trượt tuyết băng đồng người Nga (s. 1930) [371]
- 2 tháng 3: Andrey Sukhovetsky, một vị tướng phục vụ trong quân đội Nga (s. 1974)
- 3 tháng 3: Albert Pobor, huấn luyện viên và cựu cầu thủ bóng đá người Croatia. (s. 1956)
- 4 tháng 3: 
  - Shane Warne, vận động viên cricket người Úc (s. 1969)
  - Anne Beaumanoir, nhà thần kinh học người Pháp (s. 1923)
- 5 tháng 3:
  - Tuyết Mai, phát thanh viên, Nghệ sĩ Nhân dân người Việt Nam (s. 1925)
  - Antonio Martino, chính trị gia Ý (s. 1942)[372]
  - Agostino Cacciavillan, Hồng y người Ý của Giáo hội Công giáo Rôma (s. 1926)
- 6 tháng 3: Giuseppe Wilson, cầu thủ bóng đá Ý. (s. 1945)[373]
- 7 tháng 3:
  - Dương Thanh Tùng, Tổng giám đốc Đài Truyền hình Thành phố Hồ Chí Minh (s. 1968)
  - Muhammad Rafiq Tarar, Tổng thống thứ 9 của Pakistan. (s. 1929)[374]
- 8 tháng 3
  - Vũ Ngọc Phượng, đạo diễn người Việt Nam (s. 1985)
  - Văn Dung, nhạc sĩ, nhà báo người Việt Nam (s. 1936)
  - Noriko Ishihara, vợ của Shintarō Ishihara. (s. 1938)[375]
  - David Bennett Sr., là người đầu tiên được cấy ghép dị chủng người Mỹ (s. 1964)
- 9 tháng 3: Phùng Văn Tửu, hội viên Hội Nhà văn Việt Nam. (s. 1935)
- 10 tháng 3: Lê Ngọc Canh, Nghệ sĩ nhân dân Việt Nam (s. 1934)[376]
- 11 tháng 3:
  - Tống Hồ Cầm, nhân sư, cư sĩ người Việt Nam. (s. 1917)[377],[378],[379]
  - Rupiah Banda, Tổng thống thứ 4 của Zambia (s. 1937) [380]
- 12 tháng 3:
  - Alain Krivine, chính trị gia Pháp. (s. 1941)
  - Karl Offmann, Tổng thống thứ 3 của Mauritius (s. 1940)[381],[382]
- 13 tháng 3:
  - Erhard Busek, chính trị gia người Áo. (s. 1941)
  - Vic Elford, tay đua người Anh. (s. 1935)
  - William Hurt, diễn viên Hoa Kỳ. (s. 1950)[383]
  - Ajdar Ismailov, nhà ngữ văn, học thuật và chính trị gia người Azerbaijan. (s. 1938)
  - Brent Renaud, phóng viên ảnh, nhà văn và nhà làm phim người Hoa Kỳ. (s. 1971)
  - Vũ Minh, đạo diễn sân khấu người Việt Nam (s. 1967)
- 14 tháng 3: Vũ Xuân Đài, Anh hùng LLVTND - người bắn rơi nhiều máy bay nhất thế giới của Việt Nam (s.  1947)[384][385]
- 15 tháng 3: 
  - Văn Quang, là bút hiệu của nhà văn Nguyễn Quang Tuyến. (s. 1933)[386]
  - Eugene Parker, Nhà vật lý năng lượng mặt trời người Mỹ. (s. 1927)
- 16 tháng 3:
  - Kunimitsu Takahashi, Tay đua người Nhật Bản, tay đua xe mô tô và chủ sở hữu đội. (s. 1940)[387]
  - Nguyễn Đức Chuy, Cố vấn môn Hóa học của Đường lên đỉnh Olympia (s. 1932)
- 17 tháng 3:
  - Peter Bowles, diễn viên người Anh. (s. 1936)[388]
  - Clemens Cornielje, chính khách người Hà Lan (s. 1958)
  - Ngọc Châu, nhạc sĩ người Việt Nam (s. 1967)
- 18 tháng 3:
  - Aleksei Bakharev, cầu thủ bóng đá Nga-Ukraine. (s. 1976)[389]
  - Chaim Kanievsky, giáo sĩ Do Thái Israel gốc Ba Lan. (s. 1928)[390]
  - Don Young, chính trị gia và nhà giáo dục người Mỹ. (s. 1933)[391]
  - Trần Nguyên Bình, Thiếu tướng Việt Nam (s. 1951)
- 19 tháng 3: 
  - Đỗ Xuân Công, một tướng lĩnh và chính khách Việt Nam. (s. 1943)[392]
  - Shahabuddin Ahmed, tổng thống thứ 12 của Bangladesh. (s. 1930)[393]
- 20 tháng 3: 
  - Reine Wisell, tay đua Thụy Điển. (s. 1941)
  - Adriana Hoffmann, nhà thực vật học, nhà môi trường học và nhà văn người Chile. (s. 1940)
  - Hoàng Tích Chỉ, nhà biên kịch của nền điện ảnh cách mạng Việt Nam. (s. 1932)
- 21 tháng 3: 
  - Mạc Đình Vịnh, Thiếu tướng, Bộ Quốc phòng; Bộ Tổng Tham mưu Quân đội nhân dân Việt Nam. (s. 1926)[394]
  - Hồng Đăng, nhạc sĩ Việt Nam (s. 1936)
  - Soumeylou Boubèye Maïga, Thủ tướng thứ 16 của Mali. (s. 1954)
- 23 tháng 3: Madeleine Albright, Ngoại trưởng Mỹ (s. 1937)
- 24 tháng 3:
  - Nguyễn Hữu Việt, vận động viên bơi lội người Việt Nam. (s. 1988)[395]
  - Dagny Carlsson, người có ảnh hưởng và blogger người Thụy Điển. (s. 1912)[396][397]
- 25 tháng 3:
  - Đặng Trí Dũng, sĩ quan cấp cao của Quân đội nhân dân Việt Nam. (s. 1962)
  - Taylor Hawkins, ca sĩ, nhạc sĩ và nhạc sĩ người Mỹ. (s. 1972)
- 26 tháng 3: 
  - Lê Nam Phong, một sĩ quan cấp cao trong Quân đội nhân dân Việt Nam. (s. 1927)
  - Gianni Cavina, diễn viên người Ý. (s. 1940)
- 27 tháng 3: Ayaz Mutallibov, Tổng thống thứ nhất của Azerbaijan (s. 1938)
- 28 tháng 3: 
  - Martin Pope, nhà hóa học vật lý, nhà nghiên cứu và học thuật người Mỹ. (s. 1918)
  - Naci Erdem, cầu thủ và nhà quản lý bóng đá Thổ Nhĩ Kỳ. (s. 1931)
  - Antonios Naguib, Hồng y Công giáo Coptic Ai Cập. (s. 1935)
- 29 tháng 3: 
  - Paul Herman, diễn viên Mỹ. (s. 1946)
  - Lê Hòa Bình, phó Chủ tịch Thường trực Ủy ban nhân dân Thành phố Hồ Chí Minh. (s.1970)
  - Nguyễn Đức Nghi, một tướng lĩnh của lực lượng Công an nhân dân Việt Nam với quân hàm Thiếu tướng. (s. 1931)[398]
- 31 tháng 3: 
  - Georgi Atanasov, thủ tướng thứ 39 của Bulgaria. (s. 1933)[399]
  - Rıdvan Bolatlı. cầu thủ bóng đá Thổ Nhĩ Kỳ. (s. 1928)[400]
  - Nguyễn Mạnh Khải, Thiếu tướng Việt Nam. (s. 1963)
  - Minh Trí, nghệ sĩ ưu tú và phát thanh viên Việt Nam. (s .1945)[401]

### Tháng 4
- 1 tháng 4:

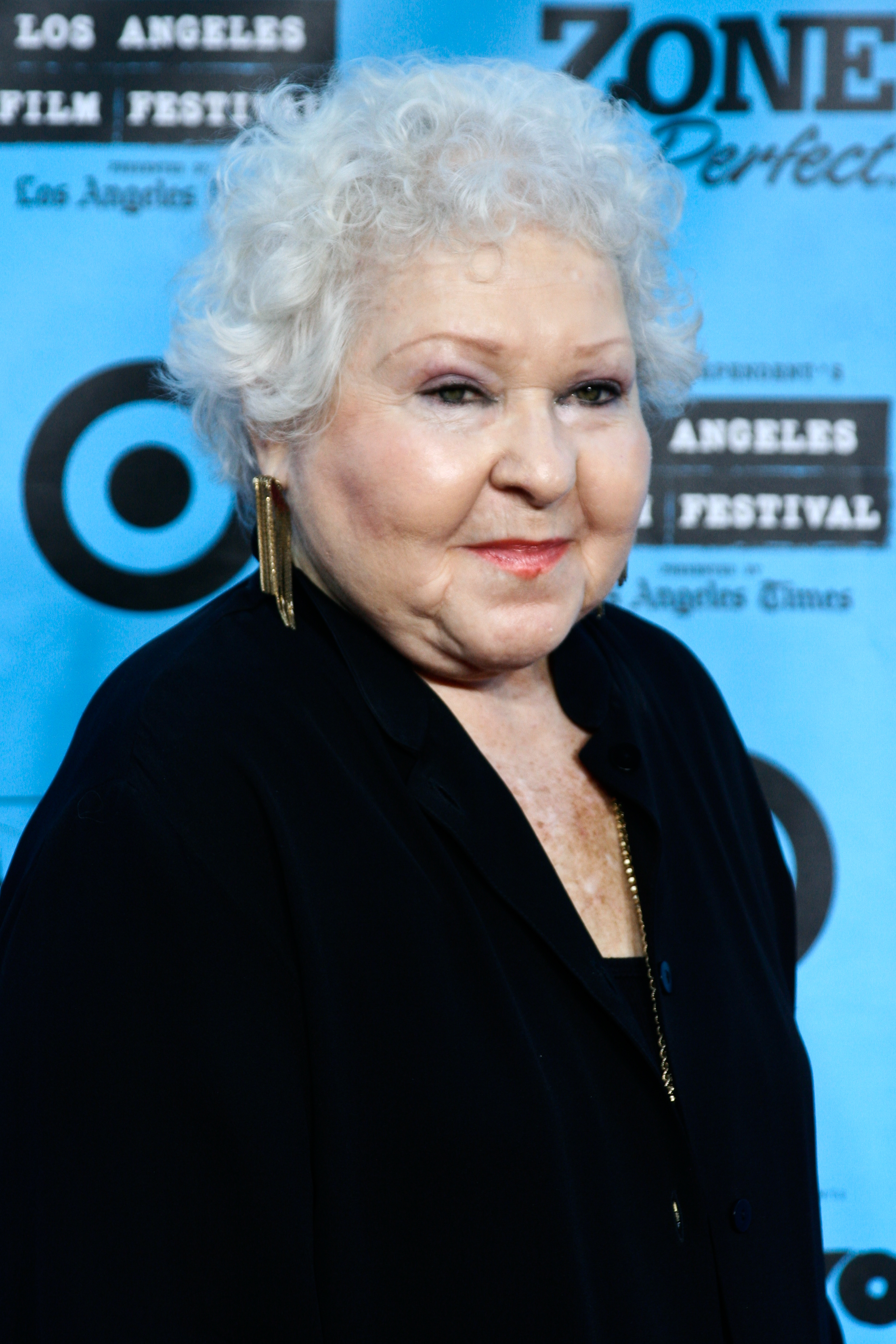
Estelle Harris

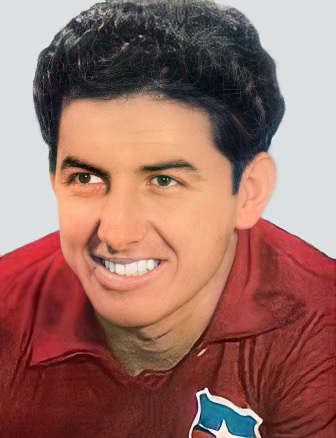
Leonel Sánchez

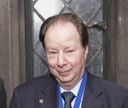
Sidney Altman

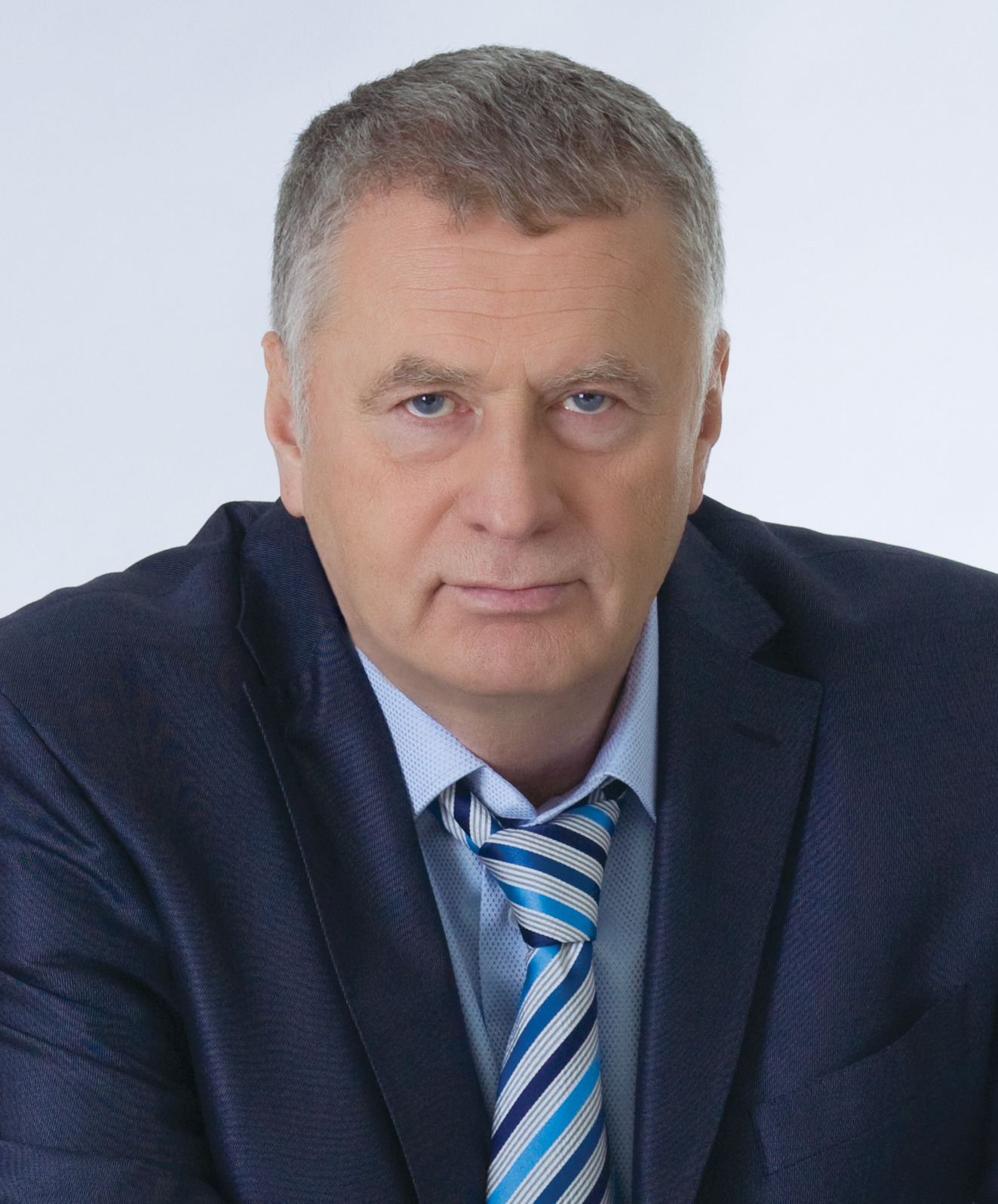
Vladimir Zhirinovsky

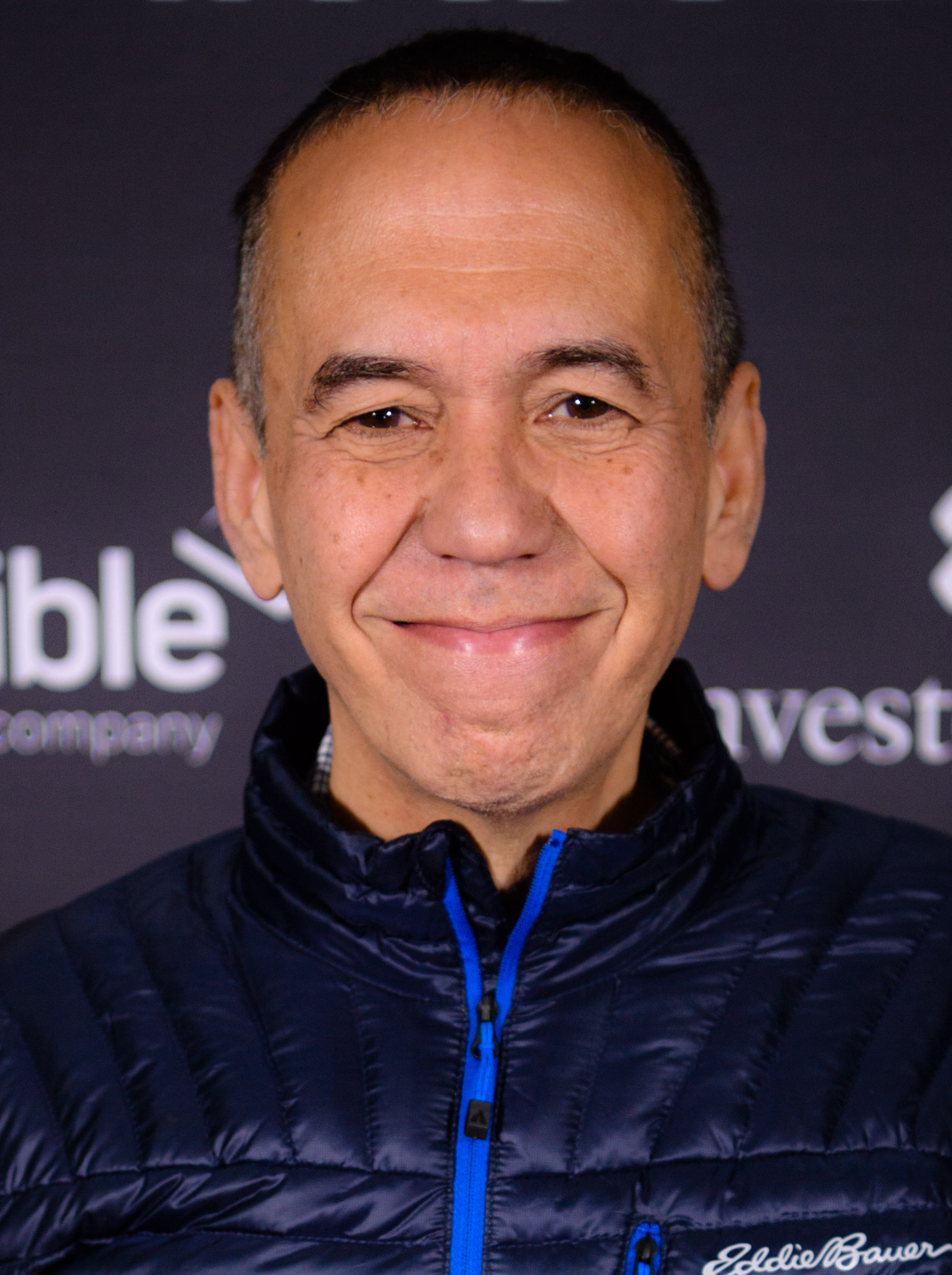
Gilbert Gottfried

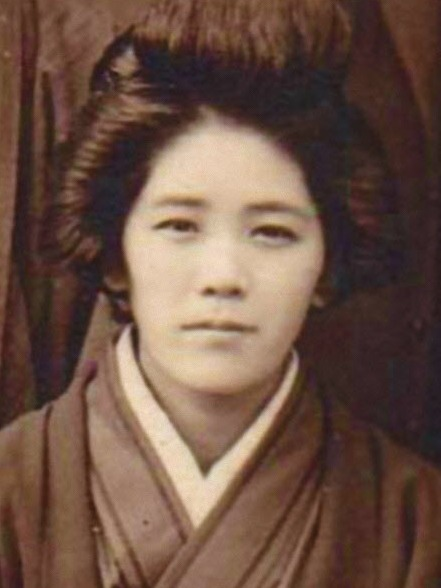
Kane Tanaka

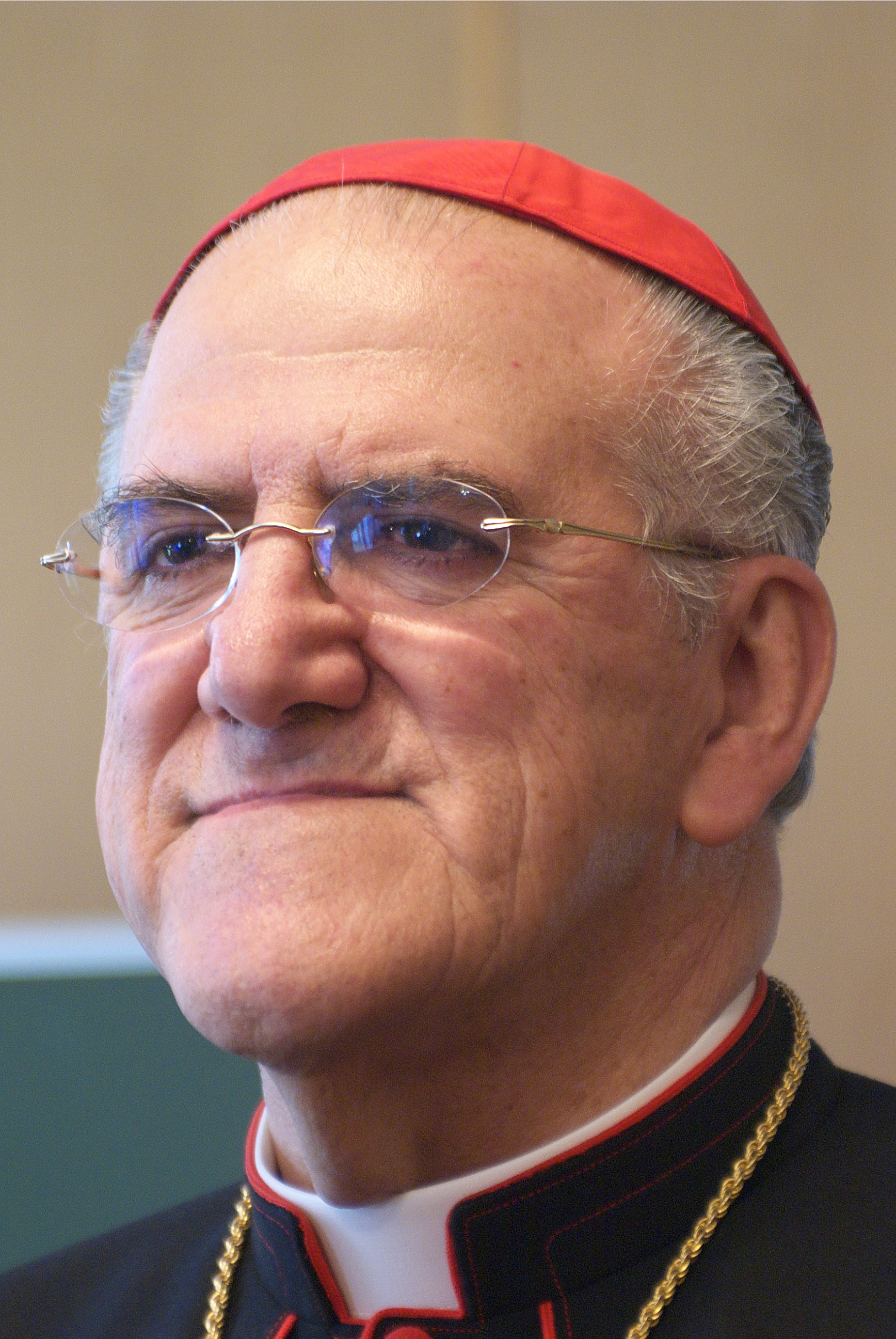
Javier Lozano Barragán

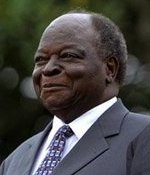
Mwai Kibaki

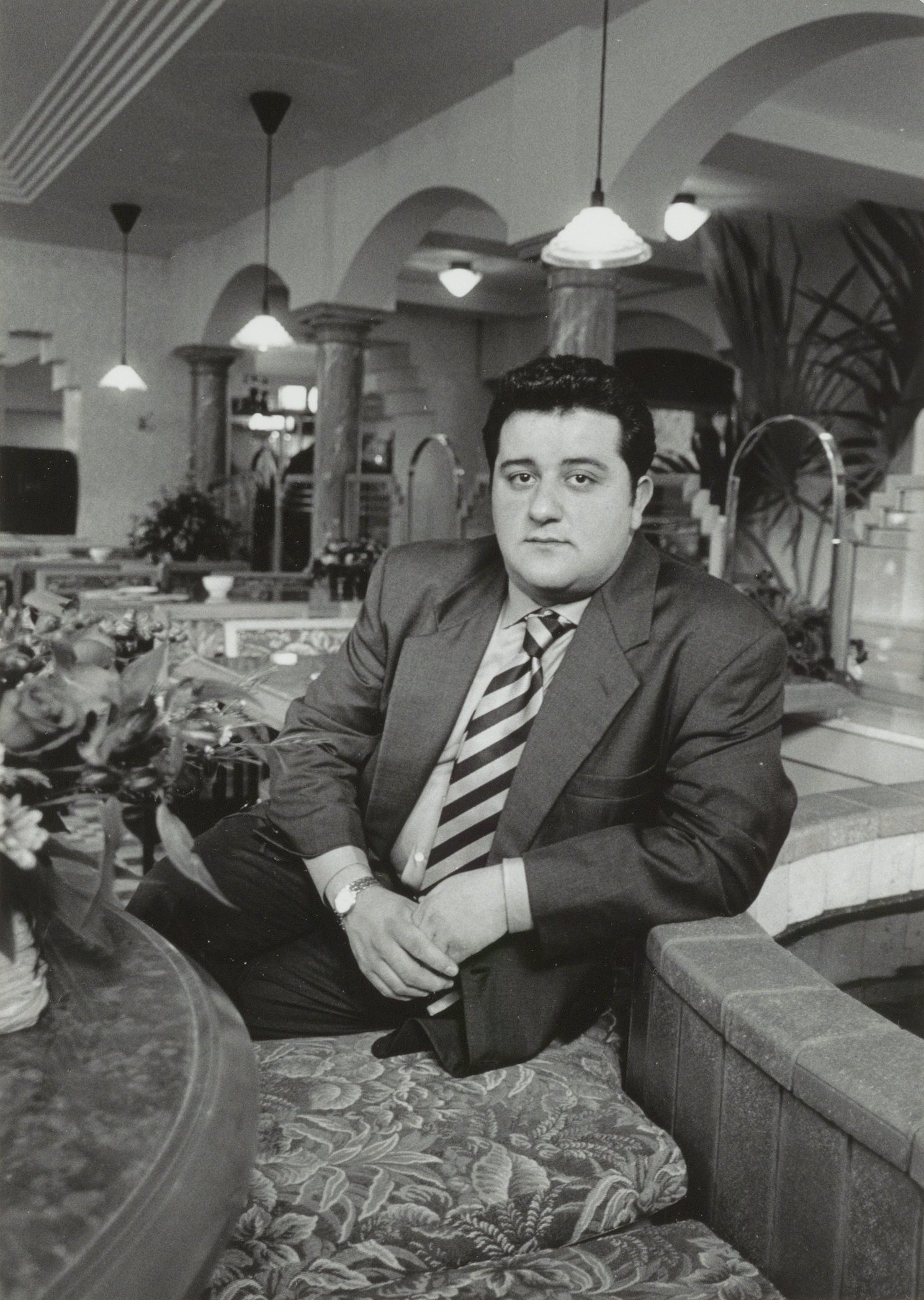
Mino Raiola

  - Aleksandra Yakovleva, nữ diễn viên và nữ doanh nhân Nga. (s. 1957)[402]
  - Andrei Maratovich Babitsky, nhà báo Nga (s. 1964)
- 2 tháng 4:
  - Estelle Harris, nữ diễn viên, nghệ sĩ hài người Mỹ. (s. 1928)
  - Leonel Sánchez,  một cựu cầu thủ bóng đá Chile. (s. 1936)
  - Quách Thị Hồng, Bà mẹ Việt Nam anh hùng Việt Nam. (s. 1920)[403]
- 3 tháng 4:
  - Lê Hoàng Sương, Thiếu tướng, Anh hùng Lực lượng vũ trang nhân dân Việt Nam. (s. 1944)[404]
  - Lygia Fagundes Telles, Nhà văn Brazil. (s. 1918)
- 4 tháng 4:
  - Trần Nhẫn, trung tướng Quân đội nhân dân Việt Nam. (s. 1927)[405]
  - John McNally, võ sĩ người Ireland và người giành huy chương bạc Olympic. (s. 1932)[406]
  - Gene Shue, cầu thủ và huấn luyện viên bóng rổ người Mỹ. (s. 1931)
  - Petar Skansi, cầu thủ bóng rổ Croatia, huấn luyện viên và huy chương bạc Olympic. (s. 1943)
  - Django Sissoko, quyền Thủ tướng Mali. (s. 1948)
  - Branislav Šoškić, Tổng thống thứ 12 của nhiệm kỳ Tổng thống Montenegro. (s. 1922)
- 5 tháng 4:
  - Sidney Altman, nhà sinh học phân tử người Mỹ gốc Canada. (s. 1939)
  - Bobby Rydell, ca sĩ chuyên nghiệp người Mỹ, chủ yếu là nhạc rock and roll. (s. 1942)
  - Phạm Minh Tuyên, nguyên Ủy viên Ban Chấp hành Trung ương Đảng Cộng sản Việt Nam (s. 1949)[407]
  - Nehemiah Persoff, diễn viên Mỹ. (s. 1919)[408]
  - Bjarni Tryggvason, phi hành gia Canada gốc Iceland. (s. 1945)
  - Vương Vũ, vua võ thuật Trung Quốc. (s. 1943)[409][410]
  - David Kilgour, chính trị gia, nhà văn và nhà hoạt động nhân quyền người Canada. (s. 1941)
- 6 tháng 4:
  - Trần Hữu Tuất, sĩ quan cấp cao Quân đội nhân dân Việt Nam. (s. 1955)
  - Vladimir Volfovich Zhirinovskiy, thành viên Quốc hội Nga. (s. 1946)[411]
  - Ana Derșidan-Ene-Pascu, vận động viên điền kinh người Romania và huy chương đồng Olympic. (s. 1944)
  - Karol Divín, vận động viên trượt băng nghệ thuật người Slovakia và người giành huy chương bạc Olympic. (s. 1936)
- 7 tháng 4: 
  - Abiko Motoo, bút danh Fujiko Fujio (A), đồng tác giả truyện Doraemon. (s. 1934)
  - Ludwik Dorn, chính trị gia Ba Lan (s. 1954)
- 8 tháng 4: 
  - Peng Ming-min, nhà hoạt động và chính trị gia độc lập Đài Loan. (s. 1923)
  - Psalm Adjeteyfio, diễn viên Ghana. (s. 1948)[412],[413]
- 9 tháng 4: Michel Delebarre, Chính trị gia Pháp. (s. 1946)
- 10 tháng 4:
  - Thái Phúc Tự, Đại tá Việt Nam. (s. 1932)[414]
  - John Drew, cầu thủ bóng rổ Mỹ. (s. 1954)
  - Vũ Hải, diễn viên Việt Nam. (s. 1960)[415]
- 11 tháng 4: 
  - Tường Khuê, ca sĩ, nhà thiết kế người Mỹ gốc Việt (s. 1972)[416]
  - Hans Junkermann, vận động viên đua xe đạp Đức. (s. 1934)
- 12 tháng 4:
  - Gilbert Gottfried, diễn viên hài và diễn viên người Mỹ. (s. 1955)
  - Sergei Yashin, vận động viên khúc côn cầu trên băng người Nga và nhà vô địch Olympic. (s. 1962)
- 13 tháng 4: 
  - Letizia Battaglia, nhiếp ảnh gia người Ý. (s. 1935)
  - Michel Bouquet, diễn viên người Pháp. (s. 1925)
- 15 tháng 4: 
  - Trần Duyên Hưng, Đại tá Việt Nam. (s. 1933)[417]
  - Henry Plumb, Baron Plumb, Cựu Chủ tịch Nghị viện Châu Âu. (s. 1925)
- 16 tháng 4:
  - Joachim Streich, cầu thủ bóng đá người Đức, người quản lý và người giành huy chương đồng Olympic. (s. 1951)
  - Nguyễn Công Cời, đại tá Việt Nam (s. 1950)[418]
- 17 tháng 4: 
  - Radu Lupu, nghệ sĩ piano người Romania (s. 1945)
  - Catherine Spaak, Nữ diễn viên, người mẫu và ca sĩ người Ý gốc Bỉ. (s. 1945)
  - Mireya Baltra, nhà xã hội học, nhà báo và chính trị gia, một đảng viên của Đảng Cộng sản Chile (s. 1932)
- 18 tháng 4: Sir Harrison Birtwistle, Nhà soạn nhạc người Anh. (s. 1934)
- 19 tháng 4: 
  - Vũ Cẩm, nhạc sĩ người Việt Nam (s. 1942)
  - Carlos Lucas, võ sĩ người Chile và huy chương đồng Olympic (s. 1930)
  - Sandra Pisani, vận động viên khúc côn cầu người Úc và nhà vô địch Olympic (s. 1959)
  - Kane Tanaka, người sống thọ của Nhật Bản (s. 1903)
- 20 tháng 4:
  - Thế Thanh, diễn viên lồng tiếng người Việt Nam (s. 1959)
  - Hilda Bernard, nữ diễn viên người Argentina (s. 1920)
  - Antonín Kachlík, đạo diễn và biên kịch phim người Séc (s. 1923)
  - Javier Lozano Barragán, hồng y Công giáo La Mã Mexico (s. 1933)
  - Robert Morse, diễn viên và ca sĩ người Mỹ (s. 1931)
- 21 tháng 4:
  - Jacques Perrin, diễn viên và nhà làm phim người Pháp (s. 1941)
  - Cynthia Plaster Caster, nghệ sĩ người Mỹ (s. 1947)
- 22 tháng 4: 
  - Mwai Kibaki, Tổng thống thứ 3 Kenya (s. 1931)
  - Guy Lafleur, vận động viên khúc côn cầu trên băng người Canada (s. 1951)
  - Viktor Zvyahintsev, cầu thủ bóng đá Ukraina và huy chương đồng Olympic (s. 1950)
  - Phan Hồng Sơn, nhạc sĩ Việt Nam (s. 1956)[419]
  - Hồ Quảng, Nghệ sĩ Ưu tú, đạo diễn, biên kịch, họa sĩ phim hoạt hình người Việt Nam (s. 1928)
  - Nguyễn Công Khuyến, Nhà báo Việt Nam (s. 1936)[420]
  - Michelle Suárez Bértora, Chính trị gia và nhà hoạt động người Uruguay (s. 1983)
- 23 tháng 4: Nguyễn Thị Kim Hoàng, Bà mẹ Việt Nam anh hùng, Ngư dân Việt Nam (s. 1921)[421]
- 24 tháng 4: 
  - Orrin Hatch, Chính trị gia người Mỹ (s. 1934)
  - Bùi Minh Thứ, Thiếu tướng Việt Nam (s. 1947)[422][423]
- 25 tháng 4: 
  - Phan Thương Diễm, nguyên Tổng Biên tập Báo Hòa Bình của Việt Nam (s. 1930)[424]
  - Ursula Lehr, nhà nghiên cứu, học thuật và chính trị gia người Đức (s. 1930)
- 26 tháng 4:
  - Trần Linh, Trung tướng Việt Nam (s. 1929)[425]
  - İsmail Ogan, đô vật Thổ Nhĩ Kỳ và nhà vô địch Olympic (s. 1933)
  - Klaus Schulze, nhạc sĩ và nhà soạn nhạc điện tử người Đức (s. 1947)
  - Elvera Britto, vận động viên khúc côn cầu trên cỏ người Ấn Độ (s. 1940)
- 27 tháng 4:
  - Carlos Amigo Vallejo, hồng y Công giáo La Mã Tây Ban Nha (s. 1934)
  - Tăng Giang, diễn viên Hồng Kông (s. 1935)
  - Liêu Quốc Huân, một người Thổ Gia, Chính khách nước Cộng hòa Nhân dân Trung Hoa (s. 1963)
- 28 tháng 4:
  - Juan Diego, diễn viên Tây Ban Nha (s. 1942)
  - Zoran Sretenović, cầu thủ và huấn luyện viên bóng rổ người Serbia (s. 1964)
- 29 tháng 4: Joanna Barnes, nữ diễn viên và nhà văn người Mỹ (s. 1934)
- 30 tháng 4:
  - Naomi Judd, ca sĩ, nhạc sĩ và diễn viên người Mỹ (s. 1946)
  - Mino Raiola, đại diện bóng đá Ý (s. 1967)
  - Neil Campbell, cựu cầu thủ bóng đá người Anh (s. 1977)

### Tháng 5
- 1 tháng 5: 

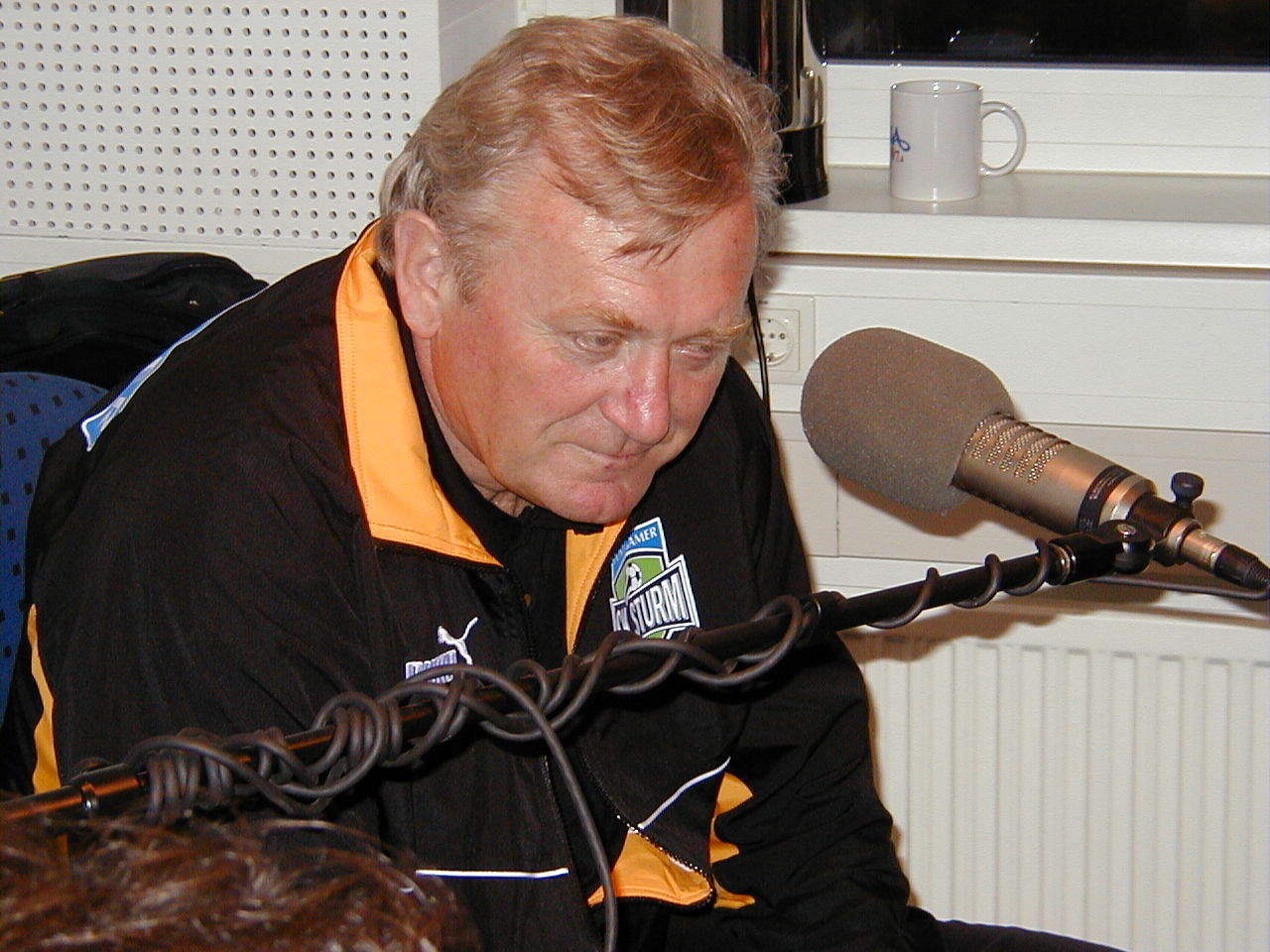
Ivica Osim

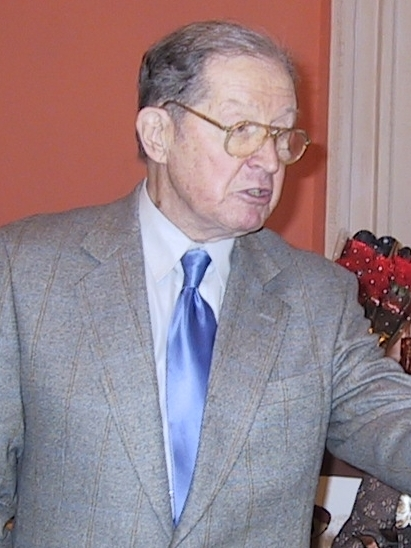
Yuri Averbakh

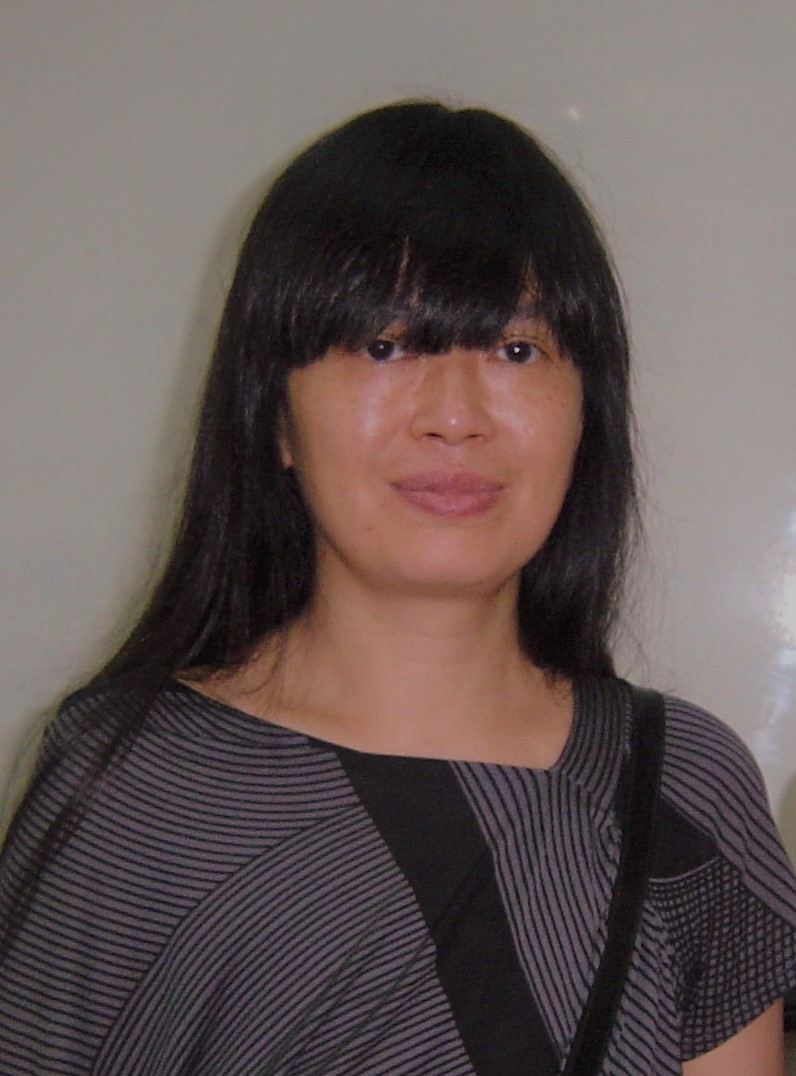
Linda Lê

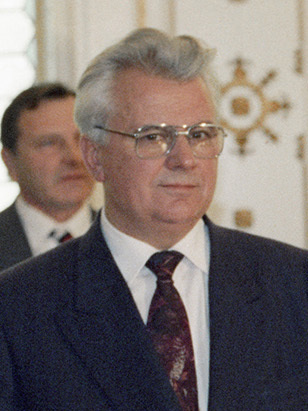
Leonid Kravchuk

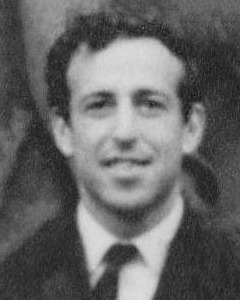
Ben Roy Mottelson

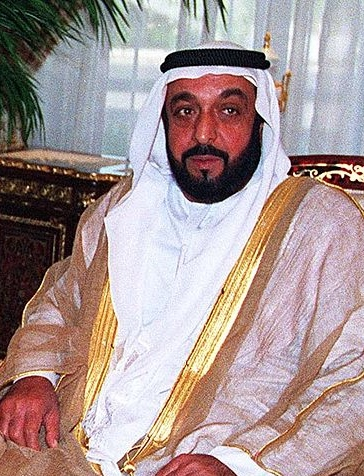
Khalifa bin Zayed Al Nahyan

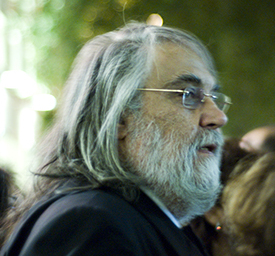
Vangelis

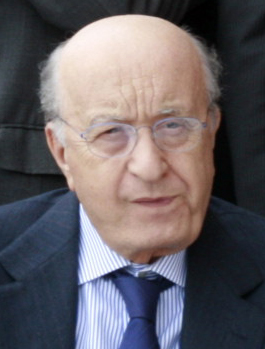
Ciriaco De Mita

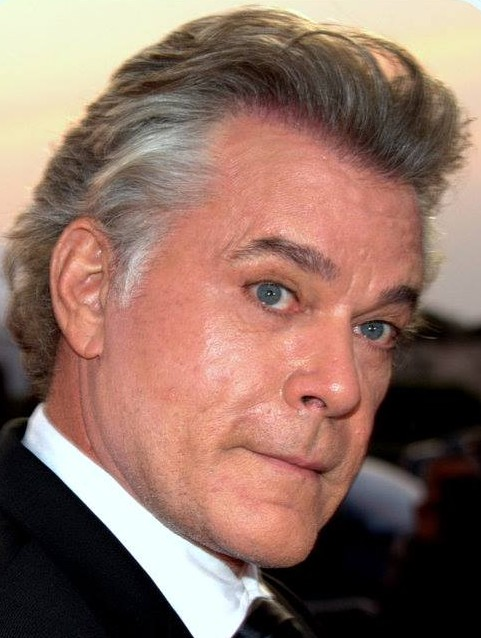
Ray Liotta

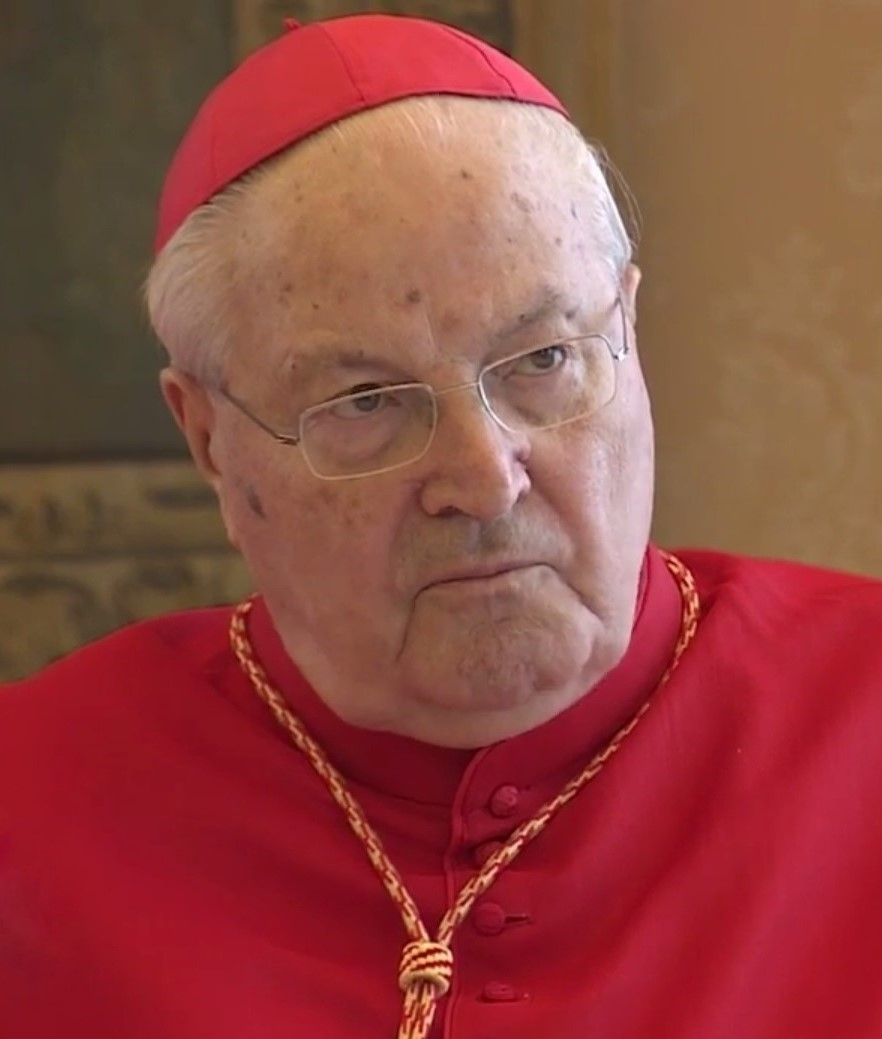
Angelo Sodano

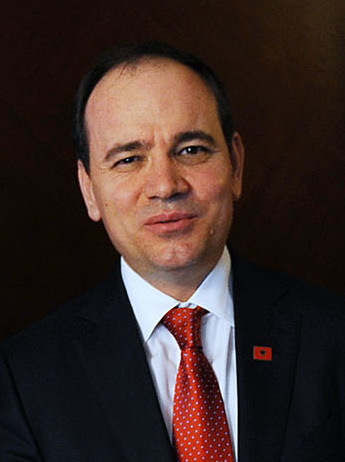
Bujar Nishani

  - Miyamoto Takuya, cầu thủ bóng đá người Nhật Bản (s. 1983)
  - Ivica Osim,  cầu thủ bóng đá người Bosna và Hercegovina. (s. 1941)
  - Ricardo Alarcón, chính trị gia người Cuba (s. 1937)
  - Ilan Gilon, chính trị gia Israel (s. 1956)
  - Régine Zylberberg, ca sĩ người Pháp gốc Bỉ và chủ hộp đêm (s. 1929)
  - Minh Sương, diễn viên, người mẫu Việt Nam (s. 1997)
- 2 tháng 5: Joseph Raz, Triết gia Israel (s. 1939)
- 3 tháng 5
  - Phạm Quang, Thượng tá Việt Nam (s. 1955)[426]
  - Tony Brooks, tay đua người Anh (s. 1932)
  - Norman Mineta, chính trị gia người Mỹ (s. 1931)
  - Stanislav Shushkevich, Chủ tịch thứ nhất của Hội đồng tối cao của Cộng hòa Belarus (s. 1934)
- 4 tháng 5: 
  - Nguyễn Duy Quý, Giáo sư, Viện sĩ Việt Nam (s. 1932)
  - Harm Ottenbros, tay đua xe đạp đường trường người Hà Lan (s. 1943)
  - Géza Varasdi, vận động viên Hungary và huy chương đồng Olympic (b. 1928)
- 5 tháng 5: 
  - Leo Wilden, cầu thủ bóng đá người Đức (s. 1936)
  - Ronald Lopatni, vận động viên bóng nước chuyên nghiệp người Croatia và nhà vô địch Olympic (b. 1944)
  - Nguyễn Ý Đức, bác sĩ và tác giả Câu chuyện thầy lang (s. 1935)[427]
- 6 tháng 5: 
  - Đàm Lê Đức, nhà giáo Việt Nam (s. 1931)[428]
  - Lê Hỷ, Đại tá, Anh hùng LLVT nhân dân Việt Nam (s. 1935)[429]
  - George Pérez, họa sĩ truyện tranh người Mỹ (s. 1954)
- 7 tháng 5:
  - Antón Arieta, cầu thủ bóng đá Tây Ban Nha (s. 1946)
  - Yuri Averbakh, kỳ thủ cờ vua người Nga (s. 1922)
  - Kang Soo-yeon, nữ diễn viên Hàn Quốc (s. 1966)
- 8 tháng 5:
  - Maria Gusakova, vận động viên trượt tuyết xuyên quốc gia người Nga và nhà vô địch Olympic (s. 1931)
  - Bengt Johansson, cầu thủ và huấn luyện viên bóng ném người Thụy Điển (s. 1942)
  - Kim Chi-ha, nhà hoạt động, nhà thơ và nhà viết kịch Hàn Quốc (s. 1941)
  - Đặng Hùng, nghệ sĩ nhân dân, vũ công, biên đao múa người Việt Nam (s. 1936)
  - Dennis Waterman, diễn viên, ca sĩ người Anh (s. 1948)
- 9 tháng 5:
  - John H. Coates, nhà toán học người Úc (s. 1945)
  - Tim Johnson, chính trị gia người Mỹ (s. 1946)
  - Jody Lukoki, cầu thủ bóng đá người Hà Lan-Congo (s. 1992)
  - Adreian Payne, cầu thủ bóng rổ người Mỹ (s. 1991)
  - Linda Lê, là nhà văn nữ người Pháp gốc Việt (s. 1963)
- 10 tháng 5:
  - Leonid Kravchuk, Tổng thống đầu tiên Ukraina (s. 1934)
  - Shivkumar Sharma, nhạc sĩ và nhà soạn nhạc người Ấn Độ (s. 1938)
  - Bob Lanier, cầu thủ và huấn luyện viên bóng rổ người Mỹ (s. 1948)
  - Phêrô Võ Tuấn Duy, Giám mục người Trung Quốc của Giáo hội Công giáo Rôma (s. 1963)
  - Cung Tiến, nhạc sĩ Việt Nam nổi tiếng theo dòng nhạc tiền chiến (s. 1938)
- 11 tháng 5:
  - Shireen Abu Akleh, nhà báo người Palestine (s. 1971)
  - Jeroen Brouwers, nhà văn Hà Lan (s. 1940)
  - Henk Groot, cầu thủ bóng đá người Hà Lan (s. 1938)
  - Juan Amat, vận động viên khúc côn cầu người Tây Ban Nha và huy chương bạc Olympic (s. 1946)
- 12 tháng 5:
  - Trần Đĩnh, nhà báo của tờ Sự Thật từ những ngày đầu tiên của Việt Nam (s. 1930)
  - Robert McFarlane, trung tá và chính trị gia người Mỹ (s. 1937)
- 13 tháng 5:
  - Khalifa bin Zayed Al Nahyan, Tổng thống thứ 2 của Các Tiểu vương quốc Ả Rập Thống nhất (s. 1948)
  - Teresa Berganza, giọng nữ cao người Tây Ban Nha (s. 1933)
  - Yang Hyong-sop, là chính khách nước Cộng hòa Dân chủ Nhân dân Triều Tiên (s. 1925)
  - Ben Roy Mottelson, là nhà Vật lý Đan Mạch gốc Mỹ, đã đoạt giải Nobel Vật lý năm 1975 cùng với Aage Niels Bohr (nhà Vật lý Đan Mạch) và Leo James Rainwater (nhà vật lý Hoa Kỳ) (s. 1926)
- 14 tháng 5:
  - Maxi Rolón, cầu thủ bóng đá người Argentina (s. 1995)
  - Andrew Symonds, vận động viên cricket người Úc (s. 1975)
- 15 tháng 5: 
  - Trần Quang Tùy, Thiếu tướng Việt Nam (s. 1928)[430]
  - Trần Đình Tấn, Thiếu tướng Việt Nam (s. 1932)[431][432]
  - Jerzy Trela, diễn viên người Ba Lan (s. 1942)
  - Jim Ferlo, chính trị gia đảng Dân chủ Mỹ (s. 1951)
- 17 tháng 5: 
  - Vũ Hắc Bồng, là nguyên Đại sứ Việt Nam tại Guinée (s. 1927)
  - Vangelis, nhà soạn nhạc điện tử, progressive, ambient, jazz và nhạc giao hưởng người Hy Lạp (s. 1943)
- 18 tháng 5: Huỳnh Đỗ, Thượng tá Việt Nam (s. 1932)[433]
- 19 tháng 5: Hyon Chol-hae, Nguyên soái Quân đội Nhân dân Triều Tiên (s. 1934)
- 21 tháng 5:
  - Marco Cornez, cầu thủ bóng đá Chile (s. 1957)
  - Jiří Zídek Sr., cầu thủ và huấn luyện viên bóng rổ người Cộng hòa Séc (s. 1944)
  - Nguyễn Hoa Thịnh, Trung tướng, Giáo sư, Tiến sĩ khoa học, Nhà giáo Nhân dân (s. 1940)[434]
- 23 tháng 5:
  - Anita Gradin, chính trị gia Thụy Điển (s. 1933)
  - Maja Lidia Kossakowska, nhà văn giả tưởng Ba Lan (s. 1972)
  - Ilkka Suominen, thứ 19 Chủ tịch Quốc hội Phần Lan (s. 1939)
- 24 tháng 5: 
  - Ouka Leele, nhiếp ảnh gia người Tây Ban Nha (s. 1957)
  - David Datuna, nghệ sĩ người Mỹ gốc Gruzia (s. 1974)
  - Thomas Ulsrud, cầu thủ người Na Uy và huy chương bạc Olympic (s. 1971)
  - Salvador Ramos, người được cho là bắn chết 19 học sinh và 2 giáo viên thiệt mạng tại trường tiểu học ở Texas, Mỹ (s. 2004)[435][436]
- 25 tháng 5: Lívia Gyarmathy, đạo diễn và biên kịch phim người Hungary (s. 1932)
- 26 tháng 5: 
  - Ciriaco De Mita, Thủ tướng thứ 47 của Ý (s. 1928)
  - Andy Fletcher, người chơi bàn phím tiếng Anh (s. 1961)
  - Ray Liotta, diễn viên người Mỹ (s. 1954)
  - Alan White, tay trống và DJ người Anh (s. 1949)
- 27 tháng 5: 
  - Angelo Sodano, một Hồng y người Ý của Giáo hội Công giáo Rôma (s. 1927)
  - Michael Sela, nhà miễn dịch học người Israel gốc Ba Lan (s. 1924)
- 28 tháng 5: 
  - Yves Piétrasanta, Nhà chính trị Pháp (s. 1939)
  - Bujar Nishani, Tổng thống Albania (s. 1966)
  - Patricia Brake, Diễn viên Mỹ (s. 1942)
  - Evaristo Carvalho, Chủ tịch thứ 4 của São Tomé và Príncipe (s. 1941)
- 29 tháng 5:
  - Ronnie Hawkins, ca sĩ kiêm nhạc sĩ người Canada gốc Mỹ (s. 1935)
  - Lester Piggott, nài ngựa người Anh (s. 1935)
- 30 tháng 5: 
  - Boris Pahor, nhà văn người Ý gốc Slovenia và là người sống sót sau thảm họa Holocaust (s. 1913)
  - Vũ Hải Chấn, Thiếu tướng Việt Nam (s. 1953)[437]
- 31 tháng 5: Jacques N'Guea, cầu thủ bóng đá người Cameroon (s. 1955)

### Tháng 6
- 1 tháng 6: 

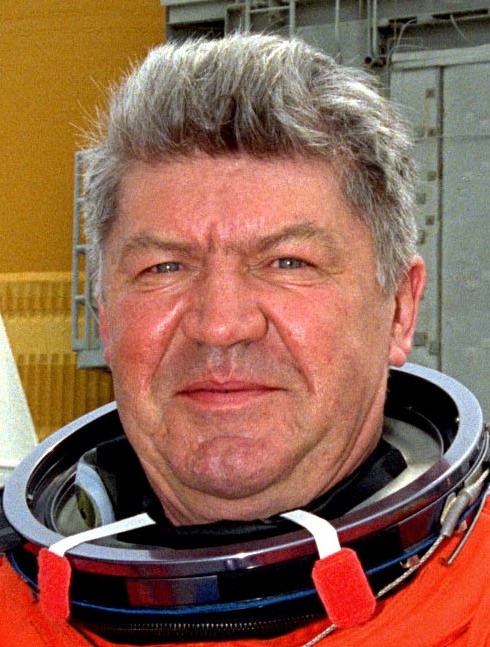
Valery

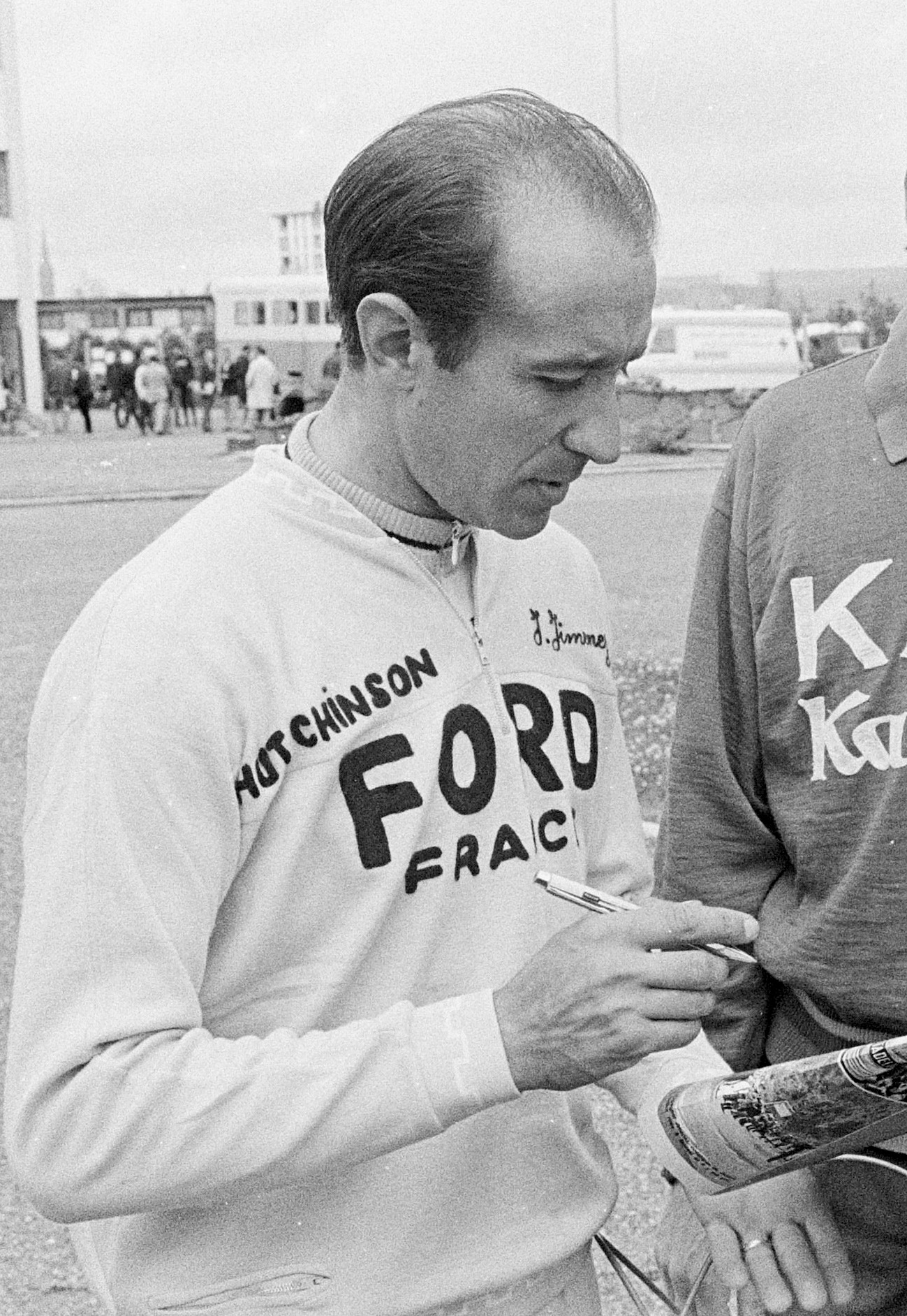
Julio Jiménez

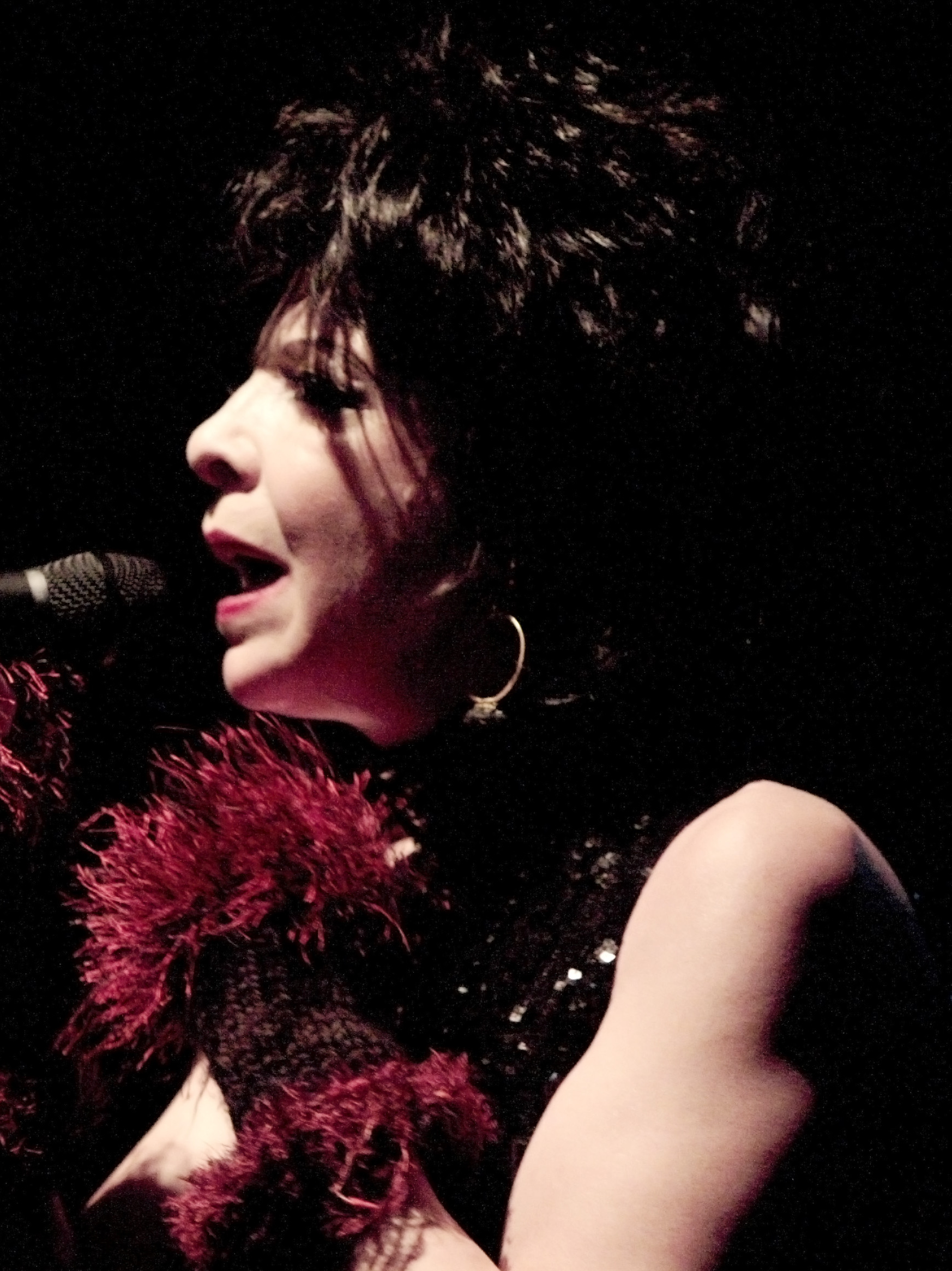
Julee Cruise

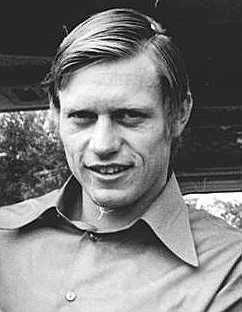
Bernd Bransch

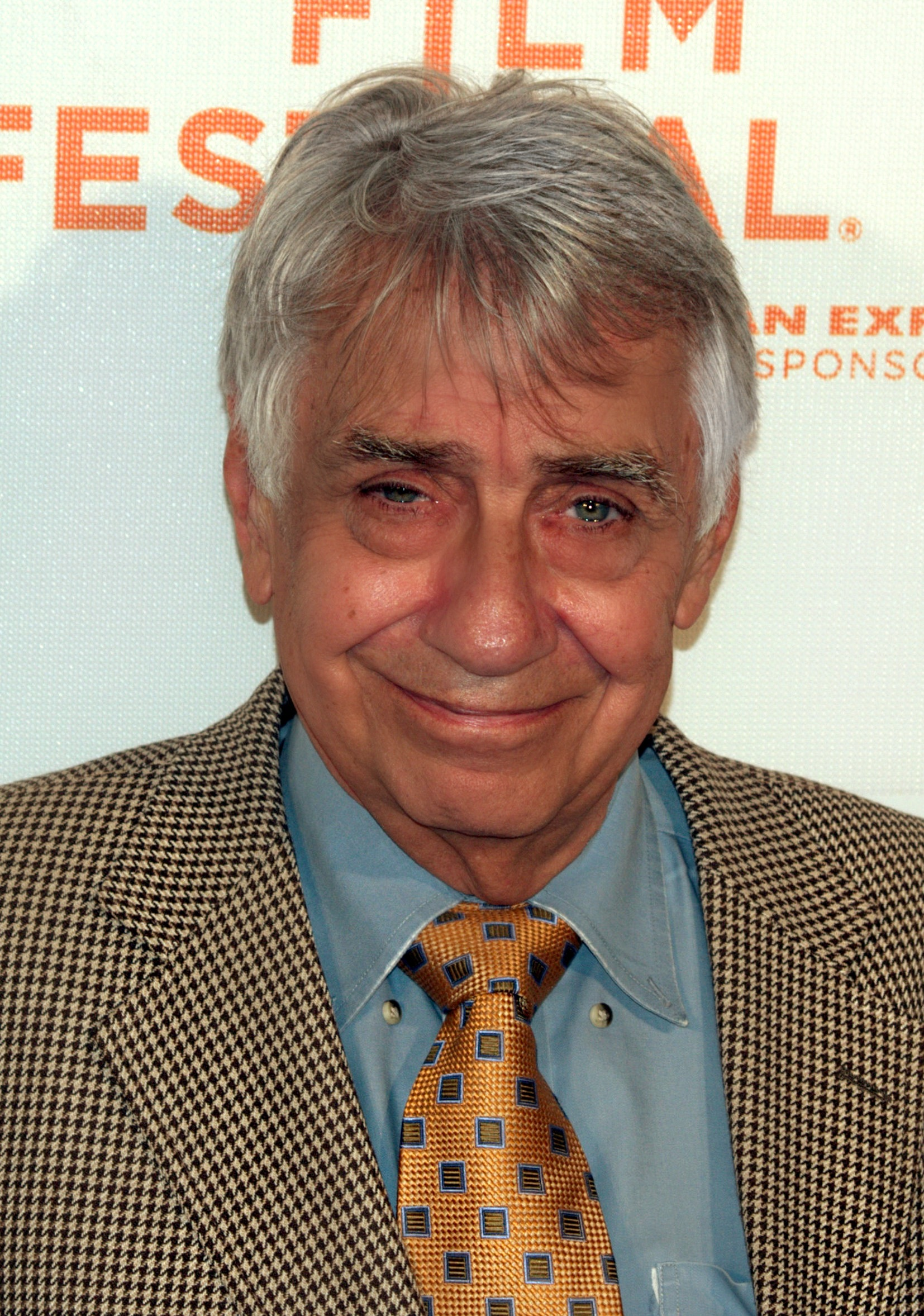
Philip Baker Hall

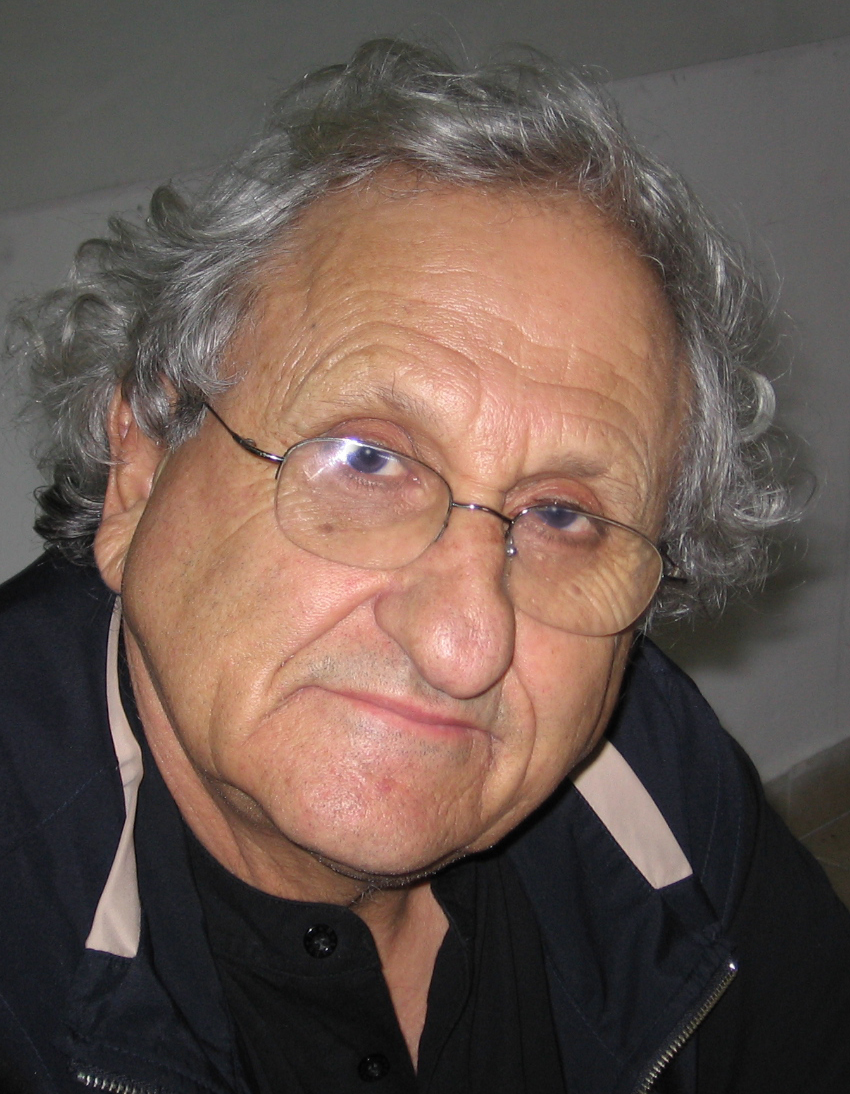
A. B. Yehoshua

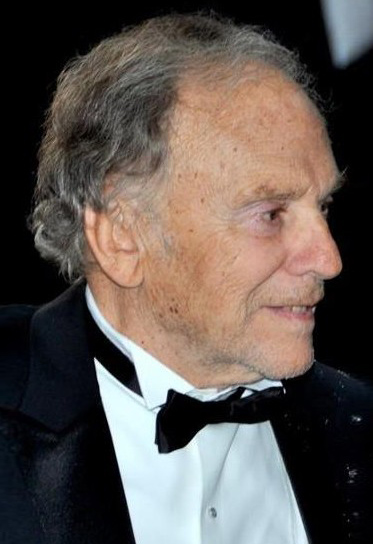
Jean-Louis Trintignant

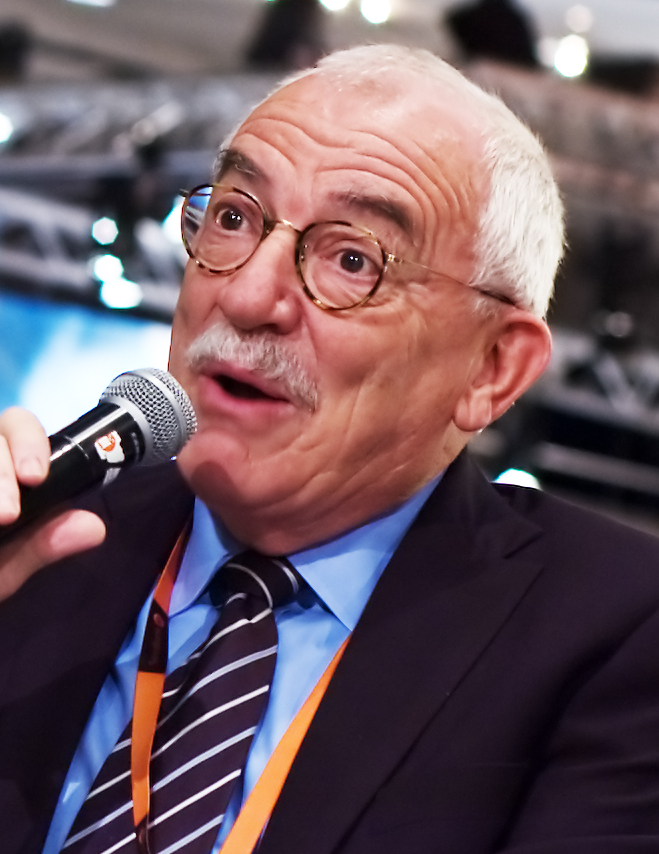
Uffe Ellemann-Jensen

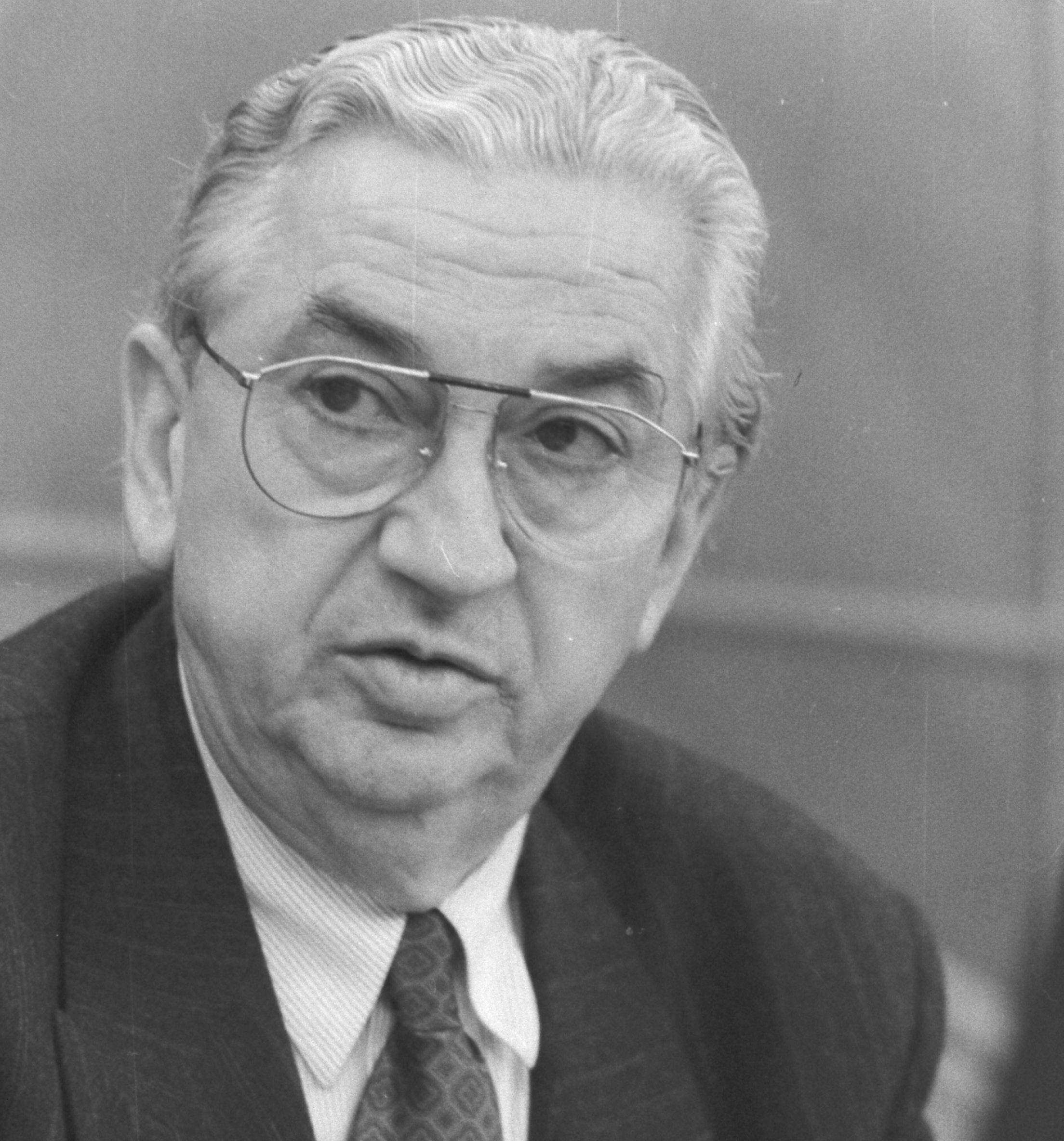
Dragan Tomić

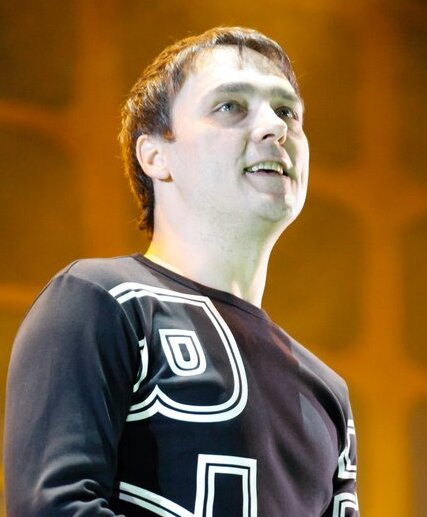
Yuri Shatunov

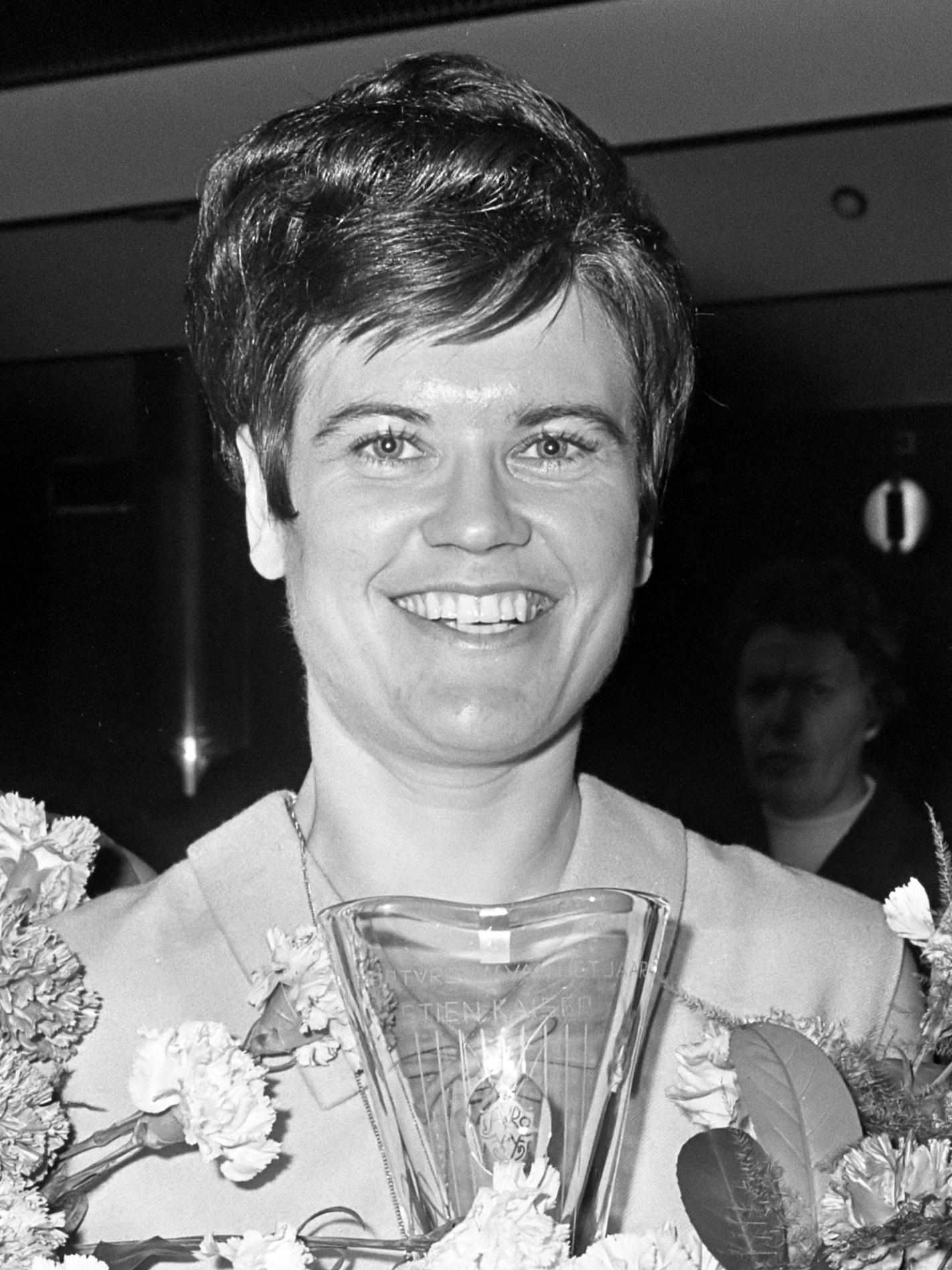
Stien Kaiser

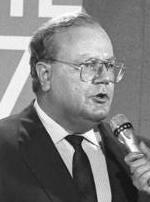
Martin Bangemann

  - István Szőke, cầu thủ bóng đá người Hungary (s. 1947)
  - Andrée Genulen-Herscovici, giáo viên và nhà từ thiện người Bỉ (s. 1921)
- 2 tháng 6: 
  - Uri Zohar, đạo diễn điện ảnh, diễn viên hài và giáo sĩ Do Thái người Israel (s. 1935)
  - Nguyễn Nhựt Thanh, nhân viên Cơ quan đại diện Cục Truyền thông Công an nhân dân tại Thành phố Hồ Chí Minh (s. 1970)[438]
- 3 tháng 6: 
  - Ken Kelly, nghệ sĩ người Mỹ và nhà thiết kế bìa album (s. 1946)
  - Grachan Moncur III, nghệ sĩ kèn trombonist người Mỹ (s. 1937)
  - Dorothy E. Smith, nhà xã hội học người Canada gốc Anh (s. 1926)
- 4 tháng 6: 
  - Phan Kim Thịnh, Nhà Báo Việt Nam (s. 1936)[439]
  - György Moldova, nhà văn Hungary (s. 1934)
  - Goran Sankovič, cầu thủ bóng đá người Slovenia (s. 1979)
- 5 tháng 6: 
  - Alec John Such, nhạc sĩ người Mỹ (s. 1951)
  - Rapper Trouble, rapper Mỹ (s. 1987)
  - Ngô Thị Huệ, phu nhân Nguyên Tổng Bí thư Nguyễn Văn Linh (s. 1918)
- 6 tháng 6: 
  - Valery Ryumin, nhà du hành vũ trụ Liên Xô (s. 1939)
  - Gianni Clerici, nhà báo và nhà bình luận quần vợt người Ý (s. 1930)
  - Eric Nesterenko, vận động viên khúc côn cầu trên băng người Canada (s. 1933)
  - Jim Seals, ca sĩ kiêm nhạc sĩ và nhạc sĩ người Mỹ (s. 1941)
  - A. L. Mestel, bác sĩ phẫu thuật nhi khoa người Mỹ (s. 1926)
- 7 tháng 6:
  - Isaac Berger, vận động viên cử tạ người Mỹ gốc Israel và nhà vô địch Olympic (s. 1936)
  - Carl, Duke of Württemberg, hoàng gia Đức (s. 1936)
  - Keijo Korhonen, chính trị gia và học giả Phần Lan (s. 1934)
- 8 tháng 6: 
  - Song Hae, Người dẫn chương trình truyền hình Hàn Quốc (s. 1927)
  - Julio Jimenez,  vận động viên đua xe đạp người Tây Ban Nha (s. 1934)
  - Lan Tianye, diễn viên Trung Quốc (s. 1927)
  - Costică Dafinoiu, võ sĩ Romania và huy chương đồng Olympic (s. 1954)
- 9 tháng 6: 
  - Julee Cruise, ca sĩ kiêm nhạc sĩ, nhạc sĩ và nữ diễn viên người Mỹ (s. 1956)
  - Oleg Moliboga, vận động viên bóng chuyền Nga, huấn luyện viên và nhà vô địch Olympic (s. 1953)
  - Thurman D. Rodgers, Trung tướng trong Quân đội Hoa Kỳ (s. 1934)
- 10 tháng 6: Billy Bingham, cầu thủ và người quản lý bóng đá Bắc Ireland (s. 1931)
- 11 tháng 6: 
  - Tạ Quang Chiến, người cận vệ cuối cùng của Chủ tịch Hồ Chí Minh (s. 1925)
  - Bernd Bransch, cầu thủ bóng đá người Đức và nhà vô địch Olympic (s. 1944)
  - Lam Quỳnh Anh, nữ doanh nhân Hồng Kông, vợ của Hà Hồng Sân (s. 1943)
- 12 tháng 6: 
  - Tòng Sơn, Nhạc sĩ Việt Nam (s. 1931)[440]
  - Phil Bennett, Cầu thủ liên đoàn bóng bầu dục xứ Wales (s. 1948)
  - Philip Baker Hall, diễn viên người Mỹ (s. 1931)
  - Roman Bunka, nhà soạn nhạc Đức (s. 1951)
- 13 tháng 6:
  - Henri Garcin, nam diễn viên người Bỉ (s. 1929)
  - Giuseppe Pericu, chính trị gia Ý, Thứ trưởng (1994-1996), Thị trưởng Genoa (1997-2007) (s. 1937)
  - Carlos Ortiz, võ sĩ quyền anh người Puerto Rico (s. 1936)
  - Rolando Serrano, cầu thủ bóng đá Colombia (s. 1938)
  - Martha Levisman, Kiến trúc sư Argentina (s. 1933)
- 14 tháng 6: 
  - A. B. Yehoshua, nhà văn Israel (s. 1936)
  - Danh Phận, nhạc sĩ người Việt Nam (s. 1928)
  - Giuse Nguyễn Hữu Triết, linh mục Công giáo người Việt Nam (s. 1942)
  - Lê Văn Minh, Đại tá Việt Nam (s. 1961)[441]
- 15 tháng 6: 
  - Cho Min-ho, vận động viên khúc côn cầu trên băng của Hàn Quốc (s. 1987)
  - Trần Văn Chương, Đại tá Việt Nam (s. 1944)[442]
  - Nguyễn Thiện Ngữ, thiếu tướng Việt Nam (s. 1922)[443]
- 16 tháng 6: 
  - Tim Sale, họa sĩ truyện tranh người Mỹ (s. 1956)
  - Tony Boskovic, trọng tài bóng đá FIFA người Úc gốc Croatia (s. 1933)
  - Đỗ Cẩu, là cựu trung vệ của Đội tuyển bóng đá quốc gia Việt Nam Cộng hòa (s. 1946)
- 17 tháng 6: 
  - Lê Hùng Dũng, nguyên Chủ tịch Liên đoàn bóng đá Việt Nam VFF (s. 1954)
  - Jean-Louis Trintignant, diễn viên người Pháp (s. 1930)
- 18 tháng 6: Trần Trinh Đức, con trai Công tử Bạc Liêu (s. 1946)
- 19 tháng 6: Uffe Ellemann-Jensen, chính trị gia Đan Mạch (s. 1941)
- 20 tháng 6:
  - Regimantas Adomaitis, diễn viên người Litva (s. 1937)
  - Sture Allén, nhà ngôn ngữ học và học thuật người Thụy Điển (s. 1928)
  - Caleb Swanigan, cầu thủ bóng rổ người Mỹ (s. 1997)
- 21 tháng 6: 
  - Dragan Tomić, Quyền Tổng thống Serbia (s. 1935)
  - Trần Văn Vinh, Đại tá Việt Nam (s. 1928)[444]
- 22 tháng 6:
  - Yves Coppens, nhà nhân chủng học người Pháp (s. 1934)
  - Jonny Nilsson, vận động viên trượt băng tốc độ Thụy Điển và nhà vô địch Olympic (s. 1943)
  - Jüri Tarmak, vận động viên nhảy cao người Estonia và nhà vô địch Olympic (s. 1946)
- 23 tháng 6: 
  - Ernst Jacobi, diễn viên người Đức (s. 1933)
  - Stien Kaiser, vận động viên trượt băng tốc độ người Hà Lan và nhà vô địch Olympic (s. 1938)
  - Yuri Shatunov, ca sĩ người Nga (s. 1973)
- 24 tháng 6:
  - Finn Døssing, cầu thủ bóng đá Đan Mạch (s. 1941)
  - Fatikh Sibagatullin, chính trị gia người Nga (s. 1950)
  - Zhang Sizhi, nhà hoạt động nhân quyền Trung Quốc, luật sư và học thuật (s. 1927)
- 25 tháng 6: Javier Cardenas, cầu thủ bóng đá Mexico (s. 1952)
- 26 tháng 6: Thue Christiansen, nghệ sĩ thị giác và chính trị gia người Greenlandic (s. 1940)
- 27 tháng 6: Leonardo Del Vecchio, doanh nhân người Ý (s. 1935)
- 28 tháng 6:
  - Cüneyt Arkın, diễn viên Thổ Nhĩ Kỳ, đạo diễn và nhà sản xuất phim (s. 1937)
  - Varinder Singh, vận động viên khúc côn cầu trên sân của Ấn Độ và là người giành huy chương đồng Olympic (s. 1947)
  - Pallonji Mistry, doanh nhân Ailen gốc Ấn Độ (s. 1929)
  - Hichem Rostom, diễn viên người Tunisia (s. 1947)
  - Christine Dranzoa, là Phó Hiệu trưởng hiện tại của Đại học Muni, một trong sáu trường đại học công lập ở Uganda (s. 1967)
- 29 tháng 6
  - David Weiss Halivni, giáo sĩ Do Thái người Mỹ gốc Israel gốc Tiệp Khắc (s. 1927)
  - Martin Bangemann, chính trị gia người Đức (s. 1934)
  - Eeles Landström, vận động viên nhảy sào, doanh nhân và chính trị gia Phần Lan (s. 1932)
  - Yehuda Meshi Zahav, nhà hoạt động xã hội người Israel (s. 1959)
  - Hershel W. Williams, sĩ quan bảo vệ Thủy quân lục chiến Hoa Kỳ (s. 1923)
- 30 tháng 6:
  - Rolando Andaya Jr., luật sư và chính trị gia người Philippines (s. 1969)
  - Dmitry Stepushkin, vận động viên trượt tuyết Olympic Nga (s. 1975)
  - Technoblade, YouTuber nổi tiếng người Mỹ (s. 1999)

### Tháng 7
- 1 tháng 7:

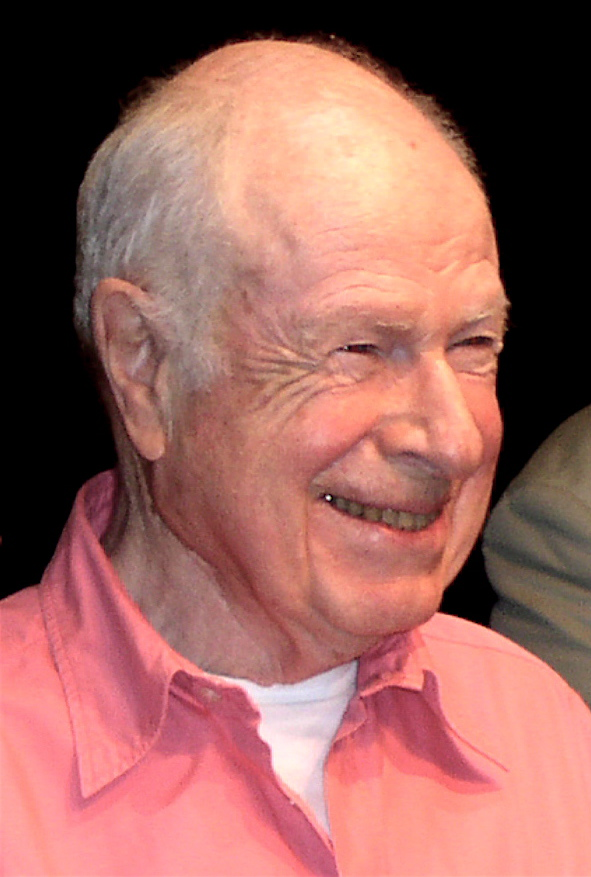
Peter Brook

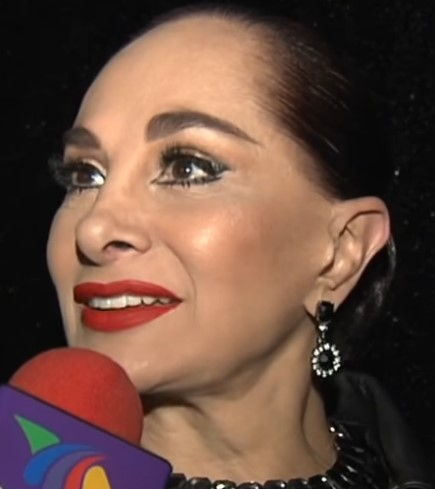
Susana Dosamantes

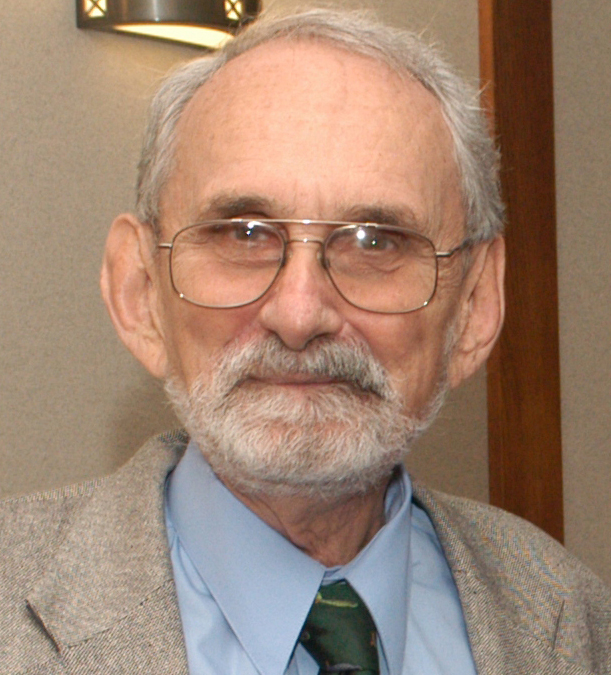
Robert Curl

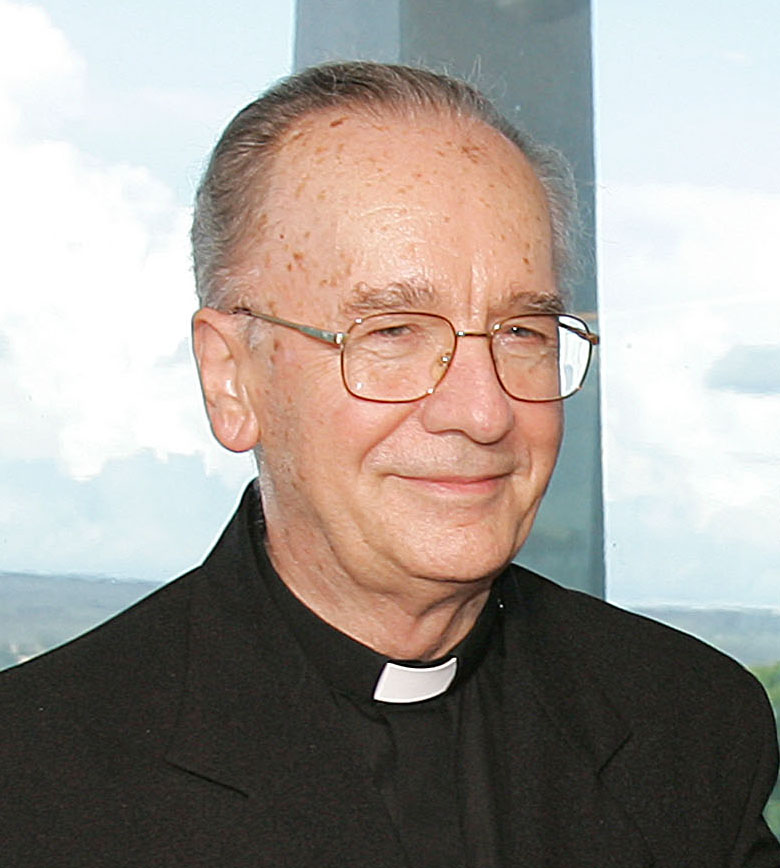
Cláudio Hummes

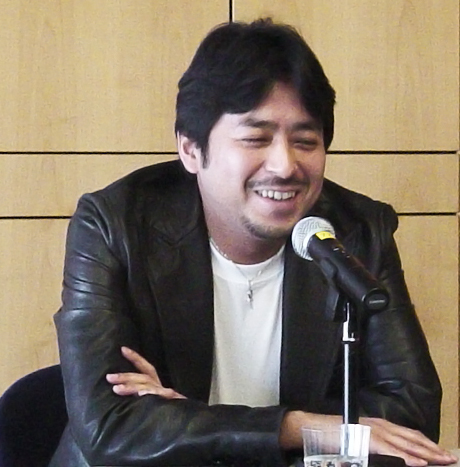
Kazuki Takahashi

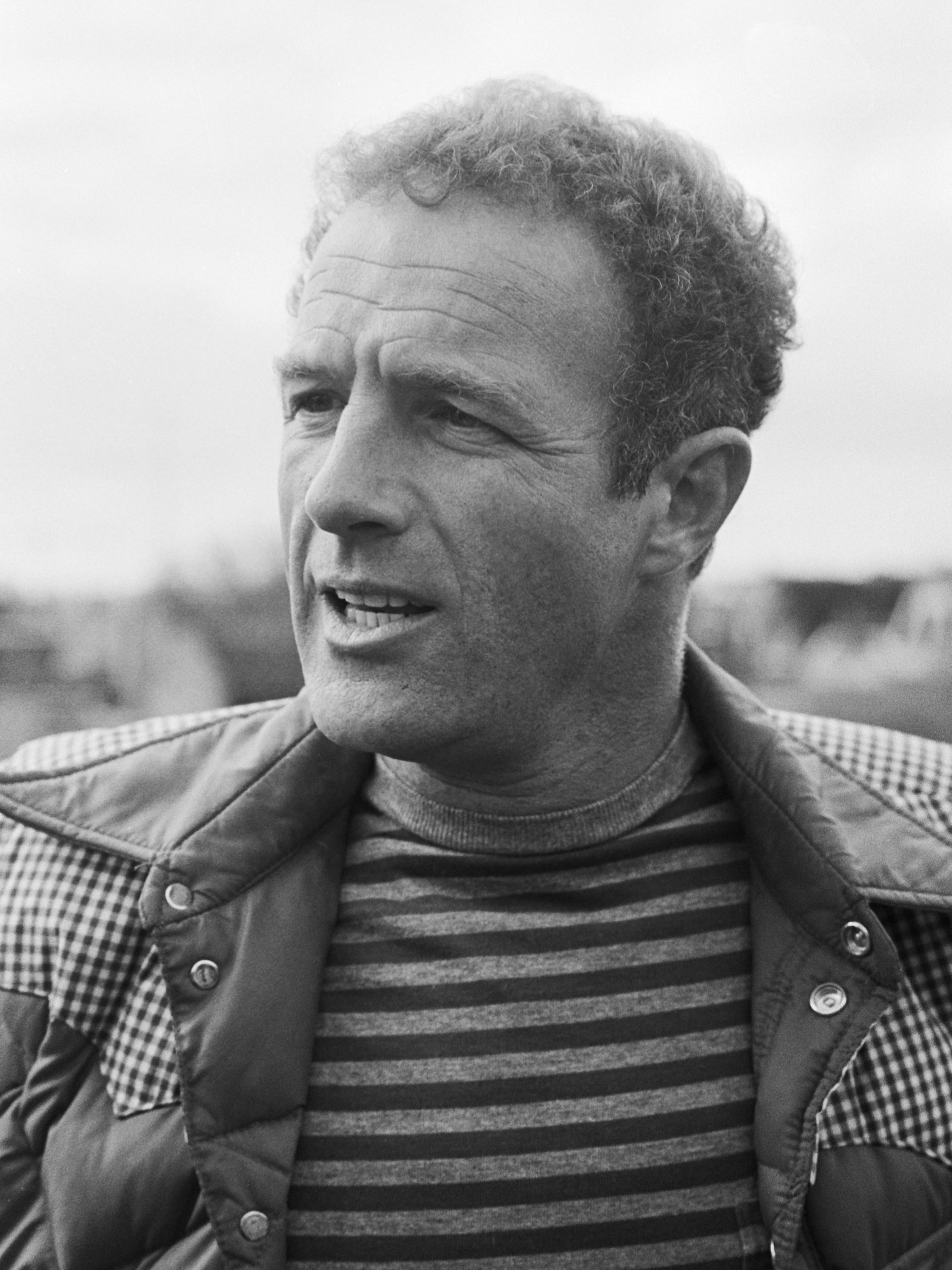
James Caan

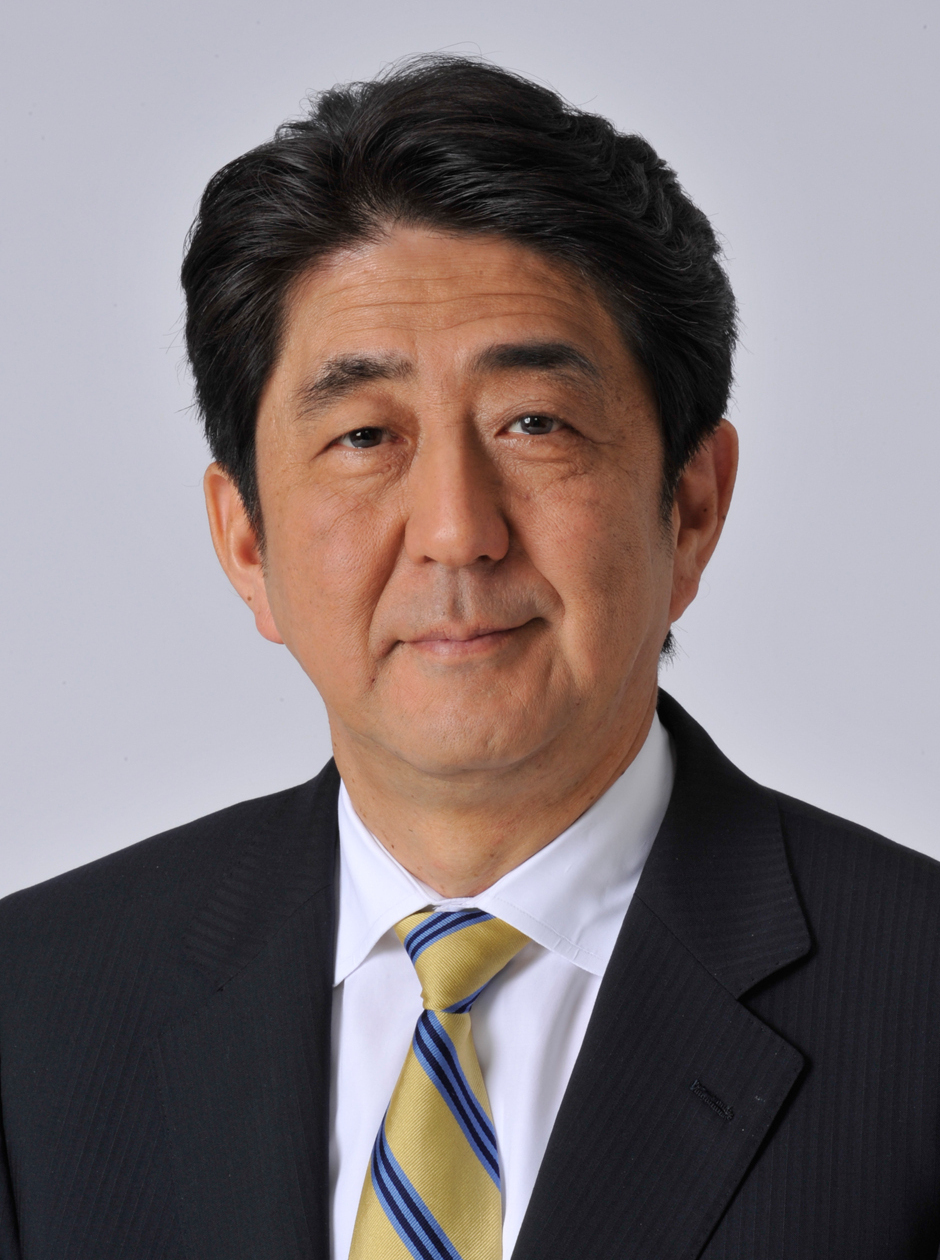
Abe Shinzō

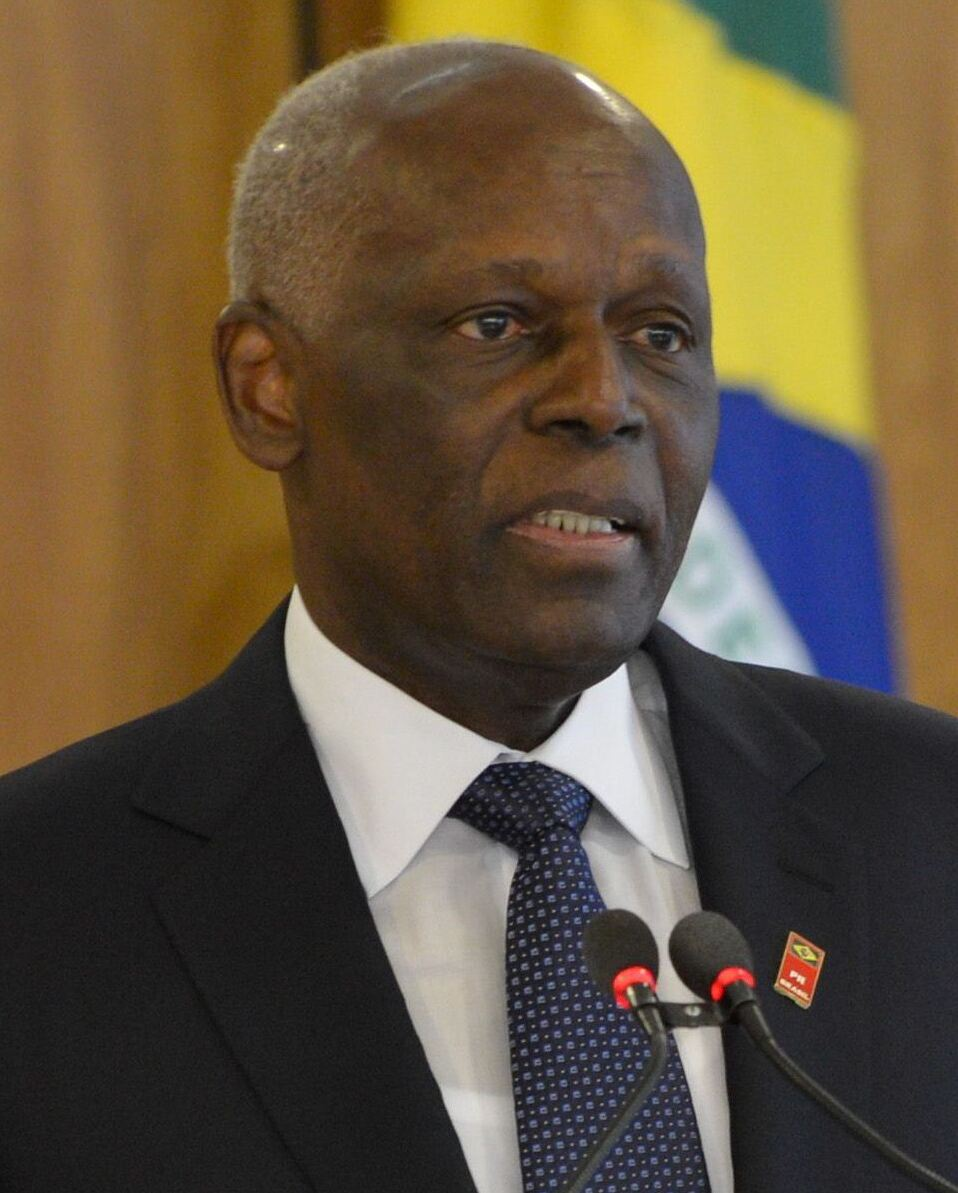
José Eduardo dos Santos

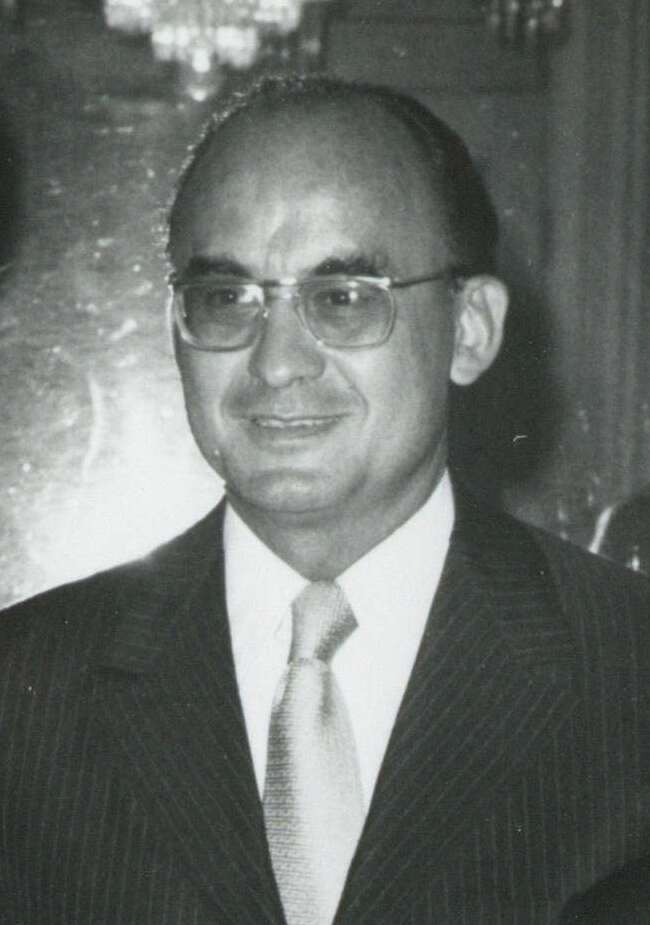
Luis Echeverría

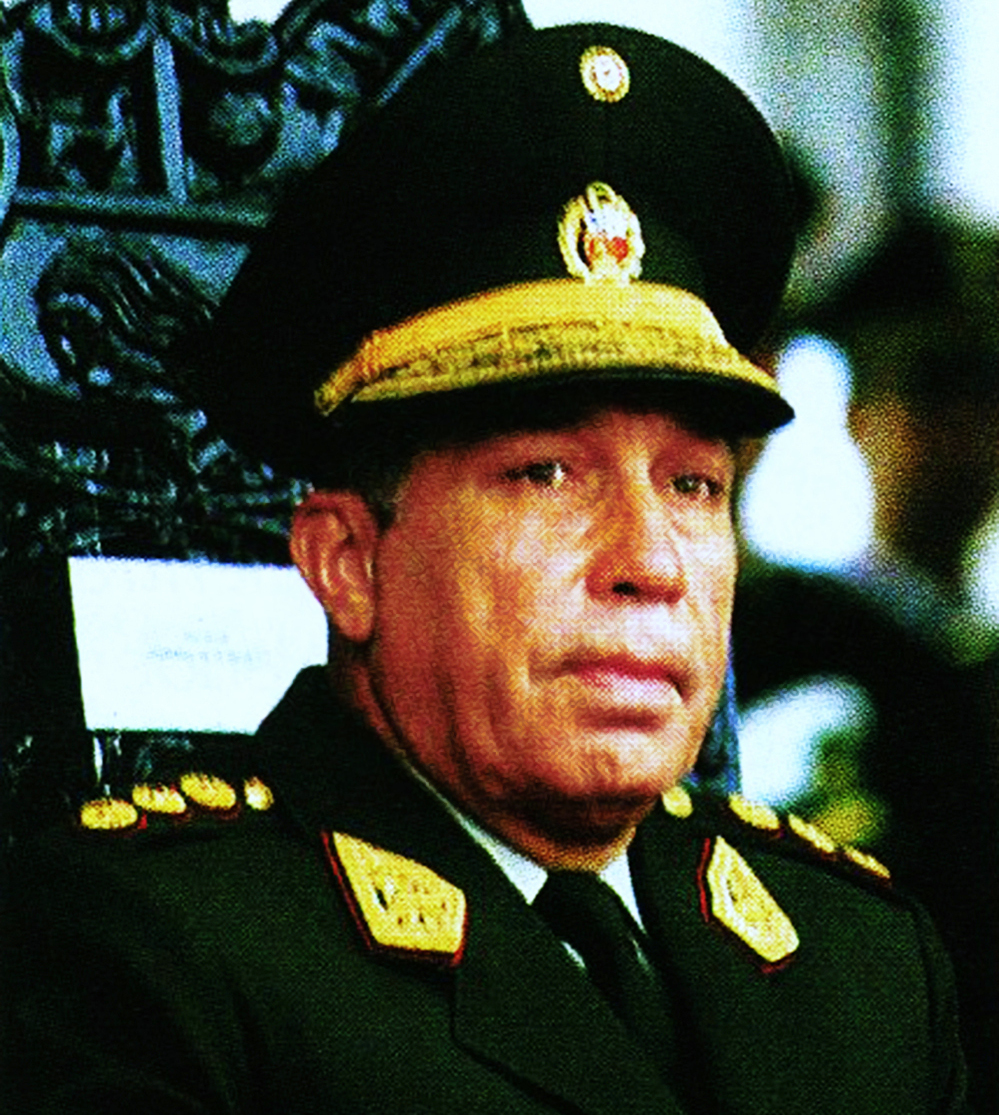
Francisco Morales Bermúdez

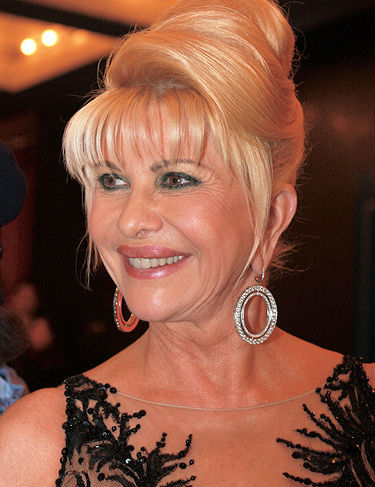
Ivana Trump

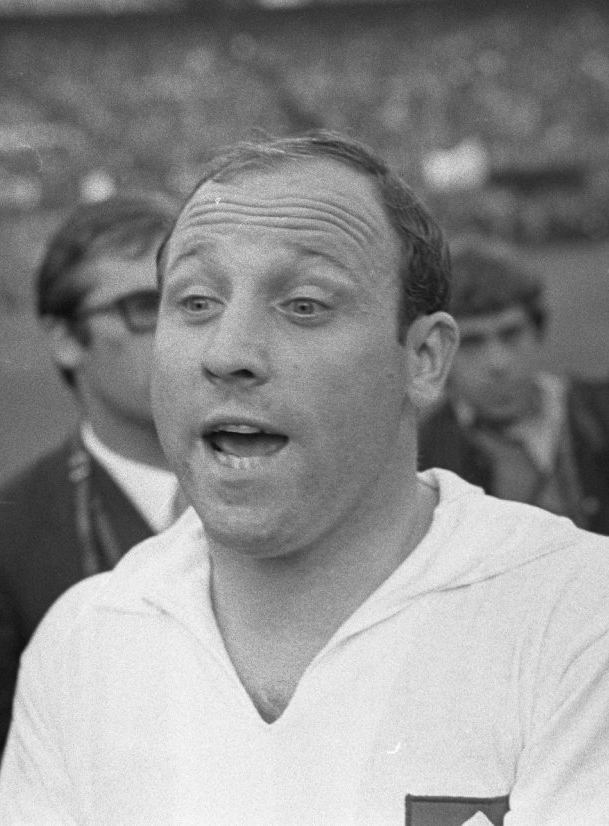
Uwe Seeler

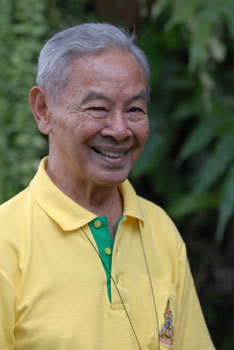
Bhisadej Rajani

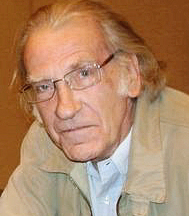
David Warner

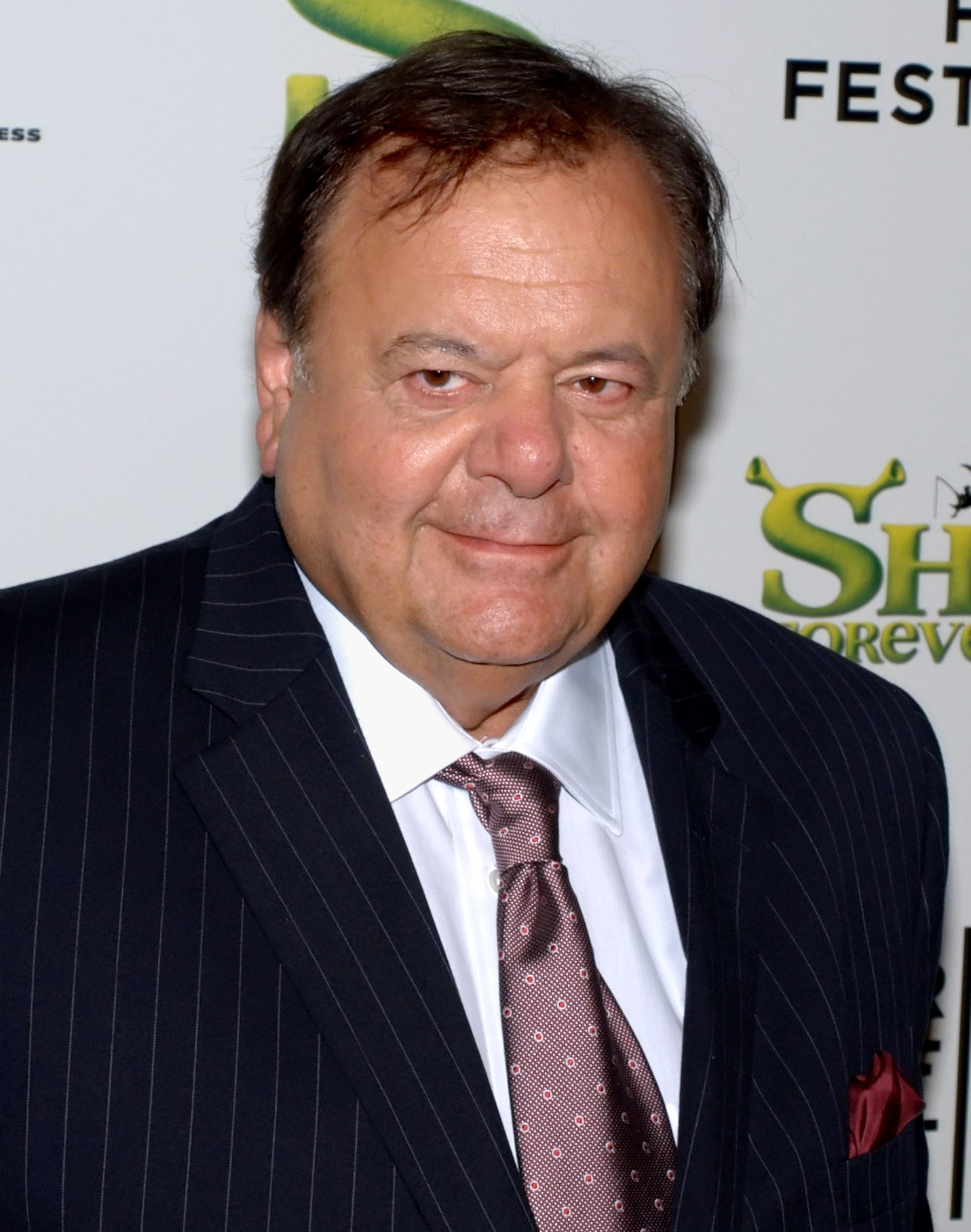
Paul Sorvino

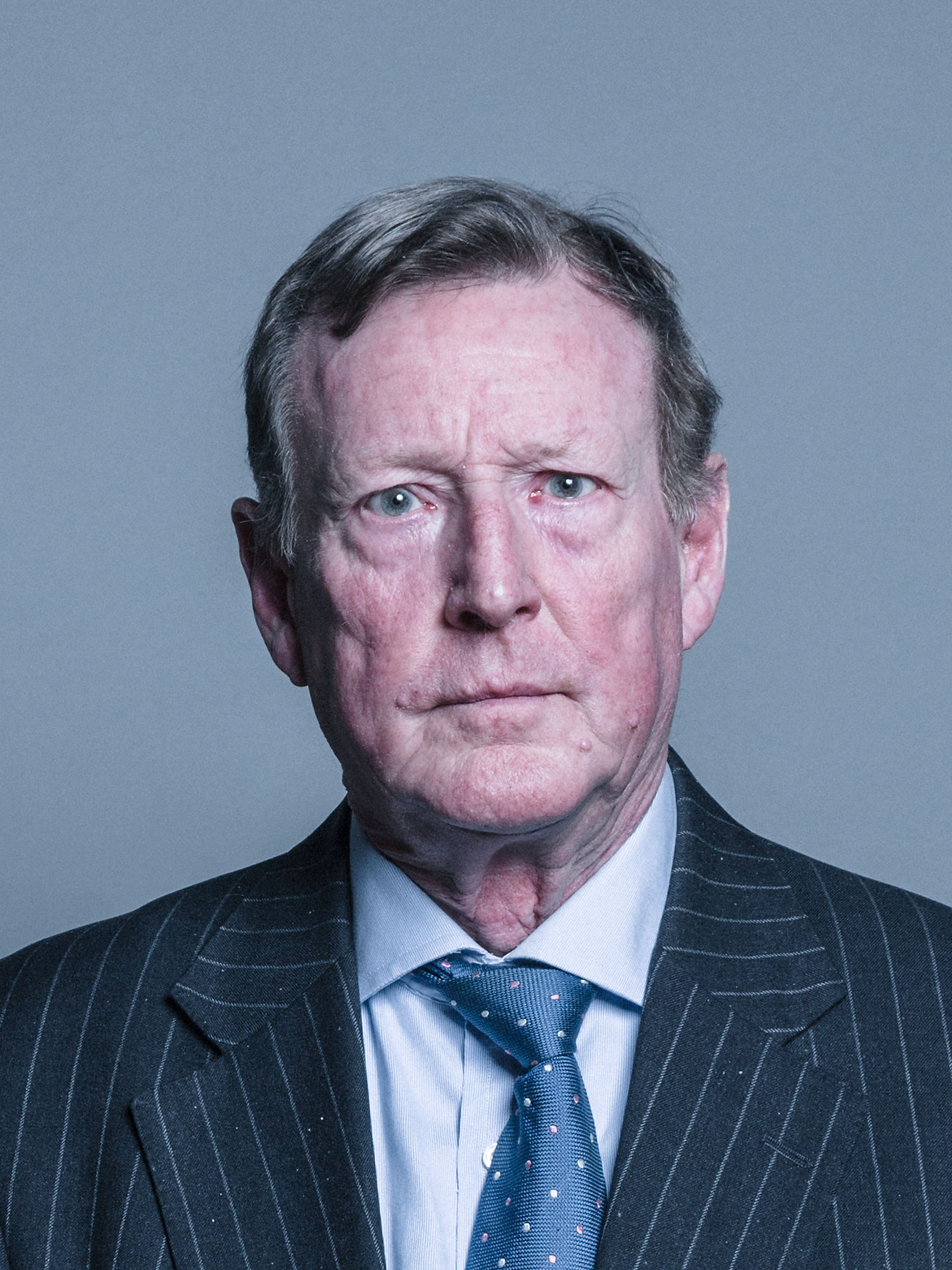
David Trimble

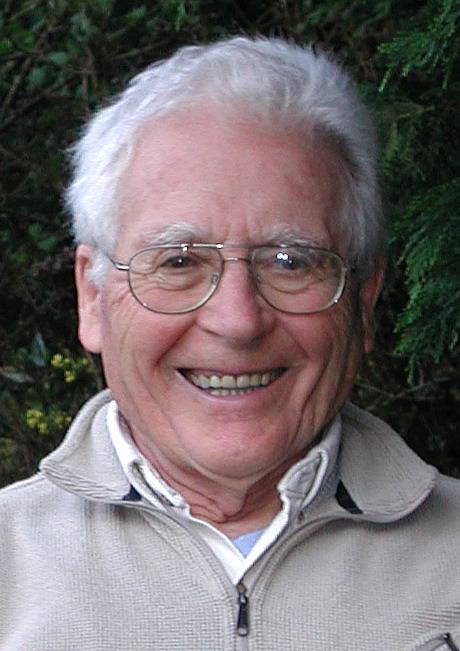
James Lovelock

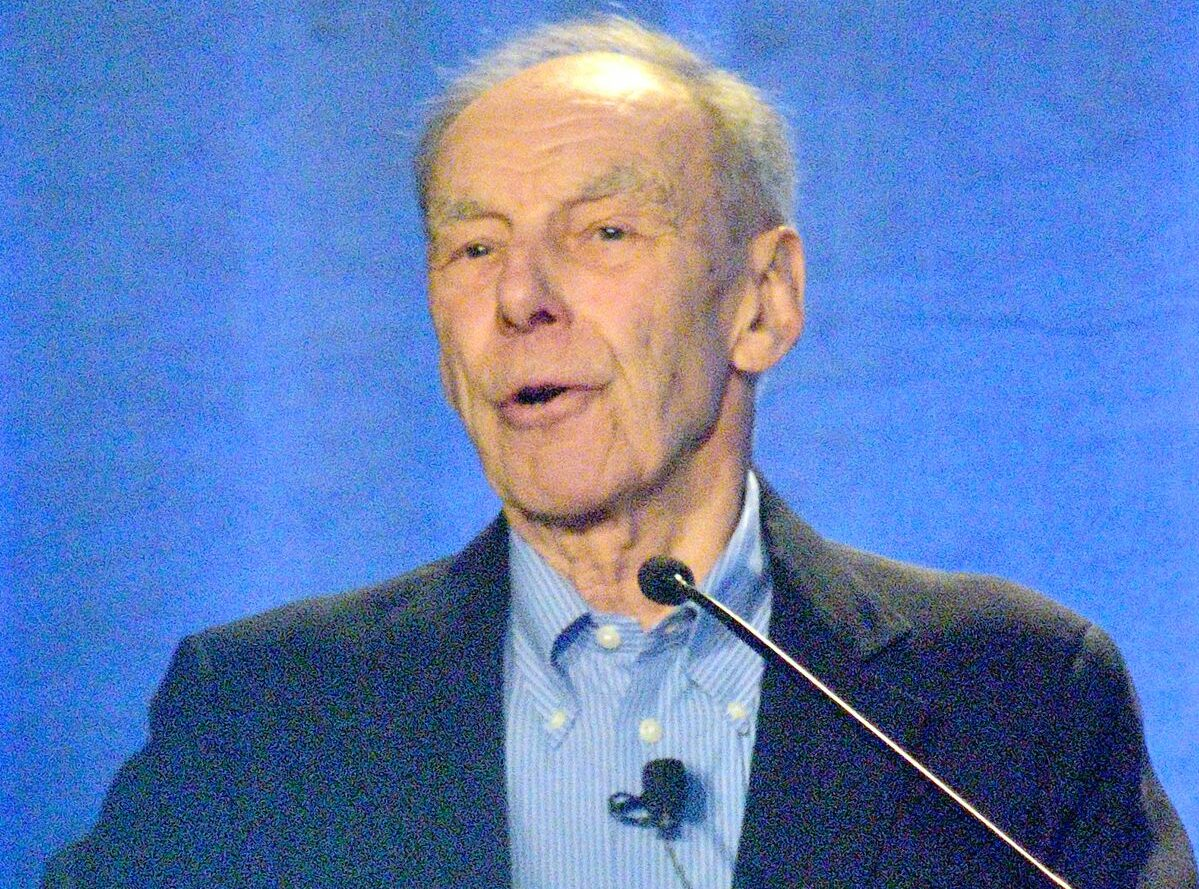
Juris Hartmanis

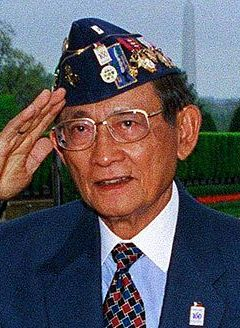
Fidel V. Ramos

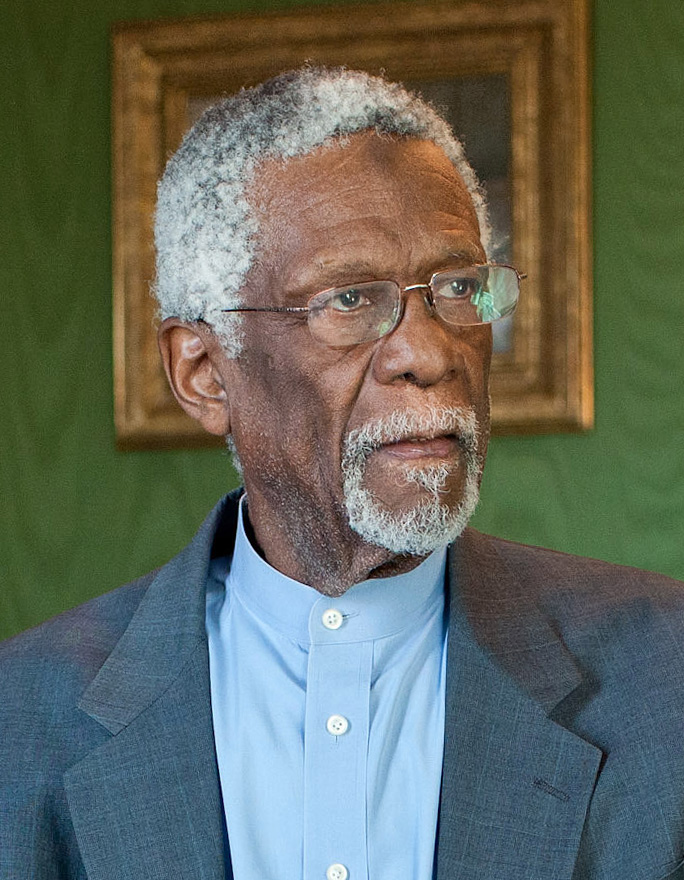
Bill Russell

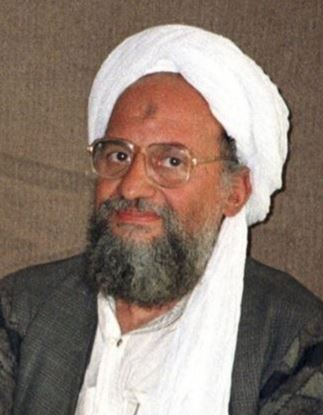
Ayman al-Zawahiri

  - Luis Alberto Rodríguez López-Calleja, sĩ quan quân đội Cuba (s. 1960)
  - Raul Nicolau Gonçalves, một Thượng phụ của Giáo hội Công giáo Rôma (s. 1927)
  - Richard Taruskin, nhà âm nhạc học người Mỹ (s. 1945)
- 2 tháng 7:
  - Peter Brook, đạo diễn điện ảnh và sân khấu người Anh (s. 1925)
  - La Khải Nhuệ, Điện ảnh Hồng Kông (s. 1952)
  - Susana Dosamantes, nữ diễn viên Mexico (s. 1948)
  - Andy Goram, cầu thủ bóng đá người Scotland (s. 1964)
  - Leonid Shvartsman, họa sĩ hoạt hình người Belarus (s. 1920)
  - Robert Curl, là nhà hóa học người Mỹ (s. 1933)
- 3 tháng 7: Islay Conolly, giáo viên và quản trị viên trường học người Cayman (s. 1923)
- 4 tháng 7:
  - Cláudio Hummes, Hồng y người Brazil của Giáo hội Công giáo Rôma (s. 1934)
  - Mona Hammond, nữ diễn viên người Jamaica gốc Trung Quốc (s. 1931)
- 5 tháng 7:
  - Mohammed Barkindo, Tổng thư ký thứ 28 của OPEC (s. 1959)
  - Manny Charlton, ca sĩ và nhạc sĩ người Scotland (s. 1941)
- 6 tháng 7:
  - Trần Văn Dung, Đại tá Việt Nam (s. 1944)
  - James Caan, diễn viên người Mỹ (s. 1940)
  - Arnaldo Pambianco, vận động viên đua xe đạp Olympic người Ý (s. 1935)
  - Kazuki Takahashi, họa sĩ truyện tranh Nhật Bản và người sáng tạo trò chơi (s. 1961)
  - İlter Türkmen, chính trị gia Thổ Nhĩ Kỳ (s. 1927)
- 7 tháng 7:
  - János Berecz, chính trị gia, nhà báo và nhà văn người Hungary (s. 1930)
  - Max Eisen, nhà văn Canada gốc Slovakia và là người sống sót sau thảm họa Holocaust (s. 1929)
  - Pedro Ferrándiz, huấn luyện viên bóng rổ Tây Ban Nha (s. 1928)
  - José Ramírez Gamero, chính trị gia Mexico (s. 1938)
- 8 tháng 7: 
  - Abe Shinzō, Thủ tướng thứ 57 của Nhật Bản (s. 1954)
  - Angel Nacorda Lagdameo, Giám mục Công giáo Rôma người Philippines (s. 1940)
  - José Eduardo dos Santos, Tổng thống thứ 2 của Angola (s. 1942)
  - Luis Echeverría, Tổng thống thứ 57 của México (s. 1922)
  - Gregory Itzin, diễn viên người Mỹ (s. 1948)
  - Larry Storch, diễn viên người Mỹ (s. 1923)
- 9 tháng 7
  - L. Q. Jones, diễn viên và đạo diễn người Mỹ (s. 1927)
  - Barbara Thompson, nghệ sĩ saxophone và nhà soạn nhạc jazz người Anh (s. 1944)
  - András Törőcsik, cầu thủ bóng đá người Hungary (s. 1955)
- 10 tháng 7:
  - Nguyễn Hữu Hạ, Trung tướng Việt Nam (s. 1949)
  - Gil Burford, vận động viên khúc côn cầu trên băng người Mỹ (s. 1924)
  - Anvar Chingizoglu, nhà sử học và dân tộc học người Azerbaijan (s. 1962)
  - Hirohisa Fujii, nhà kinh tế và chính trị gia Nhật Bản (s. 1932)
  - Juan Roca Brunet, vận động viên bóng rổ người Cuba và huy chương đồng Olympic (s. 1950)
- 11 tháng 7:
  - Víctor Benítez, cầu thủ bóng đá người Peru (s. 1935)
  - Joseph Mittathany, Giám mục người Ấn Độ của Giáo hội Công giáo Rôma (s. 1931)
  - José Guirao, chính trị gia, nhà quản lý văn hóa và chuyên gia nghệ thuật người Tây Ban Nha (s. 1959)
  - Monty Norman, nhà soạn nhạc, nhạc sĩ và ca sĩ người Anh (s. 1928)
- 13 tháng 7: Charlotte Valandrey, nữ diễn viên và nhà văn Pháp (s. 1968)
- 14 tháng 7:
  - Eugenio Scalfari, chính trị gia và nhà báo người Ý (s. 1924)
  - Ivana Trump, nữ doanh nhân người Mỹ gốc Séc, nhân vật truyền thông và người mẫu (s. 1949)
  - Francisco Morales Bermúdez, Tổng thống thứ 59 của Peru (s. 1921)
- 15 tháng 7: Aleksandr Kozlov, cầu thủ bóng đá Nga (s. 1993)
- 16 tháng 7:
  - Georgs Andrejevs, chính trị gia người Latvia (s. 1932)
  - Herbert W. Franke, nhà khoa học và nhà văn người Áo (s. 1927)
- 17 tháng 7:
  - Eric Flint, nhà văn và biên tập viên người Mỹ (s. 1947)
  - Francesco Rizzo, cầu thủ bóng đá Ý (s. 1943)
- 18 tháng 7
  - Ottavio Cinquanta, quản lý thể thao người Ý (s. 1938)
  - Claes Oldenburg, nhà điêu khắc người Mỹ gốc Thụy Điển (s. 1929)
- 19 tháng 7: Tô Văn Lai, người sáng lập hãng băng đĩa của người gốc Việt lớn nhất ở hải ngoại là Thúy Nga Paris (s. 1937)
- 20 tháng 7: Peter Inge, Nam tước Inge, sĩ quan quân đội Anh (s. 1935)
- 21 tháng 7: Uwe Seeler, cầu thủ bóng đá người Đức (s. 1936)
- 22 tháng 7: David Moores, chủ tịch danh dự của Liverpool F.C. (s. 1946)
- 23 tháng 7: 
  - Bhisadej Rajani, Hoàng gia Thái Lan (s. 1922)
  - Bob Rafelson, đạo diễn, nhà sản xuất và biên kịch phim người Mỹ (s. 1933)
- 24 tháng 7:
  - Janina Altman, nhà hóa học người Ba Lan-Israel, nhà văn và là người sống sót sau thảm họa Holocaust (s. 1931)
  - David Warner, diễn viên người Anh (s. 1941)
  - Neil Hague, cầu thủ bóng đá Anh (s. 1949)
- 25 tháng 7:
  - Yoko Shimada, nữ diễn viên Nhật Bản (s. 1953)
  - Knuts Skujenieks, nhà báo, dịch giả và nhà thơ người Latvia (s. 1936)
  - Paul Sorvino, diễn viên người Mỹ (s. 1939)
  - David Trimble, chính trị gia Bắc Ireland, người đoạt Giải Nobel Hòa bình (s. 1944)
- 26 tháng 7: 
  - Thích Tịnh Không, Hòa thượng Đài Loan (s. 1927)
  - Anne-Marie Garat, nhà văn Pháp (s. 1946)
  - James Lovelock, nhà môi trường học người Anh (s. 1919)
  - Marit Paulsen, nhà báo và chính trị gia người Thụy Điển gốc Na Uy (s. 1939)
- 27 tháng 7:
  - Mary Alice, nữ diễn viên người Mỹ (s. 1936)
  - Bernard Cribbins, diễn viên và ca sĩ người Anh (s. 1928)
  - Yelizaveta Dementyeva, vận động viên đua thuyền nước rút người Nga và nhà vô địch Olympic (s. 1928)
  - Tony Dow, diễn viên và đạo diễn truyền hình người Mỹ (s. 1945)
- 28 tháng 7:
  - Pietro Citati, nhà văn và nhà phê bình văn học người Ý (s. 1930)
  - József Kardos, cầu thủ bóng đá người Hungary (s. 1960)
  - Terry Neill, cầu thủ và quản lý bóng đá Bắc Ireland (s. 1942)
- 29 tháng 7: 
  - Emmie Chanika, nhà hoạt động nhân quyền người Malawi (s. 1956)
  - Juris Hartmanis, nhà khoa học máy tính người Latvia (s. 1928)
- 30 tháng 7:
  - Pat Carroll, nữ diễn viên và diễn viên hài người Mỹ (s. 1927)
  - Nichelle Nichols, nữ diễn viên người Mỹ (s. 1932)
- 31 tháng 7:
  - Vadim Bakatin, chính trị gia và sĩ quan tình báo Nga (s. 1937)
  - Hubertus Leteng, Giám mục Công giáo La Mã Indonesia (s. 1959)
  - Fidel Ramos, Tổng thống thứ 12 của Philippines (s. 1928)
  - Bill Russell, cầu thủ và huấn luyện viên bóng rổ người Mỹ (s. 1934)
  - Oleksiy Vadaturskyi, doanh nhân Ukraina (s. 1947)
  - Ayman al-Zawahiri, Tiểu vương thứ 2 của Al-Qaeda (s. 1951)

### Tháng 8
- 1 tháng 8: 

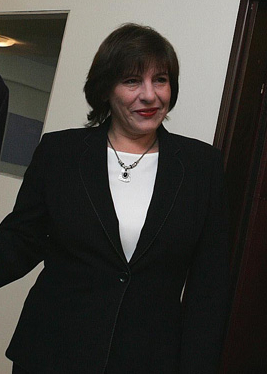
Ilinka Mitreva

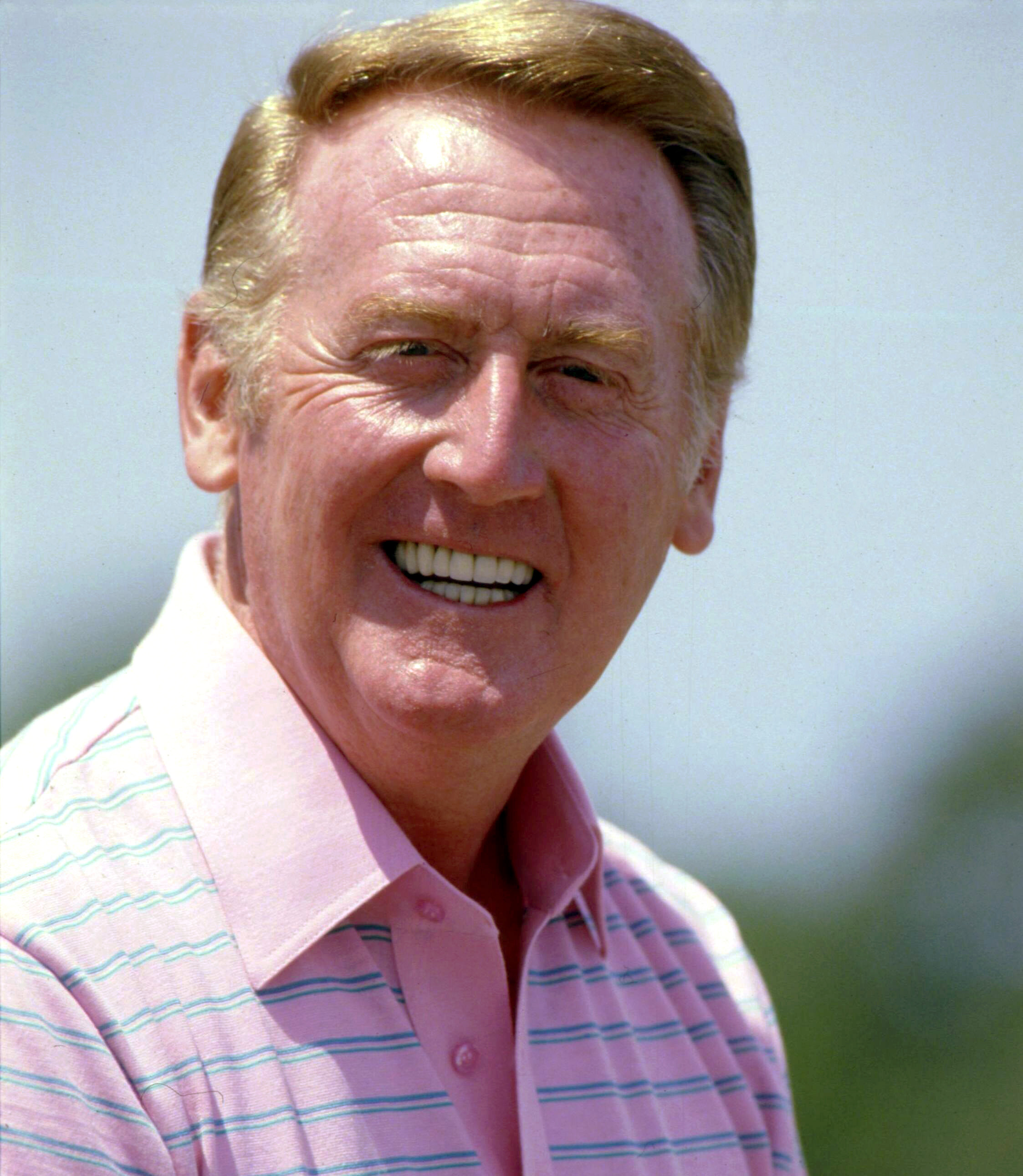
Vin Scully

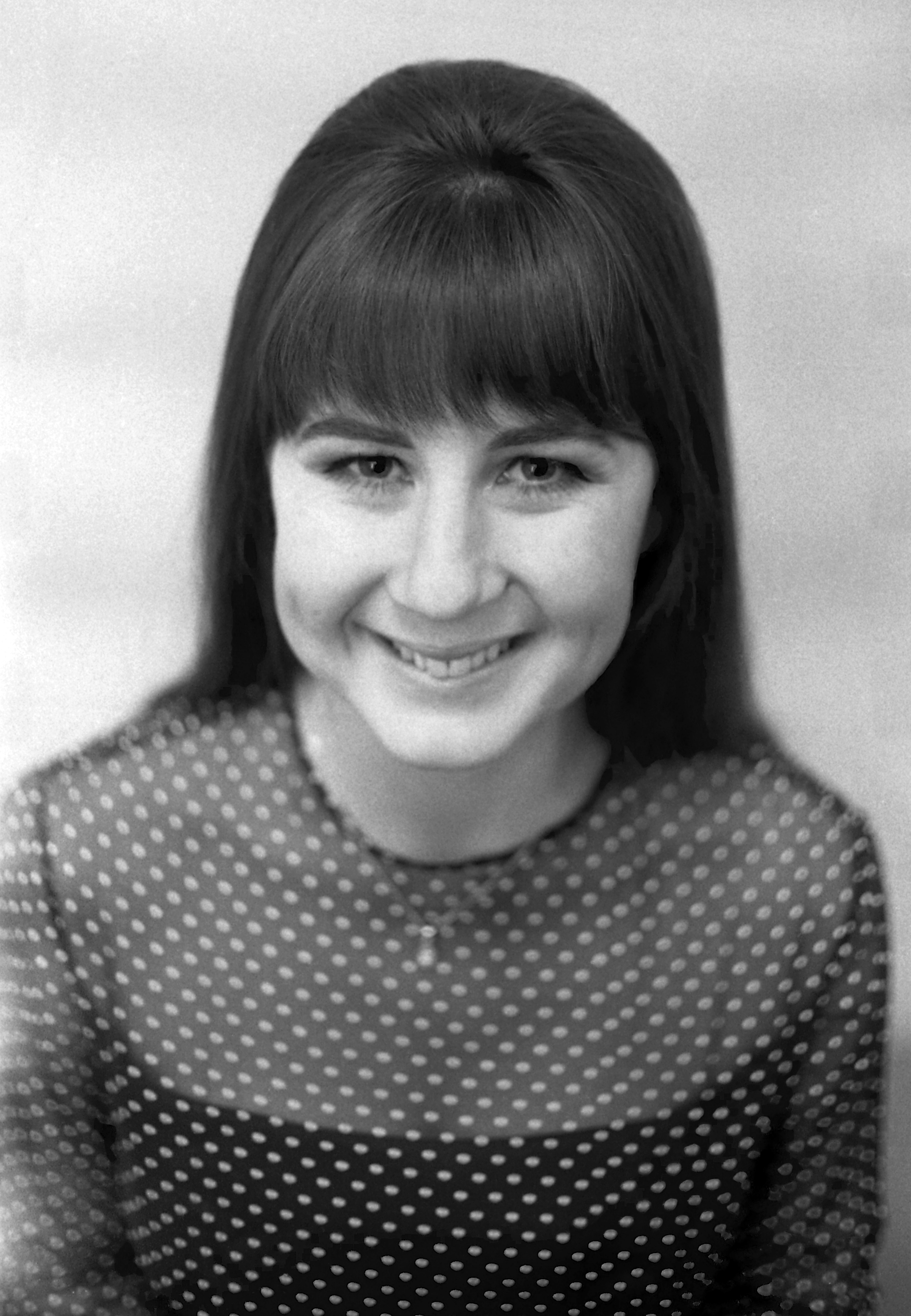
Judith Durham

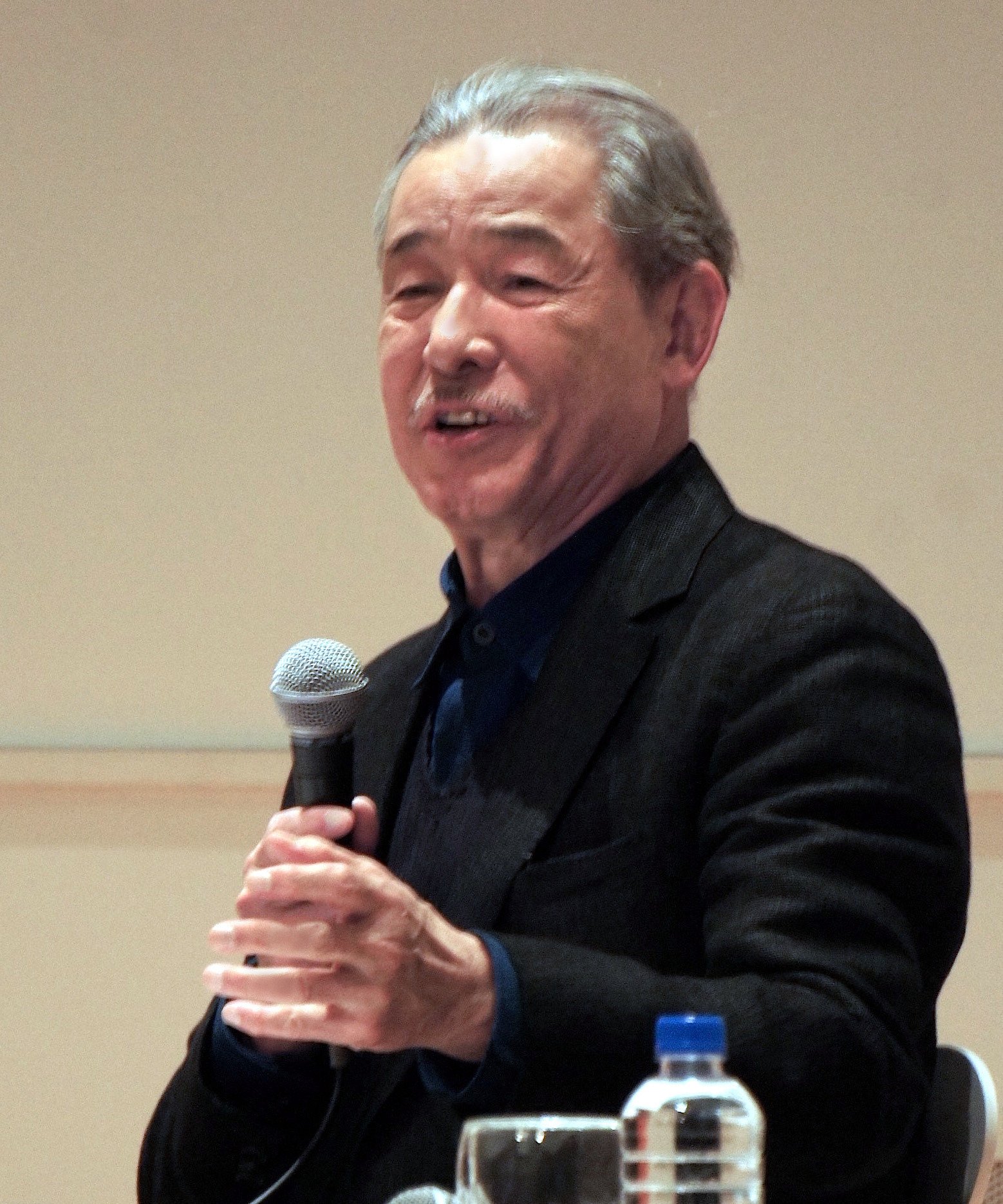
Issey Miyake

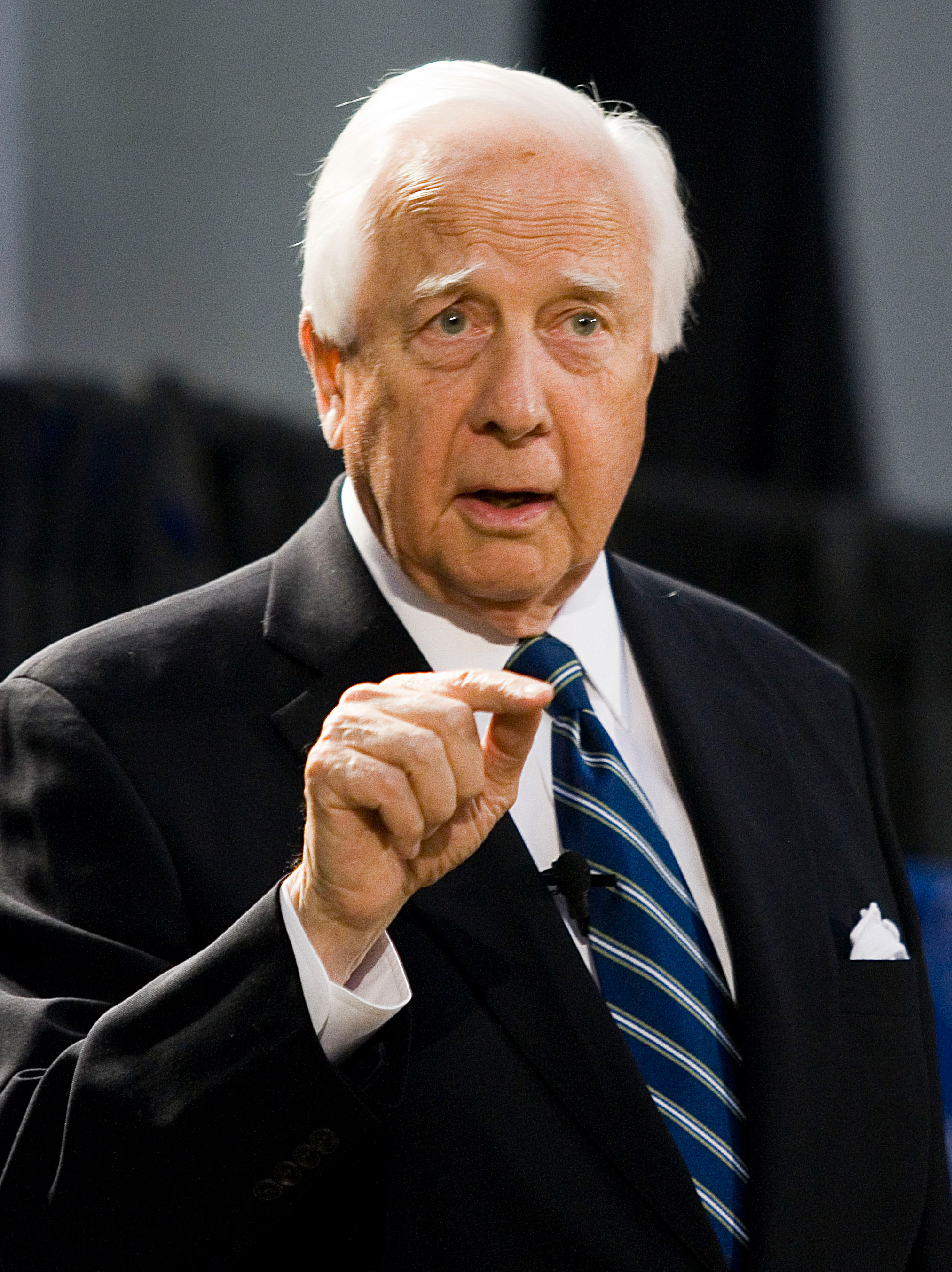
David McCullough

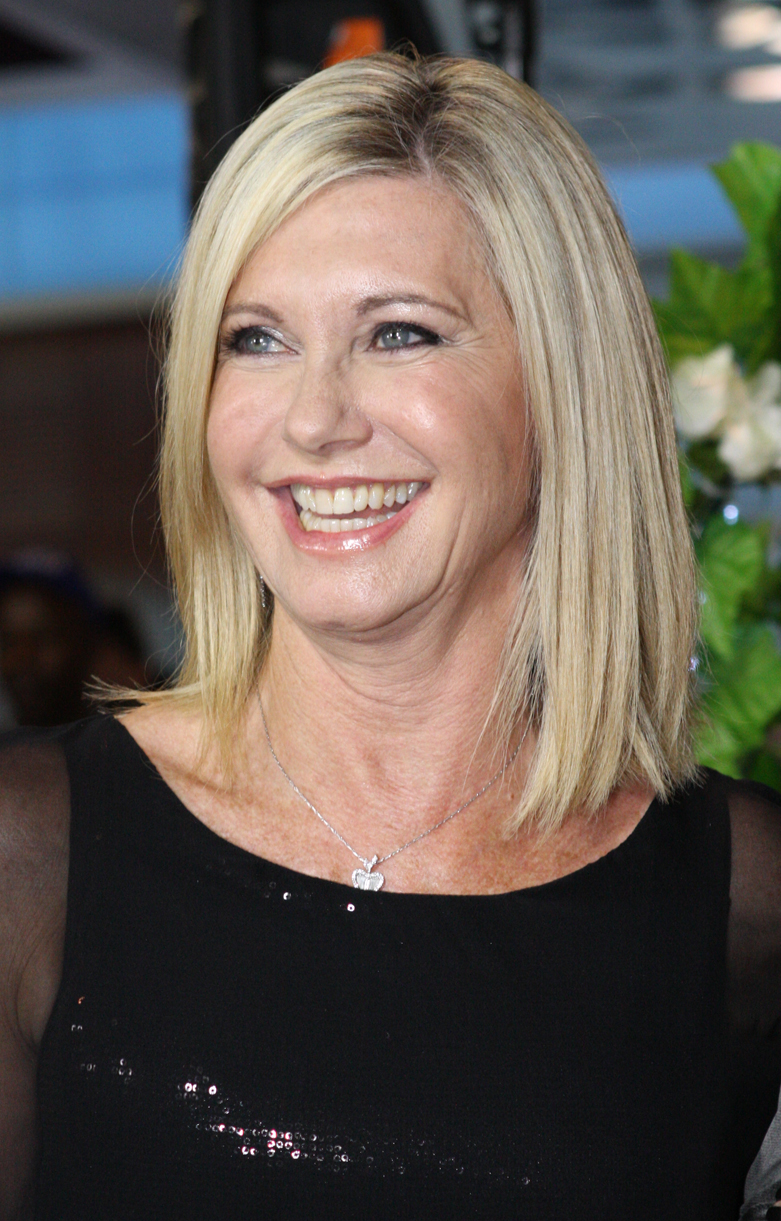
Dame Olivia Newton-John

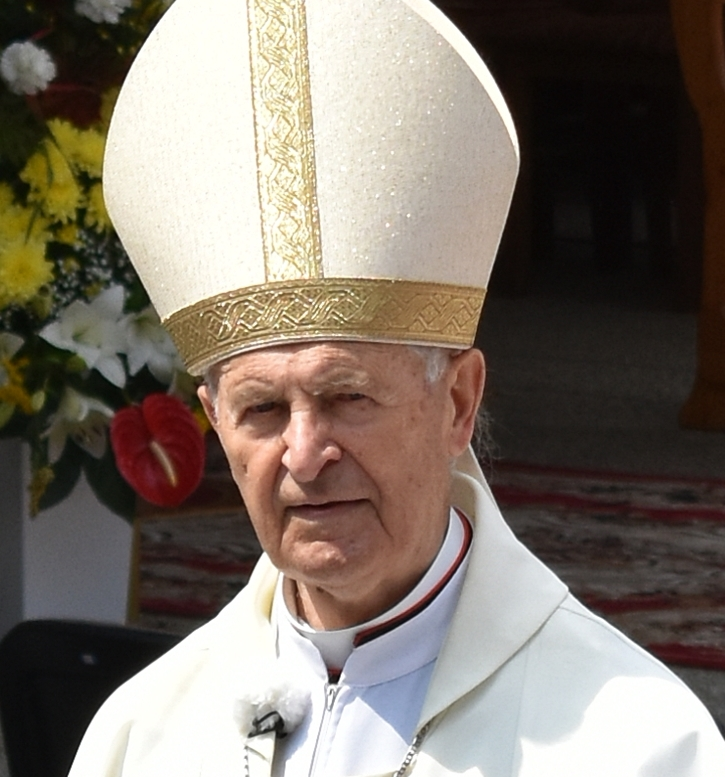
Jozef Tomko

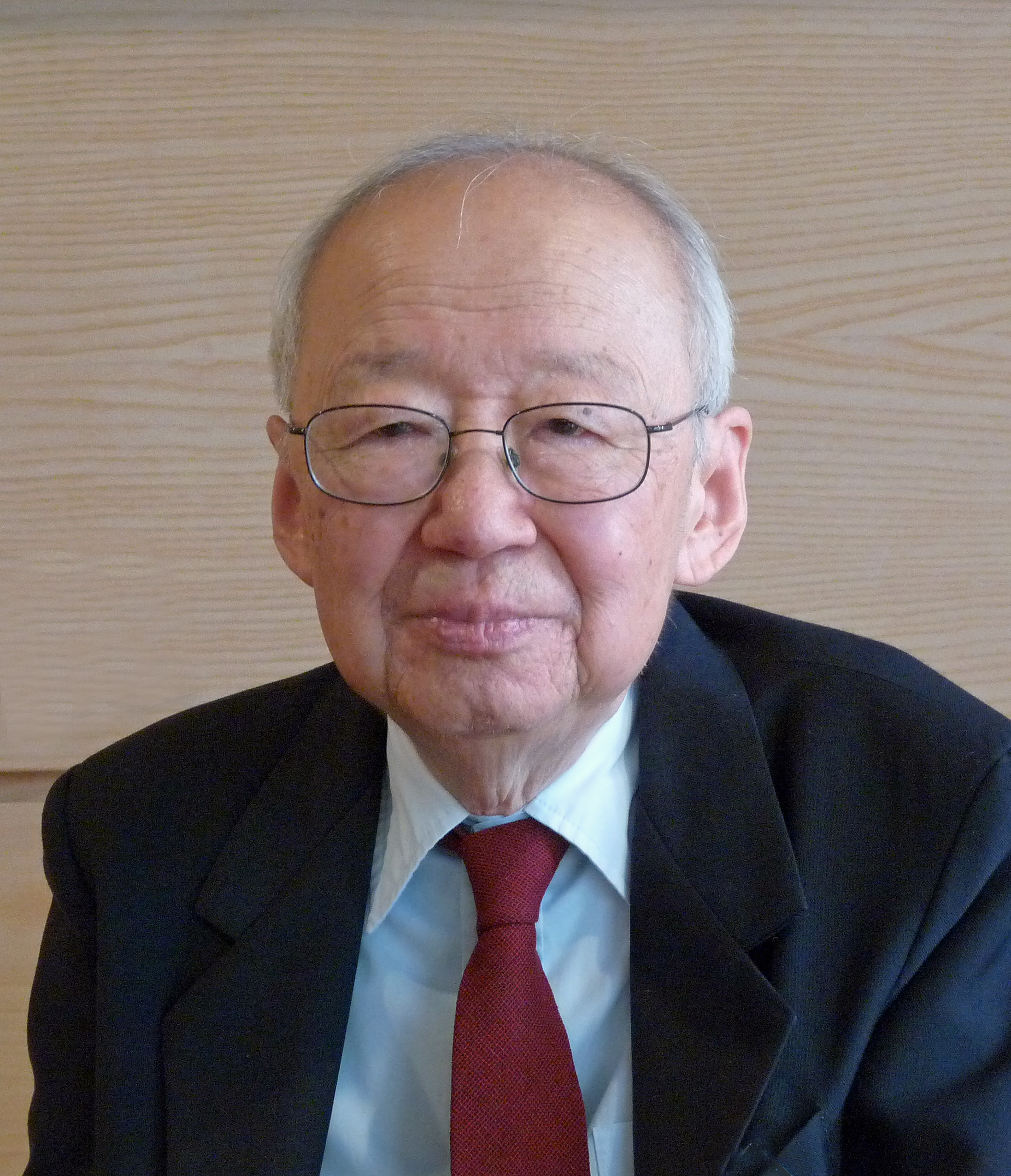
Đoạn Nghĩa Phu

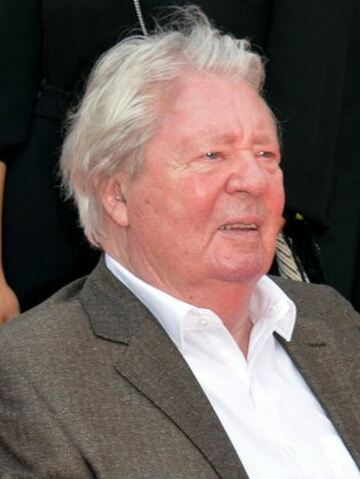
Jean-Jacques Sempé

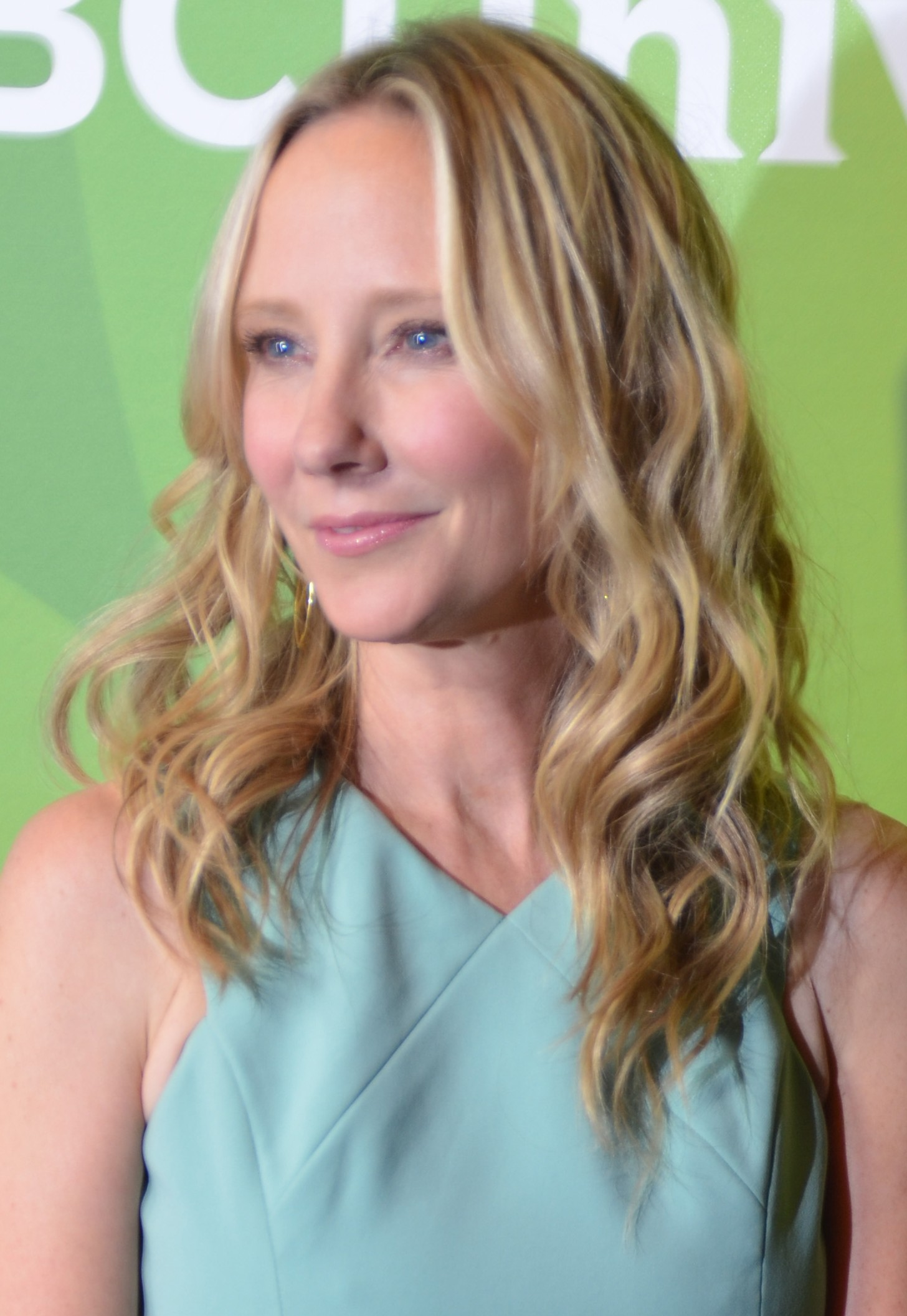
Anne Heche

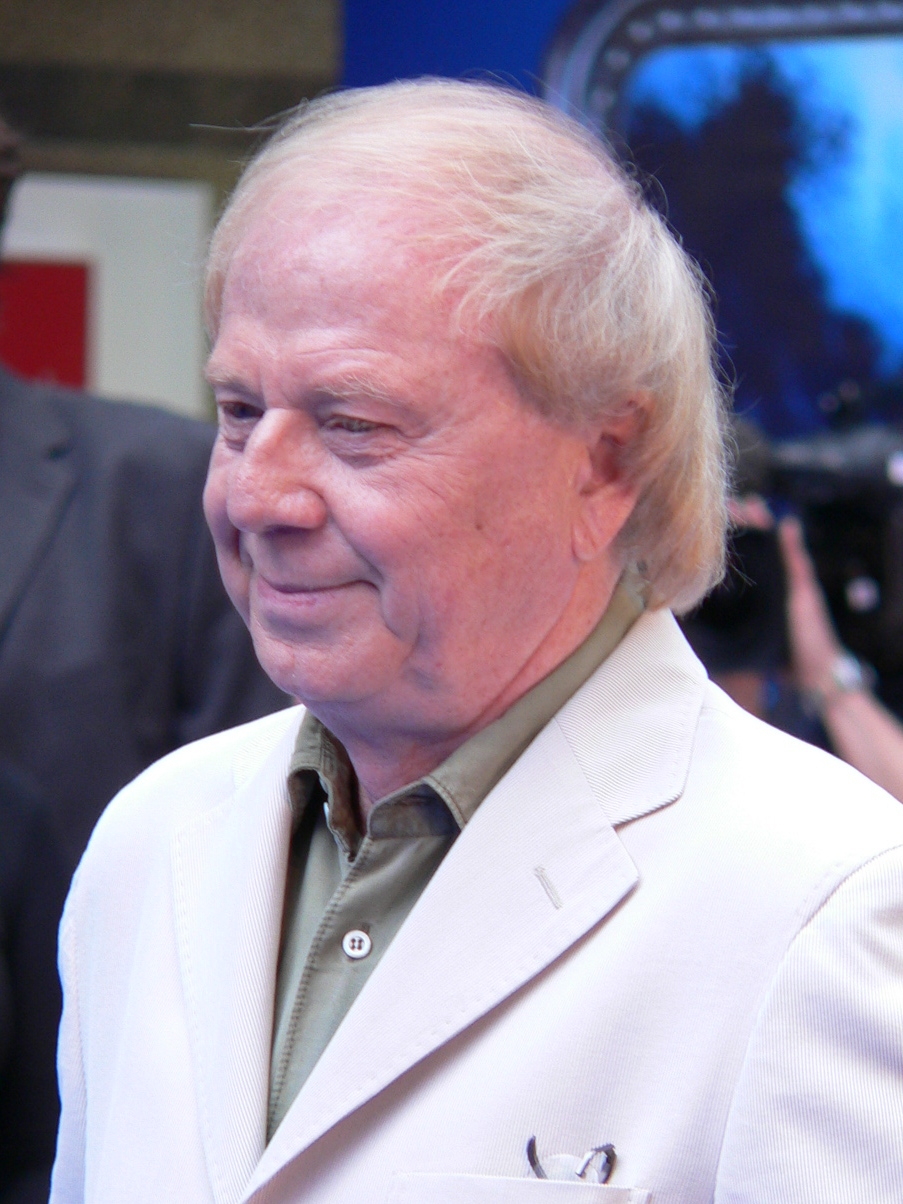
Wolfgang Petersen

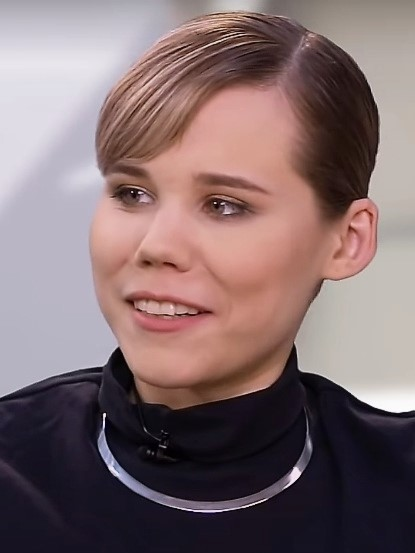
Darya Dugina

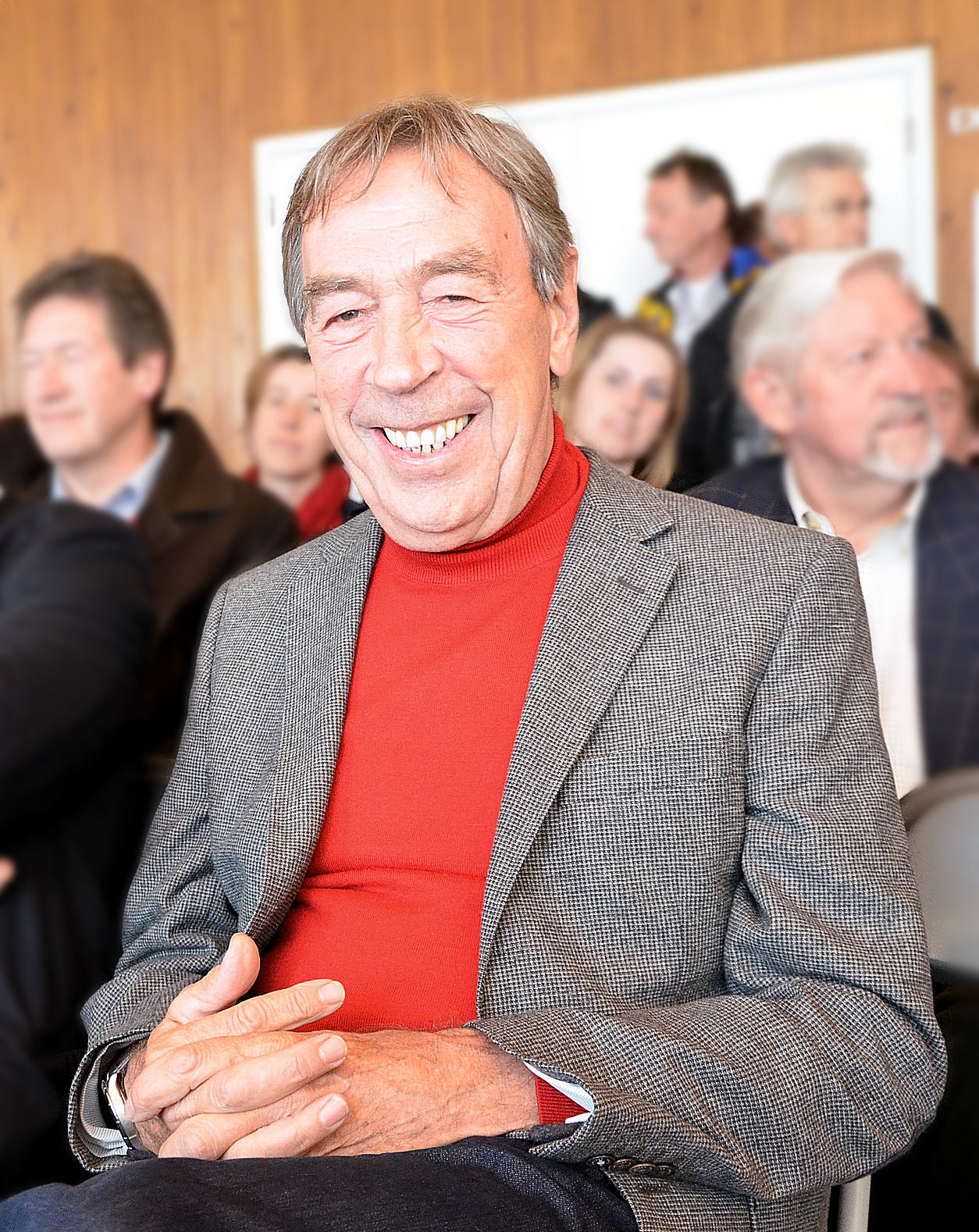
Herman Van Springel

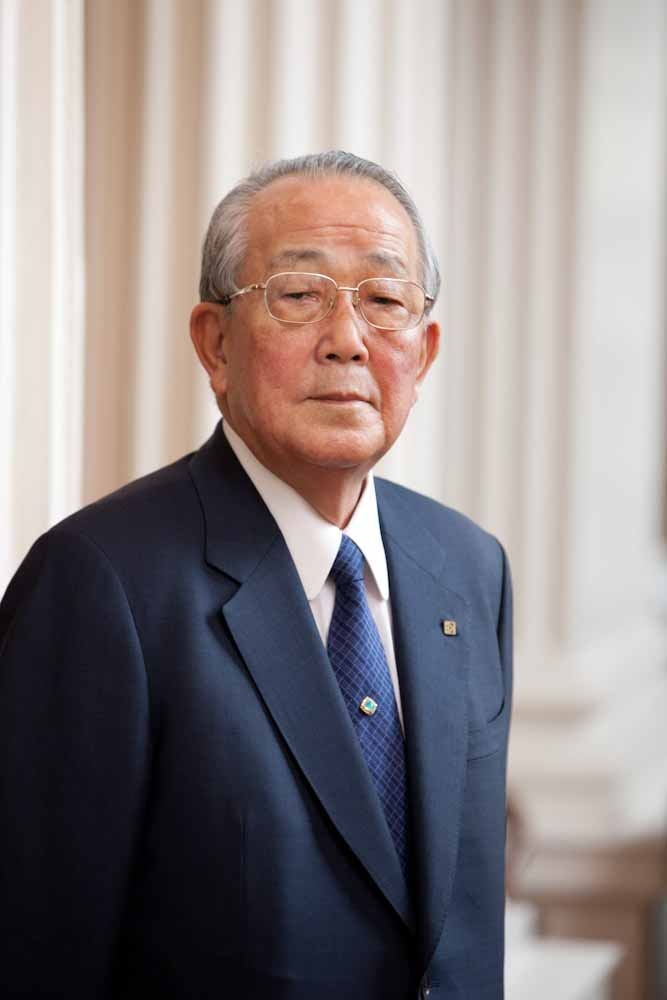
Kazuo Inamori

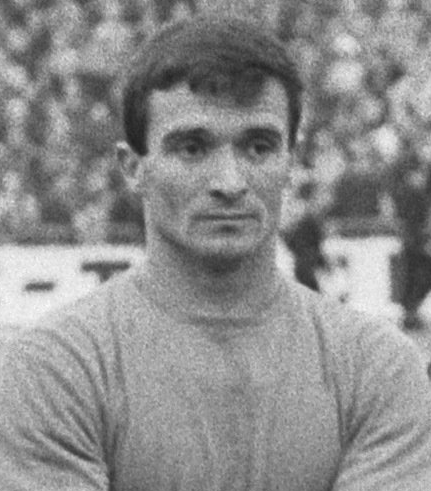
Milutin Šoškić

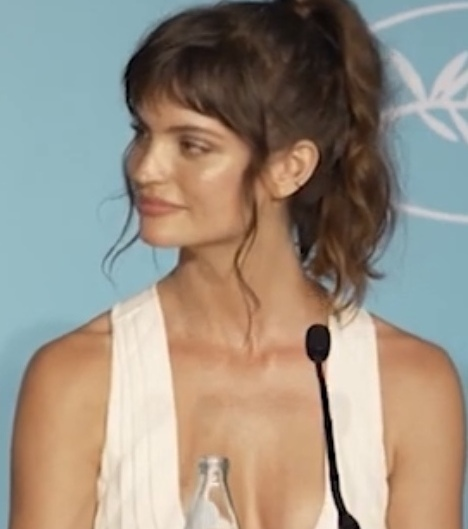
Charlbi Dean

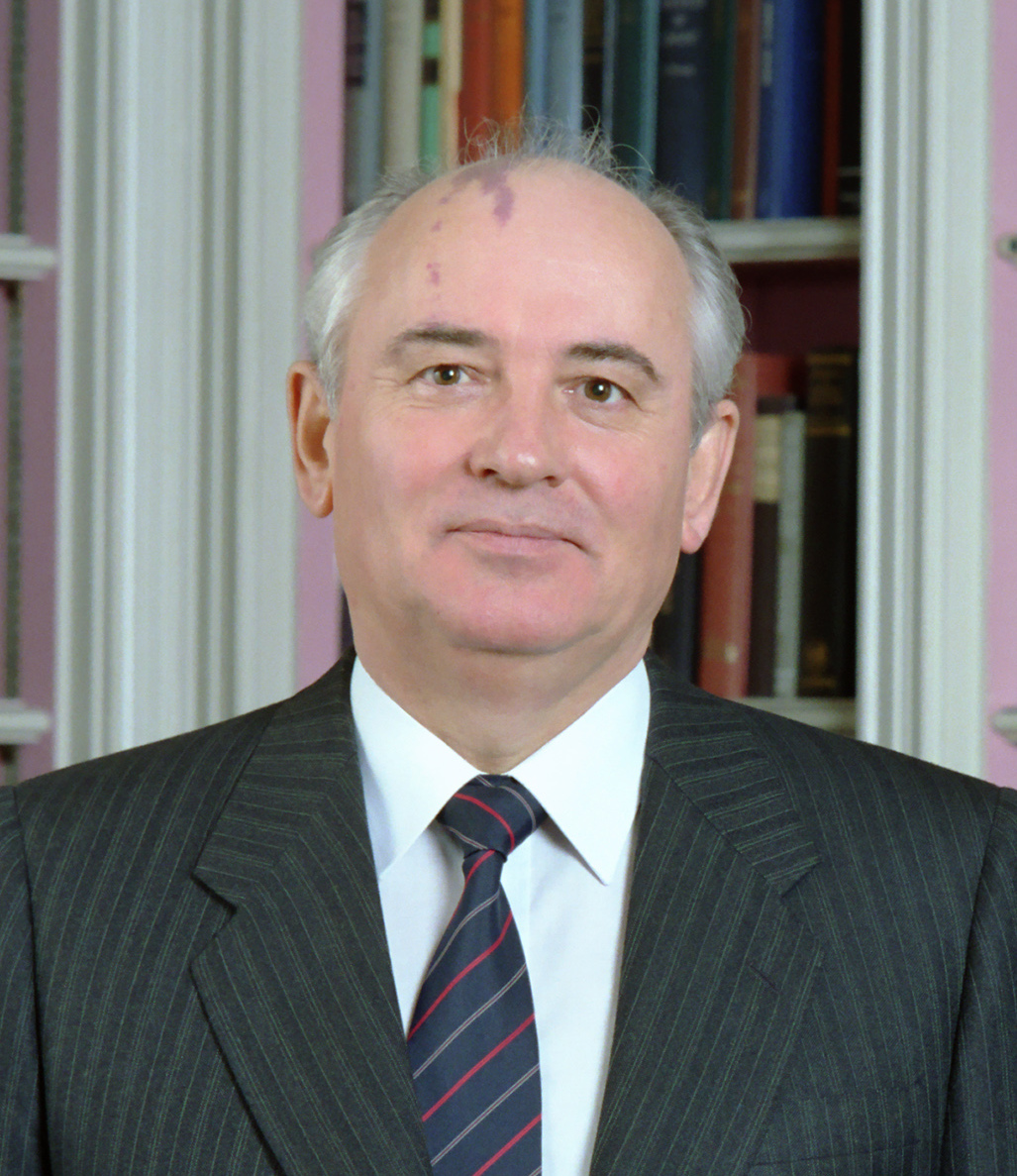
Mikhail Gorbachev

  - Ilinka Mitreva, chính trị gia người Macedonia (s. 1950)
  - Carlos Blixen, cầu thủ bóng rổ người Uruguay và huy chương đồng Olympic (s. 1936)
  - Hugo Fernández, cầu thủ và nhà quản lý bóng đá người Uruguay (s. 1945)
- 2 tháng 8: 
  - Vin Scully, vận động viên thể thao người Mỹ (s. 1927)
  - David Bawden, là công dân Hoa Kỳ được bầu chọn là Giáo hoàng theo Chủ nghĩa Mật nghị (s. 1959)
- 3 tháng 8
  - Ng Boon Bee, vận động viên cầu lông Malaysia và huy chương bạc Olympic (s. 1937)
  - Andrejs Rubins, cầu thủ bóng đá người Latvia (s. 1978)
  - Villiam Vecchi, cầu thủ bóng đá Ý (s. 1948)
  - Jackie Walorski, chính trị gia người Mỹ (s. 1963)
  - Raymond Damadian, bác sĩ và nhà phát minh người Mỹ (s. 1936)
- 4 tháng 8: Margot Eskens, ca sĩ người Đức (s. 1939)
- 5 tháng 8: 
  - Jô Soares, diễn viên hài người Brazil và người dẫn chương trình trò chuyện (s. 1938)
  - Judith Durham, ca sĩ người Úc (s. 1943)
  - Clu Gulager, diễn viên người Mỹ (s. 1928)
  - Issey Miyake, nhà thiết kế thời trang Nhật Bản (s. 1938)
- 6 tháng 8: Carlo Bonomi, diễn viên và chú hề người Ý (s. 1937)
- 7 tháng 8:
  - Ezekiel Alebua, Thủ tướng thứ 3 của Quần đảo Solomon (s. 1947)
  - Anatoly Filipchenko, nhà du hành vũ trụ người Nga (s. 1928)
  - Bill Graham, Thủ lĩnh thứ 50 của phe đối lập Canada (s. 1939)
  - David McCullough, nhà sử học và nhà văn người Mỹ (s. 1933)
  - Roger E. Mosley, diễn viên người Mỹ (s. 1938)
  - Rostislav Václavíček, cầu thủ bóng đá người Séc và nhà vô địch Olympic (s. 1946)
- 8 tháng 8:
  - Olivia Newton-John, ca sĩ và diễn viên người Úc (s. 1948)
  - Zofia Posmysz, nhà báo, tiểu thuyết gia người Ba Lan và là người sống sót sau thảm họa Holocaust (s. 1923)
  - Jozef Tomko, hồng y Công giáo La Mã Slovak (s. 1924)
- 9 tháng 8
  - Raymond Briggs, nhà văn và họa sĩ minh họa người Anh (s. 1934)
  - Alberto Orzan, cầu thủ bóng đá Ý (b. 1931)
  - Nikolay Slyunkov, thứ 18 Bí thư thứ nhất của Đảng Cộng sản (1983–1987). (s. 1929)
- 10 tháng 8
  - Fernando Chalana, cầu thủ và huấn luyện viên người Bồ Đào Nha (s. 1959)
  - Hushang Ebtehaj, nhà thơ người Đức gốc Iran (s. 1928)
  - Vesa-Matti Loiri, diễn viên, nhạc sĩ và diễn viên hài Phần Lan (s. 1945)
  - Đoạn Nghĩa Phu, Nhà địa lý người Mỹ gốc Hoa (s. 1930)
  - Billy Legg, Cựu cầu thủ bóng đá Anh (s. 1948)
- 11 tháng 8
  - Michael Badnarik, kỹ sư phần mềm, nhà hoạt động chính trị và người dẫn chương trình radio người Mỹ (s. 1954)
  - Manuel Ojeda, diễn viên Mexico (s. 1940)
  - Jean-Jacques Sempé, họa sĩ biếm họa người Pháp (s. 1932)
  - József Tóth, cầu thủ và huấn luyện viên người Hungary (s. 1951)
- 12 tháng 8:
  - Claudio Garella, cầu thủ bóng đá Ý (s. 1955)
  - Anne Heche, diễn viên Mỹ (s. 1969)
  - Anshu Jain, chủ ngân hàng người Anh gốc Ấn Độ (s. 1963)
  - Wolfgang Petersen, đạo diễn, nhà sản xuất và biên kịch phim người Đức (s. 1941)
  - Vyacheslav Semyonov, cầu thủ bóng đá Ukraine và huy chương đồng Olympic (s. 1947)
  - Jessica Eriyo, nhà ngoại giao người Uganda (s. 1969)
- 13 tháng 8:
  - Piero Angela, người dẫn chương trình truyền hình, nhà báo khoa học và nhà văn người Ý (s. 1928)
  - Rossana Di Lorenzo, nữ diễn viên người Ý (s. 1938)
- 14 tháng 8:
  - Kristaq Dhamo, diễn viên và đạo diễn phim người Albania (s. 1933)
  - Nina Garsoïan, nhà khoa học và Armenologan người Mỹ gốc Pháp (s. 1923)
  - Svika Pick, ca sĩ kiêm nhạc sĩ người Israel gốc Ba Lan (s. 1949)
  - Dmitri Vrubel, họa sĩ người Nga (s. 1960)
- 16 tháng 8: 
  - Joseph Delaney, nhà văn Anh (s. 1945)
  - Eva-Maria Hagen, nữ diễn viên và ca sĩ người Đức (s. 1934)
- 18 tháng 8: 
  - Hadrawi, nhà thơ, triết gia và nhạc sĩ người Somalia (s. 1943)
  - Herbert Mullin, kẻ giết người hàng loạt người Mỹ (s. 1947)
  - John Powell, vận động viên ném đĩa người Mỹ và huy chương đồng Olympic (s. 1947)
  - Josephine Tewson, nữ diễn viên người Anh (s. 1931)
  - Sombat Metanee, diễn viên Thái Lan (s. 1937)
- 19 tháng 8: Raymonde Dien, nữ đảng viên Đảng Cộng sản Pháp (s. 1929)
- 20 tháng 8:
  - Darya Dugina, nhà hoạt động chính trị người Nga (s. 1992)
  - Leon Vitali, diễn viên người Anh (s. 1948)
- 21 tháng 8: Alexei Panshin, nhà văn và nhà phê bình văn học người Mỹ (s. 1940)
- 22 tháng 8:
  - Jerry Allison, nhạc sĩ và tay trống nhạc rock người Mỹ (s. 1939)
  - Rahimuddin Khan, tướng lĩnh và chính trị gia người Pakistan (s. 1926)
  - Rembert Weakland, Tổng giám mục Công giáo La Mã Hoa Kỳ (s. 1927)
- 23 tháng 8: Creed Taylor, nghệ sĩ kèn trumpet và nhà sản xuất thu âm người Mỹ (s. 1929)
- 24 tháng 8:
  - Len Dawson, cầu thủ bóng đá và phát thanh viên người Mỹ (s. 1935)
  - Kallistos, nhà thần học và đô thị Chính thống giáo Anh (s. 1934)
  - Kazuo Inamori, nhà tỷ phú nổi tiếng của Nhật Bản (s. 1932)
- 25 tháng 8
  - Joe E. Tata, diễn viên người Mỹ (s. 1936)
  - Herman Van Springel, vận động viên đua xe đạp đường trường người Bỉ (s. 1943)
- 27 tháng 8: Milutin Šoškić, cầu thủ bóng đá người Serbia (s. 1937)
- 28 tháng 8: 
  - Ralph Eggleston, nhà làm phim hoạt hình người Mỹ (s. 1965)
  - Giuse Diệp Vinh Hoa, Giám mục người Trung Quốc (s. 1931)
- 29 tháng 8:
  - Charlbi Dean, nữ diễn viên kiêm người mẫu Nam Phi (s. 1990)
  - Hans-Christian Ströbele, luật sư và chính trị gia người Đức (s. 1939)
- 30 tháng 8:
  - Gheorghe Berceanu, đô vật Romania và nhà vô địch Olympic (s. 1949)
  - Mikhail Gorbachev, nhà lãnh đạo thứ 8 và cuối cùng của Liên Xô, người nhận Giải Nobel Hòa bình (s. 1931)
- 31 tháng 8: 
  - Kadyr Baikenov, chính trị gia người Kazakhstan (s. 1944)
  - Bang Young-ung, tiểu thuyết gia Hàn Quốc (s. 1942)

### Tháng 9
- 1 tháng 9:

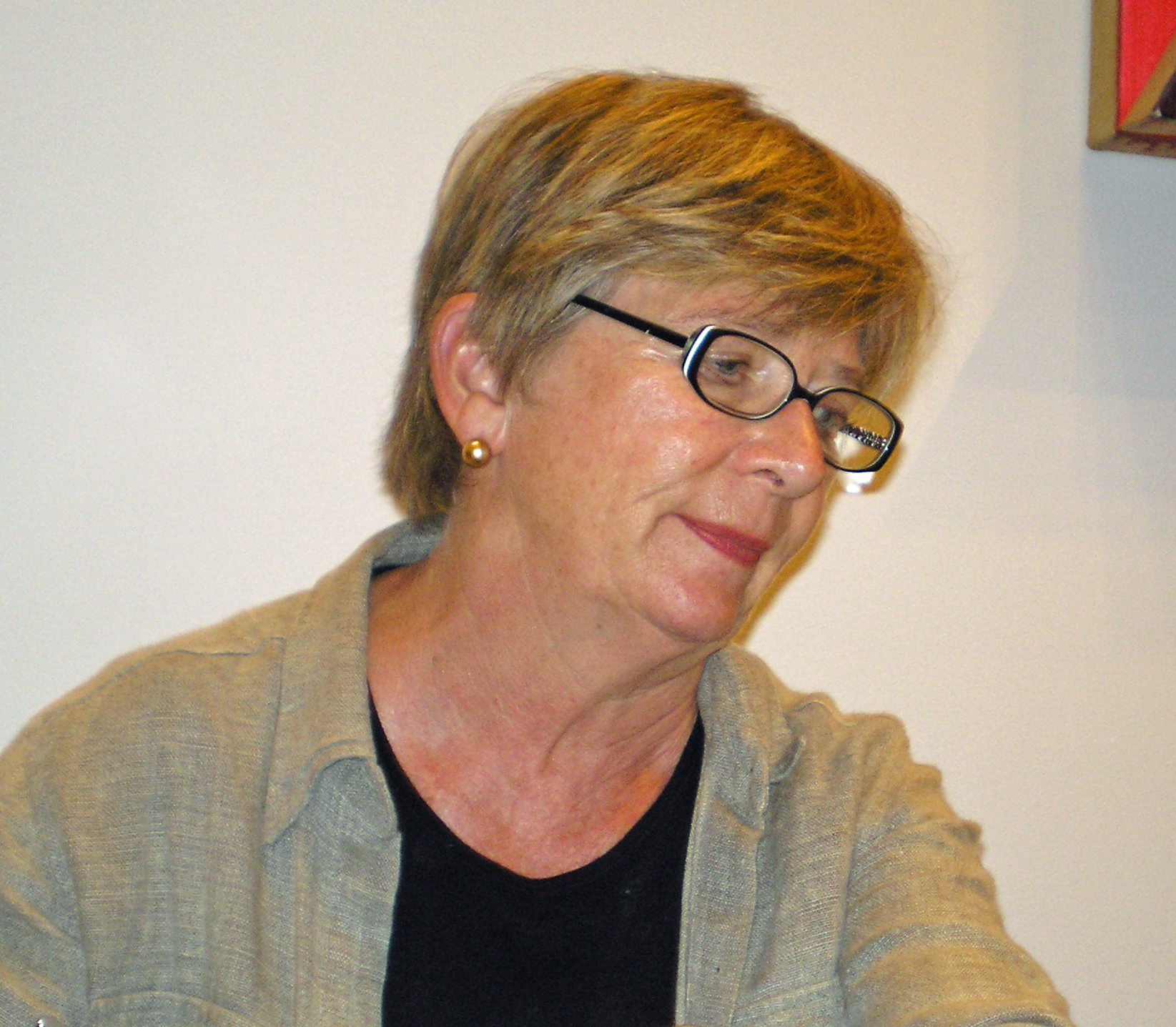
Barbara Ehrenreich

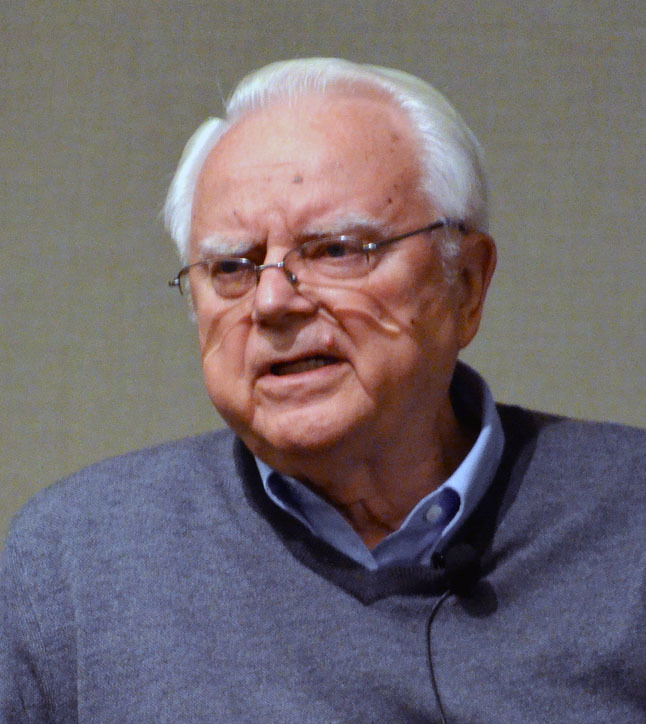
Frank Drake

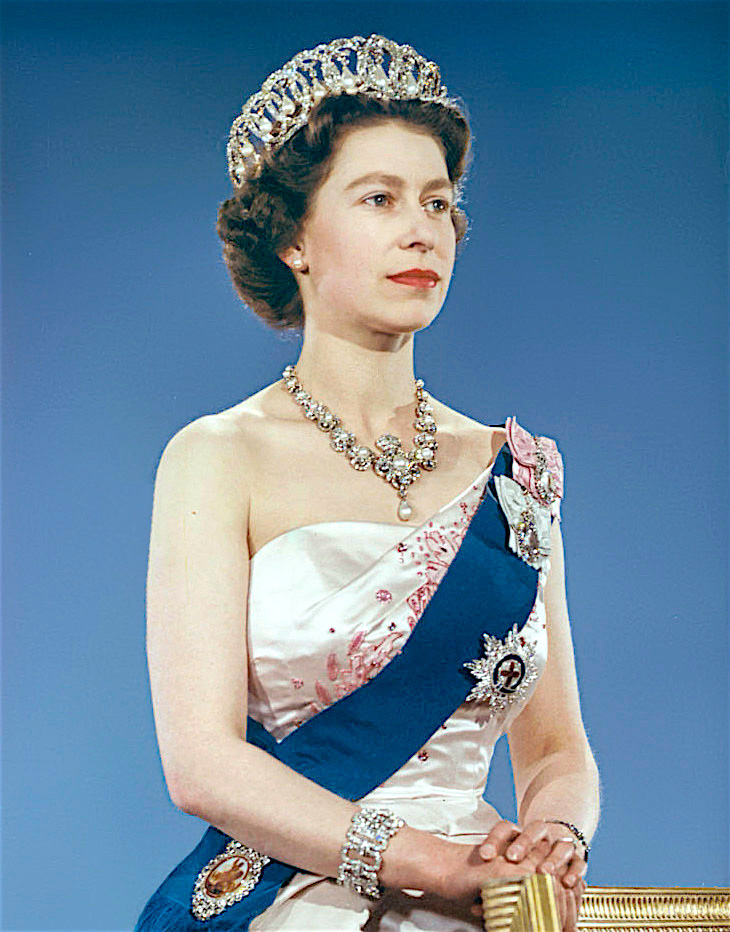
Elizabeth II

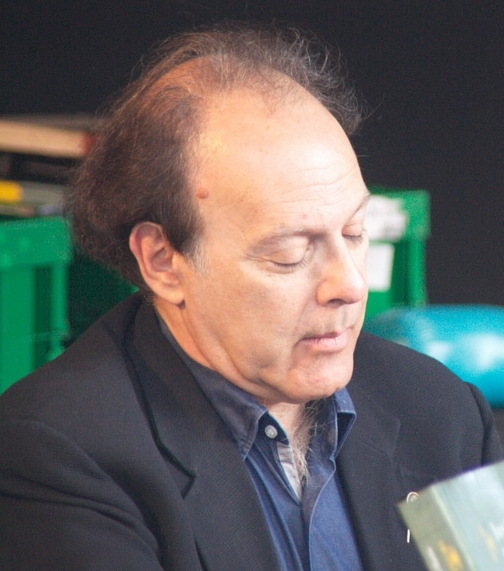
Javier Marías

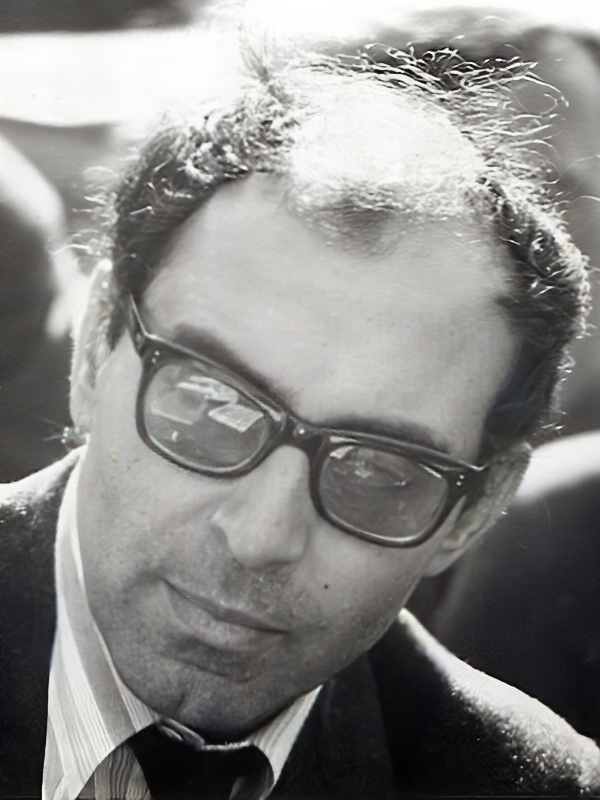
Jean-Luc Godard

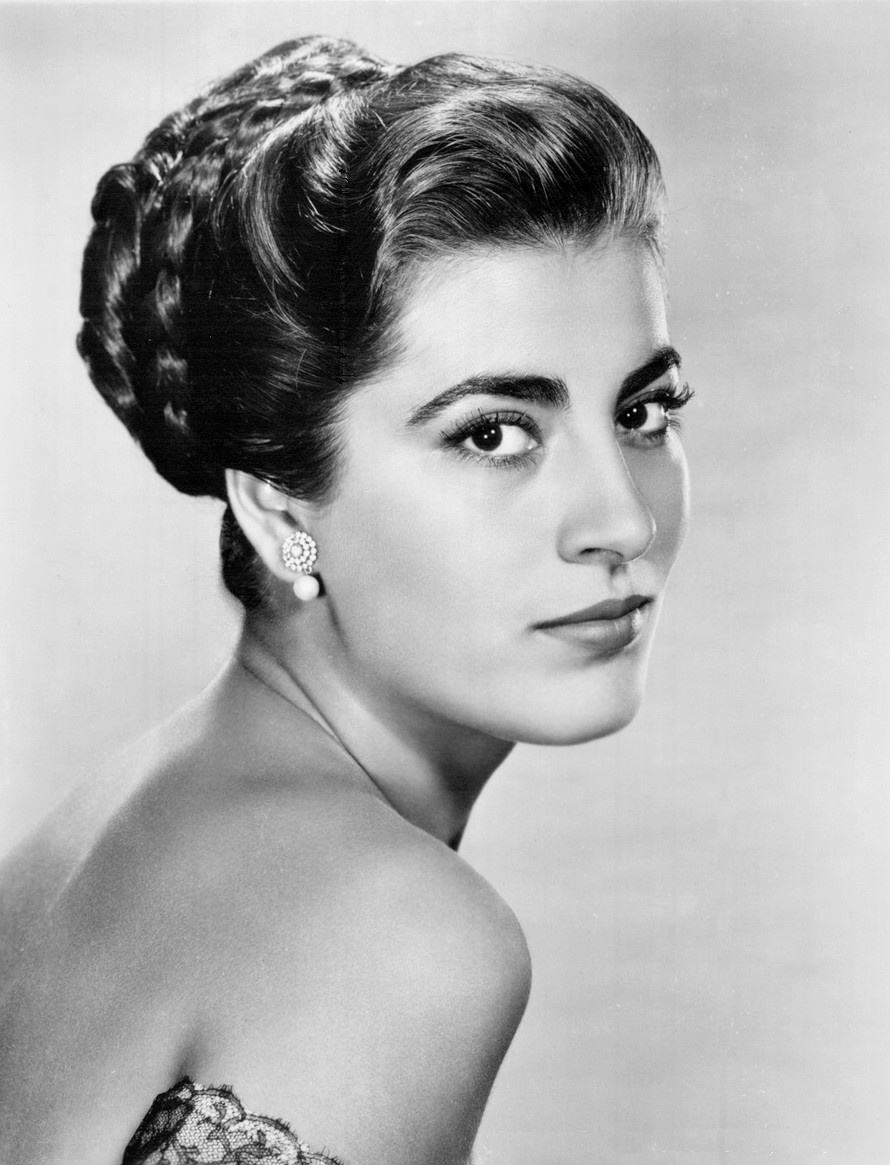
Irene Papas

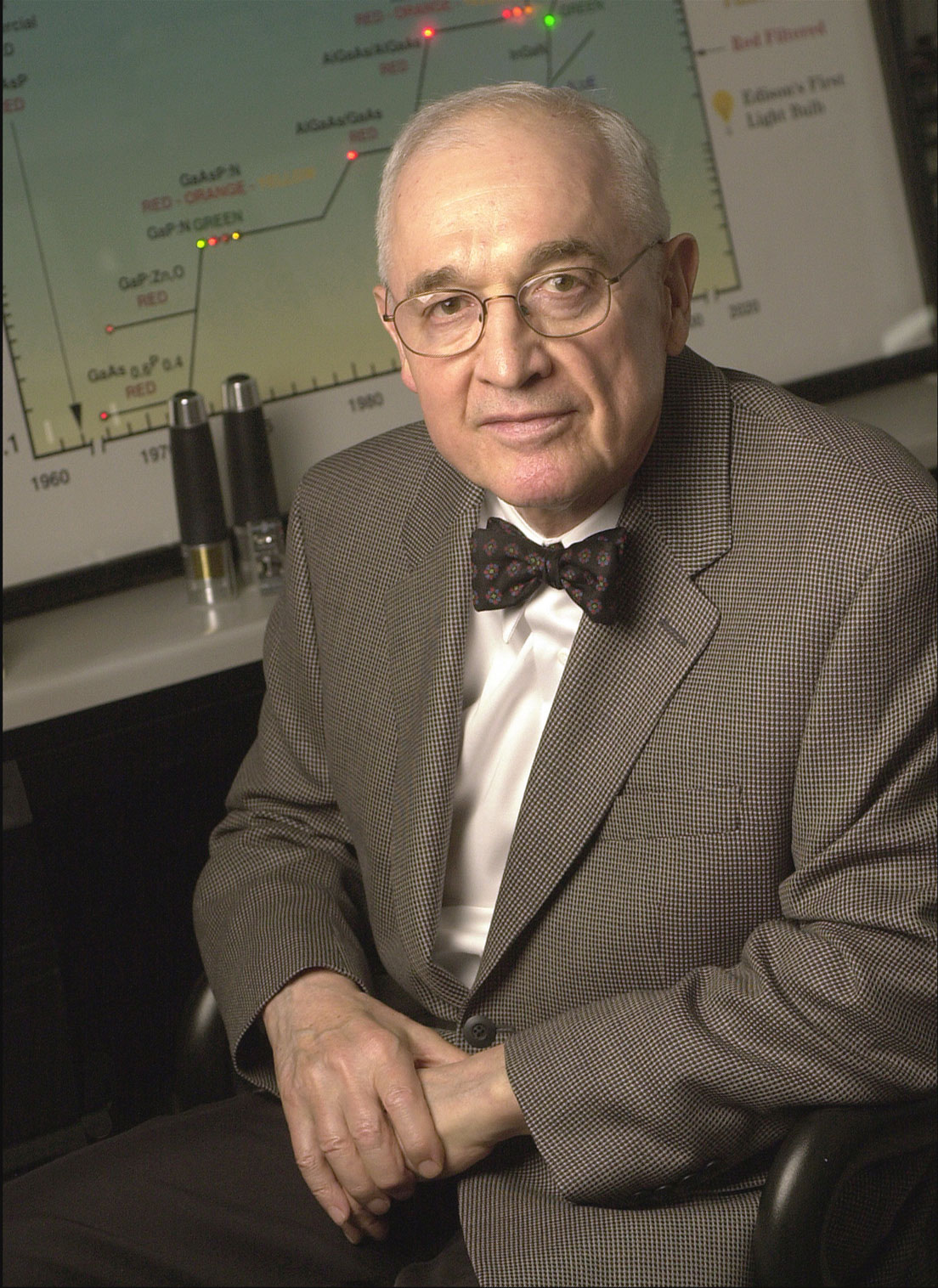
Nick Holonyak

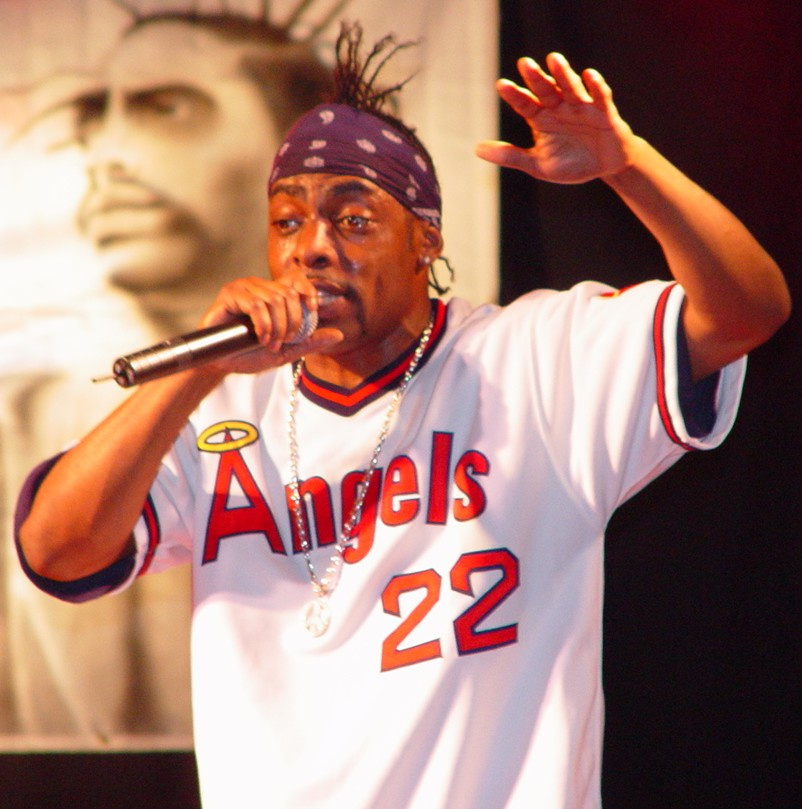
Coolio

  - Barbara Ehrenreich, nhà văn và nhà hoạt động chính trị người Mỹ (s. 1941)
  - Ravil Maganov, giám đốc điều hành dầu khí Nga, chủ tịch Lukoil (s. 1954)
  - Philip Mann, nhà văn New Zealand gốc Anh (s. 1942)
  - Abbas Maroufi, nhà văn Iran (s. 1957)
  - Mary Roy, nhà giáo dục và nhà hoạt động vì quyền phụ nữ người Ấn Độ (s. 1933)
- 2 tháng 9
  - Frank Drake, nhà thiên văn học và vật lý thiên văn người Mỹ (s. 1930)
  - Manuel Duarte, cầu thủ bóng đá người Bồ Đào Nha (s. 1945)
  - Giuse Trịnh Tái Phát, Giám mục người Đài Loan (s. 1932)
- 3 tháng 9: 
  - Châu Kim Sang, người mẫu Việt Nam (s. 1996)
  - Yuri Bashkatov, vận động viên bơi lội Moldova và huy chương bạc Olympic (s. 1968)
  - Shavez Hart, vận động viên điền kinh Bahamian (s. 1992)
- 4 tháng 9: 
  - Cyrus Mistry, doanh nhân người Ireland gốc Ấn Độ (s. 1968)
  - Boris Lagutin, võ sĩ người Nga và nhà vô địch Olympic (s. 1938)
- 5 tháng 9: 
  - Lars Vogt, nghệ sĩ piano và nhạc trưởng người Đức (s. 1970)
  - Hermann Gummel, nhà vật lý người Đức (s. 1923)[445]
- 6 tháng 9: 
  - Thẩm Thúy Hằng, Nghệ sĩ Ưu tú, diễn viên người Việt Nam (s. 1939)
  - Magdalena Ruiz Guiñazú, nhà văn Argentina (s. 1935)
  - Just Jaeckin, đạo diễn điện ảnh, nhiếp ảnh gia và nhà điêu khắc người Pháp (s. 1940)
- 7 tháng 9: 
  - Piet Schrijvers, cầu thủ và nhà quản lý bóng đá người Hà Lan (s. 1946)
  - Marsha Hunt, nữ diễn viên và nhà hoạt động người Mỹ (b. 1917)
  - Dagmar Schipamski, nhà vật lý và chính trị gia người Đức (b. 1943)
  - Valery Vladimirovich Polyakov, Nhà du hành vũ trụ Nga (s. 1942)
- 8 tháng 9: 
  - Elizabeth II, Nữ Hoàng Vương Quốc Anh (s. 1926)
  - Luke Swann, huấn luyện viên cricket người Anh (s. 1983)
- 9 tháng 9: Nicolae Bulat, nhà sử học Moldova (s. 1952)
- 10 tháng 9: 
  - B. B. Lal, nhà khảo cổ học Ấn Độ (s. 1921)
  - Jack King, diễn viên người Mỹ (s. 1931)
  - Vinh Sử, nhạc sĩ người Việt Nam (s. 1944)
- 11 tháng 9
  - Javier Marías, nhà văn Tây Ban Nha (s. 1951)
  - Krishnam Raju, diễn viên và chính trị gia Ấn Độ (s. 1940)
  - Alain Tanner, đạo diễn và biên kịch người Thụy Sĩ (s. 1929)
- 12 tháng 9: Ramsey Lewis, nghệ sĩ piano jazz người Mỹ, nhà soạn nhạc và nhân vật phát thanh (s. 1935)
- 13 tháng 9: 
  - Jean-Luc Godard, đạo diễn phim người Thụy Sĩ gốc Pháp (s. 1930)
  - Horacio Accavallo, võ sĩ người Argentina (s. 1934)
  - Ken Starr, chính trị gia, luật sư và thẩm phán người Mỹ (s. 1946)
- 14 tháng 9: 
  - Irene Papas, nữ diễn viên Hy Lạp (s. 1929)
  - Géza Csapó, vận động viên ca nô người Hungary và huy chương bạc Olympic (s. 1950)[446]
  - Mária Wittner, nhà cách mạng và chính trị gia người Hungary (s. 1937)[447]
- 15 tháng 9: 
  - Francescantonio Nolè, Giám mục Công giáo La Mã người Ý (s. 1948)
  - Saul Kripke, nhà triết học và logic học người Mỹ (s. 1940)
- 16 tháng 9: Mahsa Amini, Phụ nữ Iran (s. 2000)[448][449]
- 17 tháng 9: Igor Maslennikov, đạo diễn, nhà biên kịch phim Liên Xô và Nga (s. 1931)
- 18 tháng 9: 
  - Carmen A. Miró, Nhà xã hội học Panama (s. 1919)
  - Nicolas Schindelholz, cầu thủ bóng đá Thụy Sĩ (s. 1988)
  - Nick Holonyak, kỹ sư và nhà phát minh người Mỹ (s. 1928)
- 20 tháng 9:
  - Émile Antonio, cầu thủ bóng đá người Pháp (s. 1928)[450]
  - Choi U-geun, doanh nhân và chính trị gia Hàn Quốc (s. 1926)[451]
  - David C. Harrington, chính trị gia người Mỹ (s. 1954)[452]
  - Tanios El Khoury, Giám mục Công giáo Maronite người Liban (s. 1930)[453]
- 22 tháng 9: Hilary Mantel, tác giả người Anh (s. 1952)[454]
- 23 tháng 9: 
  - Carlos Balá, diễn viên người Argentina (s. 1925)[455]
  - Louise Fletcher, nữ diễn viên người Mỹ (s. 1934)
  - Franciszek Pieczka, diễn viên Ba Lan (s. 1928)
- 24 tháng 9: Pharoah Sanders, nghệ sĩ saxophone jazz người Mỹ (b. 1940)
- 25 tháng 9: 
  - Aïcha Chenna, nhân viên xã hội người Maroc (s. 1941)
  - Rafael Chimishkyan, vận động viên cử tạ người Gruzia và là nhà vô địch Olympic (s. 1929)
- 26 tháng 9: Yusuf al-Qaradawi, học giả Hồi giáo Ai Cập (s. 1926)
- 27 tháng 9: Arlene Bashnett, người Mỹ nổi tiếng trên Internet (s. 1919)
- 28 tháng 9: 
  - Nguyễn Ngọc Ký, Nhà giáo Ưu tú người Việt Nam (s. 1947).[456]
  - Bruno Bolchi, cầu thủ bóng đá Ý (s. 1940)[457]
  - Torhild Bransdal, chính trị gia Na Uy (s. 1956)
  - Coolio, rapper người Mỹ (s. 1963)[458]
  - Hilton Forrest Deakin, Giám mục Công giáo La Mã người Úc (s. 1932)[459]
  - Jayanti Patnaik, nhân viên xã hội và chính trị gia Ấn Độ) (s. 1932)[460]
  - Andre Payette, vận động viên khúc côn cầu trên băng người Canada (s. 1976)[461]
  - Bill Plante, nhà báo người Mỹ (s. 1938)[462]
  - Jan Styrna, Giám mục Công giáo La Mã Ba Lan (s. 1941)[463]
- 29 tháng 9:
  - Alexandru Arșinel, diễn viên người Romania (s. 1939)
  - Audrey Evans, bác sĩ ung thư người Mỹ gốc Anh (s. 1925)
  - Mieczysław Gil,  chính trị gia Ba Lan (s. 1944)
  - Rob Landsbergen, cầu thủ bóng đá người Hà Lan (s. 1960)
  - Yousuf Mustikhan, chính trị gia Pakistan (s. 1948)
  - Eduardo Navarro, cầu thủ bóng đá Tây Ban Nha (s. 1979)
  - Prins Póló, ca sĩ kiêm nhạc sĩ người Iceland (s. 1977)
  - Al Primo, giám đốc điều hành hãng tin truyền hình Mỹ (s. 1935)
  - Ignacio Rodríguez Iturbe, nhà thủy văn học người Venezuela (s. 1942)
  - Ildikó Szendrődi-Kővári, vận động viên trượt tuyết núi cao Olympic Hungary (s. 1930)
  - Paul Veyne, nhà khảo cổ học và sử học người Pháp (s. 1930)
- 30 tháng 9:
  - Shehzad Azam,  vận động viên cricket Pakistan (s. 1985)
  - Manvel Badeyan, chính trị gia Armenia (s. 1957)
  - Franco Dragone, giám đốc nhà hát người Bỉ gốc Ý (s. 1952)
  - C. B. Embry, chính trị gia người Mỹ (s. 1941)
  - San'yūtei Enraku VI, diễn viên hài rakugo Nhật Bản (s. 1950)[464]
  - Yury Zaitsev, vận động viên cử tạ người Nga và nhà vô địch Olympic (s. 1951)[465]

### Tháng 10

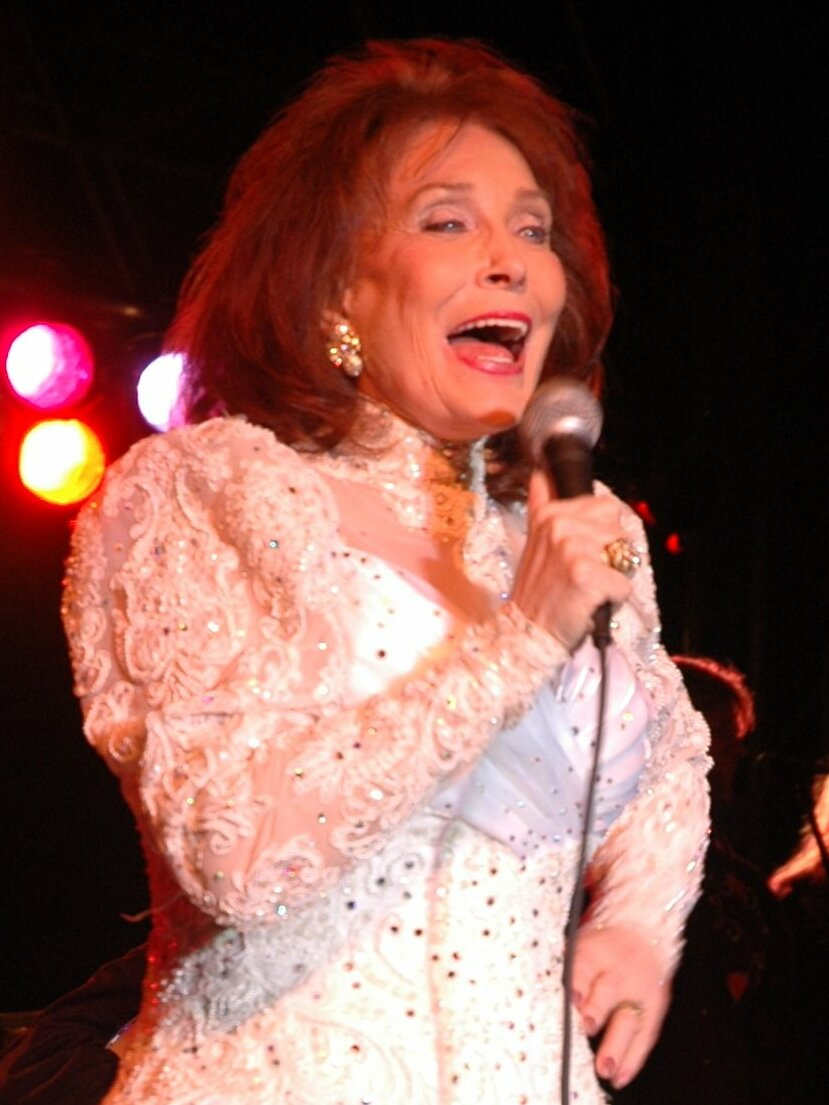
Loretta Lynn

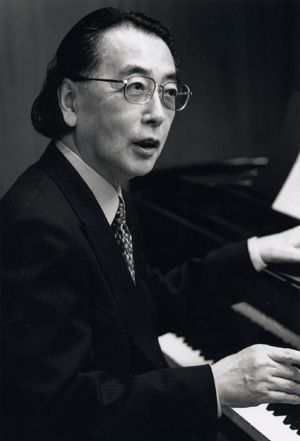
Toshi Ichiyanagi

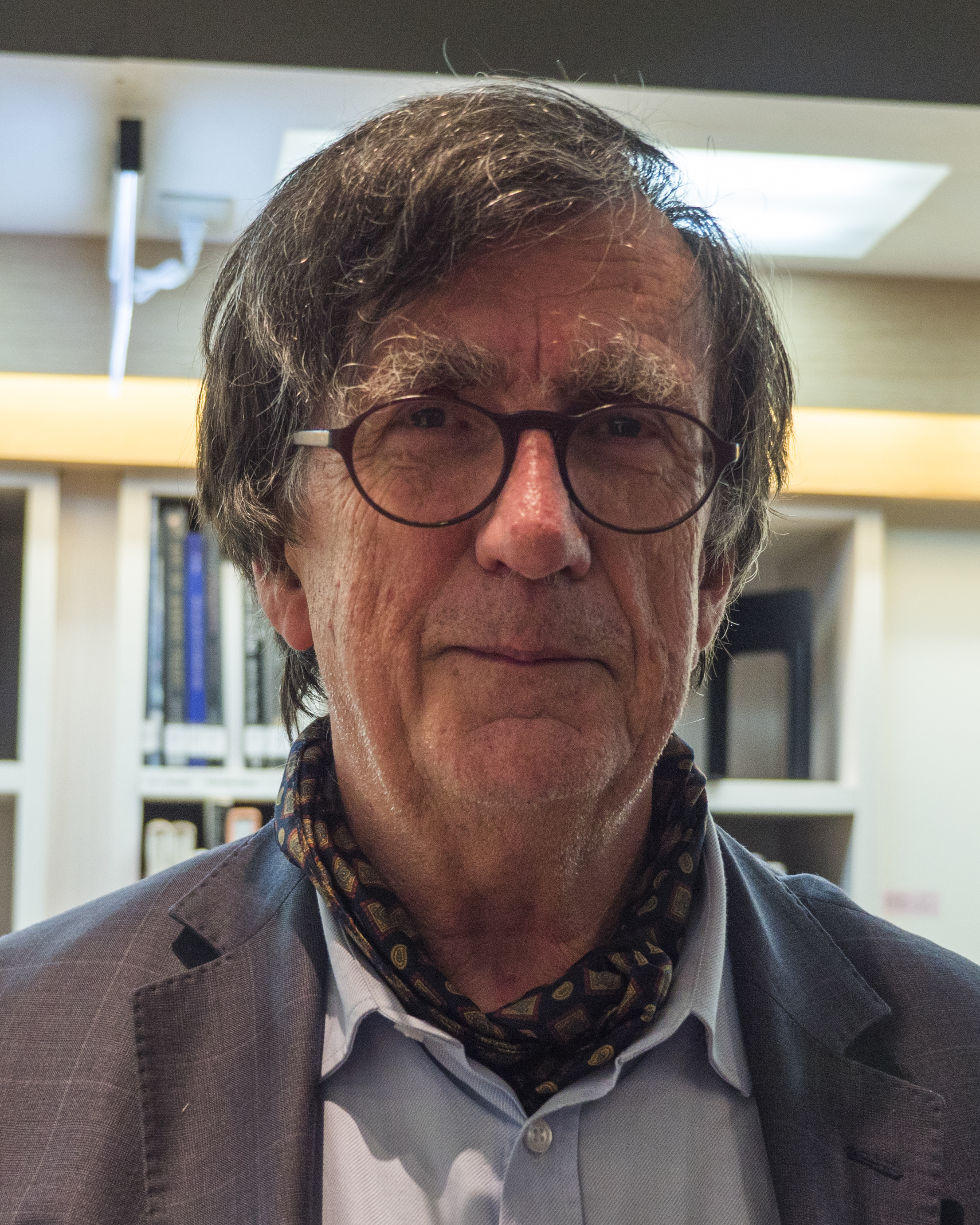
Bruno Latour

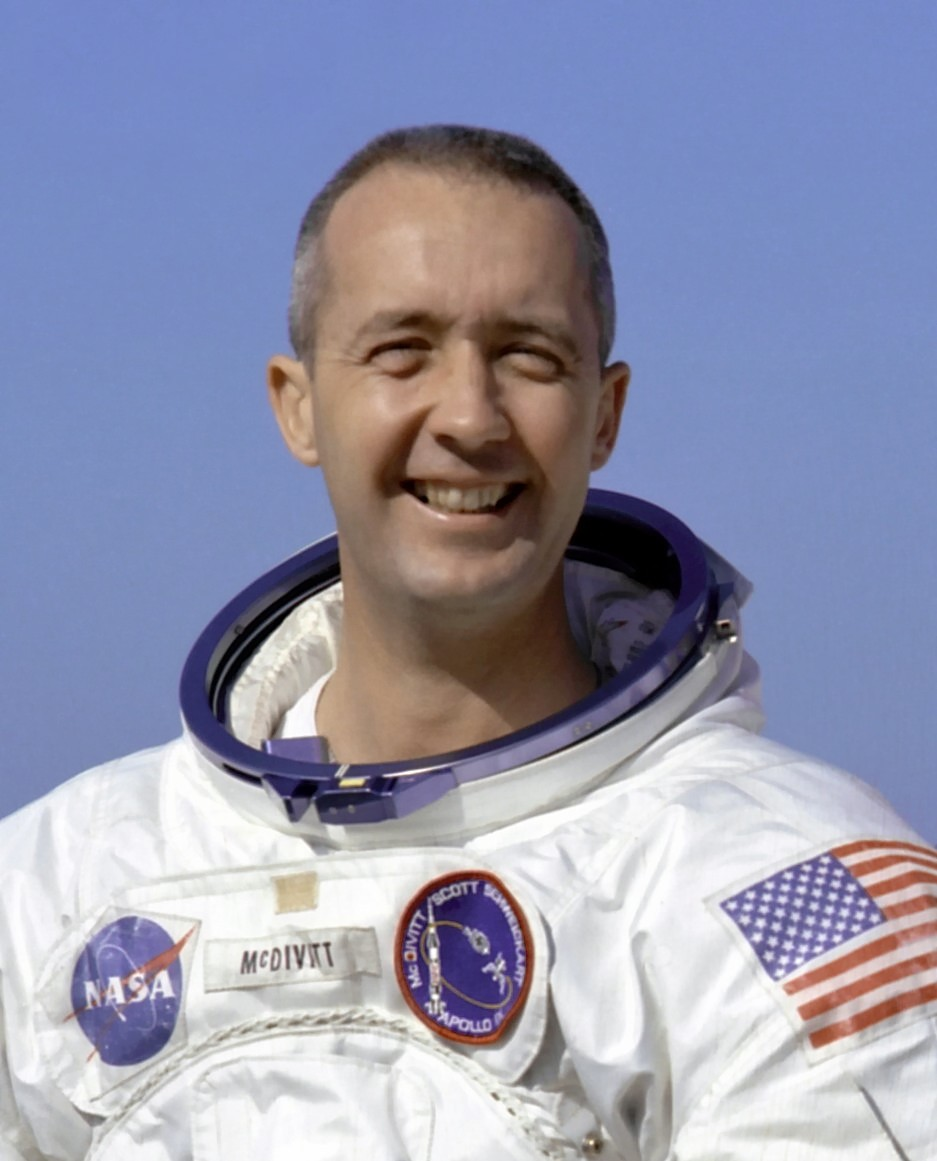
James McDivitt

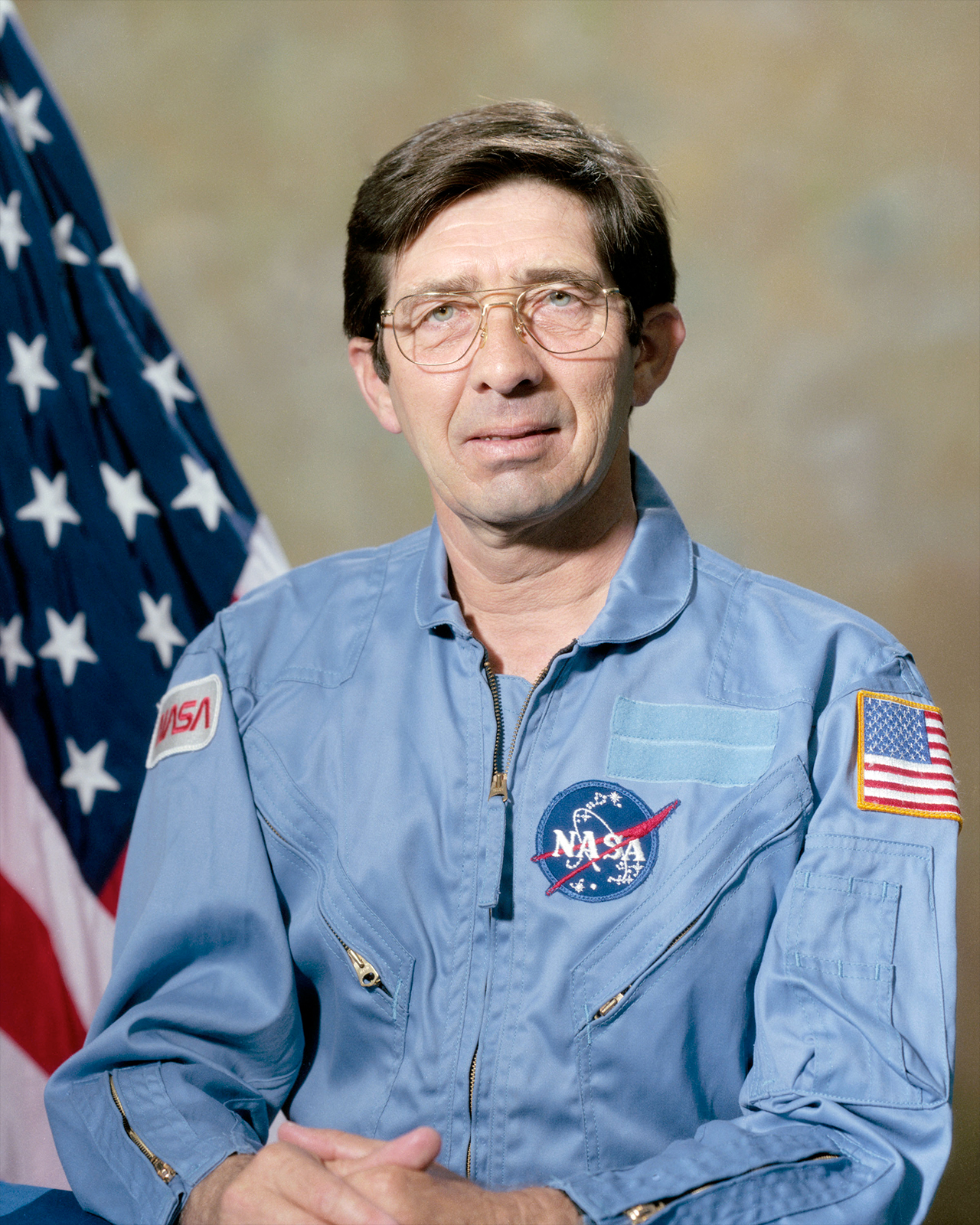
Lodewijk van den Berg

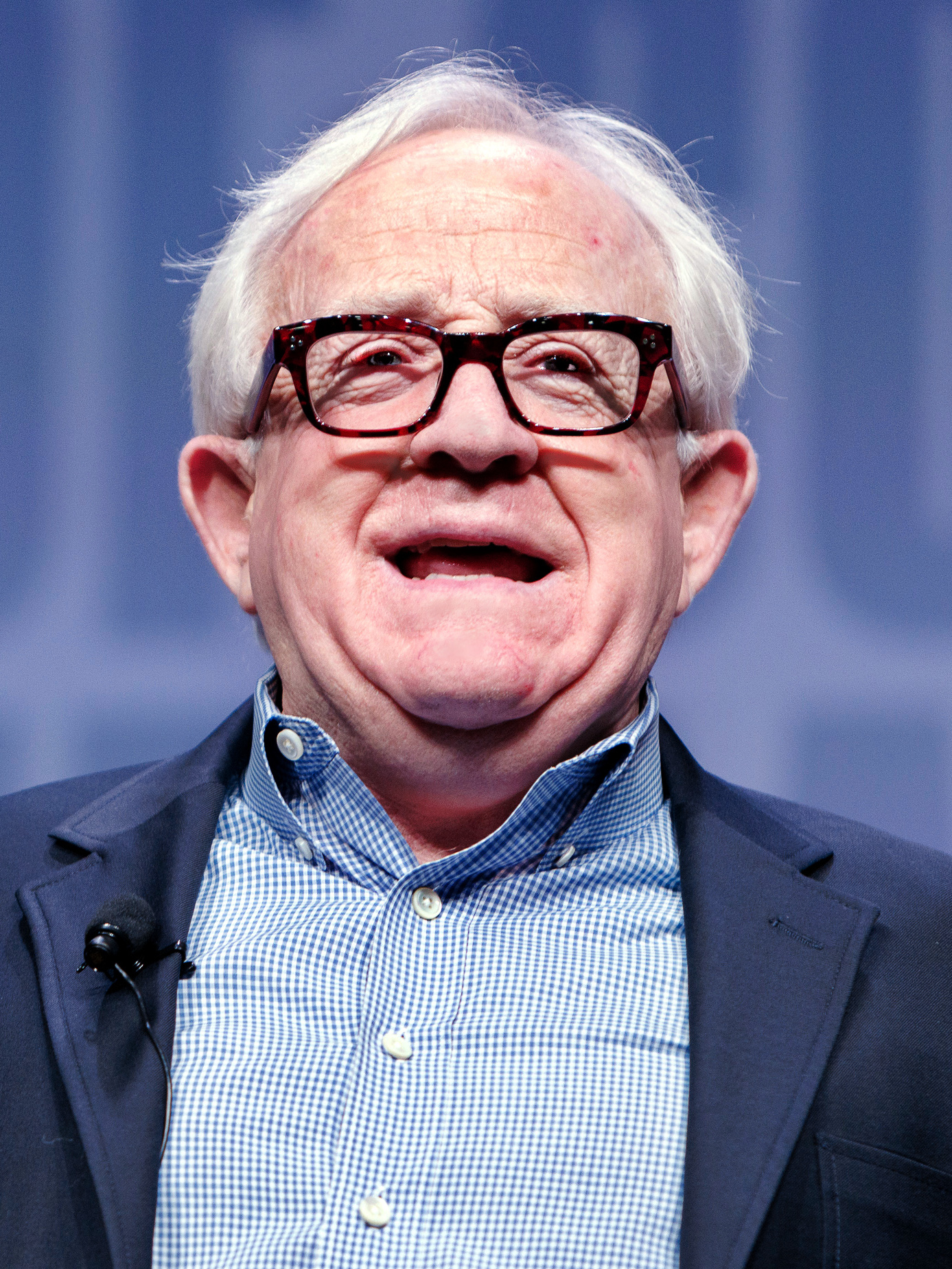
Leslie Jordan

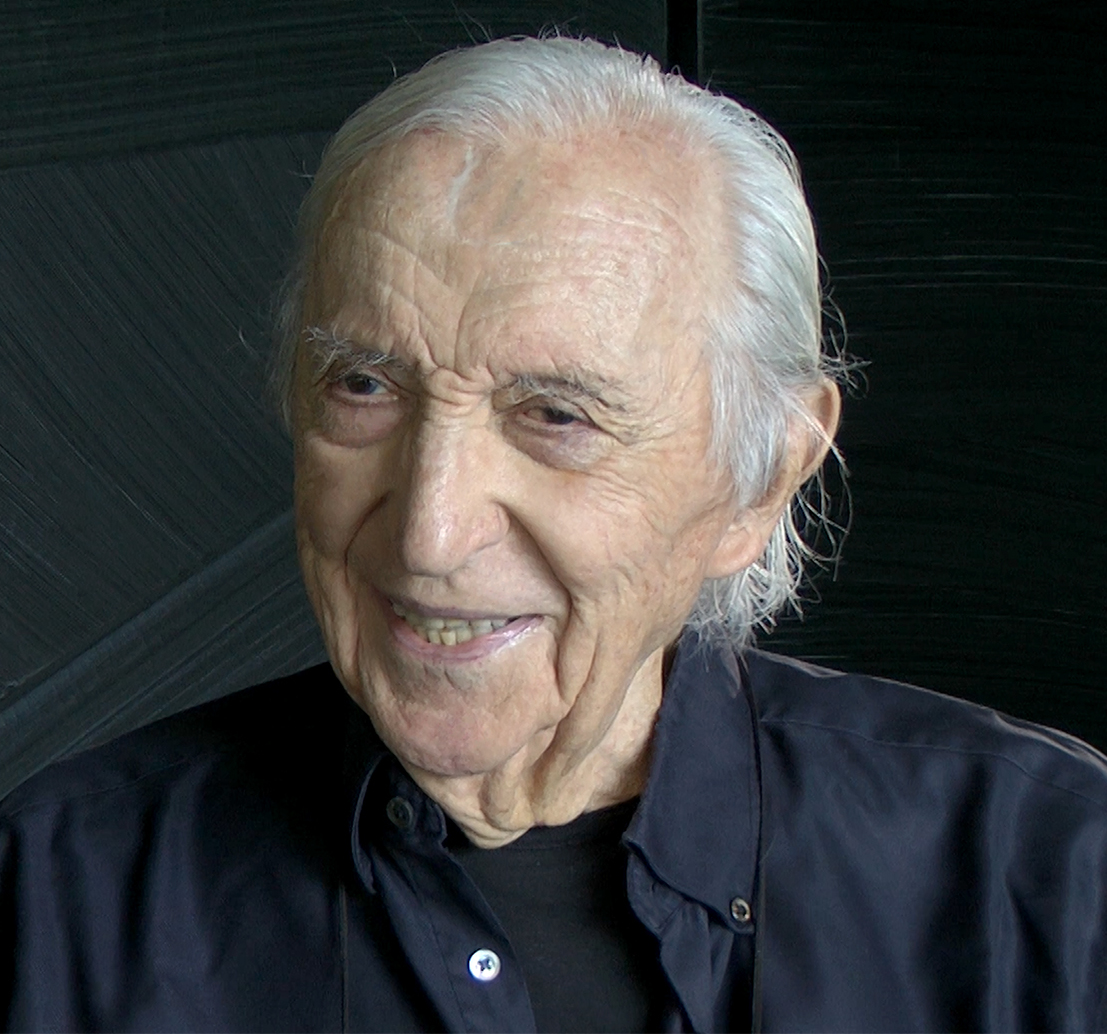
Pierre Soulages

- 1 tháng 10: Antonio Inoki, đô vật và chính trị gia chuyên nghiệp Nhật Bản (s. 1943)[466]
- 2 tháng 10:
  - Sacheen Littlefeather, nữ diễn viên và nhà hoạt động dân quyền người Mỹ (s. 1946)
  - François Remetter, cầu thủ bóng đá người Pháp (s. 1928)
- 3 tháng 10: Kim Jung Gi, họa sĩ minh họa và truyện tranh Hàn Quốc (s. 1975)
- 4 tháng 10: Loretta Lynn, ca sĩ và nhạc sĩ đồng quê người Mỹ (s. 1932)[467]
- 5 tháng 10: Barbara Stamm, chính trị gia người Đức (s. 1944)
- 6 tháng 10: Phil Read, tay đua mô tô người Anh (s. 1939)[468]
- 7 tháng 10: 
  - Paul-Mounged El-Hachem, Giám mục Công giáo Maronite người Liban (s. 1934)
  - Toshi Ichiyanagi, nhà soạn nhạc và nghệ sĩ dương cầm Nhật Bản (s. 1933)
- 8 tháng 10:
  - Peter Tobin, kẻ giết người hàng loạt người Scotland (s. 1946)
  - Frank Youso, cầu thủ bóng đá người Mỹ (s. 1936)
- 9 tháng 10: 
  - Nguyễn Diana, hoa hậu người Việt Nam (s. 1996)
  - Bruno Latour, nhà triết học và xã hội học người Pháp (s. 1947)
- 10 tháng 10:
  - Subbu Arumugam, nhà văn và người kể chuyện người Ấn Độ (s. 1928)
  - Sergio Brighenti, cầu thủ bóng đá Ý (s. 1932)
  - Leon Schidlowsky, nhà soạn nhạc người Chile - Israel (s. 1931)
  - Mulayam Singh Yadav, chính trị gia Ấn Độ (s. 1939)
- 11 tháng 10: 
  - Sheikh Anne Rahman, chính trị gia Bangladesh (s. 1960)
  - Angela Lansbury, nữ diễn viên và ca sĩ người Mỹ gốc Anh (s. 1925)
- 12 tháng 10:
  - Konstantin Landa, kiện tướng cờ vua người Nga (s. 1972)
  - Nikolay Petrunin, chính trị gia Nga (s. 1976)
  - Karen Poniachik, nhà báo và chính trị gia người Chile (s. 1965)
  - Lucious Jackson, vận động viên bóng rổ người Mỹ và nhà vô địch Olympic (s. 1941)
  - Ralph Pearson, nhà hóa học người Mỹ (s. 1919)
- 13 tháng 10:
  - James McDivitt, phi hành gia người Mỹ (s. 1929)
  - Halvor Næs, VĐV nhảy cầu Olympic Na Uy (s. 1928)
- 14 tháng 10: 
  - Robbie Coltrane, diễn viên người Scotland (s. 1950)[469]
  - Stanislav Kropilák, cầu thủ bóng rổ người Slovakia (s. 1955)
  - Alexandros Nikolaidis, vận động viên taekwondo Hy Lạp và huy chương bạc Olympic (s. 1979)
  - Kay Parker, nữ diễn viên người Anh (s. 1944)
  - Ted White, diễn viên đóng thế người Mỹ (s. 1926)
  - Ralf Wolter, nam diễn viên người Đức (s. 1926)
- 16 tháng 10
  - Jüri Arrak, họa sĩ người Estonia (s. 1936)
  - Lodewijk van den Berg, kỹ sư hóa học và phi hành gia người Mỹ gốc Hà Lan (s. 1932)
  - Benjamin Civiletti, luật sư và chính trị gia người Mỹ (s. 1935)
  - Josef Somr, diễn viên người Séc (s. 1934)
- 17 tháng 10
  - Yury Klimov, vận động viên bóng ném người Nga, huấn luyện viên và nhà vô địch Olympic (s. 1940)
  - Younoussi Touré, Thủ tướng thứ 4 của Mali (s. 1941)[470]
- 18 tháng 10
  - Charles Duncan Jr., doanh nhân và chính trị gia người Mỹ (s. 1926)
  - Ole Ellefsæter, vận động viên trượt tuyết băng đồng, ca sĩ và nhà vô địch Olympic người Na Uy (s. 1939)
  - Robert Gordon, ca sĩ người Mỹ (s. 1947)
  - John P. Meier, học giả người Mỹ và linh mục Công giáo La Mã (s. 1942)
- 19 tháng 10: Philip Waruede, võ sĩ người Kenya và huy chương bạc Olympic (s. 1945)
- 20 tháng 10:
  - Anton Donchev, nhà văn Bulgaria (s. 1930)
  - Ron Masak, diễn viên người Mỹ (s. 1936)
- 21 tháng 10
  - Masato Kudo, cầu thủ bóng đá Nhật Bản (s. 1990)[471]
  - Silvana Suárez, nữ hoàng sắc đẹp Argentina (s. 1958)
- 22 tháng 10: 
  - Dietrich Mateschitz, doanh nhân người Áo (s. 1944)[472]
  - Leszek Engelking, nhà văn và dịch giả người Ba Lan (s. 1955)
- 23 tháng 10: 
  - Libor Pešek, nhạc trưởng người Séc (s. 1933)
  - Amou Haji, ẩn sĩ người Iran (s. 1928)
- 24 tháng 10: 
  - Laila Shawa, nghệ sĩ người Palestine (s. 1940)
  - Leslie Jordan, diễn viên người Mỹ (s. 1955)
  - Ashton Carter, chính trị gia và học giả Hoa Kỳ (s. 1954)
- 25 tháng 10: Leonie Forbes, nữ diễn viên người Jamaica (s. 1937)
- 26 tháng 10:
  - Brian Robinson, người đi xe đạp người Anh (s. 1930)
  - Pierre Soulages, nghệ sĩ thị giác người Pháp (s. 1919)
- 28 tháng 10: Jerry Lee Lewis, ca sĩ kiêm nhạc sĩ và nhạc sĩ người Mỹ (s. 1935)

### Tháng 11

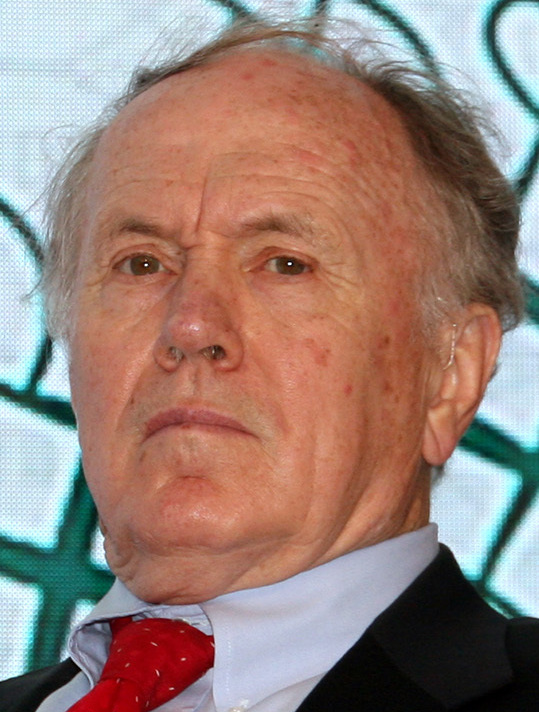
Edward C. Prescott

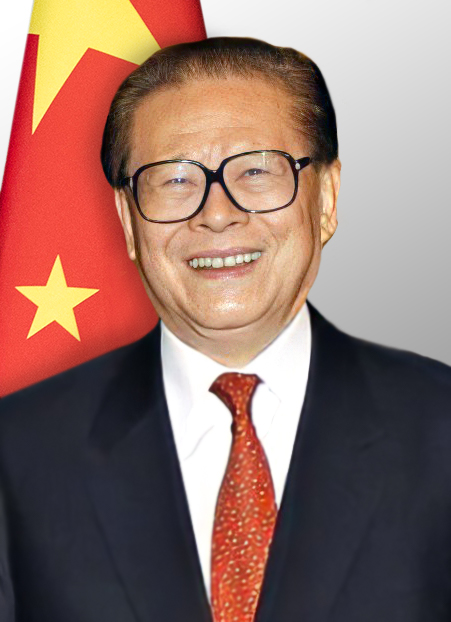
Giang Trạch Dân

- 1 tháng 11: Takeoff, rapper người Mỹ (s. 1994)[473]
- 2 tháng 11:
  - Mauro Forghieri, kỹ sư cơ khí người Ý (s. 1935)[474]
  - Nicholas Harding, họa sĩ người Úc gốc Anh (s. 1956)[475]
  - Jambey Tashi, chính trị gia Ấn Độ (s. 1978)[476]
  - Ela Bhatt, nhà hoạt động xã hội và Hiệu trưởng Gujarat Vidyapith (s. 1933)[477]
- 4 tháng 11: Balakh Sher Mazari, Thủ tướng Pakistan (s. 1928)[478]
- 5 tháng 11:
  - Karmenu Mifsud Bonnici, thứ 9 Thủ tướng Malta (s. 1933)
  - Aaron Carter, ca sĩ người Mỹ (s. 1987)
- 6 tháng 11: Edward C. Prescott, nhà kinh tế học người Mỹ Nobel (s. 1940)
- 8 tháng 11: Viktor Cherkesov, sĩ quan tình báo Nga (s. 1950)
- 9 tháng 11: 
  - Werner Schulz, chính trị gia người Đức (s. 1950)
  - Gal Costa, ca sĩ người Brazil (s. 1945)
- 10 tháng 11: Kevin Conroy, diễn viên lồng tiếng người Mỹ (s. 1955)[479]
- 11 tháng 11: Gallagher, diễn viên hài người Mỹ (s. 1946)[480]
- 12 tháng 11:
  - Goran Kovačević, chính trị gia Serbia (s. 1970)[481]
  - Mehran Karimi Nasseri, người tị nạn không quốc tịch gốc Iran (s. 1945)[482]
  - Mohammad Nejatullah Siddiqi, nhà kinh tế Ấn Độ (s. 1931)[483]
- 13 tháng 11: Heather Anderson, cầu thủ bóng đá Úc (s. 1994)
- 14 tháng 11: Aleksandr Sloboda, chính trị gia Belarus (s. 1920)
- 15 tháng 11: 
  - Luiz Antônio Fleury Filho, chính trị gia người Brazil (s. 1949)
  - Frida, chú chó Mexico tìm kiếm và cứu nạn (s. 2009)[484]
- 16 tháng 11: 
  - Nasser Takmil Homayoun, nhà sử học Iran (s. 1936)
  - Christopher Duffy, nhà sử học quân sự Anh (s. 1936)
- 17 tháng 11:
  - Fred Brooks, nhà văn và nhà khoa học máy tính người Mỹ (s. 1931)
  - Aleksandr Gorshkov, vận động viên trượt băng nghệ thuật người Nga và nhà vô địch Olympic (s. 1946)
- 18 tháng 11: Ned Rorem, nhà soạn nhạc người Mỹ (s. 1923)
- 19 tháng 11: Greg Bear, nhà văn và họa sĩ minh họa khoa học viễn tưởng người Mỹ (s. 1951)[485]
- 20 tháng 11: Gianni Bisiach, nhà báo và nhà văn người Ý (s. 1927)
- 21 tháng 11: 
  - Nguyễn Văn Hùng, Phó Chủ nhiệm Ủy ban Kiểm tra Trung ương (s. 1964)
  - Gabriel Camargo Salamanca, chính trị gia Colombia (s. 1942)
  - Norrie Davidson, cầu thủ bóng đá người Scotland (s. 1934)
  - Michael Feingold, nhà phê bình người Mỹ (s. 1945)
- 30 tháng 11:
  - Vũ Oanh, Nguyên Ủy viên Bộ Chính trị khóa VII, Nguyên Bí thư Trung ương Đảng khóa VI, VII (s. 1924)
  - Giang Trạch Dân, Nguyên Tổng Bí thư Ban Chấp hành Trung ương Đảng Cộng sản Trung Quốc, Nguyên Chủ tịch nước Cộng hòa Nhân dân Trung Hoa (s. 1926)

### Tháng 12

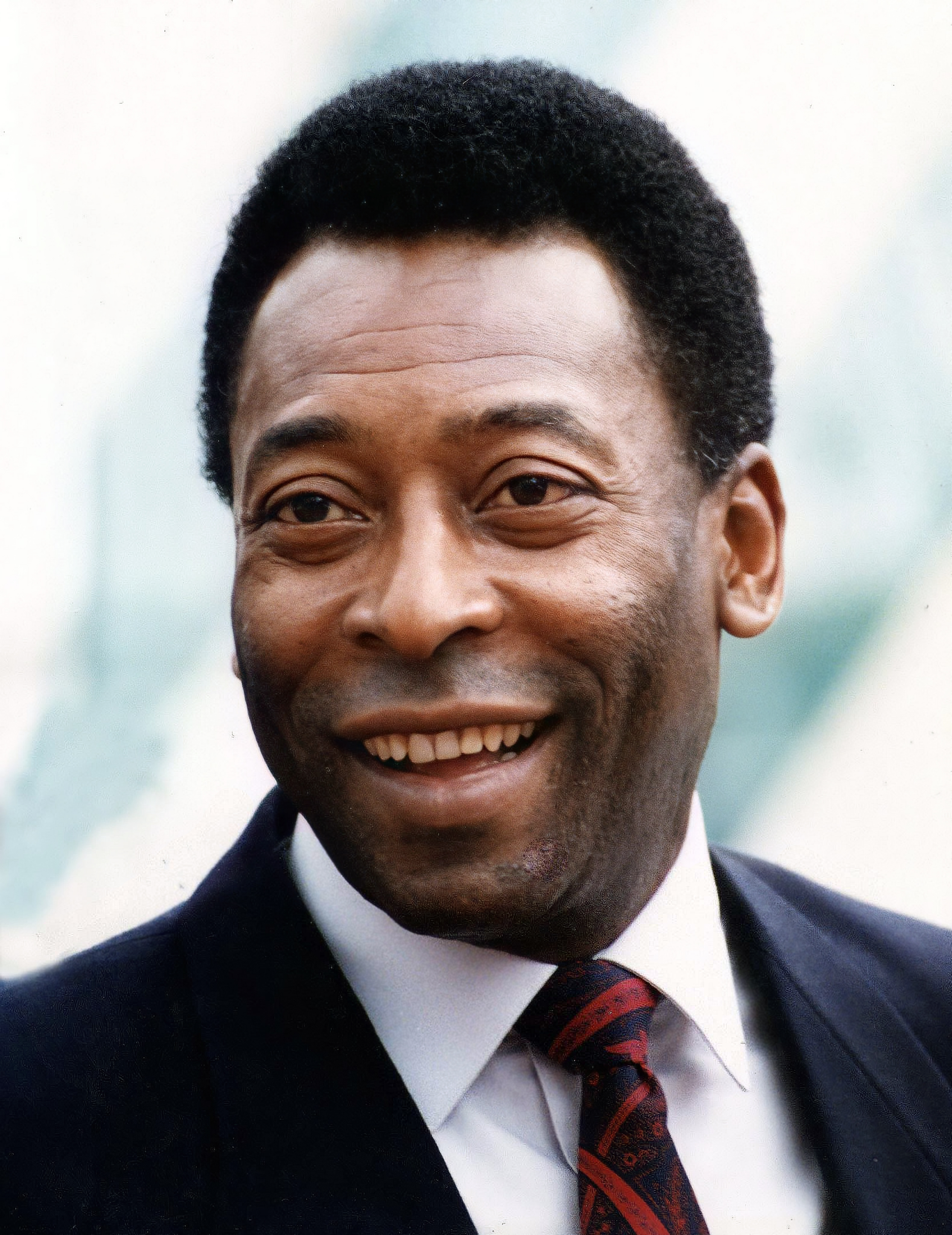
Pelé

Edgar Savisaar

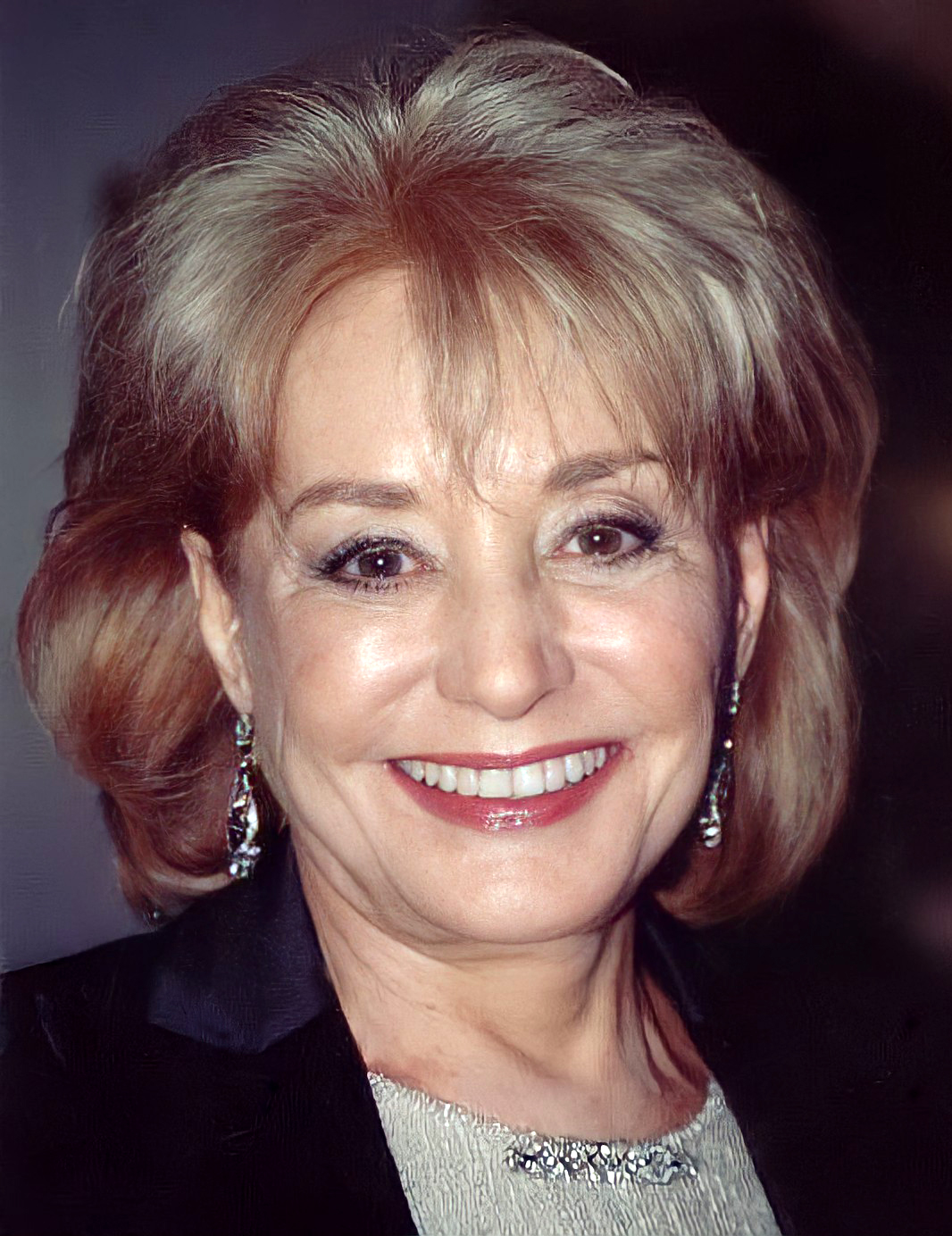
Barbara Walters

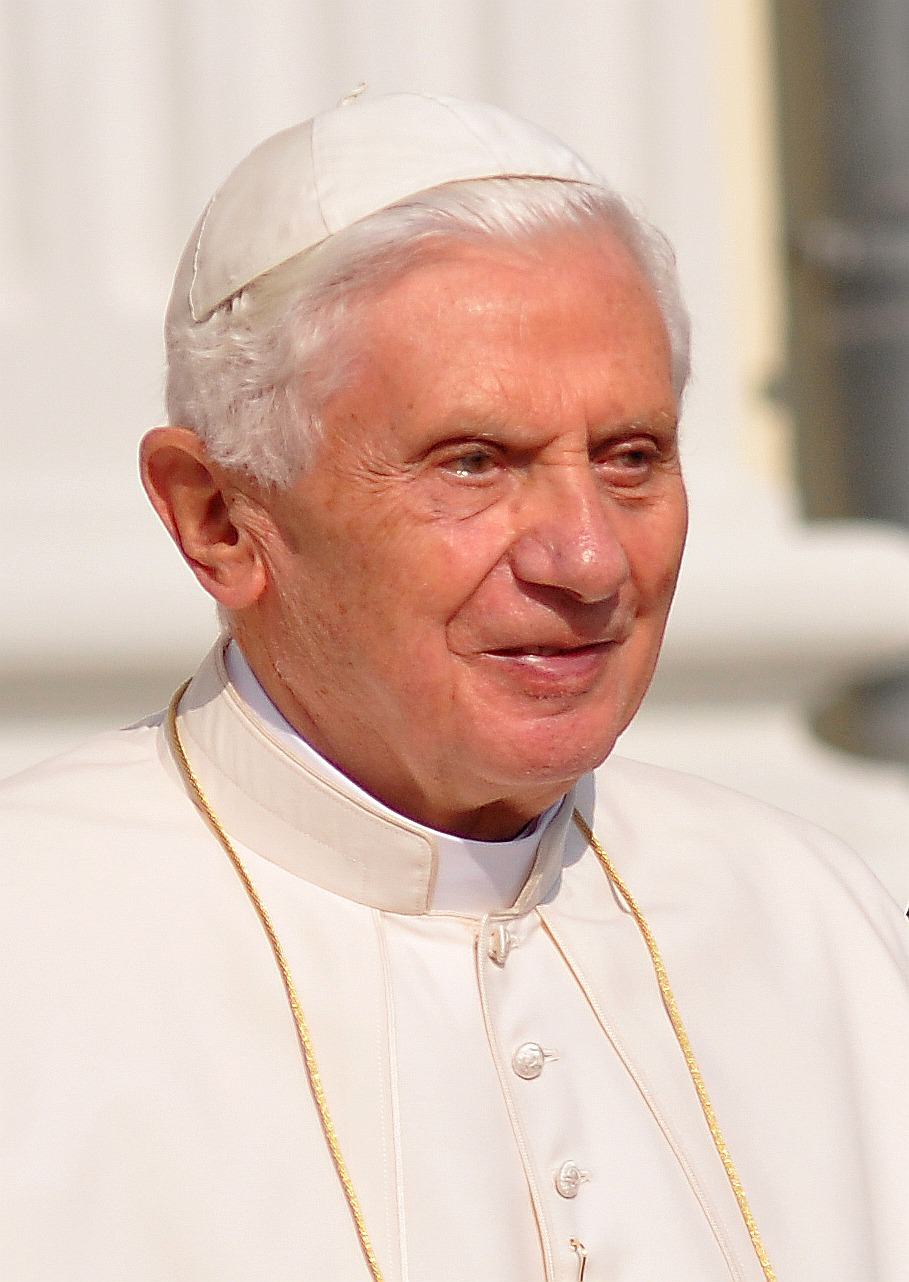
Giáo hoàng Biển Đức XVI

- 3 tháng 12: Jim Kolbe, chính trị gia người Mỹ (s. 1942)
- 5 tháng 12: Kirstie Alley, nữ diễn viên người Mỹ (s. 1951)
- 7 tháng 12: Chí Tâm, quán quân Tài tử miệt vườn 2019 người Việt Nam (s. 1979)
- 8 tháng 12: Miodrag Ješić, huấn luyện viên kiêm cầu thủ bóng đá Serbia (s. 1958)
- 9 tháng 12: Joseph Kittinger, sĩ quan Lực lượng Không quân Hoa Kỳ (s. 1928)
- 11 tháng 12: Angelo Badalamenti, nhà soạn nhạc người Mỹ (s. 1937)
- 12 tháng 12: Mirosław Hermaszewski, nhà du hành vũ trụ Ba Lan (s. 1941)
- 16 tháng 12:
  - Siniša Mihajlović, huấn luyện viên và cầu thủ bóng đá người Serbia (s. 1969)
  - Jose Maria Sison, nhà văn và nhà hoạt động người Philippines (s. 1939)
- 18 tháng 12: Terry Hall, nhạc sĩ và ca sĩ người Anh (s. 1959)
- 20 tháng 12: Subroto, Tổng thư ký thứ 16 và 19 của OPEC (s. 1923)
- 22 tháng 12: Anton Tkáč, vận động viên đua xe đạp Slovakia và nhà vô địch Olympic (s. 1951)
- 23 tháng 12:
  - George Cohen, cầu thủ bóng đá người Anh (s. 1939)
  - Maxi Jazz, nhạc sĩ người Anh (s. 1957)
- 24 tháng 12: Franco Frattini, chính trị gia và quan tòa người Ý (s. 1957)
- 27 tháng 12: Dominique Bentejac, vận động viên cưỡi ngựa Olympic Người Pháp (s. 1944)
- 28 tháng 12: 
  - Sribhashyam Vijayasarathi, nhà văn Ấn Độ, nhà ngữ pháp tiếng Phạn, và nhà phê bình văn học. (s. 1936)
  - Arata Isozaki, kiến trúc sư Nhật Bản (s. 1931)
- 29 tháng 12:
  - Ruggero Deodato, đạo diễn phim người Ý (s. 1939)
  - János Varga, đô vật Hungary và nhà vô địch Olympic (s. 1939)
  - Pelé, cầu thủ bóng đá người Brasil (s. 1940)
  - Edgar Savisaar, Thủ tướng thứ nhất của Chính phủ lâm thời Estonia (s. 1950)
- 30 tháng 12:
  - Janez Zemljarič, Thủ tướng thứ 9 của Cộng hòa Xã hội Chủ nghĩa Slovenia (s. 1928)
  - Barbara Walters, nhà báo người Mỹ (s. 1929)
- 31 tháng 12: Giáo hoàng Biển Đức XVI, Giáo hoàng thứ 265 (s. 1927)

## Các giải Nobel
- Hóa học - Carolyn R. Bertozzi, Morten P. Meldal và Karl Barry Sharpless.[486]
- Kinh tế - Ben Bernanke, Douglas Diamond và Philip H. Dybvig[487]
- Văn học - Annie Ernaux.[488]
- Giải Nobel Hòa bình - Ales Bialiatski, Đài tưởng niệm và Trung tâm Tự do Dân sự.[489]
- Vật lý - Alain Aspect, John Clauser và Anton Zeilinger.[490]
- Sinh lý học hoặc Y học - Svante Pääbo.[491]